# ユジノサハリンスク
ユジノサハリンスク（露: Южно-Сахалинск ユージュナ・サハリーンスク、英: Yuzhno-Sakhalinsk）は、ロシア連邦の極東連邦管区サハリン州の都市で、同州の州都である。人口は約18万人。
日本語名である豊原（とよはら）とも呼ばれていたが、現在のユジノサハリンスク市域は、日本統治時代の行政区分では豊原市、豊北村、川上村のそれぞれ一部にあたり、豊原とは区域が完全には一致していない。日本統治時代（1905年 - 1945年）は樺太庁が置かれていた。

## 概要

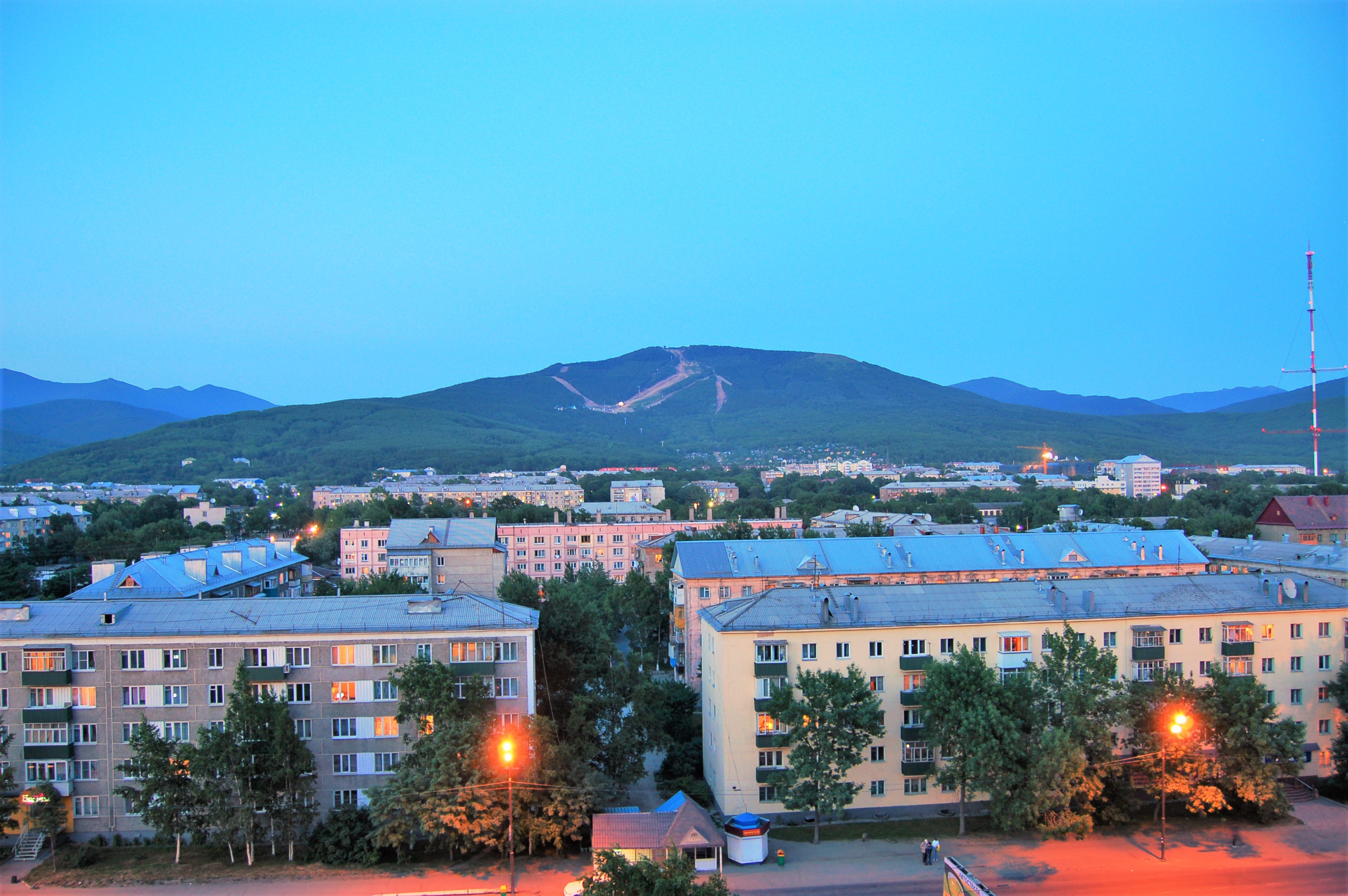
南東部郊外（ミーラ大通り（旧東7条通り）近辺）に林立するフルシチョフカ様式集合住宅の夜景。遠方にそびえるのはユジノサハリンスキー山脈（樺太山脈）

人口20万人（2020年）。サハリン州の州都で、州内で最大の都市である。市名は「南サハリンの町」の意。
1965年（昭和40年）に日本の樺太墓参団が訪問した当時の人口は約9万人規模。
急ピッチで5 - 6階建てのコンクリート製フルシチョフカ様式アパート群が建設されており、日本時代を偲ばせられたものは、旧豊原駅および旧樺太庁博物館程度だったとされている。
住民数に比べて交通量は少なく、市内の目抜き通りであるレーニナ通り（旧豊原大通り）には、まだ信号機が無かった。
かつてはホルムスク市（旧真岡町）まで通じていた（現在は途中駅迄）鉄道の分岐点。
輸送機関の修理工場をはじめ、鉱山、漁業、皮革、家具などの工場の他、高等師範学校、林、工、商の各種中等学校がある。
ユジノサハリンスク駅東口前にある公園施設「レーニン広場（旧豊原駅前広場）」には、今もレーニン像が残っている。

## 地理
サハリン島（旧樺太）で唯一10万人以上の人口を持つ都市。ススヤ川（旧鈴谷川）に臨む。外国人の島内旅行や船での航行、海岸や天然湖でのレクリエーションには連邦保安局や国境警備隊の許可が必要である。

### 位置
サハリン島（旧樺太）の南部に位置し、東はチェーホフ山（旧鈴谷岳）を含むススヤ連峰（旧鈴谷山脈）、西はユジノサハリンスキー山脈（旧西樺太山脈）に囲まれた盆地（旧鈴谷平野）で、ススヤ川（旧鈴谷川）およびロガトカ川（旧玉川）が市内を流れる。

### 街路
ロシアに存在する都市としては、唯一碁盤目状になっているが、住所表記はロシアおよび欧米全般で一般的な「～通り○番地」が用いられている。
ユジノサハリンスク市執行委員会により、1954年1月に13箇所、1956年10月に30箇所、1957年5月に約70箇所以上、その他、顕彰対象者の出現により随時、通りの名称が改称されている。
旧豊原市時代との各街路名称の相違・変遷・対応については、豊原市#地理を参照の事。

### 気候
亜寒帯湿潤気候（湿潤大陸性気候）（Dfb）。夏は日最高平均20.3℃で大陸のハバロフスクやイルクーツクより涼しく、霧が多発する。年間降水量は大陸内部より多く、冬（12月 - 2月）は日最高平均-4.8℃、日最低平均-15.7℃と厳寒。
| ユジノサハリンスク（1991 - 2020）の気候 | ユジノサハリンスク（1991 - 2020）の気候 | ユジノサハリンスク（1991 - 2020）の気候 | ユジノサハリンスク（1991 - 2020）の気候 | ユジノサハリンスク（1991 - 2020）の気候 | ユジノサハリンスク（1991 - 2020）の気候 | ユジノサハリンスク（1991 - 2020）の気候 | ユジノサハリンスク（1991 - 2020）の気候 | ユジノサハリンスク（1991 - 2020）の気候 | ユジノサハリンスク（1991 - 2020）の気候 | ユジノサハリンスク（1991 - 2020）の気候 | ユジノサハリンスク（1991 - 2020）の気候 | ユジノサハリンスク（1991 - 2020）の気候 | ユジノサハリンスク（1991 - 2020）の気候 |
| 月                                      | 1月                                     | 2月                                     | 3月                                     | 4月                                     | 5月                                     | 6月                                     | 7月                                     | 8月                                     | 9月                                     | 10月                                    | 11月                                    | 12月                                    | 年                                      |
| --------------------------------------- | --------------------------------------- | --------------------------------------- | --------------------------------------- | --------------------------------------- | --------------------------------------- | --------------------------------------- | --------------------------------------- | --------------------------------------- | --------------------------------------- | --------------------------------------- | --------------------------------------- | --------------------------------------- | --------------------------------------- |
| 最高気温記録 °C （°F）                  | 4.3 (39.7)                              | 7.1 (44.8)                              | 13.0 (55.4)                             | 22.9 (73.2)                             | 29.6 (85.3)                             | 30.8 (87.4)                             | 34.4 (93.9)                             | 34.7 (94.5)                             | 29.0 (84.2)                             | 23.5 (74.3)                             | 18.1 (64.6)                             | 8.4 (47.1)                              | 34.7 (94.5)                             |
| 平均最高気温 °C （°F）                  | −6.0 (21.2)                             | −4.8 (23.4)                             | 0.2 (32.4)                              | 6.9 (44.4)                              | 13.8 (56.8)                             | 17.7 (63.9)                             | 21.0 (69.8)                             | 22.3 (72.1)                             | 19.4 (66.9)                             | 12.5 (54.5)                             | 3.5 (38.3)                              | −3.5 (25.7)                             | 8.6 (47.5)                              |
| 日平均気温 °C （°F）                    | −11.5 (11.3)                            | −11.2 (11.8)                            | −5.2 (22.6)                             | 1.7 (35.1)                              | 7.5 (45.5)                              | 11.9 (53.4)                             | 15.9 (60.6)                             | 17.3 (63.1)                             | 13.5 (56.3)                             | 6.7 (44.1)                              | −1.2 (29.8)                             | −8.5 (16.7)                             | 3.1 (37.6)                              |
| 平均最低気温 °C （°F）                  | −16.6 (2.1)                             | −17.2 (1)                               | −10.4 (13.3)                            | −2.6 (27.3)                             | 2.7 (36.9)                              | 7.7 (45.9)                              | 12.3 (54.1)                             | 13.5 (56.3)                             | 8.7 (47.7)                              | 1.8 (35.2)                              | −5.2 (22.6)                             | −13.2 (8.2)                             | −1.5 (29.3)                             |
| 最低気温記録 °C （°F）                  | −36.2 (−33.2)                           | −34.8 (−30.6)                           | −30.5 (−22.9)                           | −25.2 (−13.4)                           | −6.2 (20.8)                             | −2.1 (28.2)                             | 1.3 (34.3)                              | 3.6 (38.5)                              | −4.2 (24.4)                             | −11.8 (10.8)                            | −25.7 (−14.3)                           | −33.5 (−28.3)                           | −36.2 (−33.2)                           |
| 降水量 mm （inch）                      | 56 (2.2)                                | 38 (1.5)                                | 52 (2.05)                               | 57 (2.24)                               | 66 (2.6)                                | 64 (2.52)                               | 92 (3.62)                               | 107 (4.21)                              | 102 (4.02)                              | 102 (4.02)                              | 75 (2.95)                               | 71 (2.8)                                | 882 (34.73)                             |
| 平均降雨日数                            | 0.3                                     | 0.4                                     | 2                                       | 10                                      | 17                                      | 17                                      | 20                                      | 19                                      | 19                                      | 19                                      | 9                                       | 2                                       | 134.7                                   |
| 平均降雪日数                            | 25                                      | 24                                      | 24                                      | 13                                      | 3                                       | 0.1                                     | 0                                       | 0                                       | 0                                       | 4                                       | 20                                      | 27                                      | 140.1                                   |
| % 湿度                                  | 83                                      | 81                                      | 78                                      | 76                                      | 77                                      | 83                                      | 86                                      | 87                                      | 83                                      | 80                                      | 81                                      | 83                                      | 81.5                                    |
| 平均月間日照時間                        | 129                                     | 153                                     | 181                                     | 191                                     | 197                                     | 198                                     | 165                                     | 149                                     | 187                                     | 160                                     | 116                                     | 102                                     | 1,928                                   |
| 出典1：Погода и климат                  |                                         |                                         |                                         |                                         |                                         |                                         |                                         |                                         |                                         |                                         |                                         |                                         |                                         |
| 出典2：NOAA (sun only, 1961-1990)       |                                         |                                         |                                         |                                         |                                         |                                         |                                         |                                         |                                         |                                         |                                         |                                         |                                         |

### 人口
人口の内、最大を占めるのはスラブ系（「ウクライナ系」も含む）ロシア人（米国石油メジャー企業などの膨大な外資も投入され続けているサハリン北部エネルギー開発により、ロシア国内では比較的好景気なサハリン州移住を望んだ者も含む）。その他、下記の通り。
- 残留日本人（ソ連実効支配後、無国籍または日本との二重国籍）およびソ連国籍に帰化した日系ロシア人 - 約100人程とされている。サハリン残留日本人および永住帰国者を支援する団体として、「日本サハリン協会」[7]が存在する。

- ニヴフ系旧日本人 - 日本が旧南樺太を領有する前およびロシア帝国が進出する以前より先住していたニブフ（「ニブフ」「ニブヒ」「ギリヤーク」とも呼称）民族。現在の人口は約300人程とされ、フルシチョフカ様式アパートに居住しながらもバルコニーで魚を干す等をライフスタイルとして守っている事により、他のユジノサハリンスク市民より「アスファルトのニブフ人」と呼ばれている[8]。

- 在樺コリアン（在サハリン朝鮮人） - 約4万人（市民の約5人に1人の割合）とされる。
  - 朝鮮系旧日本人 - 戦後、日本政府により日本国籍失効。朝鮮半島で予見されていた新国家の国籍取得（および同国家への帰国）を望むも、朝鮮戦争勃発および個人独裁を嫌い「韓国」「北朝鮮」のいずれにも帰国を望まず（更に当時のソ連政府は韓国との国交が存在せず）、無国籍のまま、或いはソ連国籍に帰化した（戦後以降での）朝鮮系ロシア人。約2万人とされる。
  - 高麗系ソ連人（高麗人） - もともと沿海州等のソ連極東地区に居住していた朝鮮系ソ連人のほぼ全てが、スターリンにより1930年代中期に中央アジア乾燥地帯へ強制移住させられ、その後、強制移住が緩められるも日ソ中立条約破棄による旧南樺太武力侵攻・実効支配により得た旧南樺太に多数居住していた前述「朝鮮系旧日本人」統治を円滑化する為（貴重な人的資源をこれからも有効活用する為）に（高麗系ソ連人にとっては父祖の地ではない別天地である）南樺太への移住を（幹部クラスでの職業斡旋など、現地での高待遇条件を提示の上）推進。ソ連政府による苛烈な同化政策で既に朝鮮語を話せなくなっていた者や「指導的立場の責」を「エリート意識」として曲解した者も多かった為、ソ連政府の意図通りには進まず、むしろ前述「朝鮮系旧日本人」との関係は長年悪化していた。約2万人とされる。
  - 北朝鮮出稼ぎ労働者 - プーチン政権下で急速に進んでいた公共インフラ整備建築を担わせる為に一時的に居住。

- これらの他、前述「高麗系ソ連人（ソ連国内沿海州→ソ連国内中央アジア→南樺太）」が中央アジアに居住中の間に現地での婚姻により縁戚関係が結ばれた中央アジア系の移住者などが挙げられる。

| 人口     | 人口     | 人口     | 人口     | 人口     | 人口     | 人口     | 人口     | 人口     | 人口     | 人口     | 人口     |
| 1885     | 1895     | 1920     | 1925     | 1935     | 1959     | 1962     | 1967     | 1970     | 1973     | 1975     | 1976     |
| -------- | -------- | -------- | -------- | -------- | -------- | -------- | -------- | -------- | -------- | -------- | -------- |
| 57       | ↗130     | ↗14 176  | ↗15 280  | ↗28 459  | ↗85 510  | ↗86 000  | ↗92 000  | ↗105 840 | ↗120 000 | ↗130 000 | →130 000 |
| 1979     | 1982     | 1985     | 1986     | 1987     | 1989     | 1990     | 1991     | 1992     | 1993     | 1994     | 1995     |
| ↗139 861 | ↗150 000 | ↘147 000 | ↗152 000 | ↗166 000 | ↘159 299 | ↗178 000 | ↘164 000 | ↗165 000 | →165 000 | ↘162 000 | ↗177 000 |
| 1996     | 1997     | 1998     | 1999     | 2000     | 2001     | 2002     | 2003     | 2004     | 2005     | 2006     | 2007     |
| ↗178 000 | ↗181 000 | ↘177 000 | ↗179 900 | ↘179 200 | ↘176 200 | ↘175 085 | ↗175 100 | ↘174 200 | ↘173 600 | ↘173 400 | ↘173 200 |
| 2008     | 2009     | 2010     | 2011     | 2012     | 2013     | 2014     | 2015     | 2016     | 2017     | 2018     | 2019     |
| ↗173 800 | ↗174 722 | ↗181 728 | ↘181 651 | ↗186 267 | ↗190 227 | ↗192 734 | ↗192 780 | ↗193 669 | ↗194 882 | ↗198 973 | ↗200 854 |
| 2020     | 2021     | 2023     | 2024     |          |          |          |          |          |          |          |          |
| ↘200 636 | ↘181 587 | ↘180 467 | ↘180 085 |          |          |          |          |          |          |          |          |

2017年以降のユジノサハリンスク市人口については、「 ロシア版Wikipedia「Южно-Сахалинск（ユジノサハリンスク）」記事内「Население（人口）」節掲載グラフ 」を参照の事。

## 歴史
- 1945年

旧ソ連陸軍「南サハリン軍集団攻撃作戦」侵攻図

  - 8月17日 - 旧豊原大澤飛行場（のちの「旧ユジノサハリンスク空港（初代）」） 旧豊原市共同墓地の東方向隣接地にて開港（滑走路の長さは1km）。
  - 8月22日 - 第二次世界大戦末期、ソビエト連邦が日ソ中立条約を破棄して日本に侵攻した樺太の戦い (1945年)により、赤軍（ソビエト連邦軍）により占領される。同日、初の豊原空襲。同じく同日（早朝）、豊原市民を含む多数の南樺太避難民を載せた大型船三隻「小笠原丸」「泰東丸」「第二号新興丸」が相次いでソ連潜水艦の攻撃を受け、沈没・大破（三船殉難事件）。1,708名以上が犠牲となる。
    - ロシア側の記録文献では、2日後の8月24日夕方、カムィショーヴァガ峠方面から侵攻したソ連陸軍「第113独立ライフル旅団（指揮:M.N.テチューシュキン（М.Н.Тетюшкин）中佐）」所属空挺部隊および北緯50度線北（ハラミートクスキー要塞（現旧古屯要塞）・ハラミー峠（旧幌見峠）地域方面）より侵攻した「第56ライフル軍団」（文献によっては「第56歩兵軍団」と記載[46]。指揮:A.ディアーカナフ少将（のちに「ソ連邦英雄」受勲））所属戦闘部隊が豊原市を占領としている[47]。

  - 8月23日16:00頃 - 自動銃で武装した約20名程のソ連軍兵士により、社団法人日本放送協会（NHK）豊原放送局ラジオ放送停止[48]。
  - 8月24日 - ソ連軍によるラジオ放送にて、全豊原市民に対し「ラジオ受信機供出命令」布告。豊原駅前広場（現レーニン公園）に約4000台のラジオ受信機が山積みされる[48]。
  - 8月28日 - 社団法人日本放送協会（NHK）豊原放送局舎が接収される[49]。
  - 9月3日 - 日本が降伏文書に調印。豊原市を含む南サハリン（旧南樺太）地域がソビエト連邦の実効支配下に入る。
  - 10月 - 旧豊原大澤飛行場（のちの「旧ユジノサハリンスク空港（初代）」）ソ連接収後、初の運用開始。
  - 12月 - 北海道新聞社樺太支社（現在、跡地に映画コンサートホール「キノー・チアートル・アクチャーブリー」立地）に勤務していた同社員8名、スパイ容疑を掛けられ、ソ連軍に逮捕。8名全員、シベリア送りとなり、工藤新造樺太支社長は即決軍事裁判で銃殺刑（後にソビエト国内刑法の改正で銃殺刑廃止に伴い、懲役25年に減刑。思想犯収容所に移送。釈放後、日本に帰国）。他の7名はそれぞれ「強制労働20年」「強制労働15年」「強制労働10年」に処せられ、内3名が獄死[50]（同新聞社による別文献では、内4名はシベリア抑留中に獄死（他4名も死去）とされている[51]）。
    - 他、他社の全国紙（東京日日新聞社等）記者4名もスパイ容疑で逮捕[52]。
- 1946年
  - 2月 - ソ連、南サハリン（旧南樺太）を自国へ編入する事を宣言。
  - 2月1日 - ソ連軍により、豊原市内の車両92台が徴発・捕獲される（その内、10台はユジノサハリンスク地域民事局を介し、市営バスに移管）。
  - 6月 - 豊原をユジノサハリンスクに改称。
- 1947年4月 - サハリン州の州都をアレクサンドロフスク・サハリンスキーからユジノサハリンスクへ移転。
- 1951年9月8日 - 「南サハリン（旧南樺太。現サハリン州南部）放棄」も含む「サンフランシスコ平和条約」締結。
- 1953年8月2日 - ユジノサハリンスク市内のソ連諜報機関施設にて諜報工作員教育を受けていた南樺太残留日本人「関三次郎」、同機関の命令により従事させられていた対日諜報が発覚し、逮捕（ラズエズノイ号事件）。
- 1964年2月20日 - ユジノサハリンスク空港、南方向へ約4km移転（バリシャーヤイェーラニ地区（旧豊原大澤飛行場。旧豊原市共同墓地の東に隣接。滑走路の長さは1km）→ホムトヴォ地区（現在地。滑走路の長さは2.2km（23年後である1987年は2.7km。36年後である2000年は3.5km）））。
- 1965年 - 日本の樺太墓参団がユジノサハリンスク市内を訪問。
- 1967年11月10日 - 北海道旭川市と友好都市締結。
- 1970年 - ウラジーミル・レーニン生誕100年を記念し、レーニン広場にレーニン像が設置される。
- 1976年12月18日16時56分 - ユジノサハリンスク市近郊（ユジノサハリンスク空港（二代目）東12.5キロメートル（方位角80°））にアエロフロート航空旅客機Il-14（カムチャッカ州都ペトロパブロフスク-カムチャツキー市ハラクティルカ空港発 - サハリン州都ユジノサハリンスク市ユジノサハリンスク空港（二代目）行き）が墜落。乗員11名中9名死亡。ロシア版ウィキペディア「Катастрофа Ил-14 под Южно-Сахалинском (1976)（ユジノサハリンスク近郊でのIl-14の墜落（1976年））」

墜落現場画像
- 1982年9月24日 - ユジノサハリンスク市開基100周年（前々身自治体「旧ウラジミロフカ村」開基年より計算）を記念し（ソビエト連邦最高会議長官令により）、ユジノサハリンスク市が人民友好勲章受章地域に指定される[53]。
- 1989年 - ペレストロイカ政策およびグラスノスチ政策を受けて、海外観光客の訪問も可能となる。
- 1990年 - 「サハリン日本人会（別名「北海道人会」）」 設立
- 1990年8月20日 - 当時3歳だったコンスタンティン・スコロプイシュヌイが自宅で大火傷。同年9月8日、来日し治療開始。同年11月23日、退院・帰国。
- 1992年 - サハリン州にて電話帳の発行・設置が解禁。
- 1997年9月27日 -北海道函館市と姉妹都市締結。
- 1998年1月 - ロシア全土に波及していたハイパーインフレ対策として、通貨ルーブルの大幅デノミ（1000分の1）実施（国際為替取引でのルーブル価値は約1/4程度まで圧縮）。
  - 参考：【1965年：400円 / 1ルーブル】[54] → 【1995年：21.118円 / 1ルーブル】 → 【1999年：4.648円円 / 1ルーブル】 → 【2005年：3.895円 / 1ルーブル】 → 【2010年：2.892円 / 1ルーブル】 → 【2015年：2.005円 / 1ルーブル】 → 【2020年：1.489円 / 1ルーブル】 → 【2021年：1.490円 / 1ルーブル】 → 【2022年（ウクライナ侵攻前）：1.513円 / 1ルーブル】 → 【2022年（ウクライナ侵攻経済制裁初日）：0.987円 / 1ルーブル】[55]。
- 2001年
  - 1月 - 日本外務省が、ユジノサハリンスクに総領事館を設置。
  - 9月9日 - 北海道稚内市と友好都市締結。
- 2003年8月20日 - サハリン州イーゴリ・ファルフトジノフ知事（当時）および同州行政府職員一行、飛行機墜落事故に遭い、死去[56]。
- 2007年8月2日 - ユジノサハリンスクから約60km離れたネフチェゴルスク付近を震源とするマグニチュード6.8のネフチェゴルスク地震発生（死者：2100名（ユジノサハリンスク市内死者：2名）、行方不明：450名、負傷者：750名）。5日後の8月7日、救援活動の不手際により、プーチン大統領によりサハリン州イワン・マラホフ知事（当時）が罷免される。
- 2015年3月4日 - サハリン州アレクサンドル・ホロシャーヴィン知事（当時）、収賄容疑で逮捕・更迭。急遽、隣接自治体首長であったアムール州コジェミャコ知事（当時）がサハリン州知事代行も兼任。

## 官公署・公的機関

### 市政機関
- ユジノサハリンスク市役所

### 州政府

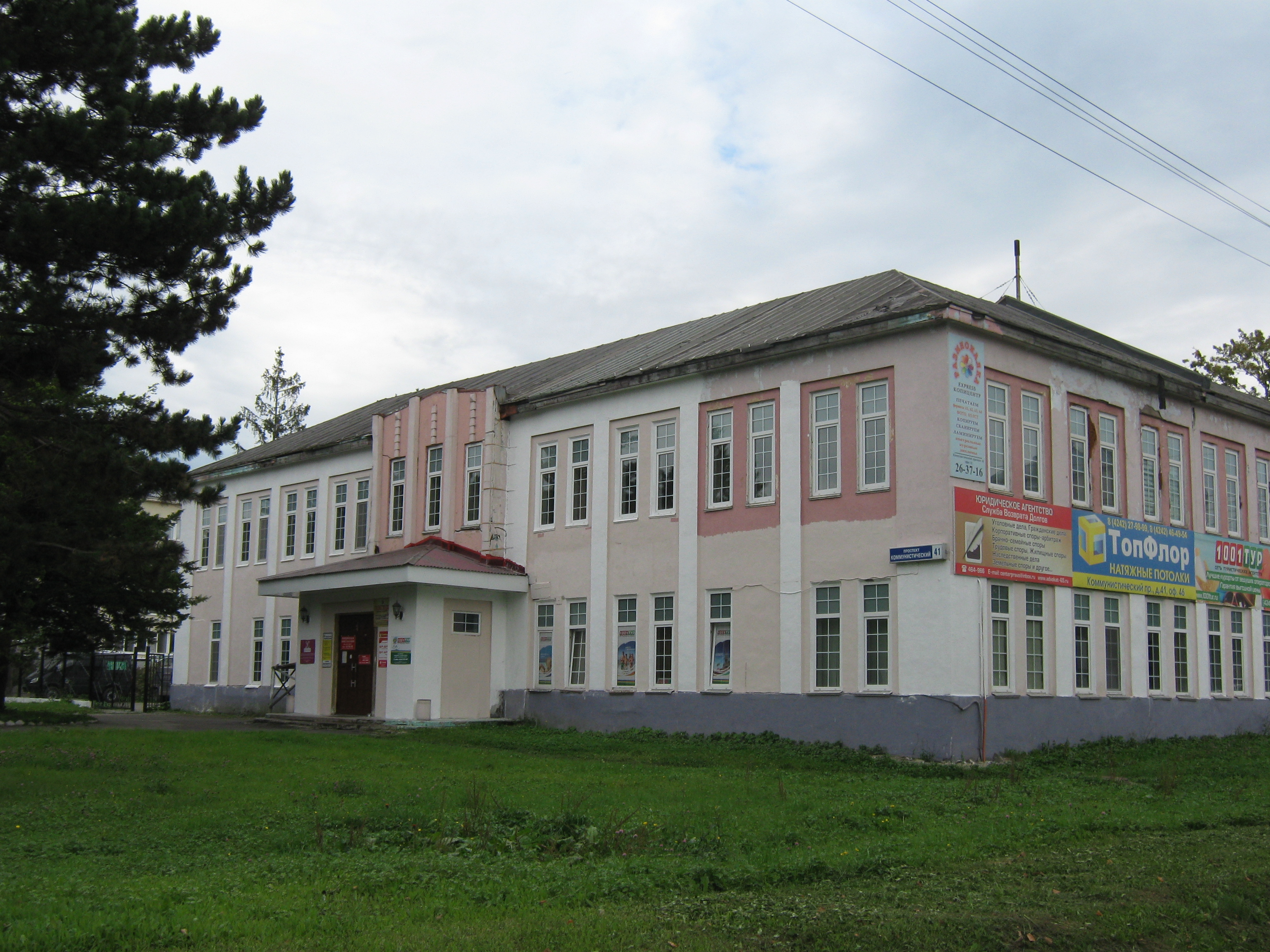
現在もサハリン州所有ビジネスビル「サフィンツェントル別館」として利用されている旧豊原市役所庁舎建物

- サハリン州庁舎

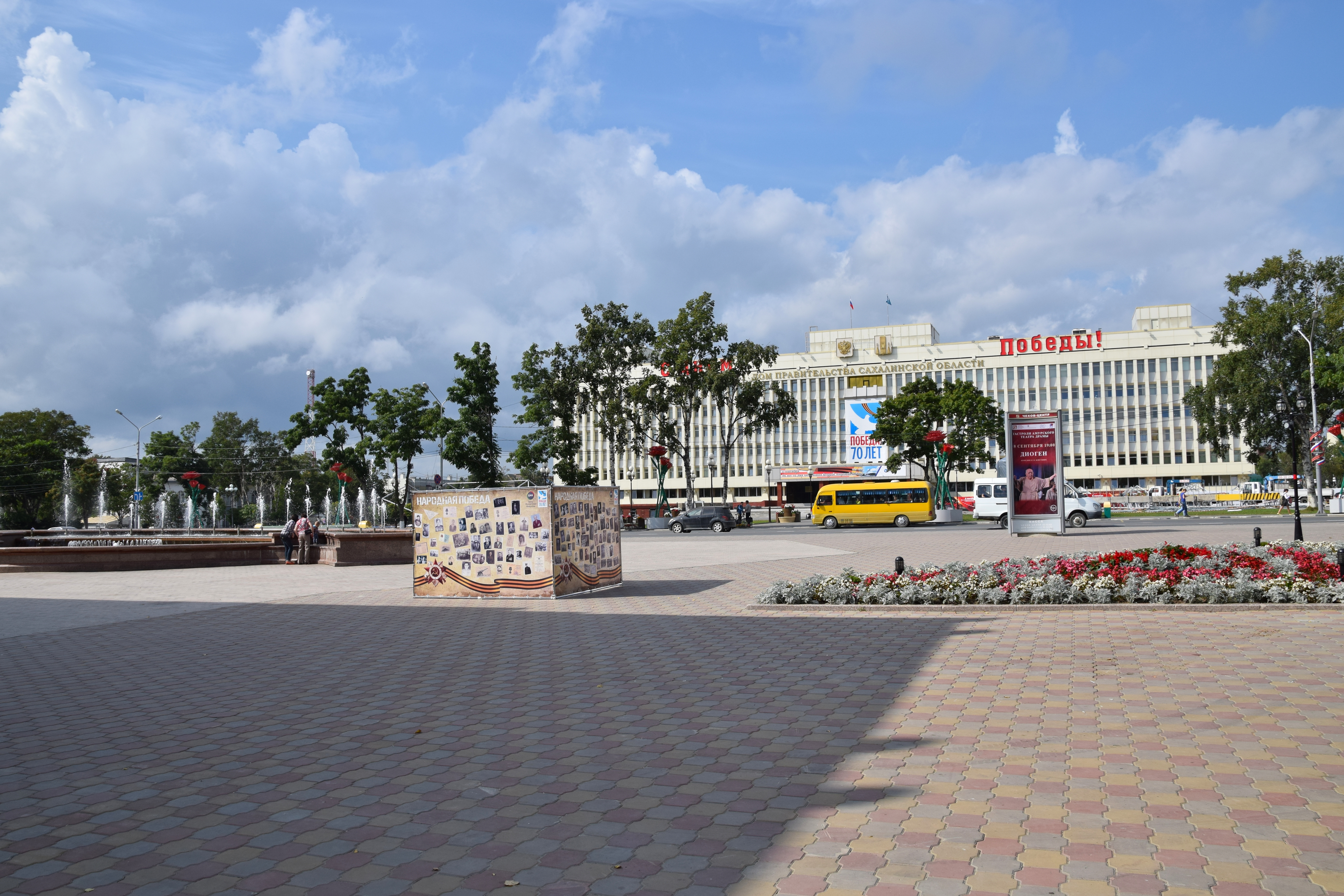
レーニン広場（レーニナ通りが接する東縁方向）奥にそびえるユジノサハリンスク市役所庁舎

- サハリン州所有コンベンション施設兼日露貿易関連施設「サフィンツェントル」
- サハリン州所有ビジネスビル「サフィンツェントル別館」（旧豊原市役所（二代目）） - 旧ソ連治世下後の一時期、ソ連軍徴兵局として接収・再利用していた。2021年1月、建物の今後について市民や有識者からの意見を集め、解体案も出ていたが、同月29日の有識者会議において、（周辺を公園化整備の上で）今後も歴史的建造物として残していく事が決定している[57]。建物外見について長い間、薄いピンクと濃いピンクを用いたやや派手な塗装が施されていたが[58]、2017年10月16日頃より、かつての豊原市役所（二代目）外見に近い茶色塗装に塗り替えられている[59]。グーグル・ストリートビュー画像（薄いピンク・濃いピンク塗装時）

### 国家機関
警察機関

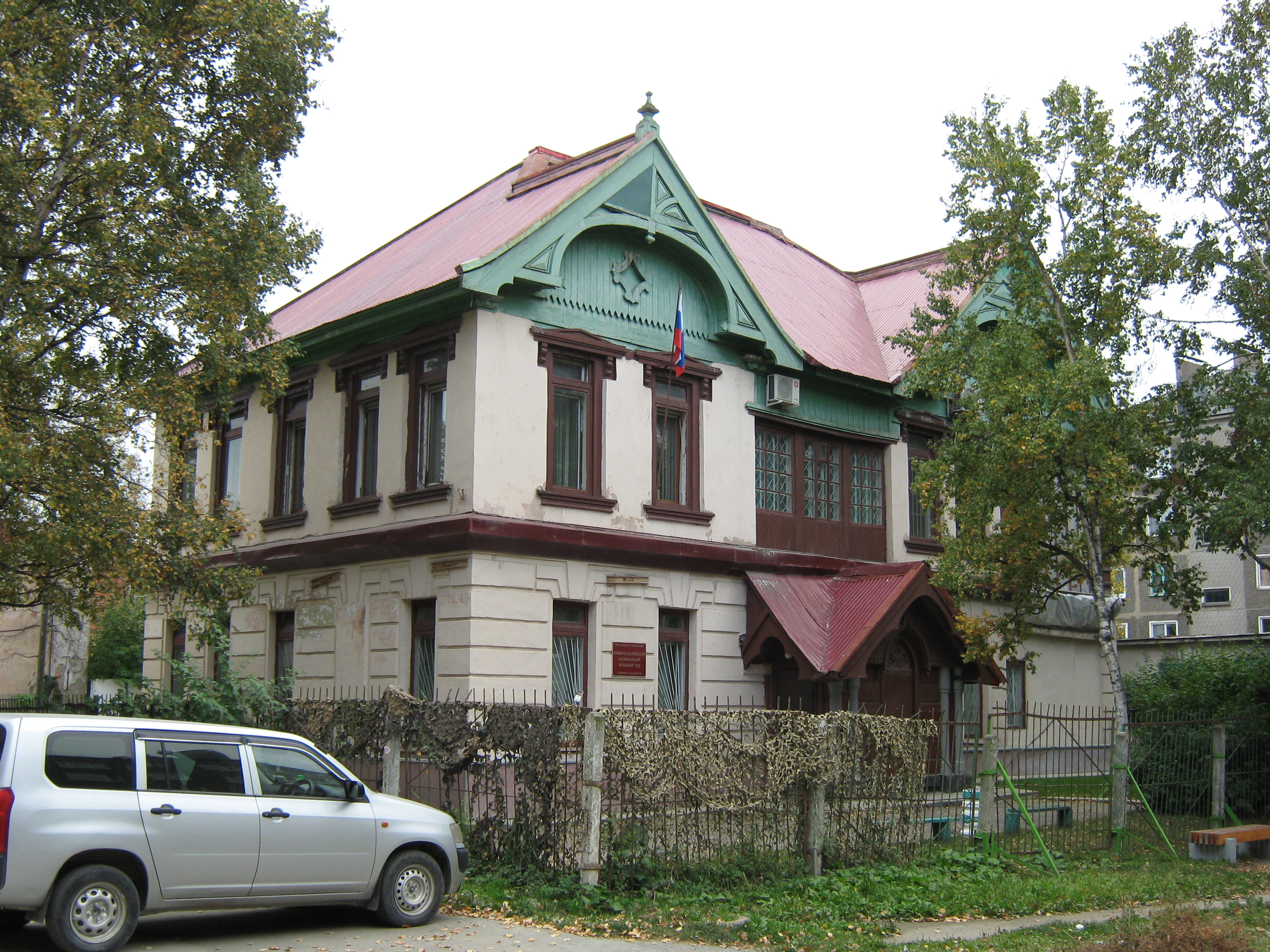
ロシア陸軍軍事裁判所

- ロシア警察（ロシア内務省、サハリン州内務局ユジノサハリンスク）ユジノサハリンスク警察署 - ハバローフスカヤ通り（旧南3丁目通り（ユジノサハリンスク駅（線路以東）沿い（サハリン州立美術館（旧北海道拓殖銀行豊原支店）立地区画より南東方向斜めに隣接する区画）に立地。旧「豊原市商工会議所」建物を再利用しているのか、別の建物を建て替えたのかは不明（調査中））。グーグル・ストリートビュー画像（ロシア警察ユジノサハリンスク警察署）
- ロシア民間防衛問題・非常事態・自然災害復旧省極東地域センター・ユジノサハリンスク支部 - レーニナ通り（旧豊原大通り）沿いの旧丸越江戸っ子呉服店跡地（西側部分）に立地。グーグル・ストリートビュー画像（ロシア民間防衛問題・非常事態・自然災害復旧省 極東地域センター・ユジノサハリンスク支部）

刑務所、拘置所
- ウチリェージュヂェニイェ・ユージュナ・サハリーンスカイ・ヴァイェーンナ・トゥルードヴァイ・コーラニイ・ゲーペー（ロシア語表記：Учреждение Южно-сахалинской Военно-трудовой Колонии ГП。「ユジノサハリンスク市立軍事労働隔離施設 GP」のロシア語訳） - 中心部より南南西方向へ約4km（「パグラニーシュナヤ通り（旧南12丁目通り）」「ジェリェズナダロージュナヤ通り（旧西4条通り）」交差角地（南西区画）に立地。グーグル・ストリートビュー画像
  - ウフシーン・ラッシー・パ・サハリーンスカイ・オーブラスチ（ロシア語表記：УФСИН России по Сахалинской области。「ロシア連邦刑事局サハリン地域担当」のロシア語訳） - ジェリェズナダロージュナヤ通り（旧西4条通り）を間に挟んだ東方向向かいに立地する政府機関。グーグル・ストリートビュー画像

- ユジノサハリンスク拘置所（旧札幌刑務所樺太支所（二代目）） - 「ミーラ大通り（旧東7条通り）」および「パピェードゥイ大通り（旧南10丁目通り）」の交差角地（南東側区画）に立地。日本治世時代の建物を同用途で再利用している[60]。ユジノサハリンスク拘置所 状況解説HP。グーグル・ストリートビュー画像
  - 旧札幌刑務所樺太支所（初代） - 1933年（昭和8年）の豊原市地図より、「旧東6条通り（当該付近では廃道）とミーラ大通り（旧東7条通り）との中通り（当該付近では特に命名されず）」および「エミェリヤーナヴァ通り（旧南13丁目通り）」の交差角地（南東側区画）に立地と記載されている。札幌刑務所樺太支所（二代目）への移転時期は不明（調査中）。グーグル・ストリートビュー画像（大体の立地の北西角より）

研究機関
- ロシア科学アカデミー極東支部 海洋研究自動化設計研究所 - 「勝利広場（旧旭ヶ丘公園）」近隣に立地。

裁判所
- ロシア陸軍軍事裁判所（旧樺太守備隊司令官官舎）

この他、旧樺太庁豊原中学校跡地にロシア将校会館が立地していたが、現在、同地にはマオーウ・ノーシュ（公立小中一環校）第7校が立地しており、移転有無（他、市内移転先）は不明（調査中）。

## 施設

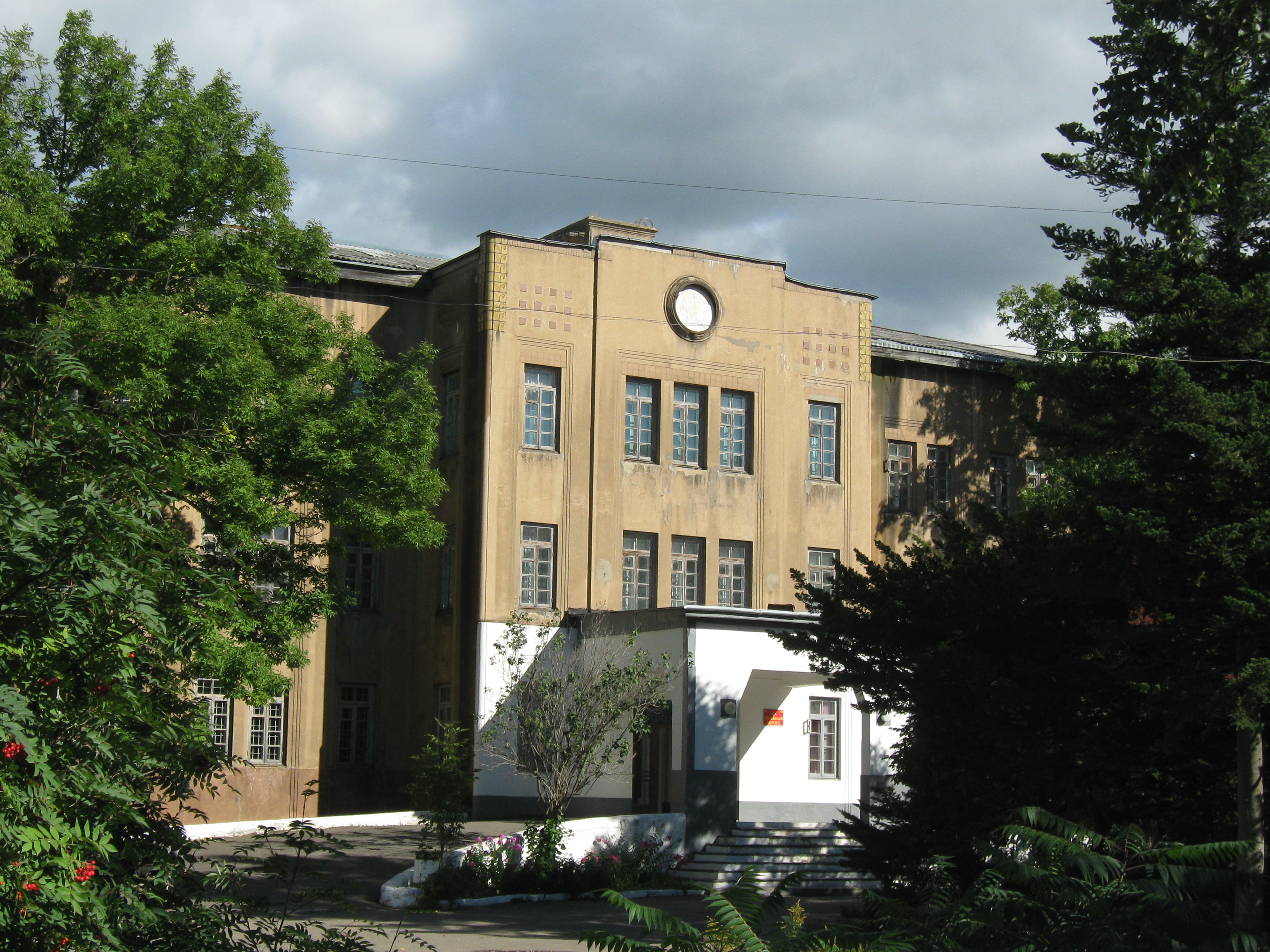
ユジノサハリンスク・ロシア陸軍第441軍病院（旧樺太庁豊原医院）

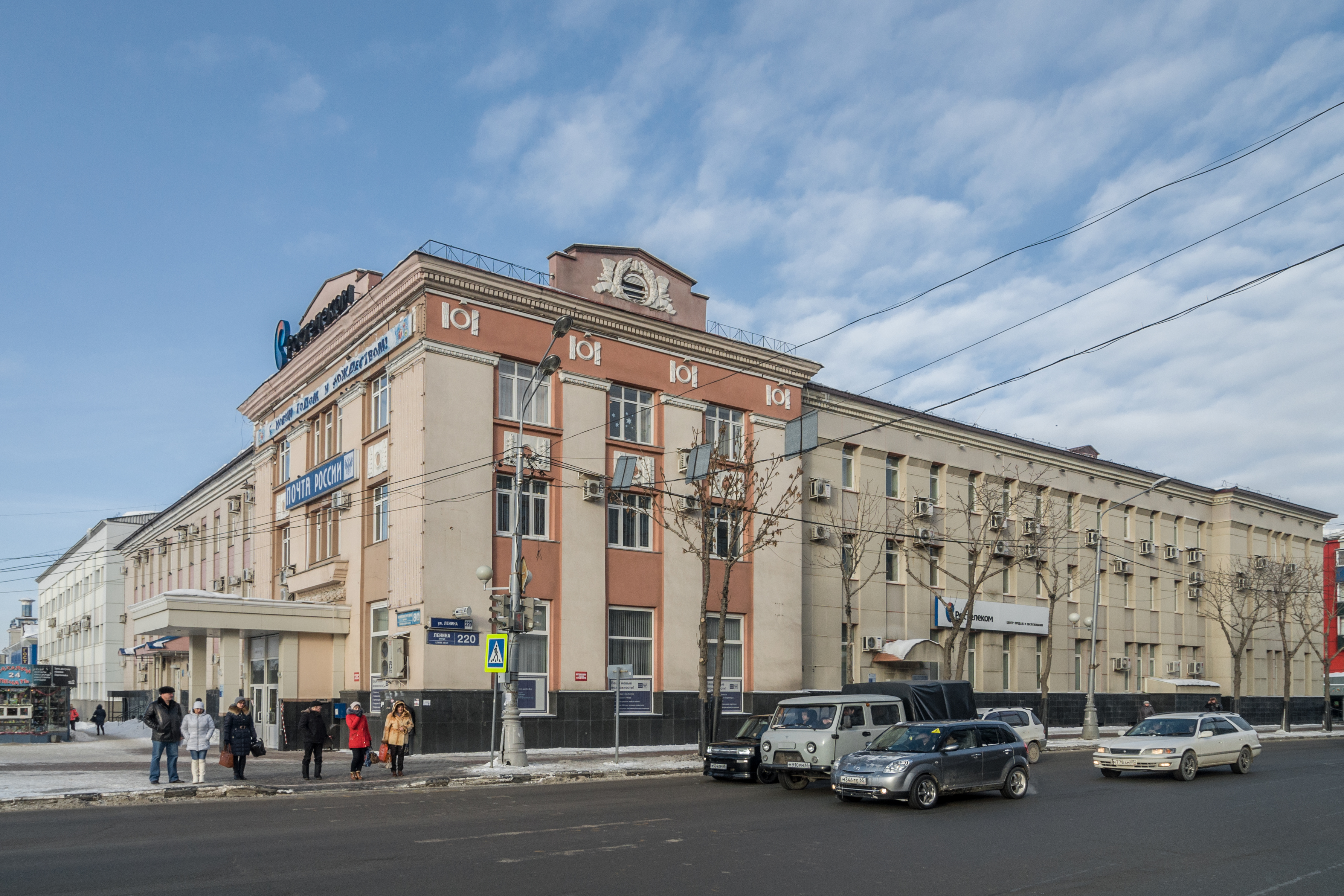
ユジノサハリンスク郵便局（旧逓信省豊原郵便局）

### 医療
日本国外務省が発表した『世界の医療事情「ロシア（ユジノサハリンスク）」』にて、詳細がネット公開されている。
- ユジノサハリンスク市立病院
- ユジノサハリンスク・ロシア陸軍第441軍病院（旧樺太庁豊原医院および旧樺太医学専門学校） - チェーハヴァ通り（旧東3条通り）沿いに立地。1931年（昭和6年）竣工。外見はアールデコ建築であり、鉄骨鉄筋コンクリート造（RC造）（地上3階、地下1階）であり、総ベッド数は150台。2014年7月時点では、建物老朽化およびユジノサハリンスク空港（二代目）近隣への移転[61]の為、翌年2015年での解体が内定していた[62]（現状について調査中）。解説HP（建物内部画像あり）

### 郵便局
- ユジノサハリンスク郵便局 - 旧逓信省豊原郵便局建物（アールデコ建築様式（建物の正式名称は「一偉観ビルディング」[63]）。現存せず）跡地に別の建物を立地。武力侵攻・接収当初は郵便局機能は持たせず、「ソビエト共産党サハリン地域委員会」および「ソビエト共産党サハリン地域執行委員会」が入居していた[64]。

### 図書館
- サハリン州立総合学術図書館 - ハバローフスカヤ通り沿い（旧南3丁目通り（ユジノサハリンスク駅（旧豊原駅）線路以東））に立地。
  - ユジノサハリンスク日本総領事館より2001年から貸出・館内展示されていた「金閣寺ジオラマ模型」について、2025年7月25日に返却要請が成され、「寄贈されていた」という認識であった同施設およびロシア外務省は困惑し、「奇妙な要求に驚愕した」とモスクワ日本大使館に伝達（その後、ロシア外務省「日本側の要請は日本総領事館の活動において良好な環境形成につながるとは思えない」「日本の非友好的な政策の結果としてロシア人が失った日本の「日出づる国」の肯定的なイメージ回復にも寄与しない」、サハリン州立総合学術図書館「（金閣寺の模型は）友情や民族間の文化交流の象徴だった」とコメント）。返却用意に取り掛かる旨が表明された[65][66]。

### 孤児院および孤児支援機関
前身自治体「豊原市」の「孤児院および孤児支援機関」については、「豊原市#孤児院および孤児支援機関」を参照の事。
- ヂェツキー・ドーム No.2（ロシア語表記：Детский Дом № 2。「孤児院 No.2」のロシア語訳） - サラーンスカヤ通り沿いに立地（ユジノサハリンスク市中心部より北北西方向へ約2km）。（グーグル・ストリートビュー）
- アブラーストゥナイ・ドーム・リェビェーンカ・スピェーツ（ロシア語表記：Областной дом ребенка спец.。「地域孤児院スペシャル」のロシア語訳） - ウクライーンスカヤ通りへT字路状につながるダリーンスカヤ通り（旧東3条通り）角地（南東区画）に立地（ユジノサハリンスク市中心部より北北東方向へ約2.5km）。（グーグル・ストリートビュー）
- リェギオナーリヌィ・バーンク・ダーンヌイフ・オ・ヂェーチャフ アスタフシーフシャ・ビズパニェシェーニヤ・ラヂチェーリェイ（ロシア語表記：Региональный банк данных о детях, оставшихся без попечения родителей。「育児放棄された児童に関する情報集積所」のロシア語訳） - パグラニーシュナヤ通り（旧南12丁目通り）沿いに立地（ユジノサハリンスク市中心部より南東方向へ約2km）。（グーグル・ストリートビュー）
- 統廃合により廃止[67] - 「ヂェツキー・ドーム No.3（ロシア語表記：ДЕТСКИЙ ДОМ № 3。「孤児院 No3」のロシア語訳）」、「カッリェクツィオーンナヤ・シュコーラ・インチェルナート No.1（ロシア語表記：КОРРЕКЦИОННАЯ ШКОЛА-ИНТЕРНАТ № 1。「寄宿学校 No.1」のロシア語訳）」、「シェミェーイヌィー・ドーム・シライェーヴイフ（ロシア語表記：СЕМЕЙНЫЙ ДОМ СИЛАЕВЫХ。「シラーイエフ一家の家」のロシア語訳）」

## 対外関係

### 姉妹都市・提携都市
- 北海道旭川市（上川総合振興局） - 1967年11月10日提携。
- 北海道函館市（渡島総合振興局） - 1997年9月27日提携。
- 北海道稚内市（宗谷総合振興局） - 2001年9月9日提携。
- 延吉市（中華人民共和国吉林省延辺朝鮮族自治州）
- 安山市（大韓民国京畿道）

### 日本との関係

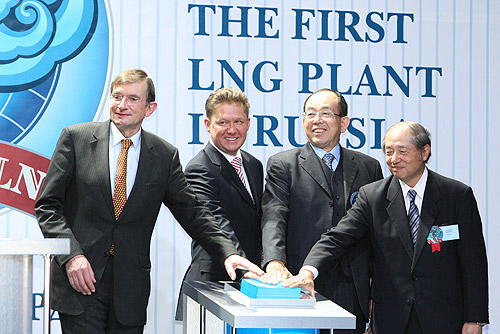
日本も参加しているサハリン2 LNGプロジェクト

#### 日本製品など
ユジノサハリンスク市内のホテルでは、CNNの他にNHKの衛星放送を見ることが出来る。市内には、日本食レストランが数軒あり、日本から「輸入」した食材で食事ができる。市内にはみちのく銀行（現・青森みちのく銀行）の支店があったが、2007年12月29日限りで営業を終了、北海道銀行の駐在員事務所も2023年3月31日に閉鎖した。
日本統治時代の建築および日本統治時代からの残留日本人もわずかながら残っている。2003年には日本建築学会から、「ユジノサハリンスクにおける日本期歴史建造物調査」が発表された。日本時代の建造物の状況について、まとめられている。その他、有志による草の根的な考察も随時行われている。

#### 在外公館

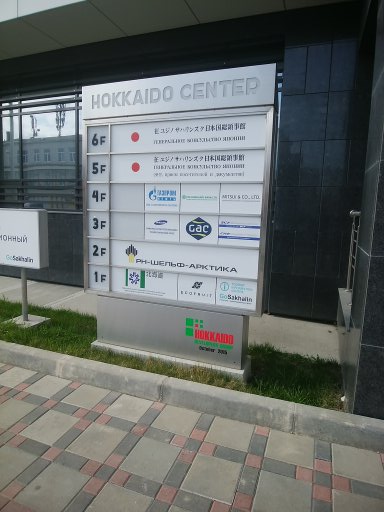
在ユジノサハリンスク日本国総領事館（2019年5月1日）

- 在ユジノサハリンスク日本国総領事館 - 2001年1月29日、日本外務省がVTB24銀行ビル（みちのく銀行ユジノサハリンスク支店入居）に設置。2017年9月1日、カムニスチーチェスキー大通り（旧神社通り）18「北海道センタービル5Fおよび6F」へ移転。

#### 地方自治体海外拠点
- 北海道サハリン事務所 - カムニスチーチェスキー大通り（旧神社通り）18（693010, Россия, Сахалинская область, .Южно-Сахалинск,пр. Коммунистический,18, оф.11）「北海道センタービル1F（5F - 6Fに「在ユジノサハリンスク日本国総領事館」入居）」に立地。公式HP

- 稚内市サハリン事務所 - 2002年4月12日に開所。2009年4月1日 - 2024年3月20日の期間は、アムールスカヤ通り（旧東1条通り）62A103A号室に立地。現地に駐在していた日本人スタッフの一時帰国中（2022年2月24日）より開始されたロシアによるウクライナ侵攻によりビザ発給が困難となり戻れず、ロシア人現地スタッフ1名でのみ運営。2024年3月21日より、「北海道サハリン事務所」内に移転予定[70]。公式HP

#### 電子ビザ
- 2017年8月8日から、日本国民はユジノサハリンスクからロシア連邦に入国するための電子ビザが取得できるようになった。

有効期限は、入国日から8日間有効で、専用Webサイトから無料で申請でき、不備等が無ければ、原則として申請から4日以内に発行される。

## 経済

### 第三次産業

#### 商業
買い物スポット解説HP の参照も推奨。

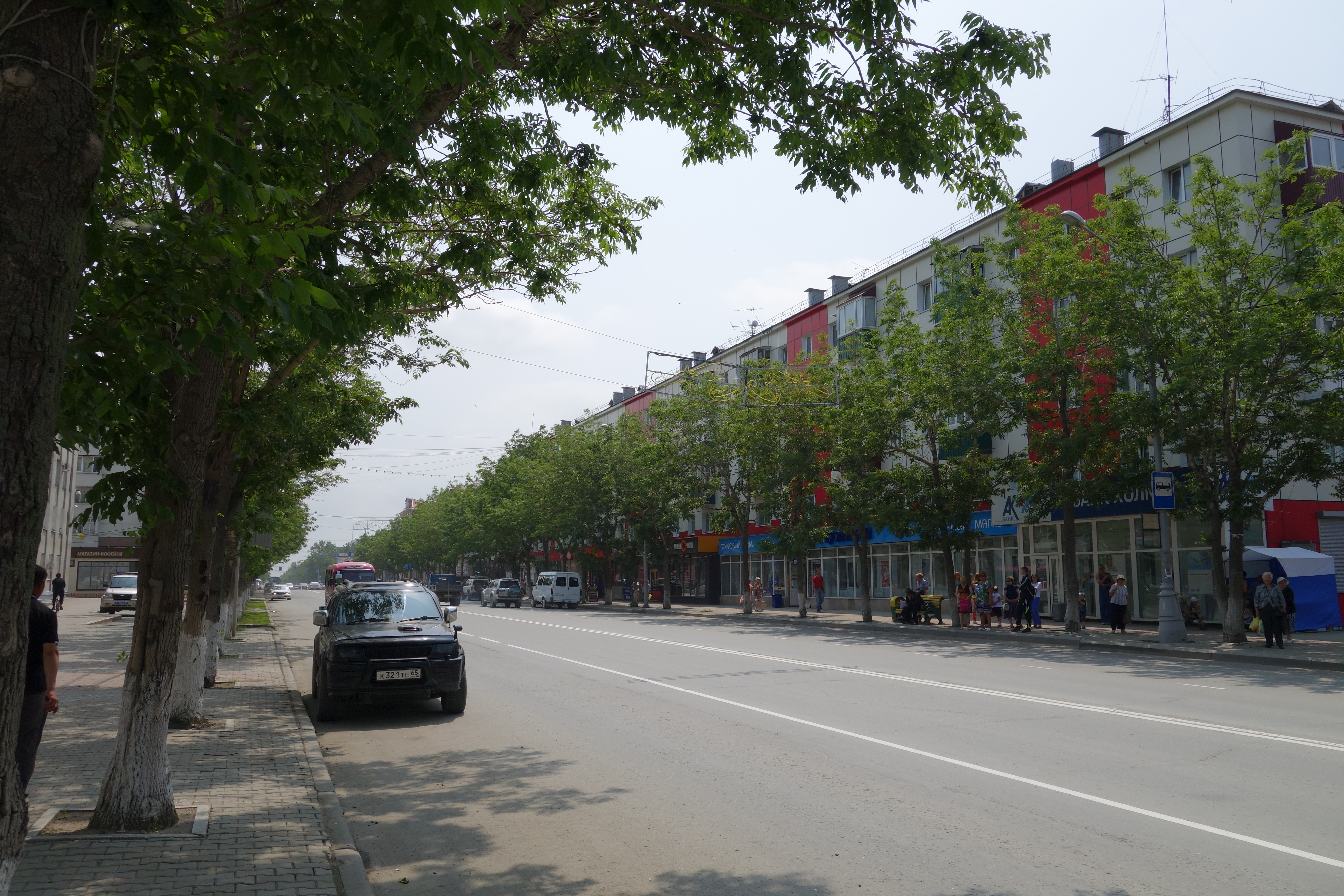
レーニナ通り（旧豊原大通り）

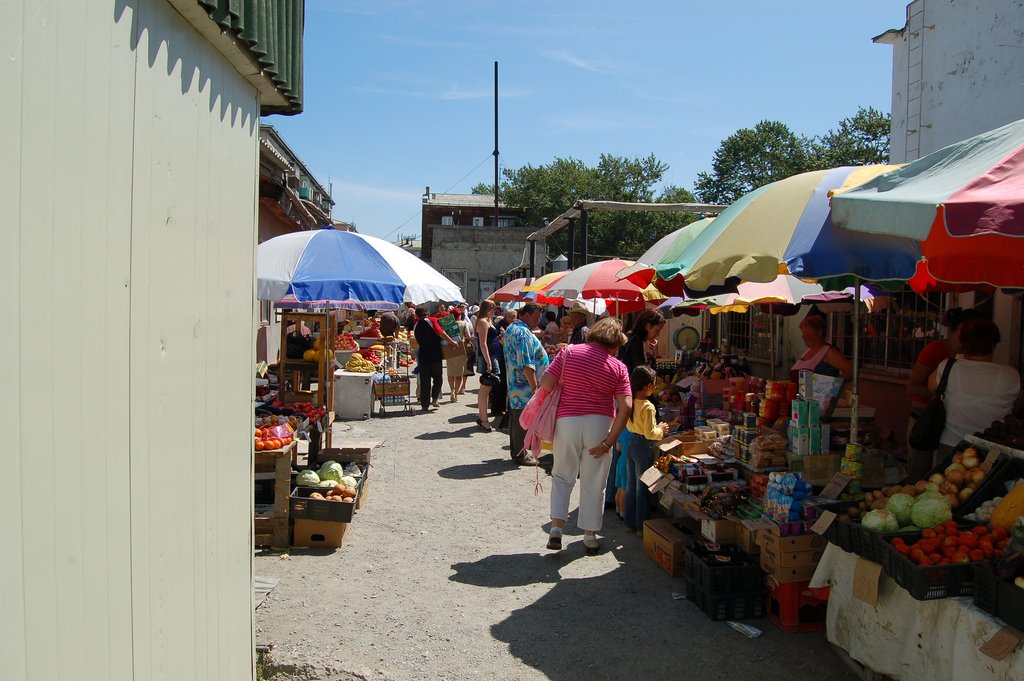
露天型自由市場「ルイノク」

前身自治体である旧豊原市の商業施設については、豊原市#商業施設を、前々身自治体である旧ウラジミロフカ村中心市街地（旧豊原市旧市街地にあたる「旧北豊原地区」）の商業施設については、豊原市#旧市街地（旧ウラジミロフカ村中心市街地。北豊原地区）の商業施設を参照の事。
駅近辺（レーニナ通り（旧豊原大通り）沿い、サハリーンスカヤ通り（旧真岡通り）沿い）
- サハリンデパート（ロシア語表記「Универмаг Сахалин」。「サハリン百貨店」のロシア語訳。旧豊原三越百貨店）ユジノサハリンスク本店 - 前述のレーニナ通り（旧豊原大通り）および前述のサハリーンスカヤ通り（旧真岡通り）が交差する角地に立地する市内随一の老舗百貨店。旧ソ連による実効支配（建物接収）開始より約13年後である（「スターリン批判」に代表される様々な国内民主化を行なったニキータ・フルシチョフソビエト共産党第一書記（兼ソ連首相）が失脚する約1年半前である）1963年（昭和38年）4月28日[72]、ユジノサハリンスク市執行委員会セルギェーイ・カンスタンチノーヴィチ・ブローヒン委員長（当時の市長職に該当。約半年前より就任[要出典]）により改装され再び商業施設としての再利用が開始された（再開店当日のセレモニーや各フロア内の様子を記録したニュース動画、前述動画とは別ナレーション版の同一ニュース動画）。地上4階・地下1階があり、総床面積は4,000m2（フロア・マップ（公式HP（ロシア語）））。敷地内に専用駐車場も設けているが、土地が不足している都心部という事もあり、約60台程しか駐車出来ない。戦前の旧豊原三越百貨店建物（新古典主義建築。二つの通りに沿ってL字型に建てられている）を利用。市場型経済への急激な移行でロシア経済が混乱していた1990年代前半頃は経営を立て直す必要に迫られ、旧ソ連時代の都市によく見られた子供百貨店「タヴァールィ・ドリャー・ヂェチェイー（ТОВАРЫ ДЛЯ ДЕТЕИ、「子供用品」のロシア語訳）」として経営されていた期間もあった。最上階には古くから日本国内の老舗百貨店にて多く見られる特徴のひとつである沢山の窓が並んでいる。前述の交差点角方向沿いの壁面に大型LEDモニタを設置。公式HP（ロシア語）、店内紹介動画1、グーグル・ストリートビュー画像

主なフロア構成は下記の通り。
| 階  | フロア概要                                                                                             |
| --- | --- |
| 4F  | 理髪店、他複数テナント店、店内調光管理室、支配人室                                                     |
| 3F  | 観光ガイド映像TV、最新アパレル店、レース加工品店、針刺し店、宝石店、サロン型家具店、他複数テナント店   |
| 2F  | 書店、写真スタジオ、手芸品店、衣料品店、キーロフ産専門毛皮店、記念品店および画廊、他複数テナント店     |
| 1F  | 薬局、花屋、時計修理屋、靴屋、カメラ店、鉢植え園芸店、小サイズ靴店、リボン店、両替店、他複数テナント店 |
| B1F | 食品スーパー、スタローヴァヤ（ロシア風大衆食堂）同店看板画像、他複数テナント店                         |

- 屋内型自由市場「ウクペフ」 - サハリーンスカヤ通り（旧真岡通り）およびユジノサハリンスク駅（旧豊原駅）より北方向に続く線路が交差する踏切手前に立地する屋内施設型自由市場で外見は大型ショッピングモールの様に見える。「成功」のロシア語訳が店名の由来。グーグル・ストリートビュー画像
- 屋外型自由市場「ルイーナク」 - 前述の 「（屋内型自由市場）ウクペフ」と踏切を挟んだ隣地に立地。長い間、露天型店舗の集まりだったが、近年より（世界各国のクリスマスマーケット等でよく見掛ける）均一デザインの清潔な木製小屋型店舗を複数常設配置し、許可を得た販売業者が各々テナント入居するスタイルに激変を遂げた。現在の「（屋外型自由市場）ルイーナク」画像1、現在の「（屋外型自由市場）ルイーナク」画像2
- カリンカ - サハリーンスカヤ通り沿い、前述の自由市場ウクペフに隣接する大型商業施設。スーパーがテナントで入居。グーグル・ストリートビュー画像
- 食品・衣料品スーパーアキェアーン（ロシア語表記：Океан。「海洋」のロシア語訳）ユジノサハリンスク支店（二代目） - 旧丸越江戸っ子呉服店（初代店舗）跡地南部分（レーニナ通り（旧豊原大通り）沿い）に立地（初代店舗は旧丸越江戸っ子呉服店（初代店舗）建物を接収・再利用（1968年に撮影された空撮画像（右端の上下中央に「北海道拓殖銀行豊原支店（現サハリン州立美術館）」。間に植樹された公園（豊原市時代は平屋建て個人商店建物群）を挟み、ドーム型尖塔屋撤去後の黒っぽい建物がアキェアーンユジノサハリンスク支店（初代店舗）となった丸越江戸っ子呉服店豊原本店（初代店舗）建物）））。旧ソ連時代は全国各地に展開していた国営（主に缶詰加工された）海産物卸売チェーンだったが、現在は民営化。地階にはユジノサハリンスク市内大手のDVDショップチェーン店も入居。グーグル・ストリートビュー画像
- ルィーバクホテル - （ユジノサハリンスク駅（旧豊原駅）前にあるレーニン広場（旧豊原駅前広場）の南側沿いにある）カールラ・マールクサ通り（旧南6丁目通り（ユジノサハリンスク駅（旧豊原駅）線路以東））沿い（旧花屋旅館本店（別名「花屋ホテル」。画像HP1、画像HP2）跡地）に立地（正面玄関位置が旧花屋旅館とほぼ同じだが、建物再利用か全面建て替えかは不明（調査中））。工具店バント（ロシア語表記：Бант。「弓」のロシア語訳）やアダルトグッズショップヴズグリャート（ロシア語表記：ВЗГЛЯД, магазин эротических товаров。「ヴズグリャート」は「視力」のロシア語訳）、その他、歯科医院もテナント入居。グーグル・ストリートビュー画像
- マヌェローンホテル（旧樺太ホテル北海屋本店） - （レーニン広場（旧豊原駅前広場）の北側沿いにある）カムニスチーチェスキー大通り（旧神社通り）沿いに立地。現在、跡地に建つマヌェローンホテル建物は全面建て替え（旧樺太ホテル北海屋本店建物を再利用していた時期の有無は不明（調査中））。敷地跡地の一部には、東洋風の屋根が外見的特徴であるキオスクも立地している。旧樺太ホテル北海屋本店（全景）画像、旧樺太ホテル北海屋本店客室（（25番室））画像、旧樺太ホテル北海屋本店（客室（25番室および27番室））画像、グーグル・ストリートビュー画像（「旧樺太ホテル北海屋本店」跡地に建つ「現マヌェローンホテル（右側）」および）東洋風屋根付きキオスク（左側）
  - 同ホテルでは、TVドラマ「サハリンの薔薇」（北海道放送（「東芝日曜劇場」枠）、放送：1991年11月24日）でTVロケが行われている（主人公である日本人青年医師（演：役所広司）の宿泊先、かつヒロインである舞台女優志望ロシア人女性が勤務するホテル内食堂）。
- ドムピータ - レーニナ通り（旧豊原大通り）沿い（但し、駅東口より南方向）に立地する中型商業施設。グーグル・ストリートビュー画像
- テフニカ市場 - レーニナ通り（旧豊原大通り）沿い（駅東口より南方向へ徒歩約12分）に立地する中型商業施設。主に生鮮食料品が主体。店内で購入したピロシキなど食事出来るフードコートも備わっている。
  - かつて市内在住朝鮮系ロシア人が経営していた「海産物店アホーツカエ・モーリェ（ロシア語で「オホーツク海」を意味する）」建物再利用の可能性がある（調査中）。
- その他、中規模以上の商業施設（いずれも中心部に立地）として、スーパー・スタリーチヌイ、スーパー・ピェールヴィー・セメイヌィー（もしくはピエルビー・マガジン。「マガジン」とはロシア語で「商店」を意味する）ユジノサハリンスク店（解説HP、店内紹介動画）や、（西方向裏手（旧景徳寺跡地に立地）になるが）家具・建築資材店「タルゴーヴィ・ドーム・インテークス（ロシア語表記：Торговый Дом Интэкс。「住宅売買インテックス」のロシア語訳。旧「ドーム・メーベリ（「家具の家」のロシア語訳）」）」がある。他、旧ソ連時代から市内各地に見られたキオスク（珍品玩具購入体験者による解説HP）も健在である。

- 閉店
  - 露天型自由市場「ヴァストーク市場」 - サハリーンスカヤ通り（旧真岡通り）より南方向に一本裏手に位置する中通りにて長い間、在樺コリアン業者を中心に運営されてきたが、2010年代後半頃に近代的で清潔な屋内型商業施設を同地に建てる再開発計画の為、閉鎖された[73]。健在時解説HP（2009年12月11日時点）、健在時解説HP（2010年09月07日時点）、健在時解説HP（2011年05月12日時点）
  - 衣料品店ルスラン
  - 国営レコードレーベル「メロディア」直営レコード店チェーン・ユジノサハリンスク店 - 1990年代半ば頃に閉店。レーニナ通り（駅東口より南方向）およびパピェードゥイ大通り（旧南10丁目通り）が交差する角地（北東側区画）に立地していた。現在、跡地は書店「ヴリェーミャ・クニーギ（「現時刻書店」のロシア語訳）」になっている。Googleストリート・ビュー（書店「ヴリェーミャ・クニーギ」）

郊外南西部（旧大沢地区、ユジノサハリンスク空港（二代目）手前付近）

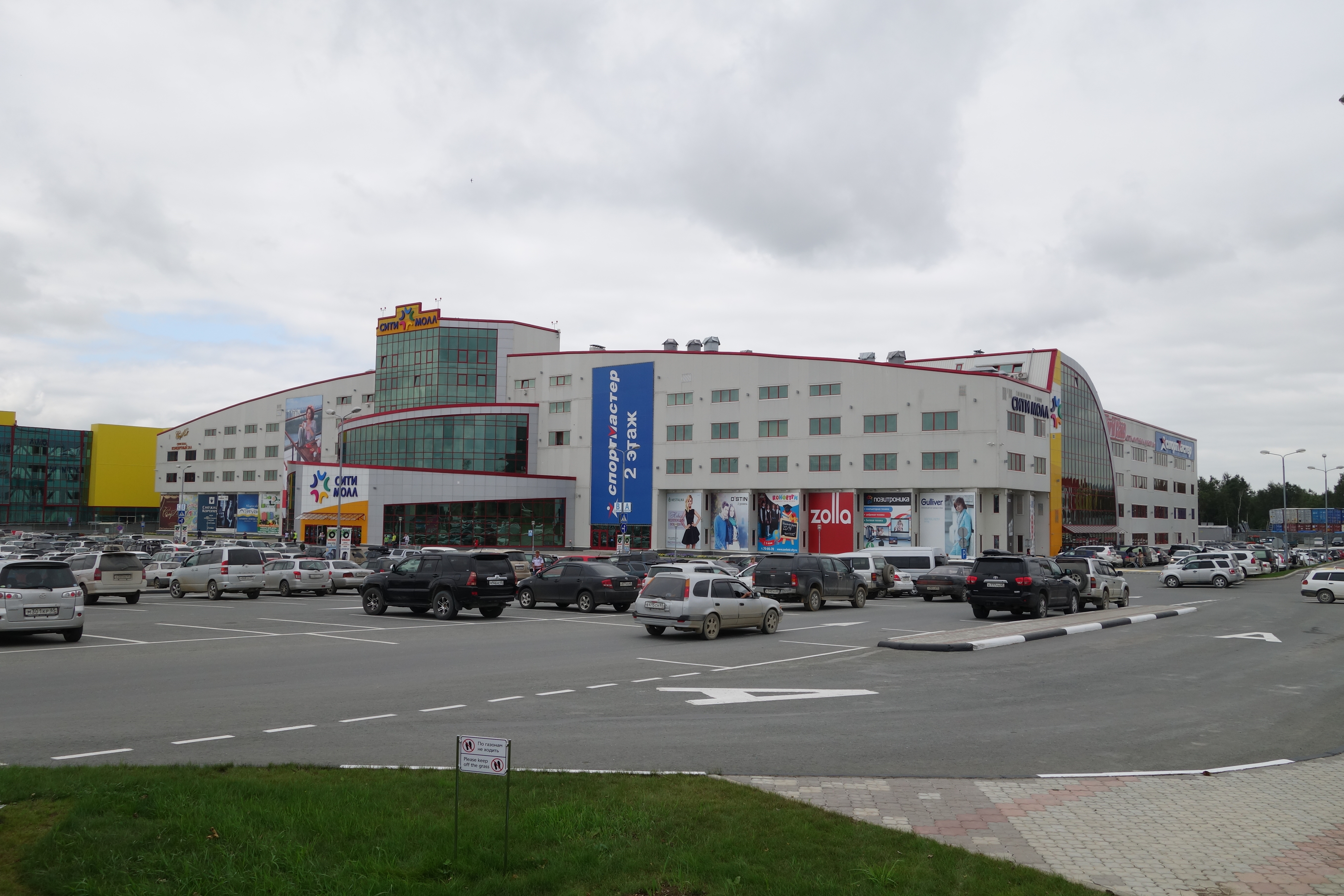
シティモール（北側）

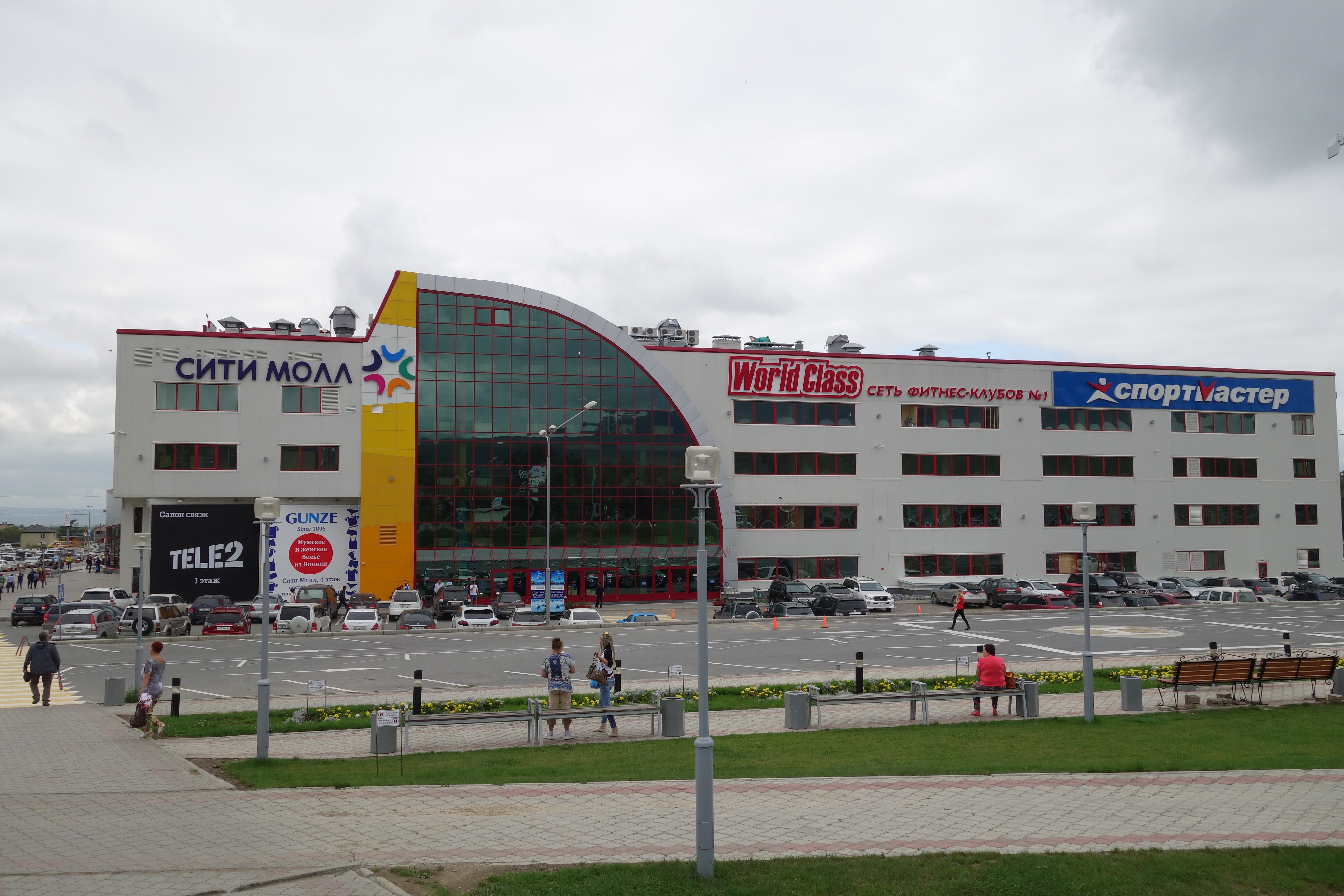
シティモール（西側）

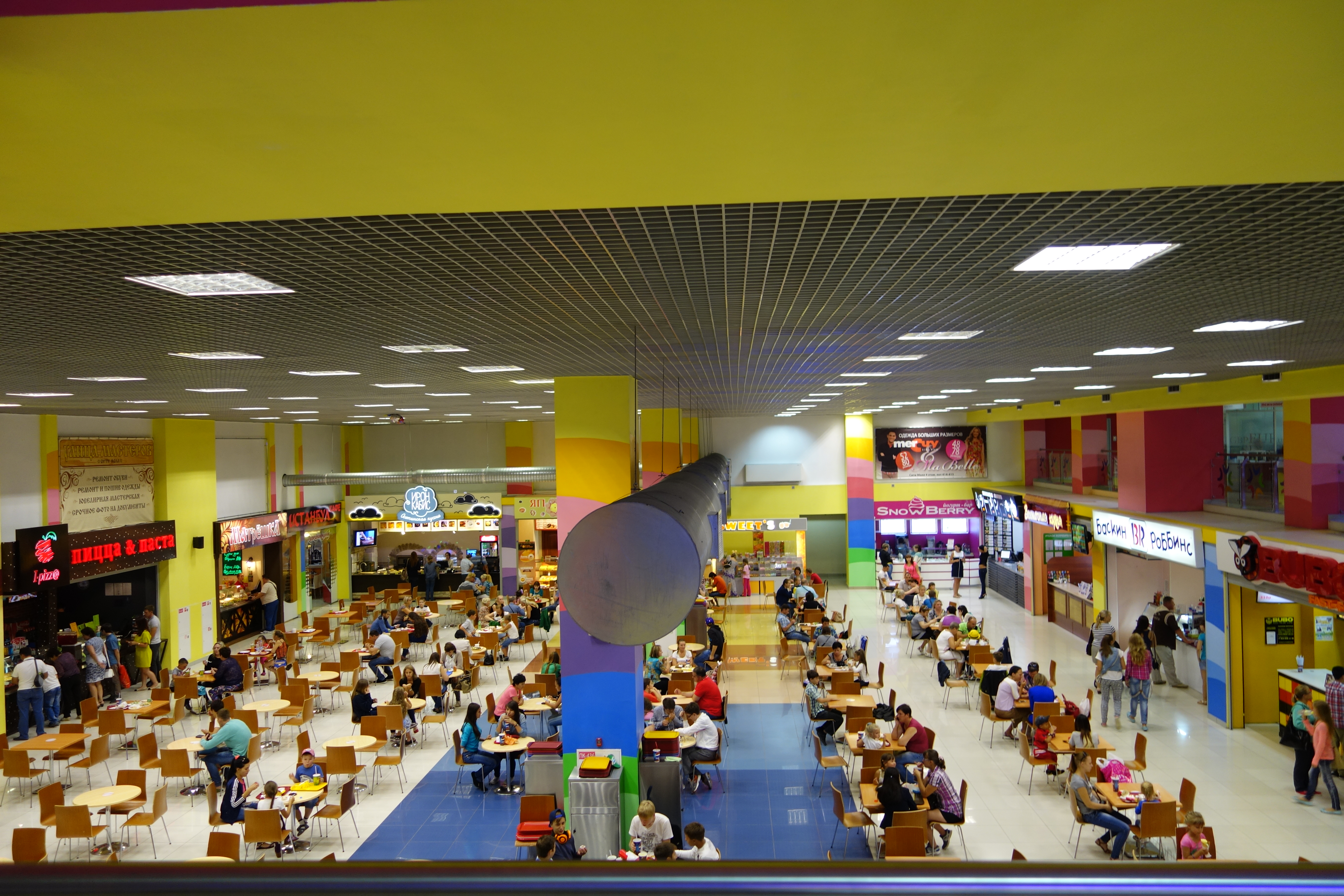
シティモール3階フードコートフロア

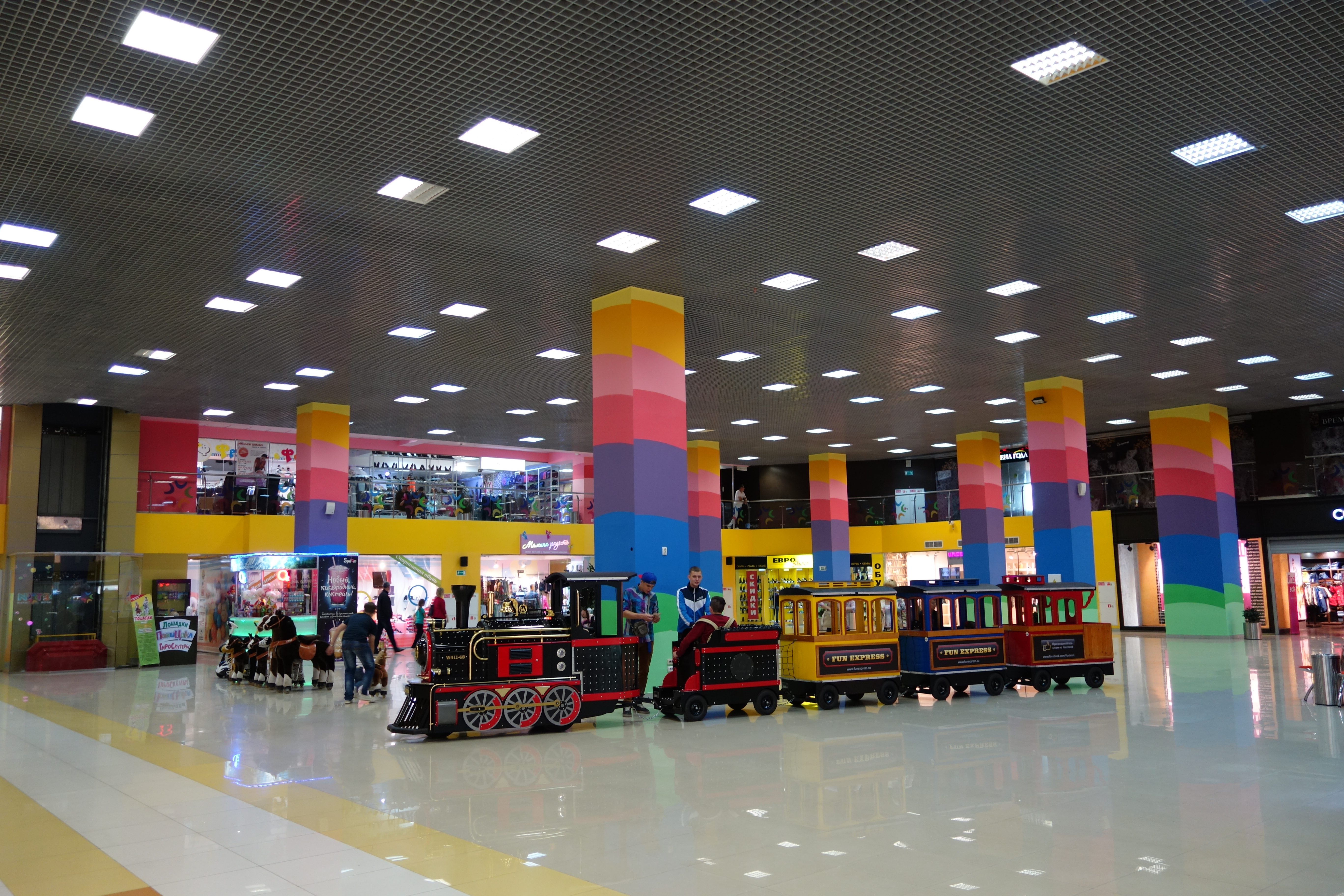
シティモール店内を周回するパーク・トレイン風低速バッテリーカー（児童のみ乗降可）

- シティモール（もしくは「スィーチモール」。ロシア語表記「Сити Молл」） - 中心部より南方7km程先（中心部では約1.5km程の間隔を開けて並行している市内二大南北縦貫道路「レーニナ通り」（旧「豊原大通り」南方向大延長道路部分）「ミーラ大通り（旧東7条通り）」が南方向に進むに従い間隔を狭め、やがてV字状に連結する手前という好立地区画。数年前より鉄道駅「スィーチモール停留所（ロシア語表記：о.п. Сити Молл）」として復活させた旧「清川（仮）駅」の隣接地）に立地する大型ショッピングモール。2009年11月にプレオープンされ、2010年5月に正式オープン（建設風景画像付き解説HP、建設工事および開業についての画像付き解説HP（ロシア語））。ロシア極東随一の規模を誇る。Apple Storeやロイズコンフェクトなど外資系企業の出店もあり。児童客のみ利用可能な店内周回パーク・トレイン風低速バッテリーカー（複数台を連結）なども完備。市内住民向けの機能店である為、市外・州外・国外から来た観光客向けテナントは少なかったが、近年、ガガーリン記念文化公園（旧御大典記念豊原市民公園）内より移転してきた「サハリンスキー・ムゼイ・メドヴェジャ（サハリン生息クマ博物館）」等、状況に変化が見られる。公式HP（ロシア語）、解説HP1、解説HP2、解説HP3、解説HP4（シティモール10周年記念イベント）、店内紹介動画1、店内紹介動画2、店内紹介動画3、店内紹介動画4、グーグル・ストリートビュー画像

主なフロア構成は下記の通り。
| 階 | フロア概要                                                 |
| -- | ---------------------------------------------------------- |
| 6F | キッチン家具ショールーム                                   |
| 5F | サハリン生息クマ博物館（二代目）、ゲームセンター           |
| 4F | 家具店、複数テナント店                                     |
| 3F | フードコート（解説HP）、映画館、子供向け屋内遊園器具パーク |
| 2F | 複数アパレルショップ                                       |
| 1F | 食品スーパー（直営）、複数テナント店                       |

- 大型玩具店「ブブーリ・グーム」（ロシア語表記「Бубль Гум」） - ミーラ大通り（旧東8条通り）沿いに立地。グーグル・ストリートビュー画像
- その他、中規模以上の商業施設として、サハリン州大手家電量販店チェーン「DNS」ユジノサハリンスク支店がある。

中心部東部（ミーラ大通り（旧東7条通り）沿い・近辺、およびカムサモーリスカヤ通り（旧東11条通り）沿い・近辺）

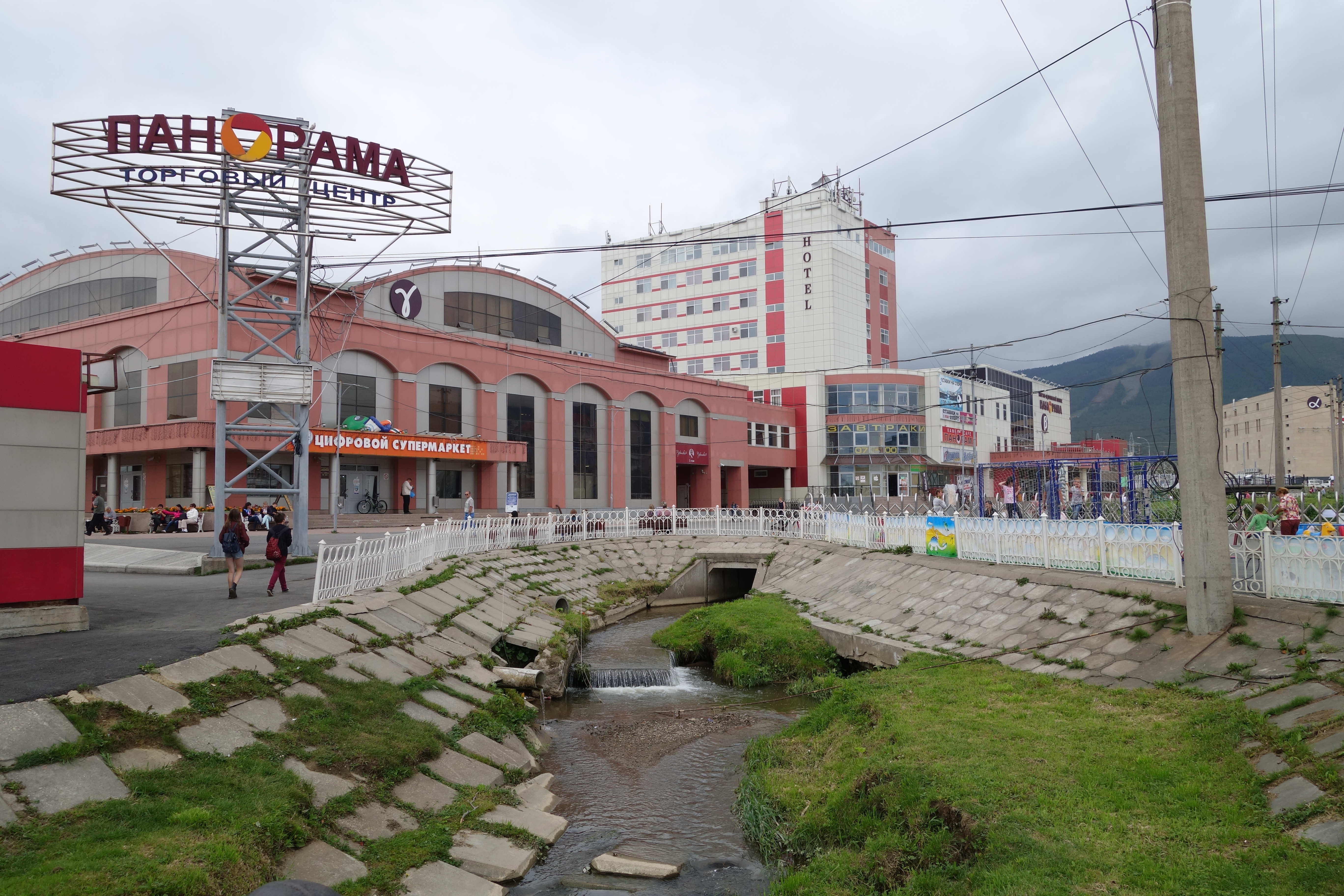
複合型商業施設パナラーマ・ホテル

- ドーム・タルゴーブリ・デパート（ロシア語で「商業館百貨店」） - エミェリヤーナヴァ通り（旧南13丁目通り）および（前述のレーニナ通りに東方向に四区画置いて並行し、南北に伸びる）ミーラ大通り（旧東7条通り）が交差する角地の北東側区画に立地（地上2階）。建物外見は今時の郊外型家電量販店の様な目新しい佇まいだが、店内については昭和50年代頃の日本に多く見られた国鉄駅地階ショッピングセンターの様なレトロな風景が広がっている。解説HP、店内紹介動画、グーグル・ストリートビュー画像
- スーパー・カムサモーリェツ - 上述の「ドーム・タルゴーブリ・デパート」立地区画の南隣り区画（更に南隣りには、北海道新聞社ユジノサハリンスク支局が入居する「ホテル プラザ・サハリーン」立地区画）に立地する平屋建ての食品スーパー。同じく「カムサモーリェツ」を名乗る（レーニナ通り（旧豊原大通り）およびサハリーンスカヤ通り（旧真岡通り）交差点北東側角地に立地する）映画館カムサモーリェツおよび旧ソ連時代は共産党青年組織「コムソモール」との関連は不明（調査中）。グーグル・ストリートビュー画像
- スタリッツァーショッピングセンター棟 - カムサモーリスカヤ通り（旧東11条通り）およびプルカーイェヴァ通り（旧南15丁目通り）が交差する角地に立地する超高層ビジネスビル「スタリッツァー（ロシア語表記：СТОЛИЦА）」ビジネスセンター棟（地上10階建て）およびコンベンションセンター施設であるコングレスホール棟と連結した大型ショッピングモール（地上3階、地下1階）。スタリッツァー・ショッピングセンター棟 公式HP（ロシア語）、解説HP1、解説HP2、店内紹介動画1、店内紹介動画2、店内紹介動画3、グーグル・ストリートビュー画像

主なフロア構成は下記の通り。
| 階  | フロア概要 |
| --- | --- |
| 3F  | 衣料品店、衣服修繕店、ネイルサロン、サハリン州土産物屋、アパレル店、美容コンサル店、韓国化粧品専門店、朝鮮料理喫茶、Apple Store風パソコンショップ、男性洋服店、婦人服店、子供服店、タイ式マッサージ店、トイレ（男性用および女性用） |
| 2F  | 衣料品店、ストッキング専門店、子供洋品店、家具洋品店、紳士服店、婦人服店、家具店、空中連絡通路 |
| 1F  | 珈琲店、ネイルサロン、花屋、宝石店、ワイシャツ・ネクタイ店、電子タバコ専門店、アウトドア店、眼鏡屋、薬局、携帯ショップ、靴屋、下着店、時計屋、香水店、紳士服チェーン店、水着屋、衣料品店、トイレ（男性用）、連絡通路                |
| B1F | スーパーマーケット、珈琲豆・紅茶販売店 |

- メガポリスデパート - （ガガーリン記念公園南側縁の中央付近を起点として南へ伸びている）ゴーリカヴァ通り（旧東14条通り）沿いに立地（地上3階）。ユジノサハリンスクで最初にエスカレーターが設置された商業施設。グーグル・ストリートビュー画像
- 複合型商業施設パナラーマ（ロシア語で「広大な眺望」）・ホテル - ミーラ大通り（旧東7条通り）沿い南方（エミェリヤーナヴァ通り（旧南13丁目通り）との交差角地 北東側区画）に立地。（主にホームセンターである）大型商業施設パナラーマ、映画館パナラーマ、ホテルにより構成。グーグル・ストリートビュー画像
- スラビヤンスキー・バザール - 旧「慈恵院」跡地の一部（南西側）に立地。駐在外国人や富裕層の需要を狙って起業された輸入食材専門の高級スーパー。物価が日本と然程変わらないユジノサハリンスク市にある食材店でありながら、日本製カップラーメン等が約3～4倍程の価格で売られている。グーグル・ストリートビュー画像

主なフロア構成は下記の通り。
| 階  | フロア概要                                                         |
| --- | ------------------------------------------------------------------ |
| 2F  | バックヤード                                                       |
| 1F  | 家電量販店、化粧品、他複数テナント店                               |
| B1F | 高級食品スーパー（主に日本製品中心の輸入専門店）、他複数テナント店 |

- その他、中規模以上の商業施設（いずれも中心部に立地）として、マナルフ（前述のメガポリスデパート向かい）、プラザ、トゥリ・セミョルキ、回転寿司屋ニホンミタイ、ゲルメス・ルシがある。

郊外北東部（ミーラ大通り（旧東7条通り）沿い・旧王子製紙豊原工場敷地周辺）

### 進出している日系企業・団体
- 北海道ビジネスセンター
- サハリン日本センター
- サハリン事務所
  - 北海道サハリン事務所、稚内市サハリン事務所
- 三井物産
- 伊藤忠商事
- NHKサハリン事務所 - NHKユジノサハリンスク支局だったが、規模縮小・降格。
- 北海道新聞ユジノサハリンスク支局 - 「ミーラ大通り（旧東7条通り）」「ラジュヂェストゥヴェーンスカヤ通り」「クラスナフローツカヤ通り」「イーミェニ・カスマナーフタ・パパーヴィシャ通り（旧南9丁目通り）」に囲まれた区画（商業施設「ドーム・タルゴーブリ・デパート」立地区画の南側に隣接）に立地するホテル「パシフィックプラザ・サハリーン（ロシア語表記：Пасифик Плаза Сахалин）」に入居[74]。グーグル・ストリートビュー画像
  - 先代拠点にあたる樺太支社跡地（現ユジノサハリンスク支局立地区画より北へ2区角）には現在、映画コンサートホール「キノー・チアートル・アクチャーブリー」が立地。
- トヨタ自動車販売センター - 2016年4月30日に開店。
- ロイズコンフェクト

## 情報・通信

### マスメディア

#### 新聞社
新聞
- ガジェータ カピータル・エクスプリェッス（ロシア語表記「Газета «Капитал Экспресс»」。「首都特急新聞」のロシア語訳）
- ガジェータ サハリンスキーイェ・ヴェダマスチー（ロシア語表記「Газета «Сахалинские ведомости»」。「サハリン住民発言新聞」のロシア語訳）
- ガジェータ ティェリェミール（ロシア語表記「Газета «ТелеМир»」。「世界通信新聞」のロシア語訳）
- ガジェータ ユージュナ・サハリンスク・シヴォードニャ（ロシア語表記「Газета «Южно-Сахалинск сегодня»」。「『今日のユジノ・サハリンスク』紙」のロシア語訳）
- ガジェータ ルィバク・サハリーナ（ロシア語表記「Газета «Рыбак Сахалина»」。「サハリン漁師新聞」のロシア語訳） - 1983年創刊。漁業関係機関に設立された業界紙。週1回発行。1994年7月時点での発行部数は約2万。
- ガジェータ グビェルンスキーイェ・ヴェードモスチー（ロシア語表記「Газета «Губернские ведомости»」。「サハリン州公報新聞」のロシア語訳） - 1991年創刊。サハリン州政府が発行。週1回発行。1994年7月時点での発行部数は約1万。
- ガジェータ ハローシャヤ・ガジェータ・サハリーナ（ロシア語表記「Газета «Хорошая газета Сахалина»」。「サハリン優良新聞」のロシア語訳）
- ガジェータ フ・カージュドゥイ・ドーム・サハリーナ（ロシア語表記「Газета «В Каждый дом Сахалина»」。「『サハリンの全ての家で』新聞」のロシア語訳）
- ガジェータ サヴィェートスキー・サハリン（ロシア語表記「Газета «Советский Сахалин»」。「サハリン労働者評議会新聞」のロシア語訳） - 1925年5月1日創刊（サハリン州前身自治体のひとつである旧「北サハリン州」の州都であった「アレクサンドロフスク・サハリンスキー」にて創業）。1947年5月に活動拠点を現在のユジノサハリンスク市（旧豊原市）の旧玉川橋（リカ・ロカトガ川（旧玉川）とレーニナ通り（旧豊原大通り）が交差する南東区画付近に移転。Googleストリートビュー画像（ガジェータ サヴィェートスキー・サハリン ユジノサハリンスク本社）。1990年12月31日（ソビエト崩壊の約1年前）迄は、「サハリン州委員会」「ソ連共産党ユジノサハリンスク市委員会」「サハリン州人民代議員評議会」三組織全ての機関紙を兼ねていた。翌年1991年8月より、編集規約に「編集局にいかなる政党や運動団体の組織も存在してはならない」という条項が追加される。ガジェータ サヴィェートスキー・サハリン公式HP（ロシア語）
- ガジェータ スヴァボードヌィイ・サハリン（ロシア語表記「Газета «Свободный Сахалин»」。「自由サハリン新聞」のロシア語訳） - 1990年創刊。サハリン州議会とユジノサハリンスク市議会が共同発行。週1回発行。1994年7月時点での発行部数は約1万1千。
- フリー・サハリン・ニュース - 上記「ガジェータ スヴァボードヌィイ・サハリン」の英字新聞版。1993年創刊。
- ガジェータ フショー・ドゥリャー・ヴシェーフ（ロシア語表記「Газета «Всё для Всех»」。「『全ては皆の為』新聞」」のロシア語訳）
- ガジェータ カムサモーリスカヤー・プラヴダ・ナ・サハリーニェ（ロシア語表記「Газета «Комсомольская правда на Сахалине»」。「サハリン共産主義者真実新聞」のロシア語訳）
- ガジェータ エムカー・ナ・サハリーニェ（ロシア語表記「Газета «МК на Сахалине»」。「サハリンMK新聞」のロシア語訳）
- セ・コリョ・シンムン（「新高麗新聞」） - 1949年創刊。在樺コリアン向けにサハリン州議会が発行。ハングル語使用。1994年7月時点での発行部数は約3千。
- オーストラフ・サクロービシチ（「宝島」のロシア語訳） - 1991年創刊。ユジノサハリンスク市開基110周年記念の子供新聞。記事の作成および投稿者は、市内在住の小中学生。

地域ローカル雑誌、タウン情報誌
- ゴーラトスカイ・インファルマツィオーンヌィー・スプラーヴァチュニク 2ゲーイーエス（ロシア語表記「Городской информационный справочник «2ГИС»」。「都市情報ガイド『2GIS』」のロシア語訳） - 2013年 4月1日創刊。
- アフトーマビリヌィー・ジュールナル ナ・ウリーツァフ・ガローダ（ロシア語表記「Автомобильный журнал «На улицах города»」。「自動車雑誌『街の街』」のロシア語訳） - 2010年創刊。
- イェジェミェシャーチュヌィー・ジュールナル アソーバイェ・ムニェーニイェ（ロシア語表記「Ежемесячный журнал «Особое Мнение»」。「月刊誌「特別意見』」のロシア語訳）
- ジュールナヤ ヂェローヴァイ・ユージュナ・サハリーンスク（ロシア語表記「Журнал «Деловой Южно-Сахалинск»」。「雑誌『商業サハリン』」のロシア語訳） - 2007年創刊。
- ジュールナヤ サブィーチヤ・サハリーナ（ロシア語表記「Журнал «События Сахалина»」。「雑誌『サハリンの出来事』」のロシア語訳）
- リェギアナーリナイェ・インファルマツィオーンナイェ・アギェーントストヴァ サハリーン・クリールィ（ロシア語表記「Региональное информационное агентство «Сахалин-Курилы»」。「地域情報機関誌『サハリン・クリル諸島（旧千島列島）』」のロシア語訳）
- テーイーアー オーストラヴァ（ロシア語表記「ТИА «Острова»」。「TIA 『諸島』」のロシア語訳）
- ガジェタ アルグメーントゥイ・イ・ファークトゥイ（ロシア語表記「Газета Аргументы и факты」。「新聞の議論と事実」のロシア語訳）。2008年時点における発行部数は約300万部。

#### 放送局
地上波デジタル・テレビ放送
全国ネット局（主に「ロシア1」「カナール1」「エヌテーヴェー」）については、ロシア東西にて10種類に区分されている放送用時間帯（国内時差とは別物）の内、「第1地域」に分類され、首都モスクワとの時差は（日本とモスクワとの時差より更に1時間多い）7時間もあるサハリン州ユジノサハリンスク市においては、モスクワと同じタイムテーブルの番組をそのまま放送する訳にはいかず、（一般人には開放していない）国内各遠隔地向け衛星回線や同用途の地上マイクロ通信回線を通じてキー局より一度受信・デジタル録画。その後、各地の配列局が各自担当する放送時間帯に合わせてタイムテーブルを調整し再送放送している。
| チャンネル | 放送局名 | キー局                     | 地上波アナログでも放送 | 備考 | ネット放送 |
| ---------- | --- | -------------------------- | ---------------------- | --- | --- |
| 3          | カナール1（ロシア語表記「 1ТВ Россия」） | 同一局                     | ☓                      | 「チャンネル1」のロシア語訳。経営母体の筆頭株主は「連邦国家資産管理局」。「ソビエト連邦中央テレビ」を発祥とし、その後「Soviet Television Channel 1」→「Soviet Television Network 1」→「Ostankino Channel 1」→「Public Russian Television」を経て、現局に至る。旧ソ連時代から現ロシア連邦初期に至る長い年月の中で、事実上のフラグシップTV局であった。視聴者参加政治討論番組や健康番組、ニュース番組など。 | ①、② |
| 5          | ロシア24（ロシア語表記「Россия 24」） | 同一局                     | ☓                      | 「全ロシア国営テレビ・ラジオ放送会社（Всероссийская государственная телевизионная и радиовещательная компания (ВГТРК) ）」が運営するニュース専門チャンネル。 | ① |
| 10         | ロシア1（ロシア語表記「Россия 1」） | 同一局                     | ☓                      | 前述の「全ロシア国営テレビ・ラジオ放送会社」が経営母体。ソ連崩壊前に、エリツィン大統領が末期ソ連政府公共放送「カナール1」に対抗する目的・意図を以つ「当時ソ連構成国で最大であったロシア共和国」版公共放送として改組した。「Program Three」を発祥とし、その後「All-Union Program Two」→「All-Union Television 2」→「All-Union Channel 2」→「RTR」→「RTR1」→「RTRロシア」を経て、現局に至る。ニュース番組や音楽番組、学園コメディドラマなど。 | ①、②（ロシア国内よりネット接続PCのみ視聴可） |
| 12         | アーエステーヴェー アリチェルナチーフナエ・サハリーンスカエ・テレビーヂニイェ（ロシア語表記「АСТВ Альтернативное Сахалинское Телевидение」） | АСТВ                       | ○                      | 「ASTV 次世代サハリン・テレビ」のロシア語訳。公式HP | ①、②（日本時間で「19:00 ～ 20:00」の間の1時間のみ）赤いライブマーク表示されているYouTube АСТВ公式チャンネル」当該動画をクリック。                                                     |
| 21         | ピェールヴィ・ムリチープリェクス・ツィフローヴァガ・テーヴェー DVB T2（ロシア語表記「 Первый мультиплекс цифрового ТВ DVB T2」）             | 同一局                     | ☓                      | 「第一多重化デジタルテレビ DVB T2」のロシア語訳。 | － |
| 23         | チェ（ロシア語表記「Че」） | 同一局                     | ○                      | 「（近くの物を指し示す）それ」のロシア語訳。ドラマ番組が多くを占める。 | ①（ロシア国内もしくはウクライナ国内よりネット接続PCのみ視聴可） |
| 27         | オーテーヴェー サハリン・イ・クリールィ（ロシア語表記「ОТВ - Сахалин и Курилы」）                                                            | ОТВ（ロシア語版Wikipedia） | ○                      | 「Oテレビ サハリン・クリル諸島」のロシア語訳。局名の先頭文字である「О」は「地域」のロシア語訳「Областное」頭文字を表す。「公式HP（グーグル翻訳を介した日本語訳表示）、YouTube公式チャンネル（現在のところ、ライブストリーミング放送無し） | ①YouTubeライブストリーミング放送（「オーテーヴェー サハリン・イ・クリールィ」）ではなく「オーテーヴェー エカテリンブルク（日本との時差；4時間）」。赤い「ライブ」マークをクリック）－ |
| 30         | エヌテーヴェー（ロシア語表記「НТВ (Россия)                                                                                                   | 同一局                     | ○                      | 現在の経営母体は「ガスプロム・メディア」。局名の先頭文字である「Н」は「Независимое (独立)」「Новое (新しい)」「Наше (我々の)」 等の意味が込められ、その名の通り、政府に批判的なニュースや報道で人気を博したが、近年ではプーチン政権の圧力に屈し、報道番組は激減。その為、政治要素の薄い娯楽系番組（ロシア映画、刑事ドラマ）や凶悪犯罪分析ドキュメンタリー番組、家庭内問題調停バラエティ番組が放送の大半を占めている。かつては幼児向け教育番組（ロシア版「セサミストリート」）も放送されていた。「Program 4」を発祥とし、その後「Network 4」→「National Channel 4」→「Channel 4 Ostankino」を経て、現局に至る。 | ①、②YouTubeライブストリーミング放送（赤い「ライブ」マークをクリック） |
| 33         | エステーエス（ロシア語表記「СТС」） | 同一局                     | ○                      | 「STS」のロシア語訳。ドラマ、子供向けアニメ、料理番組など。 | ①（ロシア国内もしくはウクライナ国内よりネット接続PCのみ視聴可） |
| 35         | エルイェーエヌTV（レンテーヴェー）/エーハ・サハリーナ（ロシア語表記「РЕН ТВ / Эхо Сахалина」）                                               | －                         | ○                      | 「REN TV /サハリンの反響」のロシア語訳。公式HP | ①（ロシア国内もしくはウクライナ国内よりネット接続PCのみ視聴可）、②（ロシア国内もしくはウクライナ国内よりネット接続PCのみ視聴可）                                                      |
| 43         | マーチTV（ロシア語表記「Матч ТВ」） | 同一局                     | ☓                      | 「試合TV」のロシア語訳。いわゆるスポーツ番組専門チャンネル。公式HPYouTube公式チャンネル | ①（ロシア国内よりネット接続PCのみ視聴可） |
| 46         | カナール5（ロシア語表記「5 Канал」） | 同一局                     | ☓                      | 「チャンネル5」のロシア語訳。推理ドラマ、コメディドラマ、アニメ（「マーシャと熊」）など。YouTube公式チャンネル | ①（ロシア国内もしくはウクライナ国内よりネット接続PCのみ視聴可）、②YouTubeライブストリーミング放送（赤い「ライブ」マークをクリック）                                                   |
| 49         | ロシアK（ロシア語表記「Россия К」） | 同一局                     | ☓                      | 前述の「全ロシア国営テレビ・ラジオ放送会社」が経営母体。いわゆる教育TVチャンネル（局名の「К」は「文化」のロシア語訳「Культура」頭文字）。 | ①（ロシア国内よりネット接続PCのみ視聴可） |
| 51         | フトーライ・ムリチープリェクス・ツィフローヴァガ・テーヴェー DVB T2（ロシア語表記「Второй мультиплекс цифрового ТВ DVB T2                    | 同一局                     | ☓                      | 「第二多重化デジタルテレビ DVB T2」のロシア語訳。 | － |

ラジオ放送
- FMラジオ

放送時間帯「第1地域」に準拠した番組タイムテーブル再編成および再送については、「地上波テレビ放送」全国ネット局系列で述べた事情と同じ（「デジタル録画」ではなく「デジタル録音」）。
ユジノサハリンスク・ラジオ放送局（旧日本放送協会豊原放送局）より送信。
下記放送の幾つかは、ライブストリーミング方式にてネット配信もされている。ネット放送HP
| 周波数 （MHz） | 放送局名                                                                             | キー局                                                                 | 備考                                                                                   | ネット放送                                       |
| -------------- | ------------------------------------------------------------------------------------ | ---------------------------------------------------------------------- | -------------------------------------------------------------------------------------- | ------------------------------------------------ |
| 87,90          | アフトー・ラーヂオ（ロシア語表記「Авторадио」）                                      | 同一局                                                                 | 「自動ラジオ」のロシア語訳                                                             | https://www.avtoradio.ru/                        |
| 88,30          | リェートラFM（ロシア語表記（英語表記混在）「Ретро FM」）                             | 同一局                                                                 | 「懐古FM」のロシア語訳。旧ソ連時代の若者向けラジオ放送局「リェートラ・ラジオ」が発祥。 | https://retrofm.ru/online/player.php             |
| 88,90          | ラーヂオ・リコールト（ロシア語表記「Радио Рекорд」）                                 | 同一局                                                                 | 「記録ラジオ」のロシア語訳                                                             | https://www.radiorecord.ru/                      |
| 89,90          | ルースカイェ・ラーヂオ（ロシア語表記「Русское радио」）                              | 同一局                                                                 | 「ロシア・ラジオ」のロシア語訳                                                         | https://rusradio.ru/                             |
| 101,70         | ラーヂオ・シャンソーン（ロシア語表記「Радио Шансон」）                               | 同一局                                                                 | 「シャンソン・ラジオ」のロシア語訳                                                     | https://radioshanson.ru/                         |
| 102,50         | エヴローパ・プリュース（ロシア語表記「Европа Плюс」）                                | 同一局                                                                 | 「欧州プラス」のロシア語訳                                                             | https://europaplus.ru/                           |
| 102,90         | ロックFM（ロシア語表記（英語表記混在）「Rock FM」）                                  | 同一局                                                                 | 「ロックFM」のロシア語訳                                                               | https://www.rockfm.ru/                           |
| 103,50         | ラーヂオ・マヤーク（ロシア語表記「Радио Маяк」）                                     | 同一局                                                                 | 「灯台ラジオ」のロシア語訳                                                             | https://top-radio.ru/web/mayak                   |
| 104,40         | シティ・サハリン（もしくは「スィーチ・サハリーン」（ロシア語表記「Сити Сахалин」）） | ラヴ・ラーヂオ（ロシア語表記「Love Radio」。「愛情ラジオ」のロシア語訳 | かつての旧王子製紙豊原工場敷地の一角に立地。公式HP（ロシア語）                         | http://www.loveradio.ru/player.htm?region=26711# |
| 105,10         | グプラン・ラーヂオ・ダーチャ（ロシア語表記「план Радио Дача」）                      | 同一局                                                                 | 「別荘（ダーチャ）計画ラジオ」のロシア語訳。公式HP                                     | http://www.radiodacha.ru/player.htm              |
| 105,50         | ラーヂオ・アーエステーヴェー（ロシア語表記「Радио АСТВ」）                           | －                                                                     | 前述の「ASTV 次世代サハリン・テレビ」FMラジオ放送部門                                  | https://radio.astv.ru/#horoscope                 |
| 106,00         | ラーヂオ・ロッシイー（ロシア語表記「Радио России」）                                 | 同一局                                                                 | 「ロシア・ラジオ」のロシア語訳                                                         | https://www.radiorus.ru/                         |
| 106,50         | ダロージュナイェ・ラーヂオ（ロシア語表記「Дорожное радио」）                         | 同一局                                                                 | 道路ラジオ」のロシア語訳                                                               | https://dorognoe.ru/                             |
| 107,20         | ヴェスティーFM（ロシア語表記（英語表記混在）「Вести FM」）                           | 同一局                                                                 | 「ニュースFM」のロシア語訳。前述の「全ロシア国営テレビ・ラジオ放送会社」が経営母体。   | https://top-radio.ru/web/vesti-fm                |

- AMラジオ

夜間には、稚内ラジオ中継局からの中波放送（NHKラジオ第1放送、NHKラジオ第2放送、STVラジオ、HBCラジオ）が鮮明に受信出来る。

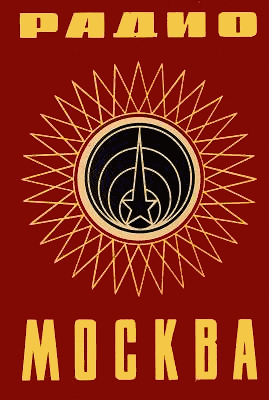
1969年に発行されたモスクワ放送QSLカード（ベリカード）。キリル文字で「RADIO MOSKVA」と表記されている

| 周波数 （kHz） | 放送局名       | 呼出符号 | 空中線 電力 | 放送対象地域                        | （日本国内における）放送区域 内世帯数 | 開局日         | ネット放送                     |
| -------------- | -------------- | -------- | ----------- | ----------------------------------- | ------------------------------------- | -------------- | ------------------------------ |
| 927            | NHK 旭川第1    | なし     | 1 kW        | 道北圏（上川・留萌・ 宗谷・北空知） | 約2万6500世帯                         | 1947年 3月21日 | https://radiko.jp/#!/live/JOIK |
| 1197           | STV ラジオ     | なし     | 1 kW        | 北海道                              | 約2万6500世帯                         | 1986年 11月6日 | https://radiko.jp/#!/live/STV  |
| 1368           | HBC 北海道放送 | JOTS     | 1 kW        | 北海道                              | 約2万6500世帯                         | 1986年 11月6日 | https://radiko.jp/#!/live/HBC  |
| 1467           | NHK 旭川第2    | なし     | 1 kW        | 全国                                | 約2万6500世帯                         | 1953年 3月29日 | https://radiko.jp/#!/live/JOAB |

この他、かつて米ソ冷戦時代の対日政治宣伝を主要目的として開局された「旧モスクワ日本語放送（後に「ロシアの声」に改称）」サハリン局（720 kHz (500 kW) ）がユジノサハリンスク市（送信施設：北緯46度50分00秒 東経142度54分00秒 / 北緯46.83333度 東経142.90000度）に存在し、毎日夜間6時間以上におよぶ長時間放送を行なっていたが、2013年12月31日（2014年クリミア危機が発生する約2ヶ月前）を以って閉局している。

## 教育

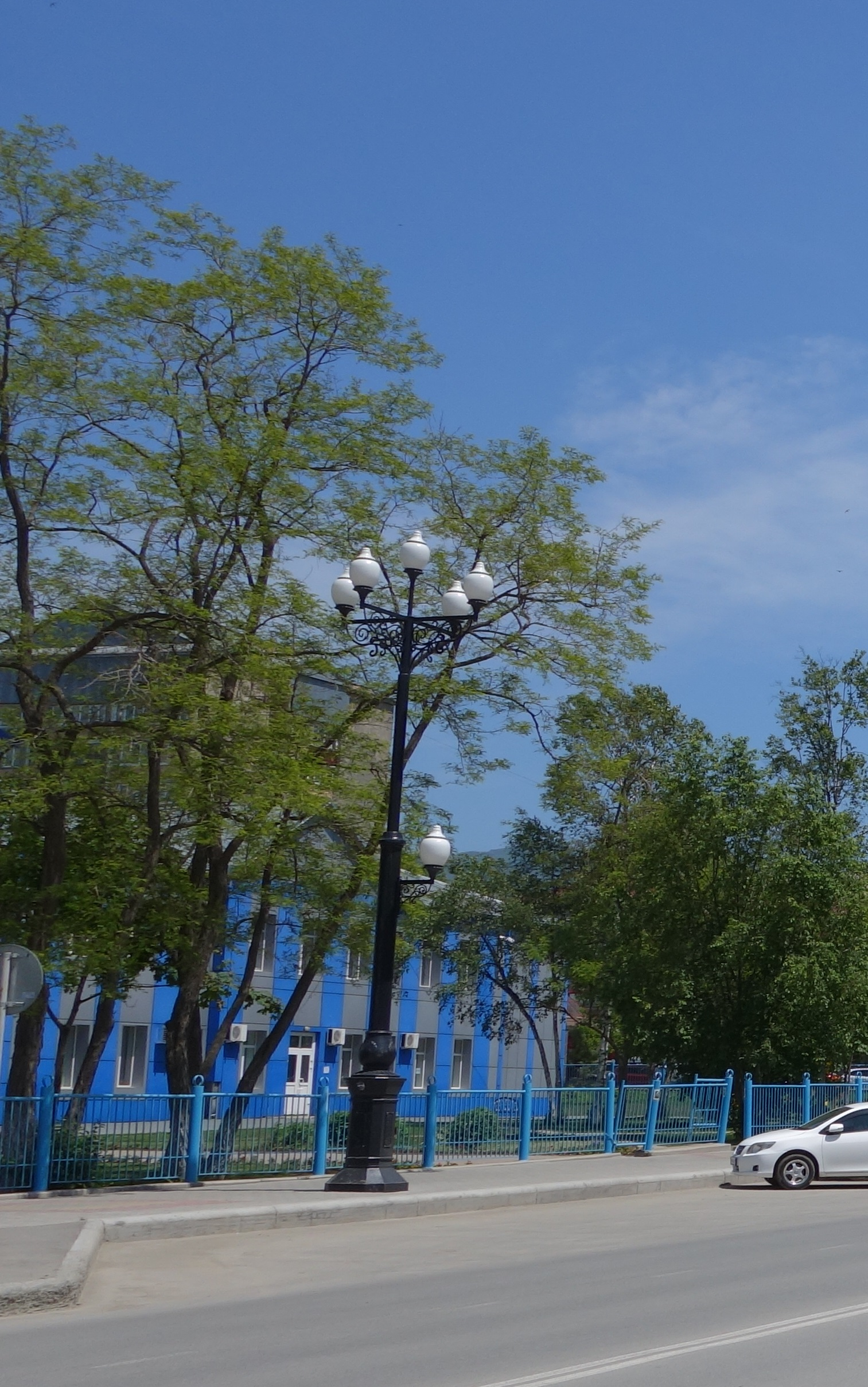
1950年（昭和25年）に開校した市内公立小中学校 第2校

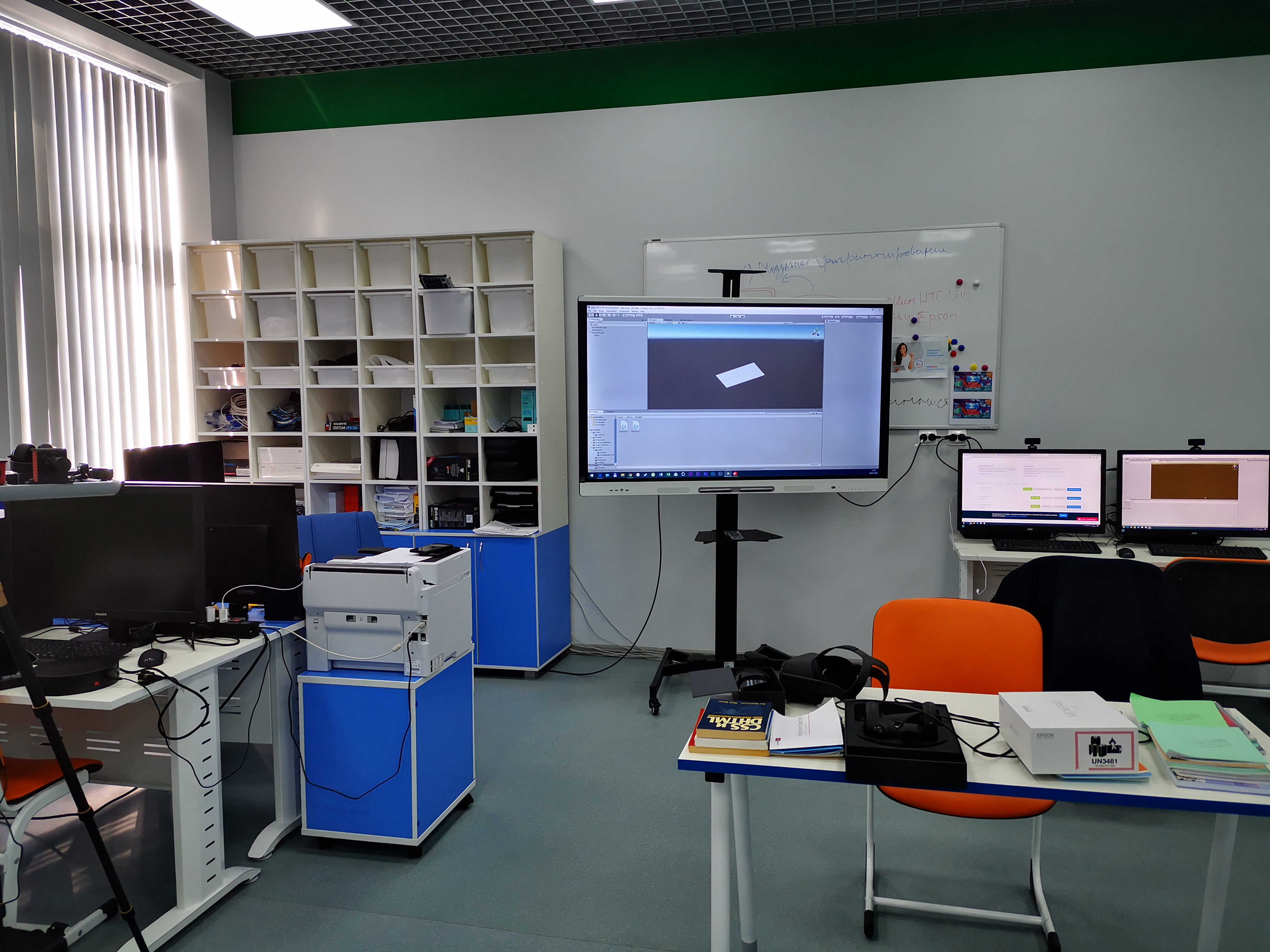
市内公立小中学校 第1校附属図書室

### 大学
- サハリン国立総合大学（Сахалинский государственный университет、略称「СахГУ」。旧「ユジノサハリンスク教育大学」→現校名） - 道都大学、稚内北星学園大学、天理大学の提携校。
- サハリン人文工業大学（旧：ユジノサハリンスク経済法律情報大学）- 過去、釧路公立大学と姉妹校協定を結んでいた[75]。
- プレハーノフ記念ロシア経済アカデミー（旧「モスクワ商科大学」→旧「モスクワ国民経済大学」→旧「モスクワ経済大学」→現校名）ユジノサハリンスク分校

### 専門学校
- ユジノサハリンスク市総合技術専門学校
- ユジノサハリンスク市中央音楽学校
- サハリンスキーカレッジイスクーストフ（Сахалинский колледж искусств） - 「サハリンアートカレッジ」のロシア語訳が校名。解説HP
- 現代人道支援アカデミー（Современная гуманитарная академия）

### 高等学校
- マオーウ・ソーシュ（公立高等学校。ロシア語表記：МАОУ СОШ）
  - 第13校 - ミーラ大通り（旧東7条通り）・ハバローフスカヤ通り（旧南3丁目通り（ユジノサハリンスク駅（旧豊原駅）線路以東））・クリーリスカヤ通り（旧南2丁目通り（ユジノサハリンスク駅（旧豊原駅）線路以東））・フィズクリトゥールナヤ通り（旧東8条通り）に囲まれた区画に立地。グーグル・ストリートビュー画像

### その他
- 児童館子供と青年の創作活動の家（その他の呼称として「子供の宮殿」「チルドレンズ・クリエイティビティ・パレス」等） - 後述のチェーホフ・センター一角に立地する児童向け課外活動教育施設。旧ソ連時代、全土に置かれたピオネール宮殿のユジノサハリンスク支部建物を（一時期は映画館施設「プリミエル」に転用の後）再び児童館施設として復帰。運動施設（コマンドサンボ、柔道、器械体操）や文化教育施設（絵画、彫刻、チェス、裁縫、ダンス）、その他、児童劇団公演ステージ等。夏季にはサマーキャンプも企画・開催される。
- マオーウ・ノーシュ（公立小中一貫校。ロシア語表記：МАОУ НОШ）
  - 第7校 - 旧樺太庁豊原中学校跡地（一時はロシア将校会館が立地）に立地。公式HP（ロシア語）
  - 第2校
  - 第1校
- ジェツカヤ・フドジェストヴェンナヤ・シュコーラ（ロシア語表記：Детская художественная школа。「児童美術学校」のロシア語訳） - 旧樺太公立豊原第一国民学校跡地（ロシア政府機関「フェデラーナリエ・ブチー（ロシア語表記：Федеральное БТИ。「連邦BTI」のロシア語訳）」やフルシチョフカ様式アパート数棟が立地）の南方向隣接区画に立地。

## 交通

### 空路

#### 空港

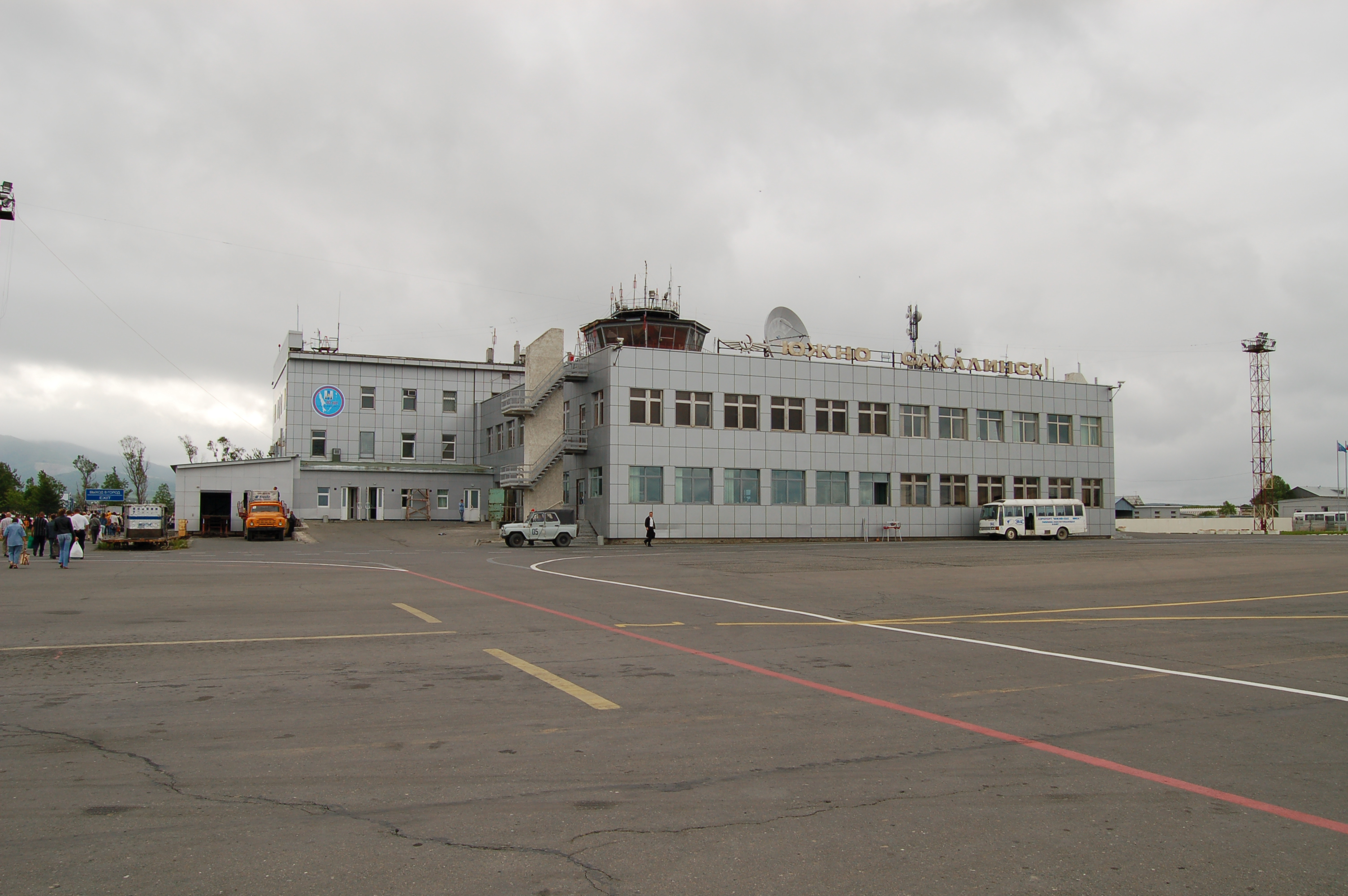
ユジノサハリンスク空港（二代目）

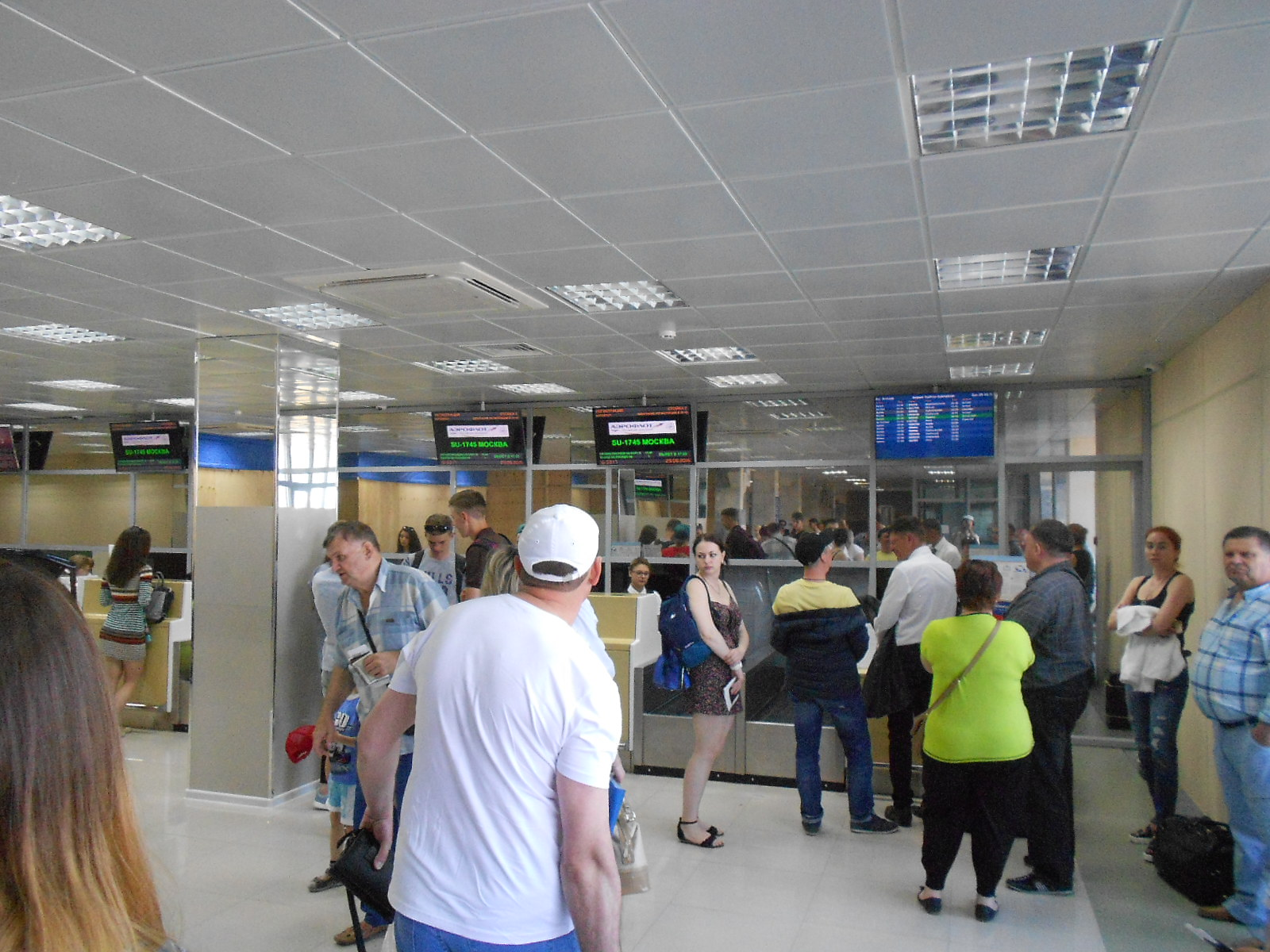
ユジノサハリンスク空港（二代目）ターミナルビル・ロビー（2016年6月29日）

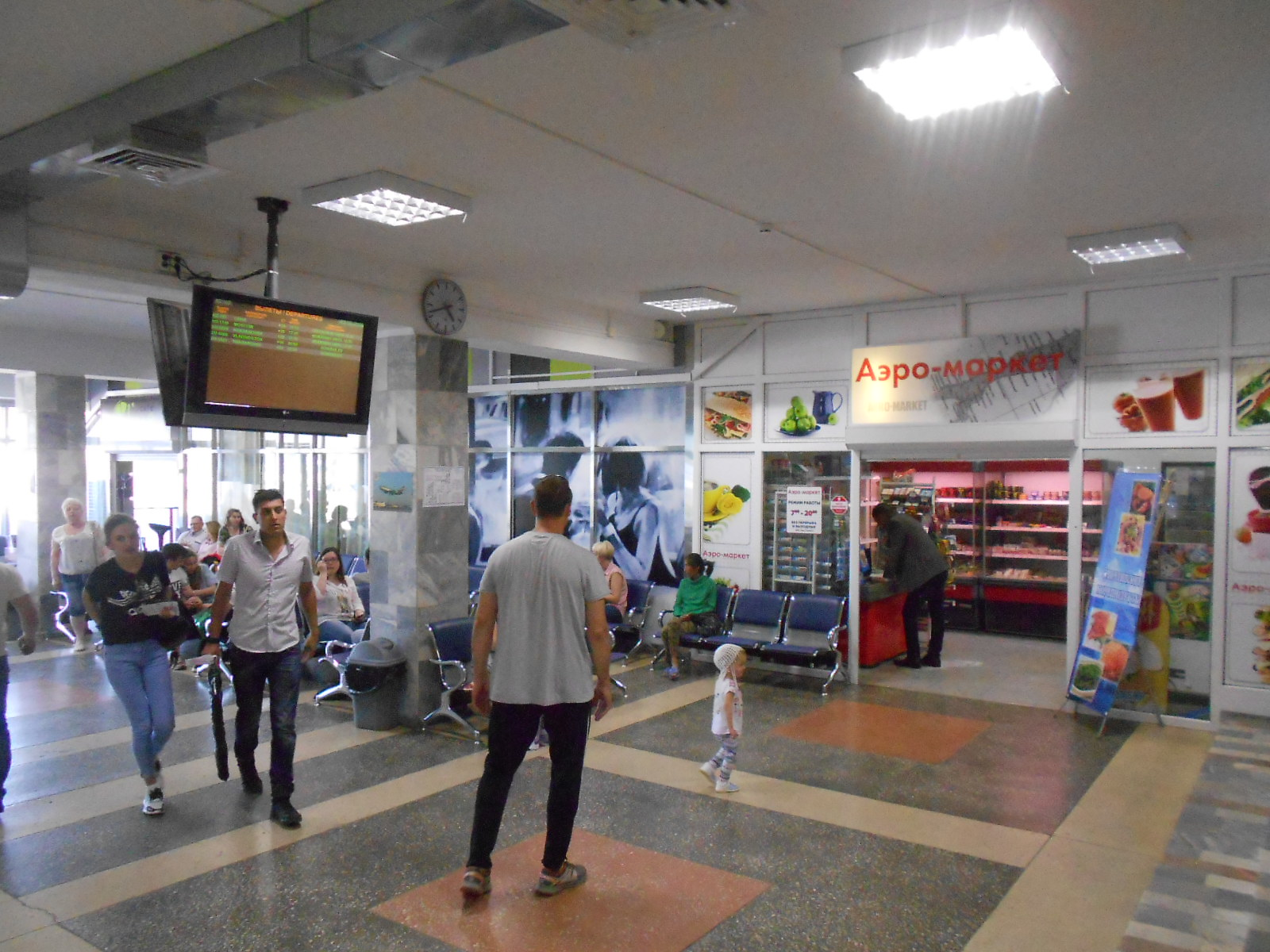
ユジノサハリンスク空港（二代目）ターミナルビル・ロビー売店付近（2016年6月29日）

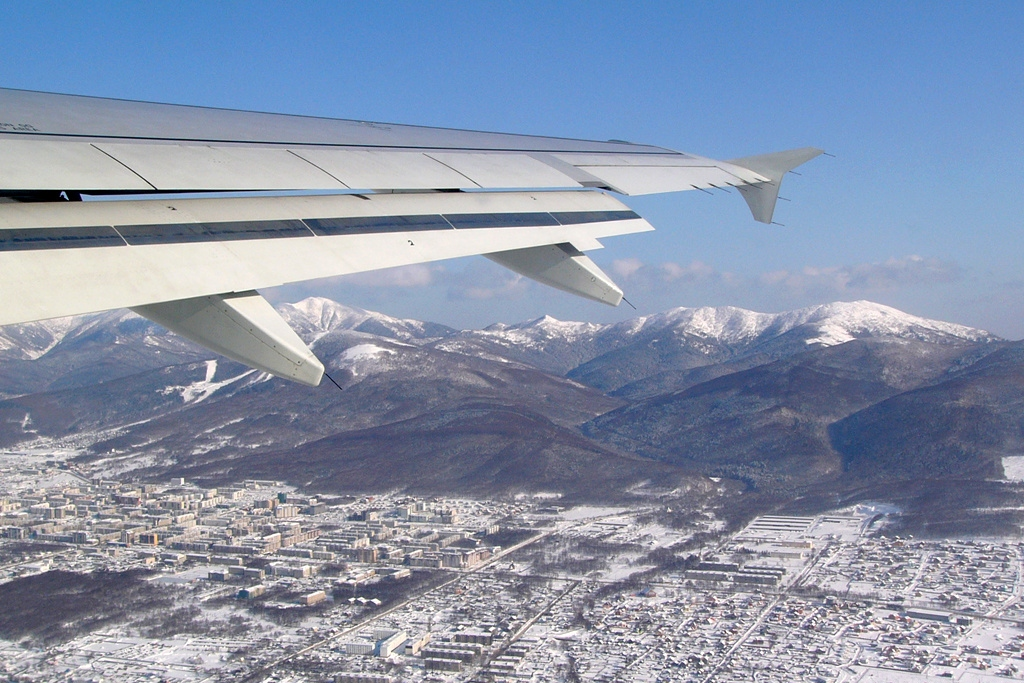
ユジノサハリンスク上空を飛行中のシベリア航空 エアバスA320-214機内からの眺め

- ユジノサハリンスク空港（二代目。「アントン・チェーホフ空港」「ホムトヴォ空港」とも呼称） - 1964年（昭和39年）、現在地「ホムトヴォ地区（移転元である「旧ユジノサハリンスク空港（初代。旧豊原大澤飛行場）より南方約4km、ユジノサハリンスク市（旧豊原市）中心部より南方約10km）」に移転。ロシア国内の主要都市および（日本を含む）周辺国の都市と接続している。
  - 旧ユジノサハリンスク空港（初代。旧豊原大澤飛行場） - 別名「バリシャーヤ・イェーラニ空港」。（旧豊原市（現ユジノサハリンスク市）中心部より南方約4kmに位置する）旧大沢駅近隣（現バリシャーヤ・イェーラニ（ロシア語表記：Большая Елань。「より広大な平野」のロシア語訳）地区に立地。西方向には旧豊原市共同墓地が隣接していた。（共に旧西一条通りである）北方より南下している「ミターラ・テリーヤ通り」および南方より北上している「《L字（の左右反転イメージ）道路 南北道路部分》ミヂツイーンスカヤ通り」の結合点（この他、北西より南東へ伸びる「ミターラ・チルコーニヤ通り（ロシア語表記：Металла Циркония。「ジルコニア金属」のロシア語訳）」も同箇所で結合）より微小に南方（ミヂツイーンスカヤ通り沿い）。1957年、滑走路を1kmまで延長。
    - 「旧豊原大澤飛行場」「旧ユジノサハリンスク空港（初代）」「現ユジノサハリンスク空港（二代目）」関連性検証解説HP ※ 「バリシャーヤ・イェーラニ」は「ボルシャヤエラン」と記載。

  - 旧ユジノサハリンスク空港（初代）ターミナルビル - 「旧豊原大澤飛行場」接収より12年後である1957年に新築。門柱および建物上部の管制塔のみを撤去し、自動車学校「アフタシュコーラ・ロースタ（ロシア語表記：Автошкола РОСТО）」校舎（初代）として再利用され、同校が市内別箇所に移転後も現存している。
    - （実質、「旧ユジノサハリンスク空港（初代）」であった）バリシャーヤ・イェーラニ空港ターミナルビル解説（手書きカラー着色画像あり）」（サハリン州 公式HP（ロシア語表記））
    - 自動車学校アフタシュコーラ・ロースタ（Автошкола РОСТО） 公式HP（ロシア語表記）
    - グーグル・ストリートビュー（「自動車学校アフタシュコーラ・ロースタ」初代校舎として再利用されていた（現在は移転し、空きビル状態）「旧ユジノサハリンスク空港（初代。別名「バリシャーヤ・イェーラニ空港」）ターミナルビル」

ロシア国内
直行便はモスクワ、ブラゴヴェシチェンスク、ハバロフスク、ウラジオストク。本空港を経由地としているのは、国後島（メンデレーエフ空港）、択捉島（ヤースヌイ空港）、オハ、シャフチョルスク、ノグリキ。
日本
日本の間では、オーロラ（旧サハリン航空）により新千歳空港、成田国際空港の間に定期便がある。かつては函館空港との定期便も存在した。
その他
ソウル、ハルビン（運休中）、プーケット（プーケット国際空港）。

### 鉄道

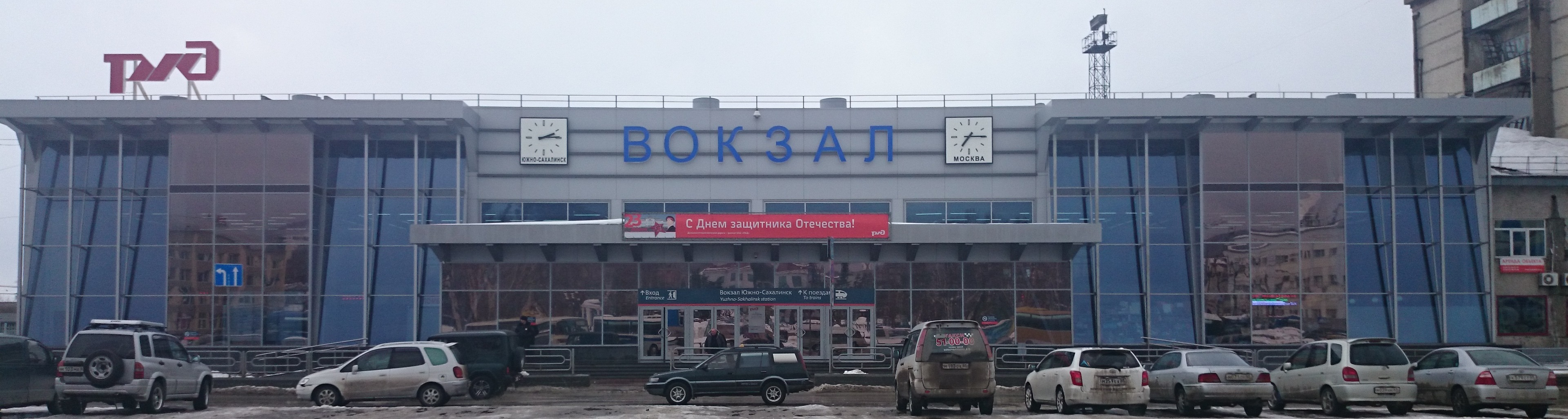
現在のユジノサハリンスク駅（（二代目を大改装した）三代目）

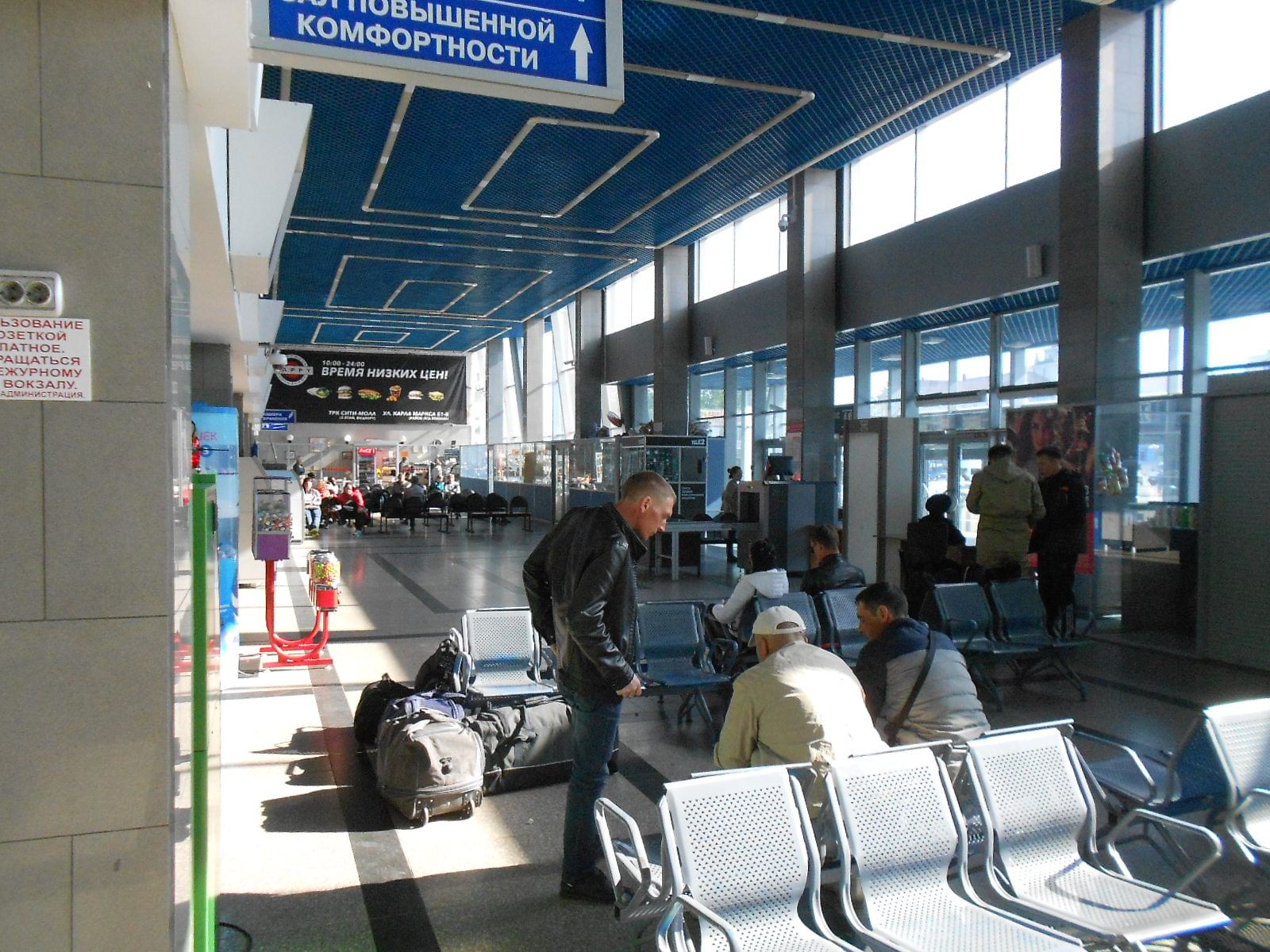
ユジノサハリンスク駅（三代目）内部（2016年6月25日）

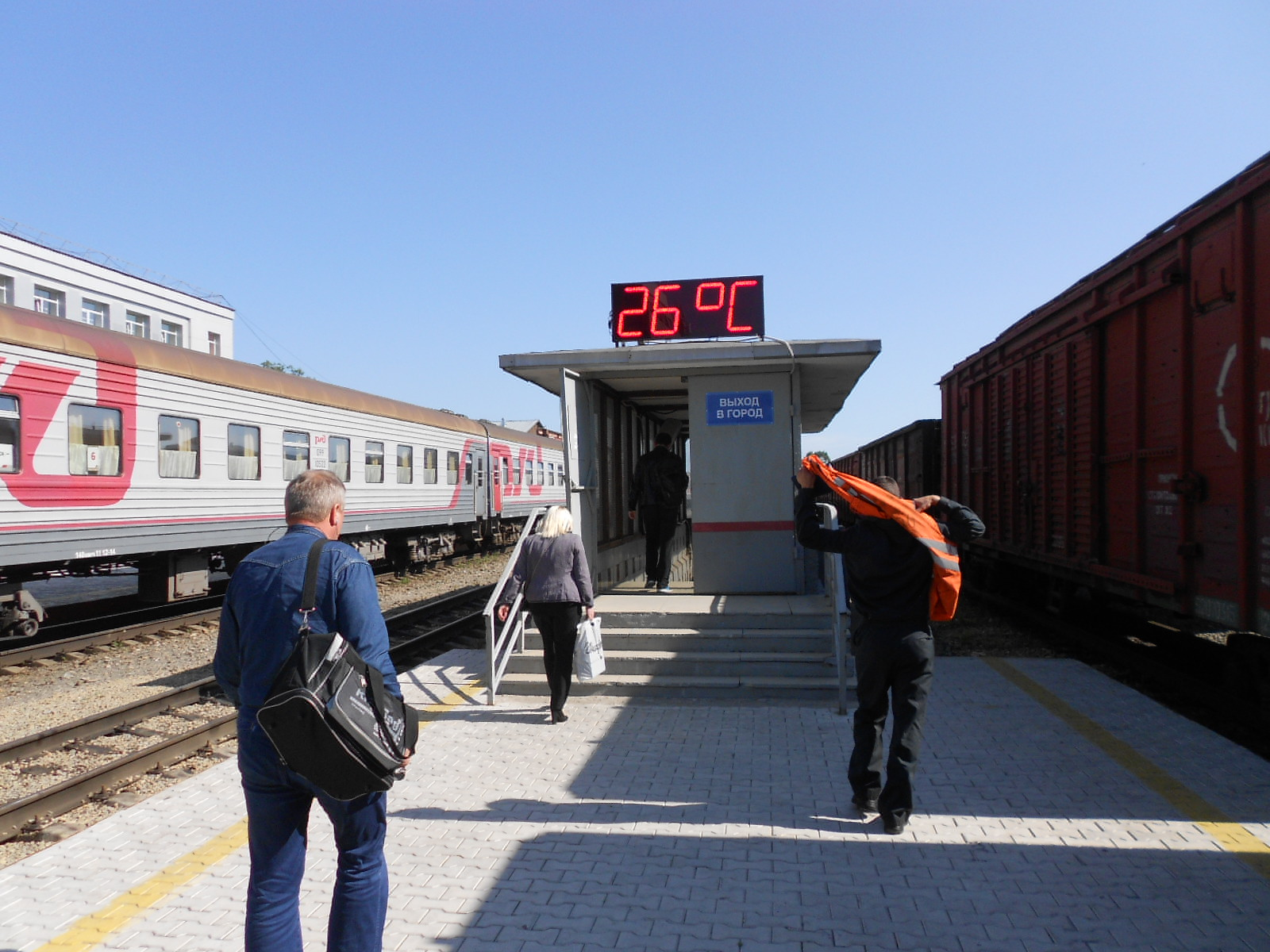
ユジノサハリンスク駅（三代目）ホーム（2016年6月22日）

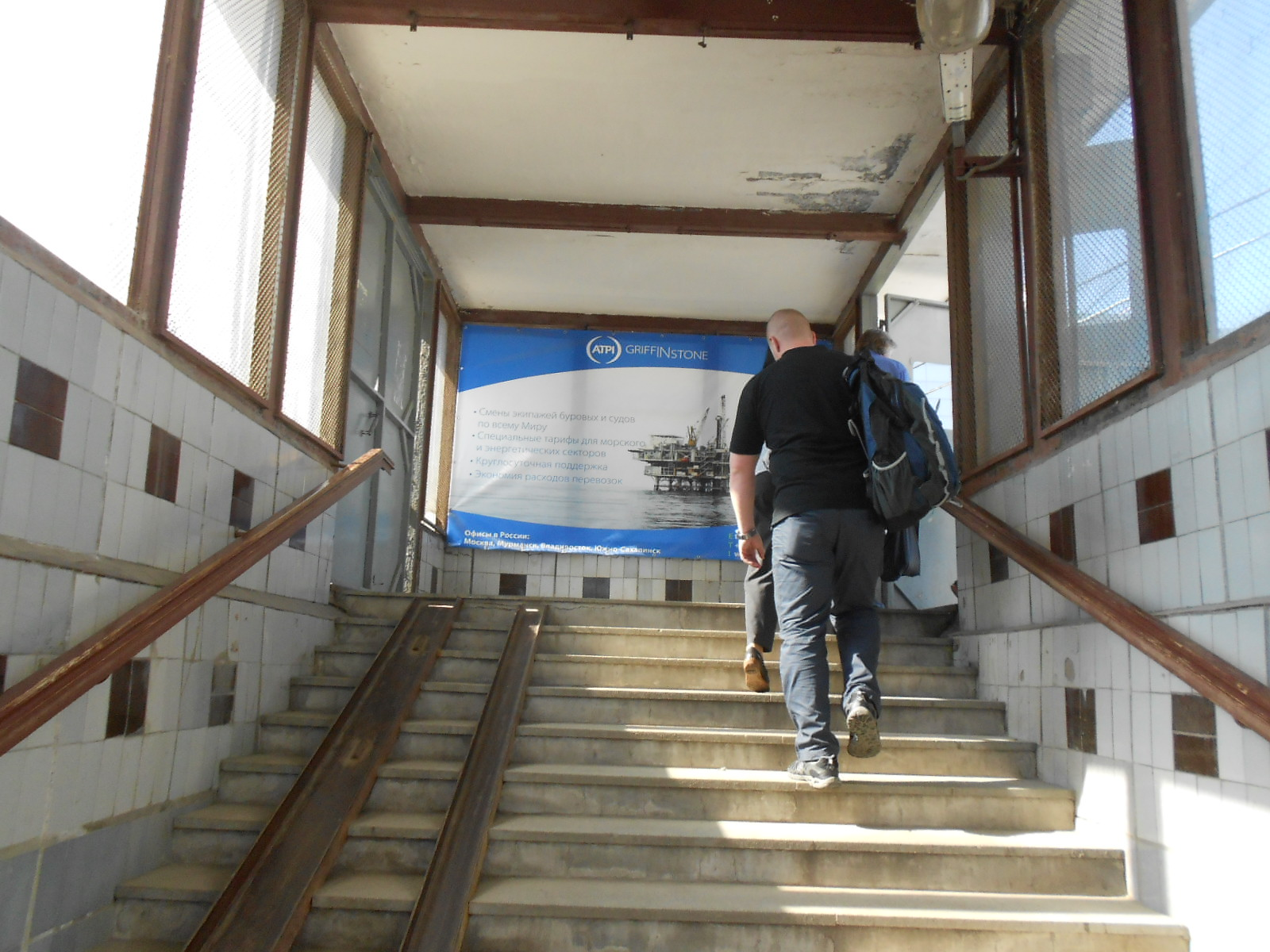
ユジノサハリンスク駅（三代目）改札および各ホームを繋ぐ地下トンネル通路の出入り口階段付近（2016年6月22日）

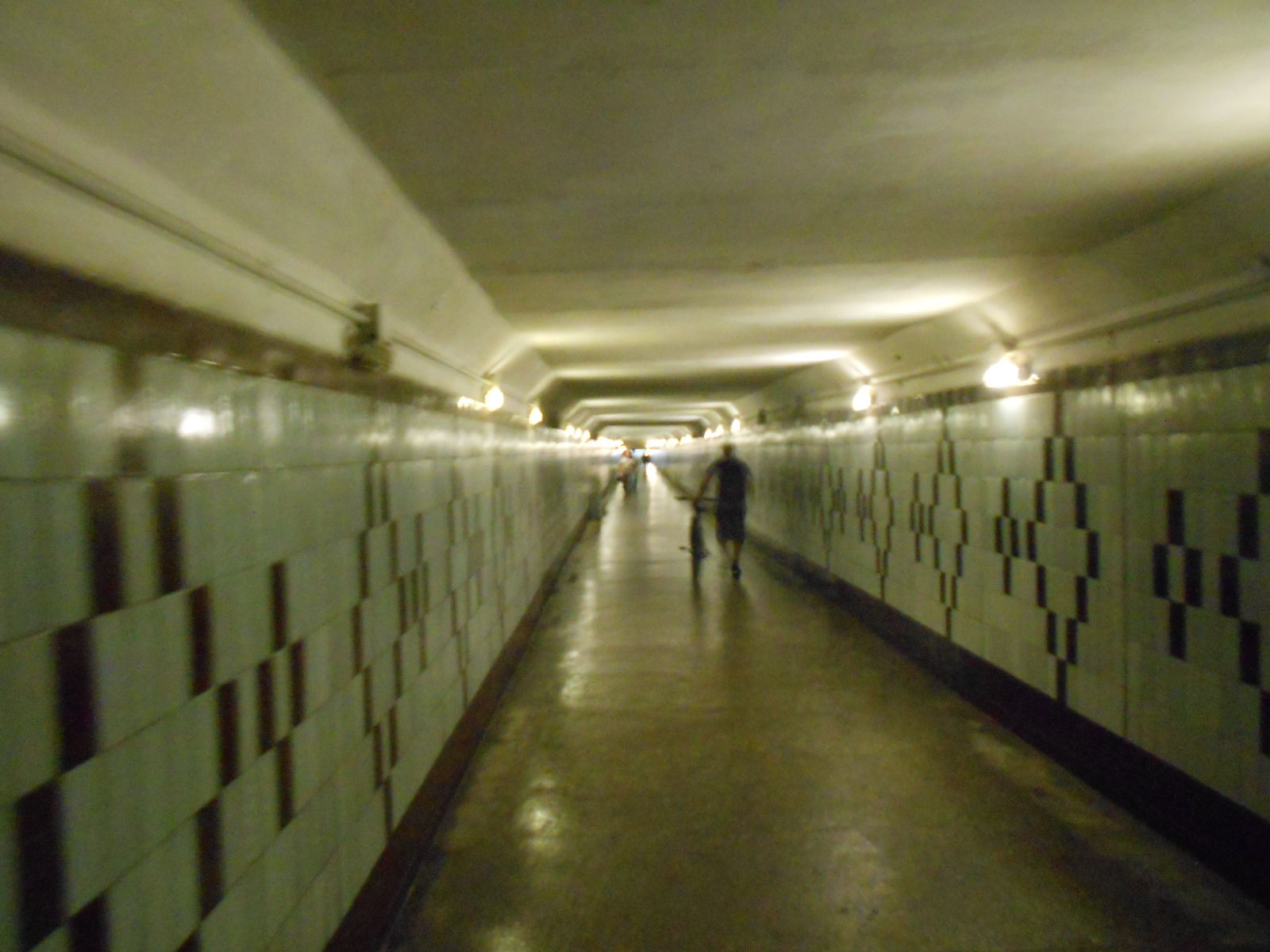
ユジノサハリンスク駅（三代目）改札および各ホームを繋ぐ地下トンネル通路内部（2016年6月22日）

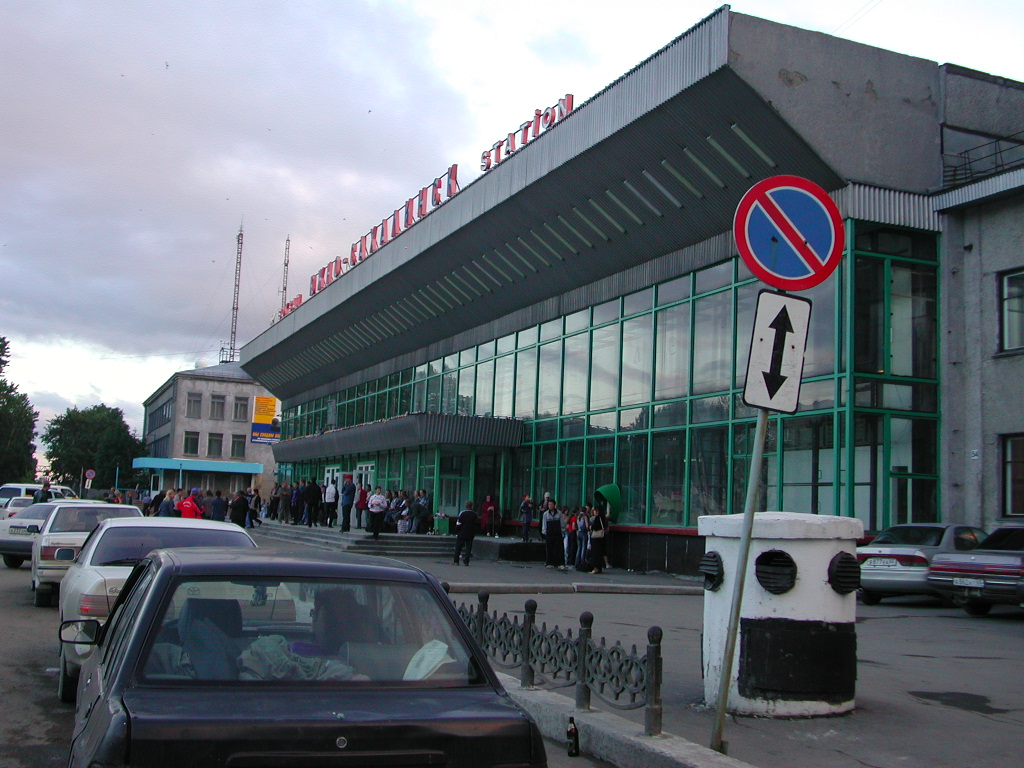
ユジノサハリンスク駅（二代目）

- ユジノサハリンスク駅の入り口玄関は東口のみ。
- 旧樺太東線旧豊原駅（旧ユジノサハリンスク駅（初代）） - 駅舎建物の1F部分はコロニアル様式、2F部分はややアール・デコ様式風で、降雪対策の為かマンサード屋根を載せた折衷様式建築。（手書きカラー着色加工がされたユジノサハリンスク駅|旧ユジノサハリンスク駅舎（初代。旧豊原駅舎）画像）。1945年に旧ユジノサハリンスク駅舎（初代）として再利用開始（ソ連実効支配後に撮影された豊原駅舎画像）。 現在、跡地には駅舎直結の「ユーラシア・ホテル」が立地。グーグルストリートビュー（旧豊原駅舎正面跡地に建つ現ユーラシア・ホテル）
  - 「旧ユジノサハリンスク駅舎（二代目）」および（表面デザインのみ大改修した）同現駅舎三代目ではマンサード屋根は採用されていない。

#### 沿革
- 1980年代 - カムニスチーチェスキー大通り（旧神社通り）正面突き当りに立地していた旧ユジノサハリンスク駅舎（初代。旧豊原駅舎）より、現在地であるカールラ・マールクサ通り（旧南6丁目通り）正面突き当り（南方向）へ移転。
- 1994年 - チョールタフ・モースト（旧宝台ループ線。ロシア語表記：Чёртов мост。「魔の橋」のロシア語訳）トンネル内崩落発生。

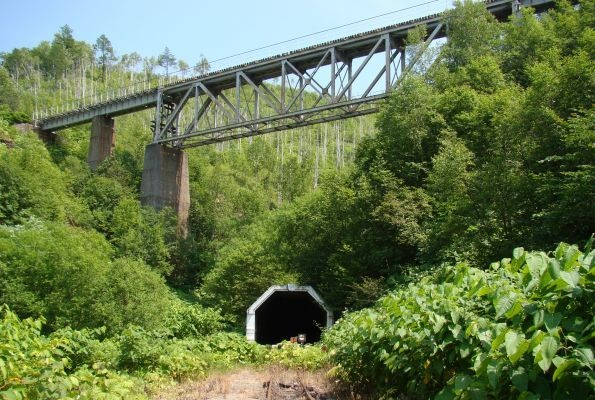
チョールタフ・モースト（旧宝台ループ線）（2012年）

- 1995年 - サハリン州第二の都市「ホルムスク（旧真岡）」間との鉄道路線を廃止（前述の「チョールタフ・モースト（旧宝台ループ線トンネル」復旧が見送られた為）。
- 2000年代前半頃 - 国営療養施設「シネゴルスク・サナトリウム（旧川上温泉。現在の名称は「シネゴールスキエ・ミネラーリヌィエ・ヴォードゥイ」）」行き専用列車「マトーリサ号」運行廃止。
- 2020年8月 - 日本統治時代より敷設・運用され続けていた狭軌線路（幅：1067mm）の廃止・撤去およびロシア本土に合わせた広軌線路（幅：1520mm）の換装敷設・運用が開始。それに伴い、運行鉄道車両もロシア鉄道RA3形気動車「オーラン」などに最新化された[76]。

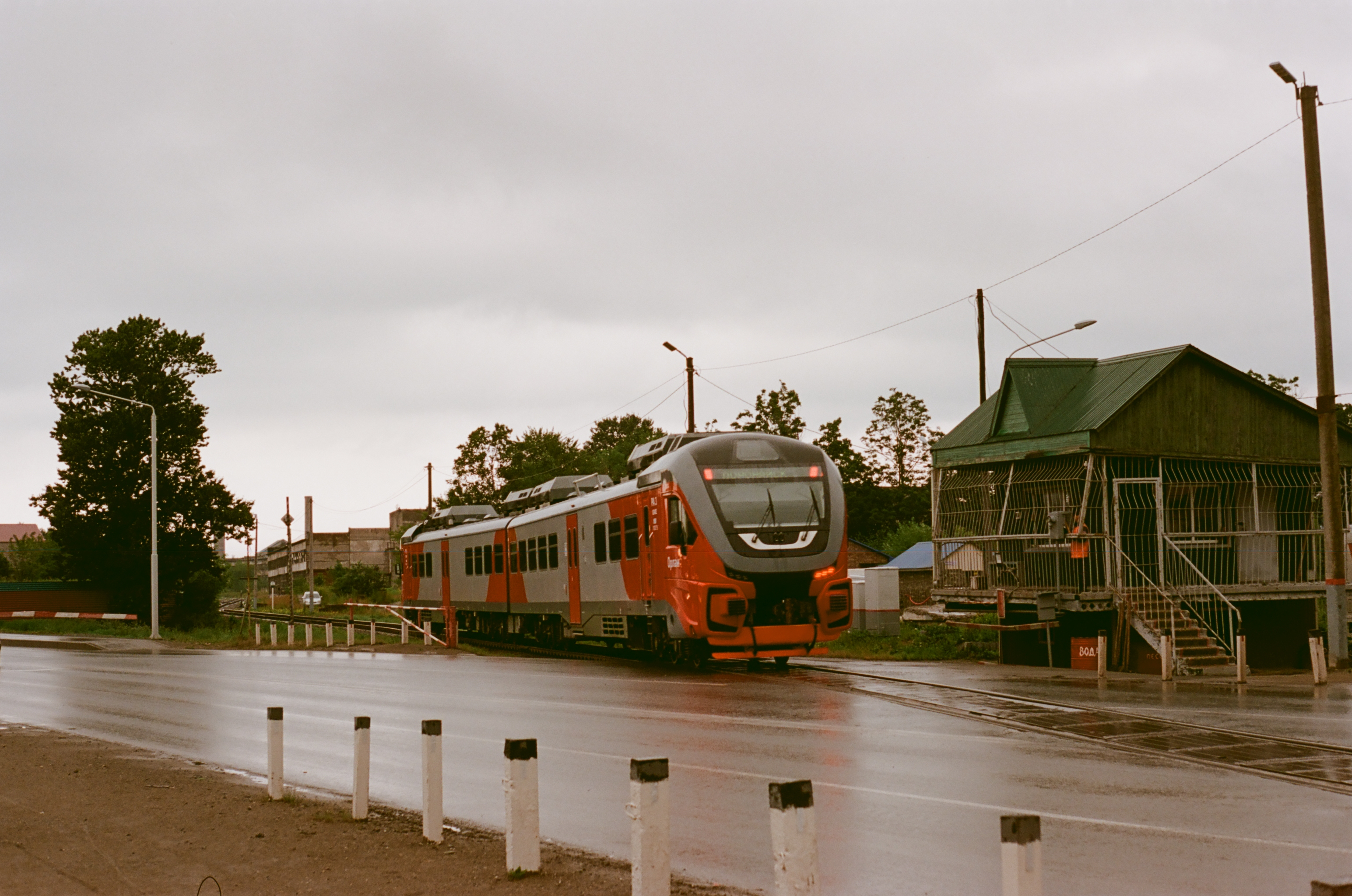
広軌線路に置き換わったユジノサハリンスク近郊を運行中のロシア鉄道RA3形気動車「オーラン」

### バス
開業は1946年3月20日。現在はユジノサハリンスク駅東口前のレーニン広場南縁西端にバスセンター施設（解説HP）があり、各路線別に料金は一律化されている。全35路線（市街地交通用：28路線、郊外交通用：7路線）。

#### 主な使用車種
- PAZ（ПАЗ） Vector - 80台。

カムサモーリスカヤ通り（旧東11条通り）を走行中のユジノサハリンスク市営バス（車種：MAZ（МАЗ）-206、2022年8月）

- Marcopolo Bravis - 40台。

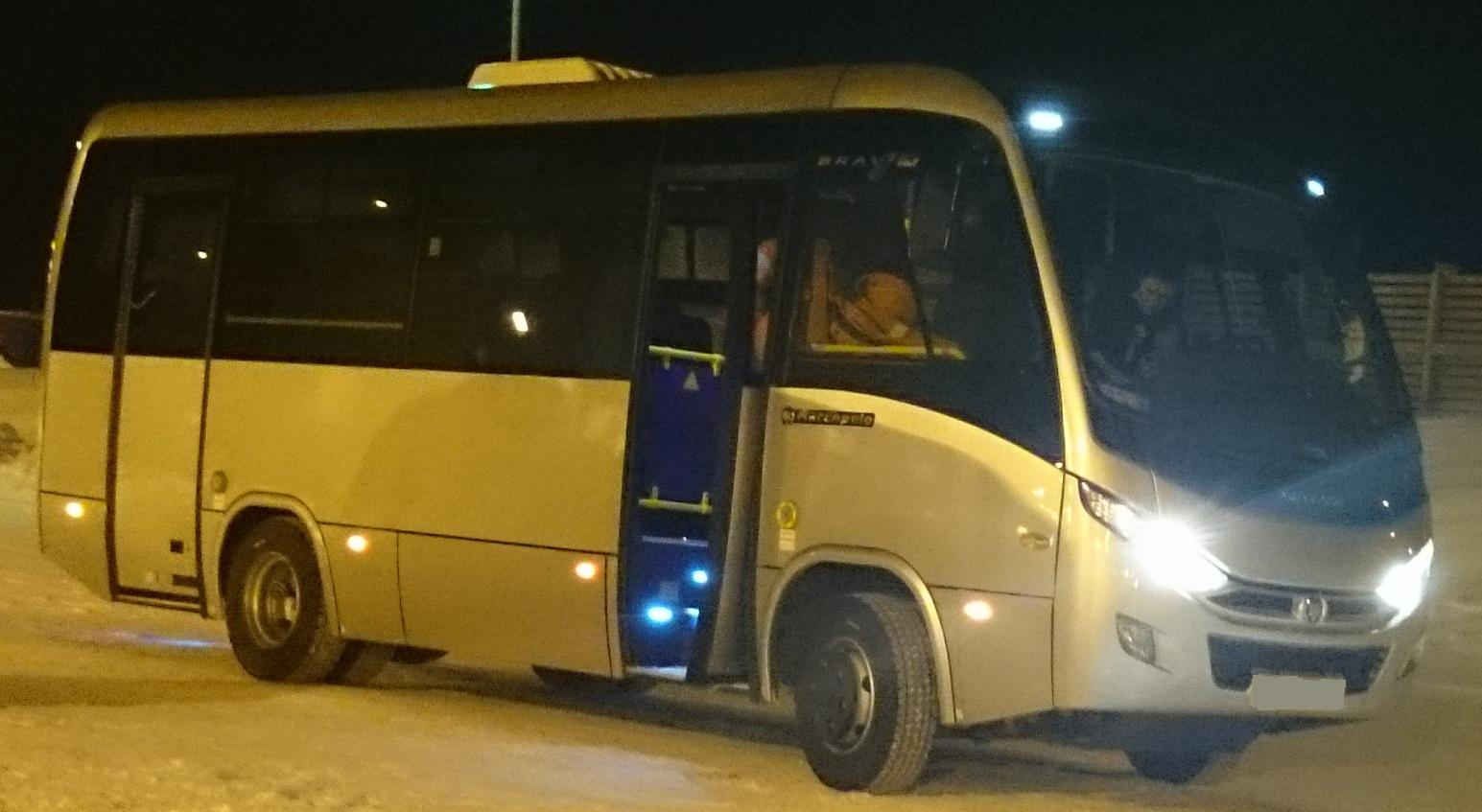
Marcopolo Bravis

- MAZ（МАЗ）-203 - ベラルーシ製。
- MAZ（МАЗ）-206 - ベラルーシ製。
- 循環線 - 2010年時点より数年前までは、韓国製の中古ワンボックスカー（内装はアラビア調）を採用したマイクロバス車体（マルシュルートカ）で運行[77][78]。2010年頃より通常のバス車体と混同で運行[79]。

#### 沿革
- 1946年3月20日 - バス定期運行を開始（「吹雪による悪天候」および「ぬかるみで悪路になる雪解け時期」は全面運休）。
- 1947年 - 5台のバスおよび1台のタクシーを所有。
- 1950年代初頭 - 新バス車両（24人乗り）バスを4台補充。
- 1953年 - ユジノサハリンスク市自動車運輸局を旅客部門および貨物部門に分割。
- 1956年 - 保有バス台数が57台となる。
- 1970年 - 1960年と比較して旅客輸送量が30%以上増加。
- 1990年 - 保有バス台数が160台以上となる（毎日、16の都市部と6箇所の地域郊外を結ぶ路線を運行）。
- 2022年 - 公共交通改革を実施。
- 2023年4月 - 新しいCNG（天然ガス）バスを18台、追加。

#### 路線バス（市内）
主なバス路線（途中欠番を含んだ上で、1番から81番まで存在）
- 63番：（後述の大型ショッピング・モール「シティモール」経由）「ユジノサハリンスク空港（二代目）」 - 「ミーラ大通り（旧東7条通り）」 - 「レーニナ通り（旧豊原大通り）」 - 「サハリーンスカヤ通り（旧真岡通り）」。
- 7番、19番、20番、45番：市内循環線[79]。
  - （「ガガーリン公園（旧御大典記念豊原市民公園）」経由）および（「勝利広場（旧：（旧旭ヶ丘公園（その前は旧豊原競馬場（初代）））」経由）：7番。
  - （「ガガーリン公園（旧御大典記念豊原市民公園）」経由）「レーニナ通り（旧豊原大通り）」→プルカーイェヴァ通り（旧南15丁目通り）→「カムサモーリスカヤ通り（東11条通り）」→「サハリーンスカヤ通り（旧真岡通り）」→「レーニナ通り（旧豊原大通り）」外回り循環：19番[79]。
  - （「ガガーリン公園（旧御大典記念豊原市民公園）」経由）前述「19番」コースとは逆方向周り（内回り循環）：20番[79]。

#### 都市間バス（近郊市町村）
- 111番：アニワ市（旧留多加町）行。
- 112番：ドリンスク（旧落合）行。
- 115番：コルサコフ（旧大泊）行。

#### 都市間バス（州内市町村）
500番台の都市間バスは座席予約が必要。
- 502番：ポロナイスク（旧敷香町）行（ドリンスク（旧落合）、ブズモーリエ（旧白縫村白浦地区）、マカロフ（旧知取町）経由）。
- 504番：アレクサンドロフスク・サハリンスキー（旧北サハリン州旧州都）行（ポロナイスク（旧敷香町）、スミルヌイフ（旧気屯）、ティモフスコエ経由）
- 507番：スミルヌイフ（旧気屯）行（ポロナイスク（旧敷香町）経由。夜行バス）
- 509番：ヴァフルシフ行（マカロフ（旧知取町）、ノーヴィエ経由）
- 510番：マカロフ（旧知取町）行（ドリンスク（旧落合）、ブズモーリエ（旧白縫村白浦地区）経由）
- 516番：ホルムスク（旧真岡）行（ペトロパブロフスカヤ、アニワ市（旧留多加町）アガニキー地区、（道の駅風小規模保養施設〈中国風カフェ併設〉「バンブーチキ」経由）
- 518番：ネベリスク（旧本斗町）行
- 523番：ウグレゴルスク（旧恵須取町）行（ブズモーリエ（旧白縫村白浦地区）、イリインスク（旧久春内村）経由）
- 527番：シャフチョルスク（旧塔路町）行（クラスノゴルスク（旧珍内町）経由）

### 航路
航路利用に限り、8日間までの電子ビザをロシア外務省の特設サイト  から請求できる。島西岸のホルムスク港からはロシア本土へのフェリーが運行されている。

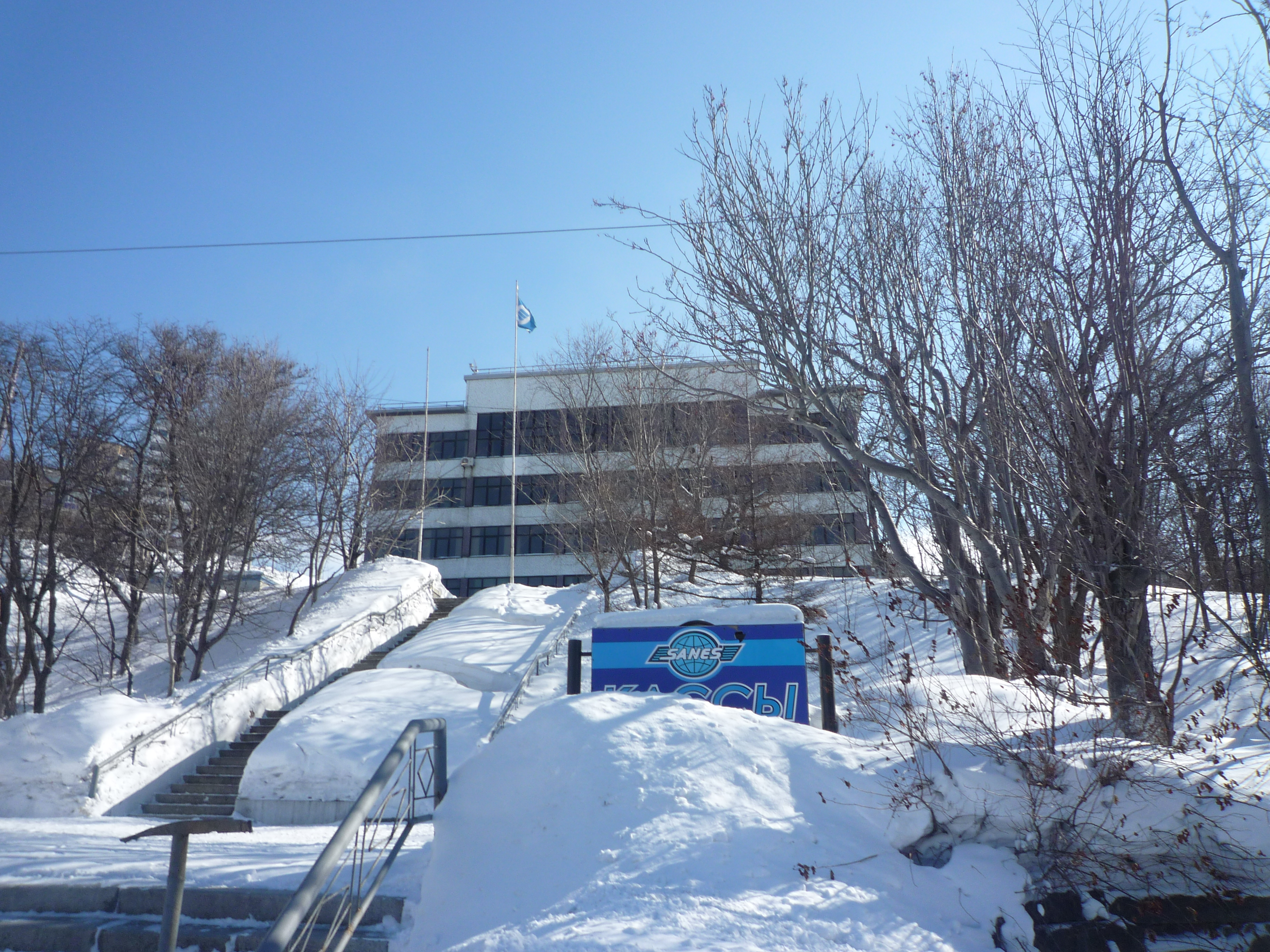
サハリン船舶会社「サスコ社」

南にある近郊都市コルサコフ市（旧大泊）の港湾施設 - 稚内（日本）間との間を行き来する稚泊連絡船ペンギン33の航路再開については現在も調整が続いている。

#### 沿革
- 1989年 - 旧ソ連側の運行により、サハリン9号 就航。サハリン9号 解説HP（サスコ社公式HP）

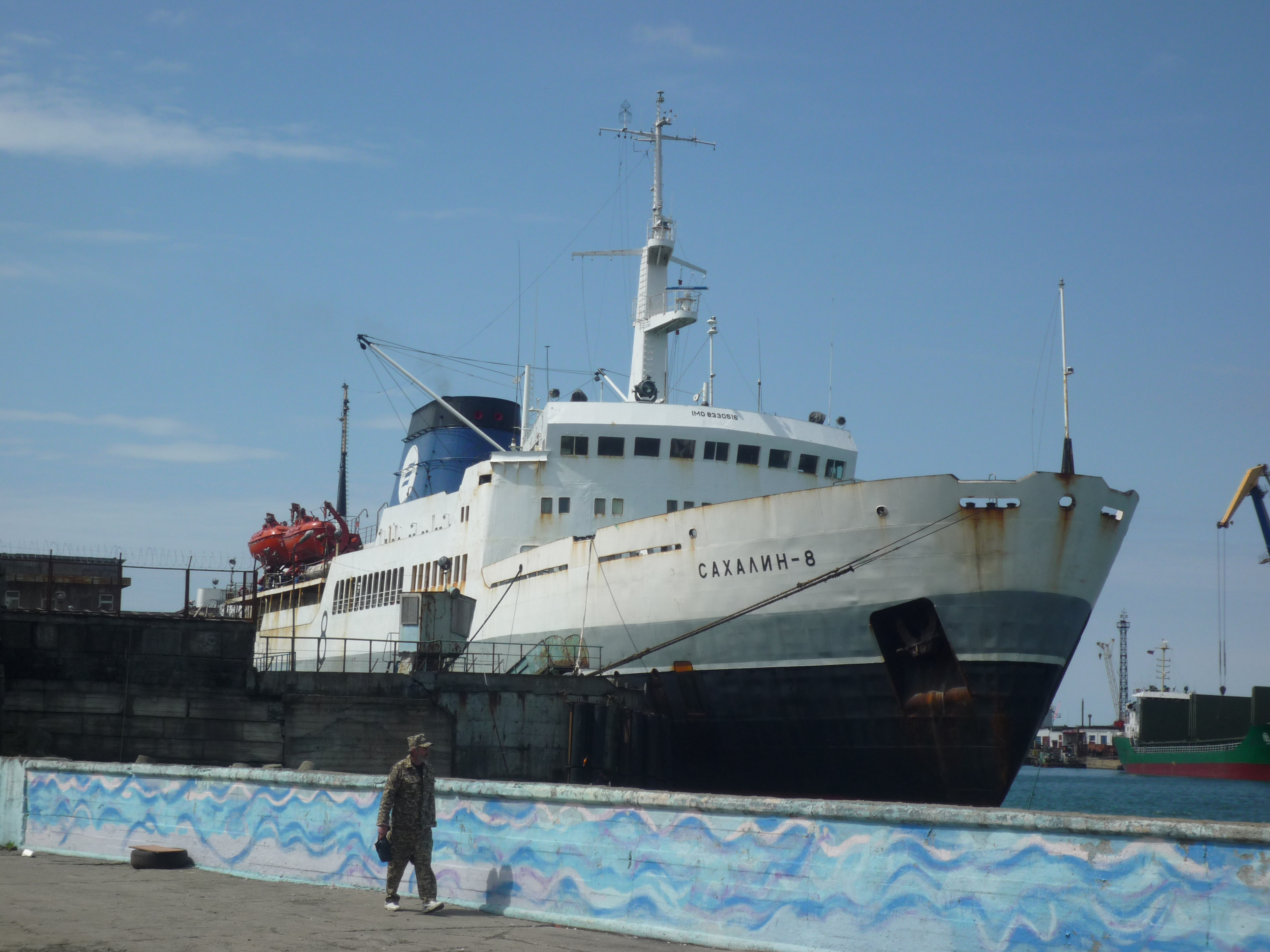
「サハリン9号」と同一艦種である「サハリン8号」

- 2015年 - （前述「サハリン9号」より船体規模も大きく設備も充実していた）稚泊連絡船アインス宗谷（ハートランドフェリー） 就航（4月から12月までの限定。船内施設解説HP）廃止[80]。

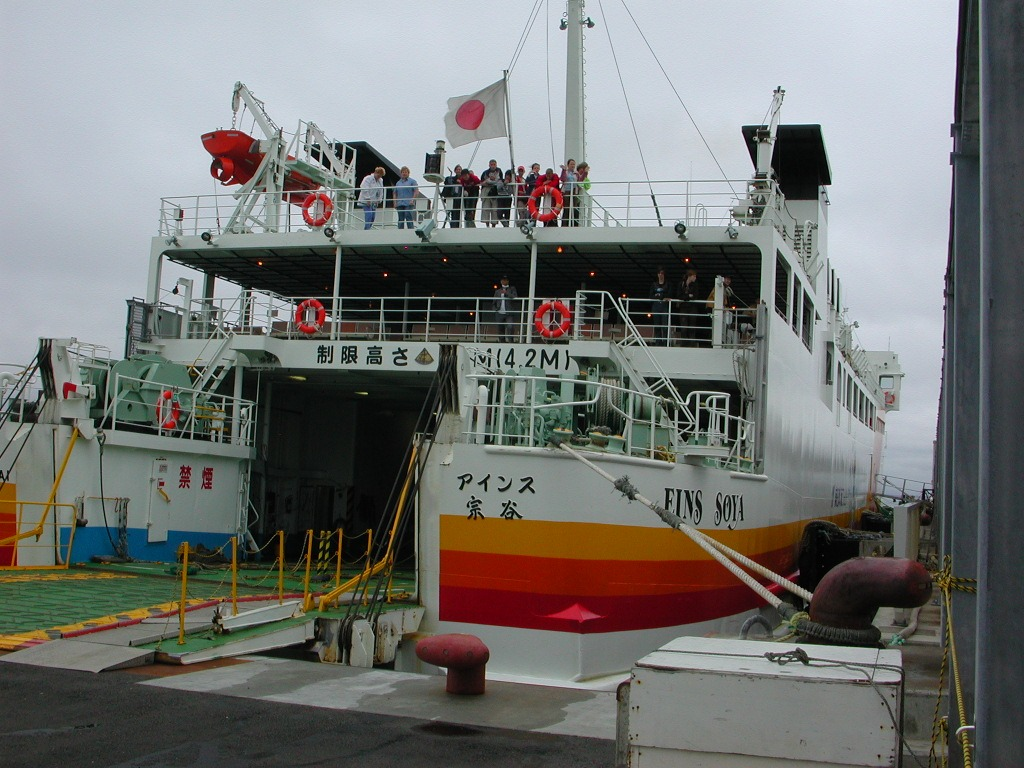
東日本海フェリー・アインス宗谷（2003年8月4日）

- 2017年9月21日（夏季期間） - サハリン州の船舶会社サスコ社により運行されていた（日本側の窓口はHSL北海道サハリン航路株式会社が担当）稚泊連絡船ペンギン33（HSLによる船体内部紹介HP） 就航廃止。

## 観光
「市内地図1」「市内地図2」も併せて参照を推奨。

### 公園
- レーニン広場（旧豊原駅前広場） - ユジノサハリンスク駅東口前にある公園施設（広さは200m✕100m）。1968年4月22日に現名称に命名[81]。噴水および（旧ソ連時代の巨匠彫刻家エフゲニー・ブチェティチ作品である）レーニン像や「ネフチェゴルスク地震を忘れぬ為の記念碑」（解説HP）の他、芝生や植樹が整備され、複数のベンチ椅子も配置される等、都心型公園の体裁を整えている。
  - 広場内にある橋の欄干には、アベックが縁起を担いで施錠したと思われる鍵が多数、付けられている。解説HP

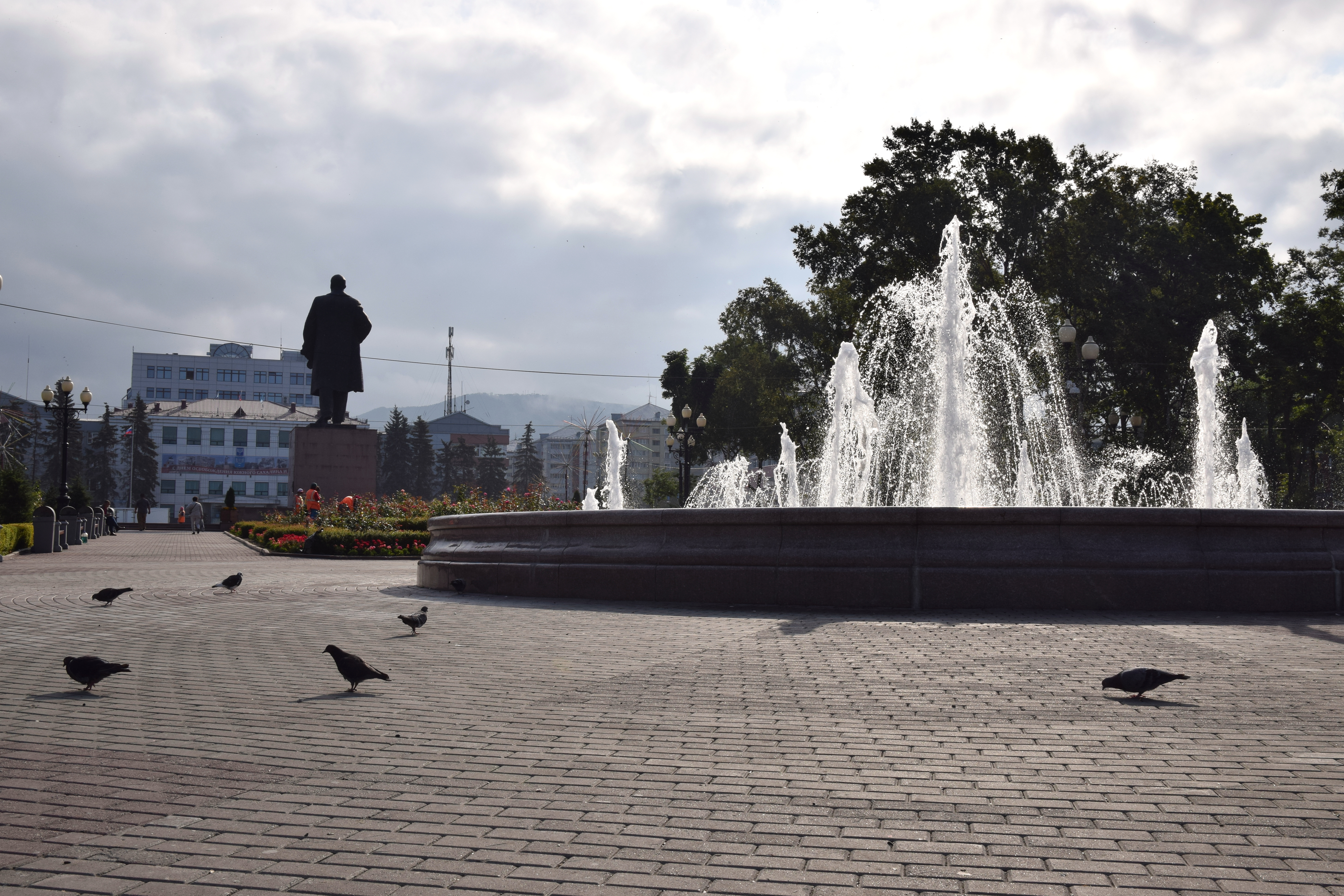
レーニン広場（旧豊原駅前広場）

- ガガーリン記念文化公園（旧御大典記念豊原市民公園） - ユジノサハリンスク駅（旧豊原駅）より東北東方向1km程（中心部より500m程）先に立地。下記施設の他、キオスクや喫茶施設も設置。同公園内のスポーツ施設については、ユジノサハリンスク#スポーツ観戦施設、健康施設内の「ガガーリン記念文化公園（旧豊原市民公園）内スポーツ施設」項を参照の事（前身施設「旧御大典記念豊原市民公園」内に存在していたスポーツ施設以外の娯楽施設については、豊原市#公園内の「御大典記念豊原市民公園（現ガガーリン記念文化公園）」項を参照の事）。
  - サハリン州立動物園 - アナグマ、鷲、ウサギ、ガチョウ、蛇、猿を飼育展示しているミニ動物園。
  - 遊園地（旧「御大典記念豊原市民公園野球場」敷地） - パリのエッフェル塔を模したパステルカラー・イエロー塗装観覧車、ジェットコースターなど。解説HP、解説動画1、解説動画2（ロシア語）
    - ゴーカート場
    - 旧来より日本国内で多くみられる動物園併設型遊園地ではなく、上述「サハリン州立動物園」より直線距離で約250m離れた地点に立地。

  - モゥーズィカリヌィ・ファンターン（ロシア語表記：Музыкальный фонтан。「音楽噴水」のロシア語訳。旧「御大典記念豊原市民公園噴水」をカラーネオン照明化）
  - ヴェルフニー湖（旧王子ヶ池貯水池） - ボート乗り場がある。旧王子製紙貯水池を観光化し、一般人に開放。
    - ビアガーデン - 解説HP

  - 来園者専用駐車場（旧御大典記念豊原市民公園遊び場型遊園地「コドモの国」跡地）
  - ユジノサハリンスク子供鉄道（ロシア語表記：Южно-Сахалинская детская железная дорога） - 1954年（昭和29年）6月6日、運輸通信省南サハリン鉄道局により開設（現在の管轄は「ロシア鉄道極東鉄道支社」）。総延長2.2kmで軌間は750mm。同公園内を周回するパークトレインとして（毎年月・火曜日を除く）5月1日から10月30日まで運行され、20校の児童約200人が3人の指導員の指導を受けて同パークトレイン鉄道の運営にあたり、次代のロシア鉄道員育成機関の役目も担っている。解説HP1、解説HP2
    - ユジノサハリンスク子供鉄道学校 校舎（旧旧御大典記念豊原市民公園遊び場型遊園地「コドモの国」跡地）

  - 2010年代中頃まで園内に「サハリン生息クマ博物館（初代）」もあったが、前述の大型ショッピング・モール「スィーチ・モール」内へ移転している。詳細については、ユジノサハリンスク#ミュージアム、演劇場、映画館内の「サハリーンスキー・ムゼーイ・メドヴェージャ（「サハリン生息クマ博物館」ロシア語訳。二代目）」項を参照の事。

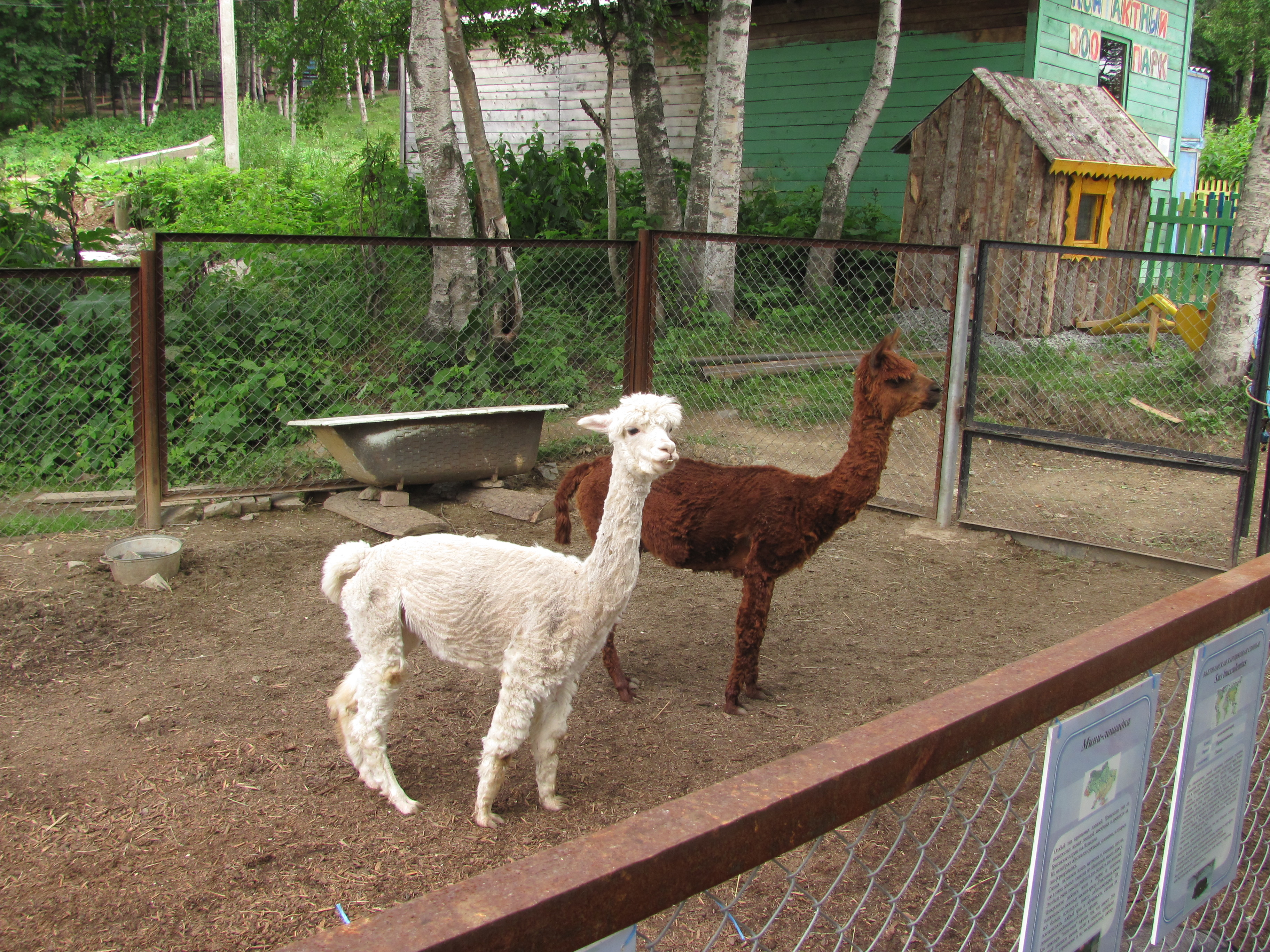
「ガガーリン記念文化公園」内「サハリン州立動物園」（旧「御大典記念豊原市民公園」内「緑地」跡地）で飼われているアルパカ
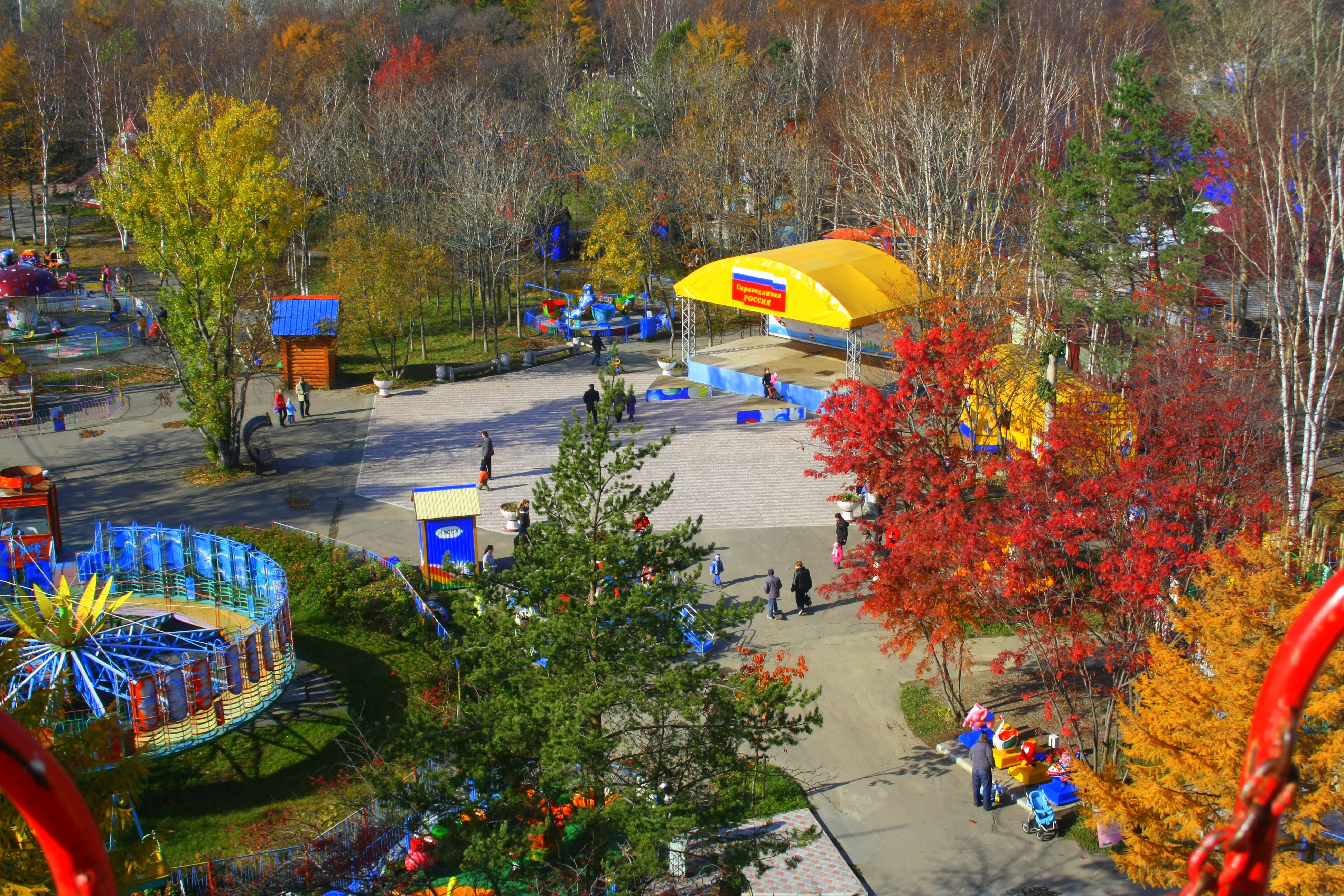
「ガガーリン記念文化公園」内「遊園地」（旧「御大典記念豊原市民公園」内「野球場」跡地）
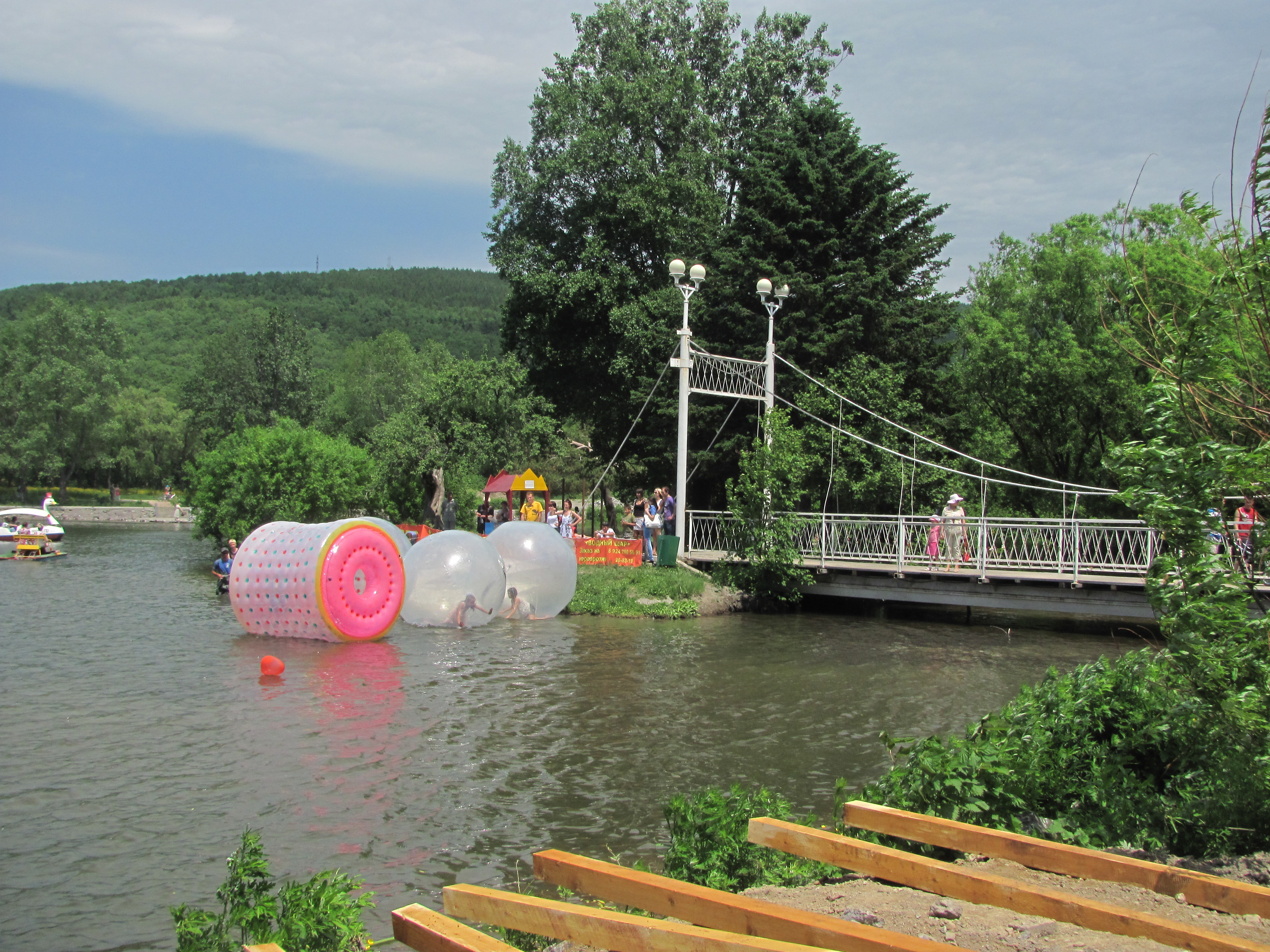
「ガガーリン記念文化公園」内「ヴェルフニー湖」（旧「御大典記念豊原市民公園」近隣の旧「王子ヶ池貯水池」）
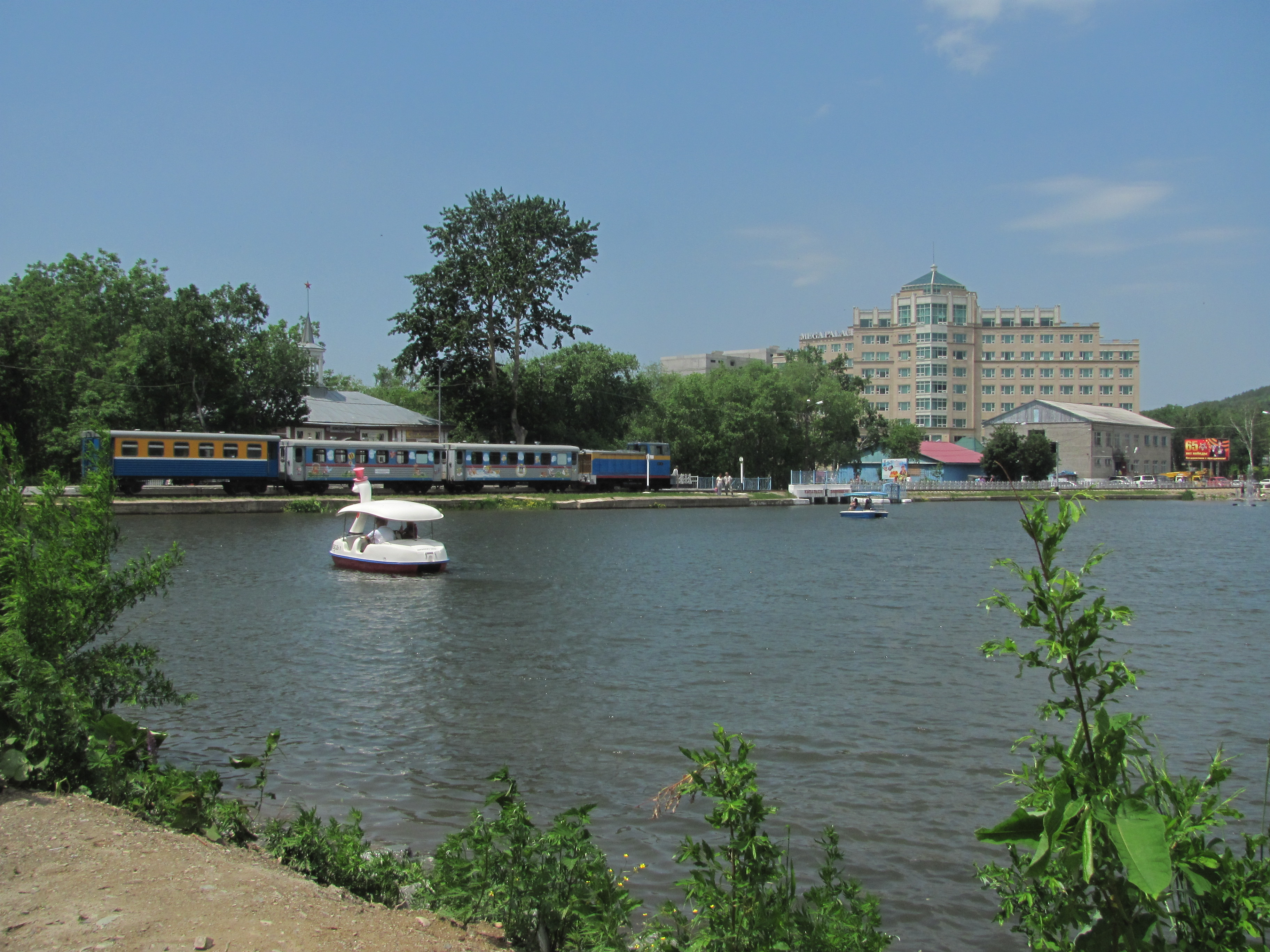
「ガガーリン記念文化公園」内「ヴェルフニー湖」（旧「御大典記念豊原市民公園」近隣の旧「王子ヶ池貯水池」）および「メガパレス・ホテル」
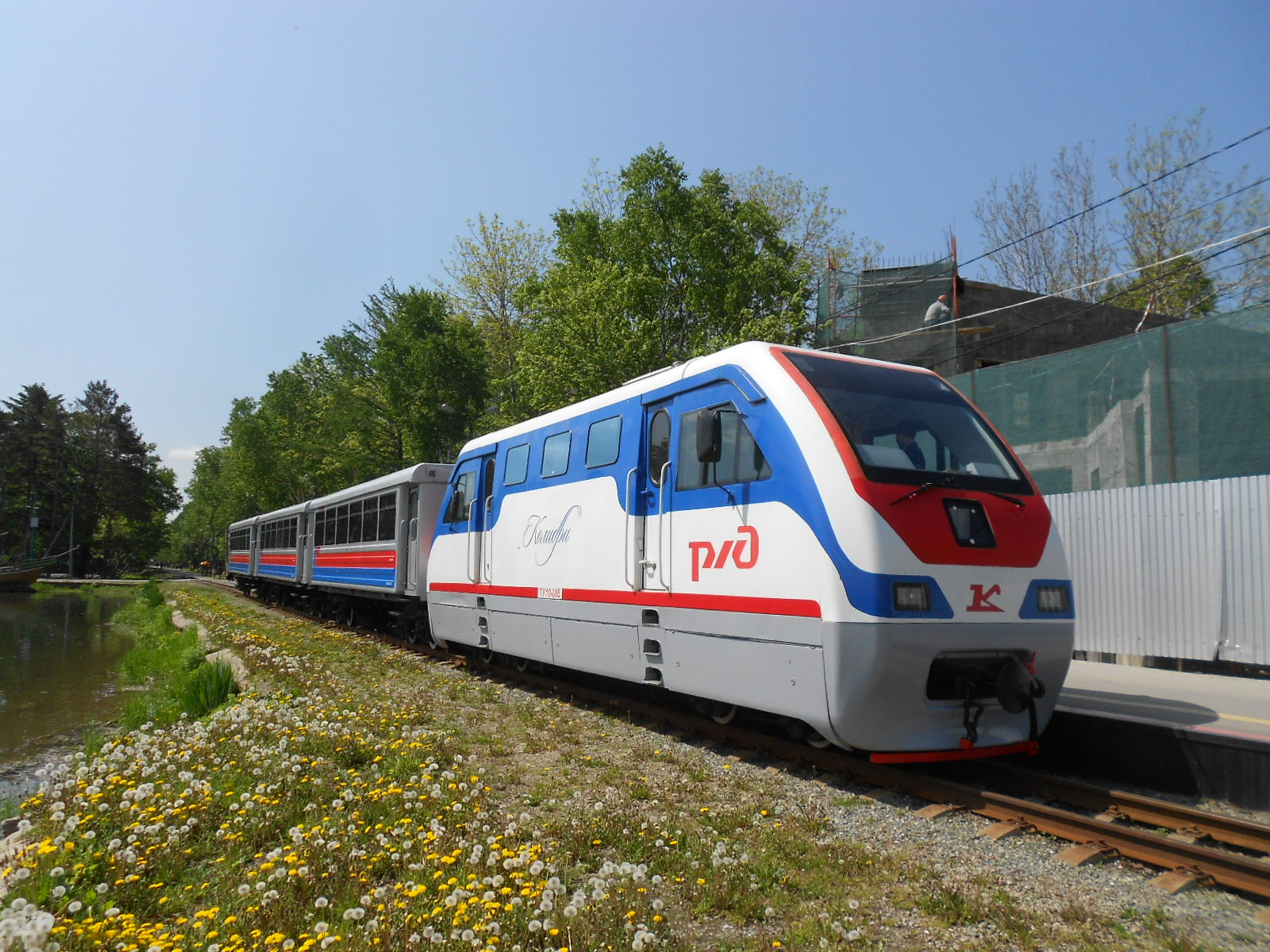
ガガーリン記念文化公園（旧御大典記念豊原市民公園）内を周回運行中のユジノサハリンスク子供鉄道ТУ10形子供鉄道向けディーゼル機関車ТУ10-005
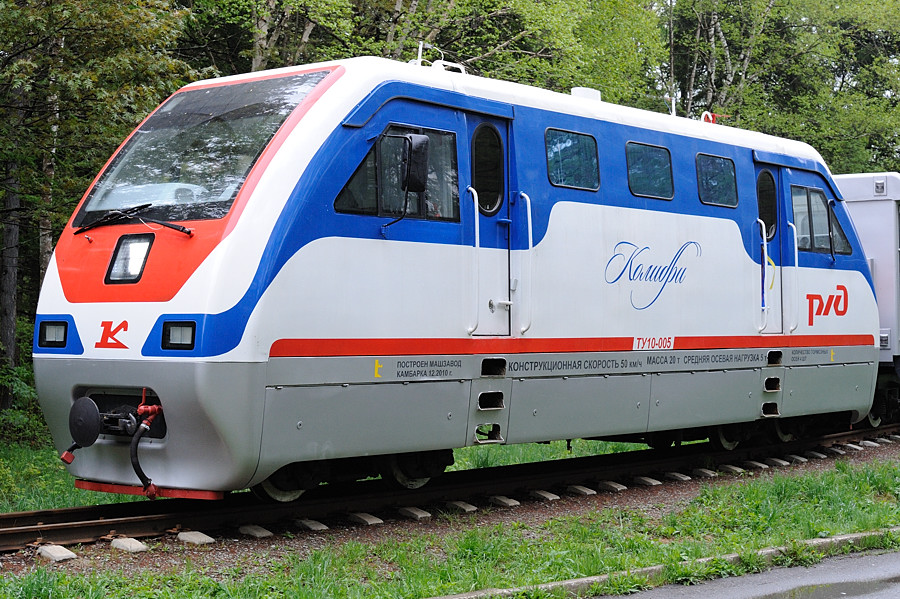
ガガーリン記念文化公園（旧御大典記念豊原市民公園）内を周回運行中のユジノサハリンスク子供鉄道ТУ10形子供鉄道向けディーゼル機関車ТУ10-005

- 旭川公園 - 姉妹都市として提携している北海道旭川市に因み命名。レーニナ通り（旧豊原大通り）沿い（駅東口より南方向）の東方向裏手通りに立地。グーグル・ストリートビュー画像 北東角、南西角、南東角、北西角

- クルゼンシュテルナ公園 - サハリーンスカヤ通り（旧真岡通り）沿い（旧私立藤川実践女学校跡地）に立地。1906年7月にサハリン島北端および千島列島を探検（解説HP）したロシア海軍提督アーダム・ヨハン・フォン・クルーゼンシュテルンを記念に造られた。（グーグル・ストリートビュー画像）
  - 造園および命名は、「ユジノサハリンスク開基100周年」「ソ連建国60周年」「（反革命勢力）白軍からの極東地域解放60周年」を祝し、1982年9月に実施[82]。

- G.I.ニェヴェリスコーガ広場（ロシア語表記：Сквер им. Г. И. Невельского） - ロシア・サハリン州都ユジノサハリンスク市にある公園。ロシア帝国の著名な航海者・探検家であり、ネヴェリスコイ海峡の発見および同海峡にて船舶通航が可能である事を究明したゲンナジー・ネヴェリスコイを顕彰して命名。ミーラ大通り（旧東七条通り）沿い（北端：ロガトカ川（旧玉川）との交差地点、南端：サハリーンスカヤ通り（旧真岡通り）との交差地点）東側区画に整備された都市型公園であり、約40m☓約60m程の広さで在りながら、公園北端に繋がっているロガトカ川（旧玉川）河畔緑地部分との景観上での一体感により、やや大きめに見える。グーグル・ストリートビュー画像
  - 造園および命名は、「ユジノサハリンスク開基100周年」「ソ連建国60周年」「（反革命勢力）白軍からの極東地域解放60周年」を祝し、1982年9月に実施[82]。

- 映画コンサートホール「キノー・チアートル・アクチャーブリー」手前公園 - 解説HP

- 栄光広場（旧官幣大社樺太神社鳥居前広場） - ミュージアム施設「軍事技術博物館」が建っている。スケートボードに興ずる青少年が多く集まる。（グーグル・ストリートビュー画像）

- 勝利広場（旧旭ヶ丘公園（その前は豊原競馬場（初代））） - 「V.I.記念広場」とも呼称。1975年5月6日に現名称に命名[81]。サッカー競技場「スパルタク・スタジアム」やロシア正教会「キリスト降誕聖堂」、その他、ミュージアム施設「マヤ・イストーリア博物館」「パピェーダ博物館」が建っている。

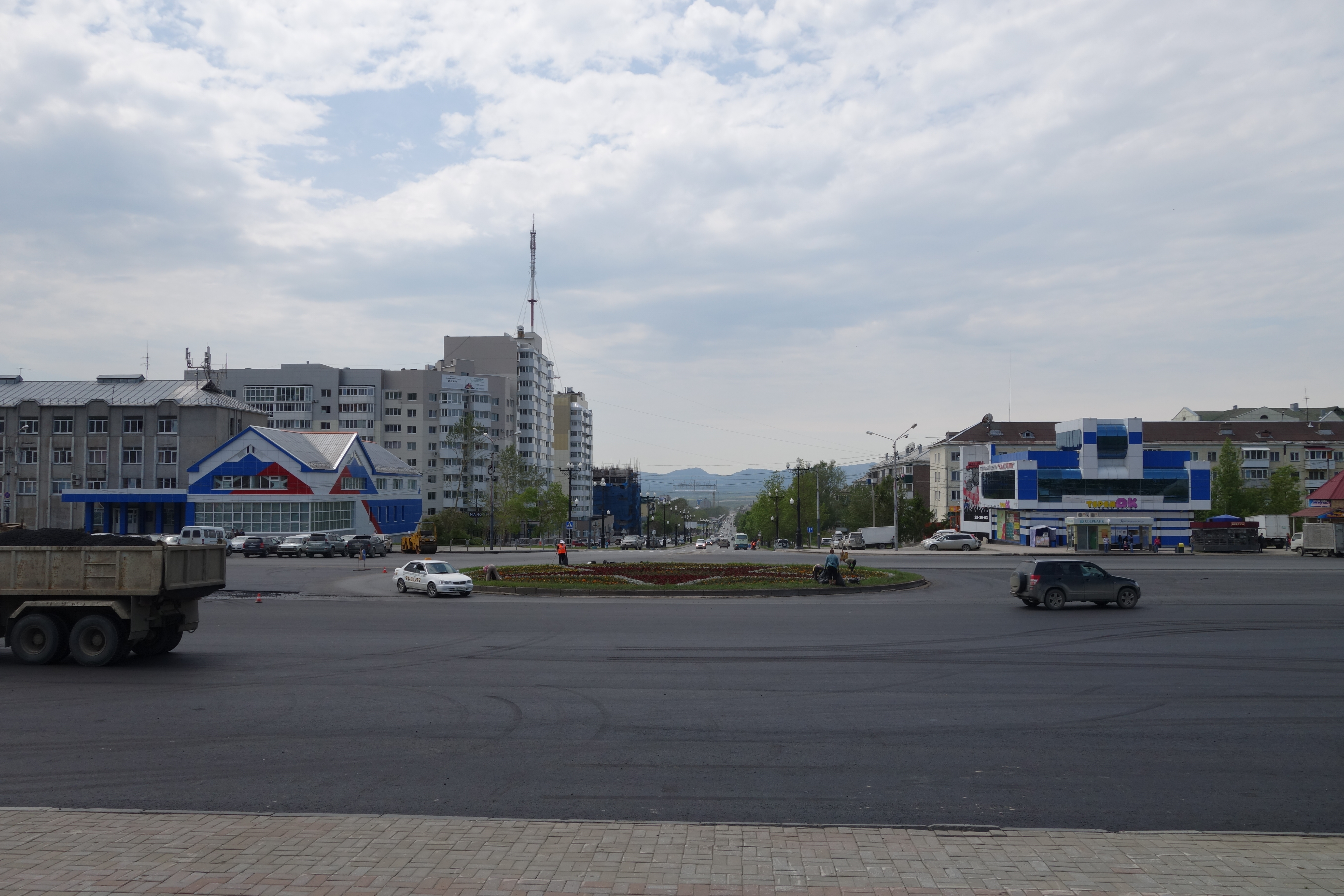
勝利広場（旧旭ヶ丘公園（その前は豊原競馬場（初代）））およびパペードゥイ大通り（旧南10丁目通り）
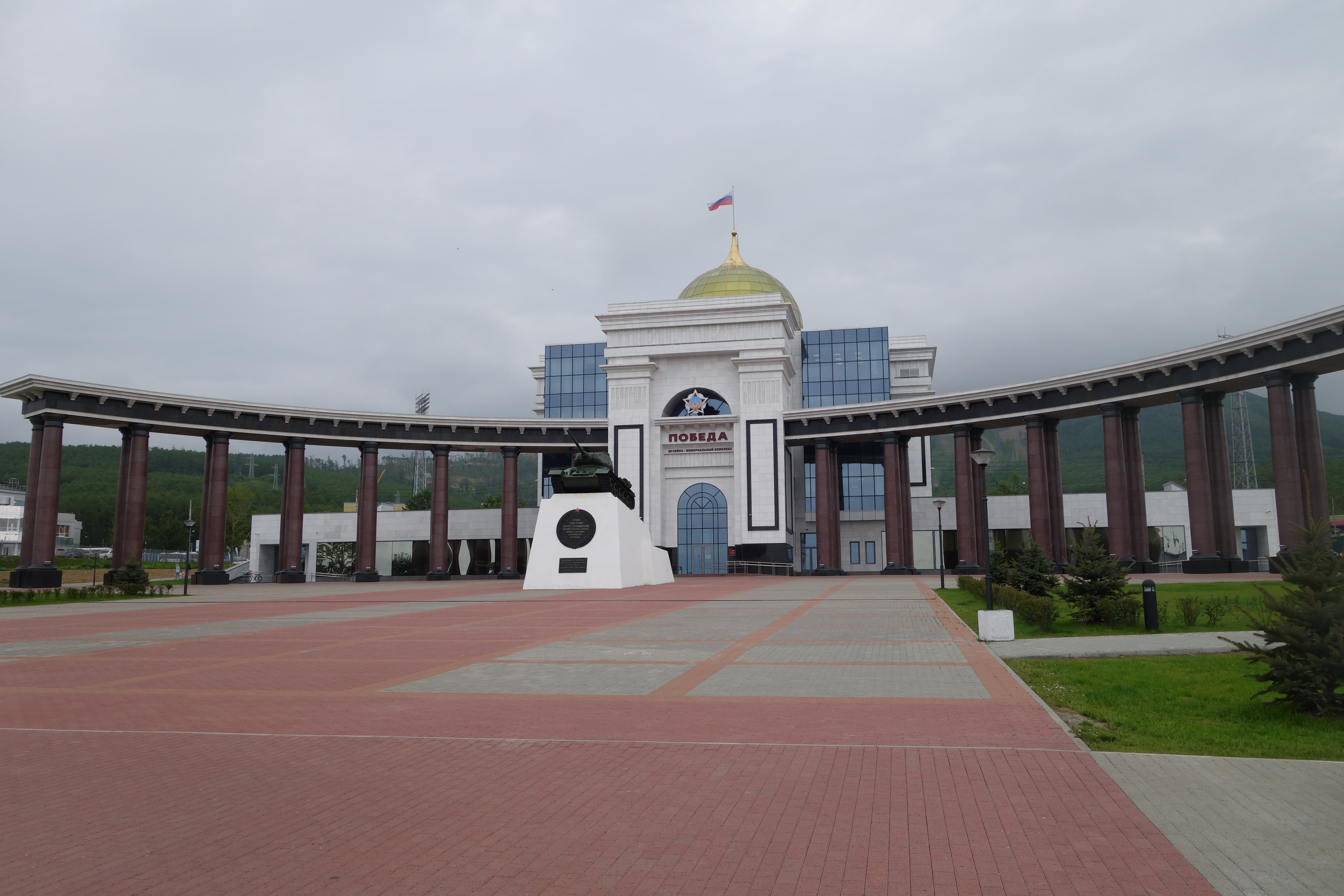
勝利広場（旧旭ヶ丘公園（その前は豊原競馬場（初代）））

- プーシキン公園 - ロシアを代表する巨匠作家の一人「アレクサンドル・プーシキン」を記念して名付けられた。レーニナ通り（旧豊原大通り）およびパビェードゥイ大通り（旧南10丁目通り）が交差する角地（南東区画）に立地する都市型公園。前述の「公衆浴場ガラツキエ・バーニ」（パペードゥイ大通り（旧南10丁目通り）を間に挟み）南方向向かい。（グーグル・ストリートビュー画像）

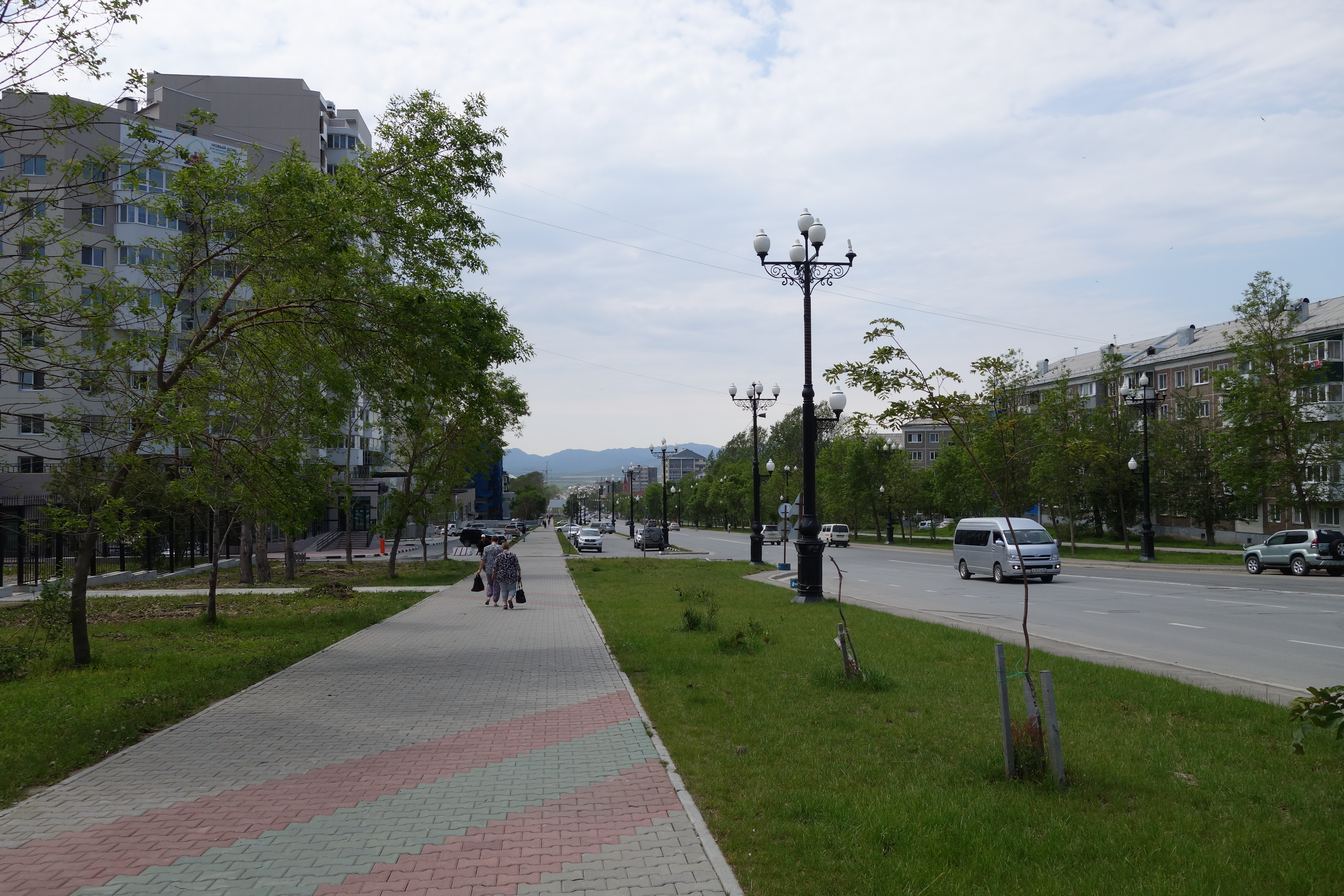
プーシキン公園およびパペードゥイ大通り（旧南10丁目通り）

- タモージェンニカフ広場（ロシア語表記：Сквер Таможенников、「税関職員広場」のロシア語訳） - ミーラ大通り（旧東7条通り）とパビェードゥイ大通り（旧南10丁目通り）の交差角地（南西区画。同じくパビェードゥイ大通り（旧南10丁目通り）沿い（南側）に立地している前述「プーシキン公園」より東方向に約650m地点）に立地。2019年10月25日（税関の日）、旧ソ連時代の人気映画作品（バイコヌール宇宙基地から宇宙へ出発する宇宙飛行士が験担ぎ風の儀式として必ず視聴させられる映画作品）「砂漠の白い太陽」にも主要登場人物の一人として登場している帝政ロシア時代の税関幹部職員「パーヴェル・ヴェレシチャーギン」（実在する人物だが、映画内容自体はフィクション作品）および同僚「ペトールカ」二人の彫像を「税関職員」の模範（実在の人物が賄賂に興味を示さず、職務遂行の末に殉職）として設置（ユジノサハリンスク市だけではなく、ロシア中の複数都市に同時設置。モスクワ州ジューコフスキー市にて彫刻家アレクサンダー・ウスチェンコ氏が制作[83]）。（グーグル・ストリートビュー画像）

- ゴールヌィ・ヴォーズドゥフ展望台（旧旭ヶ丘展望台） - ロシア語で「山の空気」を意味する名が付いている。近年、麓が観光経済特区に指定されている。

### ミュージアム、演劇場、映画館
- サハリーンスキー・ガスダールストゥヴィェーンヌィ・アブラーストゥナイ・クライェヴィェートゥチェスキー・ムゼーイ（「サハリン州立ユジノサハリンスク郷土史博物館」のロシア語訳。旧「樺太庁博物館（三代目）」。ロシア語表記：Сахали́нский государственный областно́й краеве́дческий музе́й） - 1931年（昭和6年）、旧「樺太庁博物館」建物（三代目）として貝塚良雄により設計・建築。かつて前州都「アレクサンドロフスク・サハリンスキー」にあった歴史博物館機能および陳列品も吸収統合している。1990年には同館内にあったチェーホフ・コーナーが（同じ市内にある「チェーホフ『サハリン島』記念館」にではなく）逆にアレクサンドロフスク・サハリンスキーにあるチェーホフ記念施設へ移設されている。1950年代後半には、横綱大鵬（出生当時のロシア名は「イヴァーン・ボリシコ」）の実父であるウクライナ系残留ロシア人マルキャン・ボリシコも守衛を勤めていた事がある。解説HP
  - 庭 - 九五式軽戦車が野外展示されている。

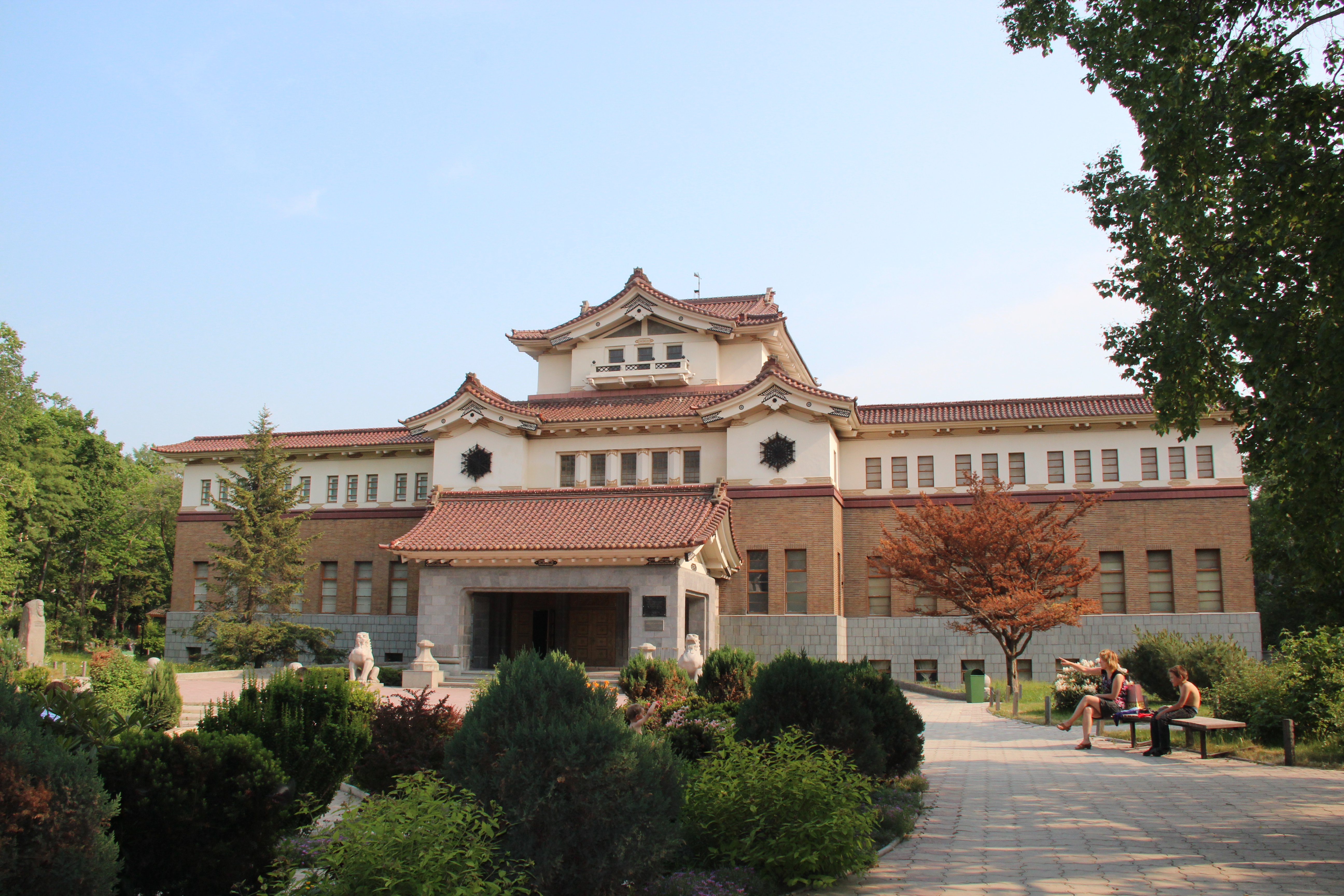
帝冠様式が特徴のサハリン州立ユジノサハリンスク郷土史博物館（旧樺太庁博物館（三代目）前景）
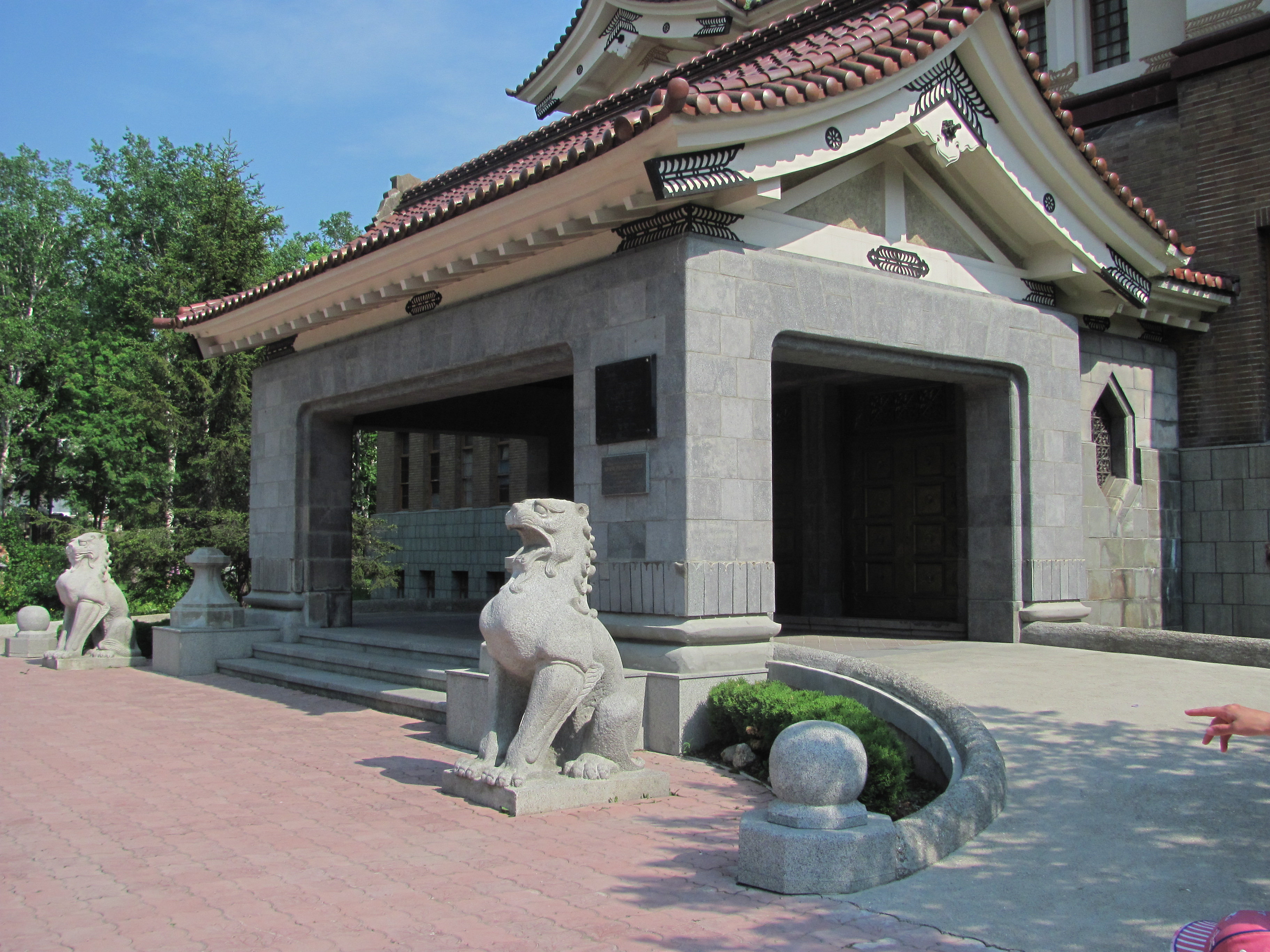
サハリン州立ユジノサハリンスク郷土史博物館（旧樺太庁博物館（三代目））正面入り口玄関
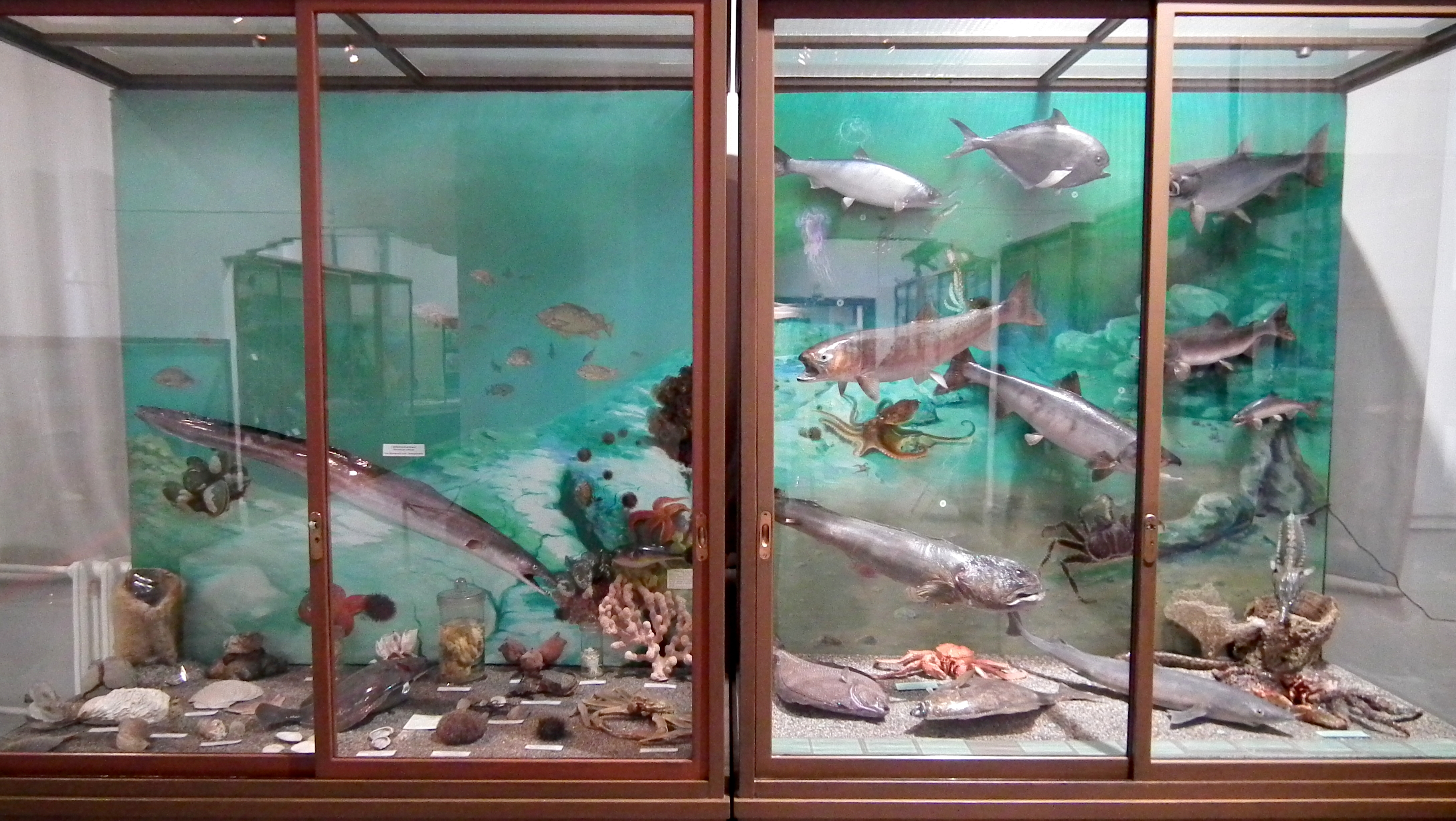
サハリン州立ユジノサハリンスク郷土史博物館（旧樺太庁博物館（三代目））内の展示物の一つ

- ゲアラギーチェスキー・ムゼーイ（「地質学博物館」のロシア語訳。ロシア語表記：Геологический музей） - 前述の「サハリン州立ユジノサハリンスク郷土史博物館（旧樺太庁博物館（三代目））」と同じくカムニスチーチェスキー大通り（旧神社通り）沿い（「Культурный туризм」地図情報HP（ロシア語））に立地。1964年（昭和39年）、「サハリン地質学協会」により設立。建物は4階建て（他、塔屋1階）で、総面積は230㎡（その内、一般人が利用出来る展示スペースは190㎡）となっている。展示内容の主要テーマは「沿海地方の『ジュラ紀・白亜紀および新生代の堆積物サンプル』『鉱物資源』」「鉱物の系統学」「岩石および鉱石」「古生物学的資料」「装飾用の石」となっており、他にも「カザフスタン・ウクライナ・シベリア、コラ半島鉱床等の様々な地域から採掘・収集した鉱物・岩石サンプル・研磨ライブラリ」も展示。収蔵品総数は約6万点におよぶ[84]。市内主要観光スポットが近隣に多数立地している事から、外国人観光客および小学生以下の年代の市民に利用される反面、中学生以上の年代の市民による利用需要・入場料収入は振るわず、ロシア国内旅行サイトの解説等で同施設の財政面での厳しさが率直に紹介されている[85]。公式HP
  - グーグル・マップにて市内博物館施設の検索を行っても、数年前から全く掲載されず、グーグル・ストリートビュー画像（注：実際の撮影年月日は不明）で建物正面画像を閲覧する限り、既に休館・一時閉鎖状態に陥っている可能性もある（調査中）。
- サハリン州立美術館 - 前述のレーニン広場東縁沿いを南北に伸びるレーニナ通り（旧豊原大通り）沿いに立地する旧北海道拓殖銀行豊原支店建物（新古典主義建築）建物を流用。収蔵点数は約1万4000点を誇る。解説HP、グーグル・ストリートビュー画像

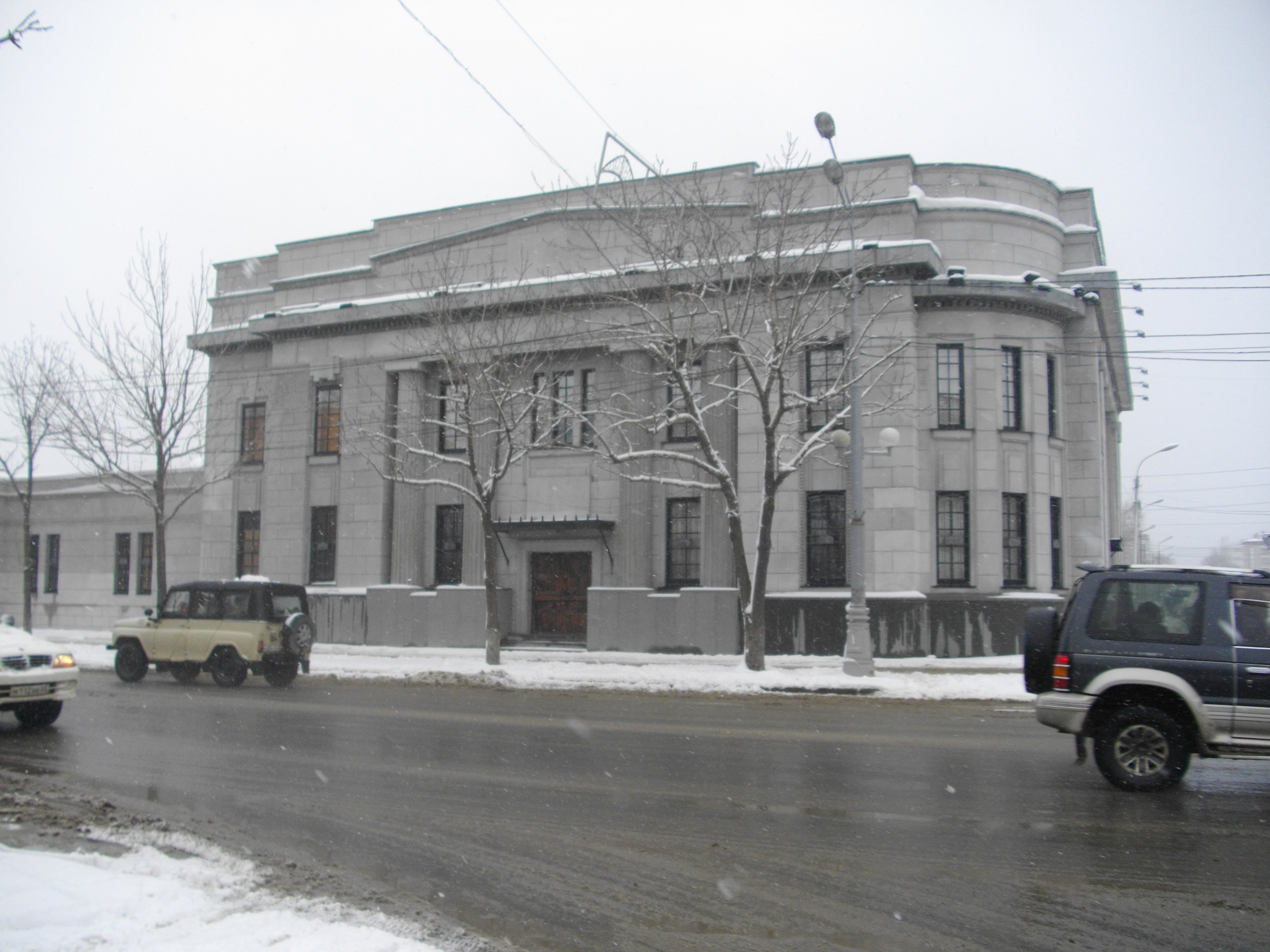
サハリン州立美術館（旧北海道拓殖銀行 豊原支店）

主なフロア構成は下記の通り。
| 階 | フロア概要 |
| -- | --- |
| 2F | 常設展示ホール（イコン画などのキリスト教美術、ロシア美術（19世紀後半 - 20世紀初頭）、北方少数民族の生活用品・工芸品、韓国美術） |
| 1F | 大ホール（巡回展示ホール） |

- サハリーンスキー・ムゼーイ・メドヴェージャ（「サハリン生息クマ博物館」ロシア語訳。二代目） - 後述の大型ショッピングモール「スィーチモール」5Fに入居。サハリーンスキー・ムゼーイ・メドヴェージャ（二代目）公式HP（ロシア語表記。Internet ARChive保管版）、解説HP1、解説HP2、店内グーグル・ストリートビュー画像）
  - 旧サハリーンスキー・ムゼーイ・メドヴェージャ（初代。別名「ナターリア・キリューキナ・クマ博物館」とも呼称されていた） - 2007年、ガガーリン記念文化公園（旧御大典記念豊原市民公園）内に立地（旧「サハリーンスキー・ムゼーイ・メドヴェージャ（初代）」立地位置および土台だけ残存している跡地風景画像（Googleマップ））。年間約3,000人が来館。木造二階建てで、トイレおよび水道は無し。主に18世紀以降からの「ロシアの生活・文化・歴史・芸術」関連展示物、その他、日本アイヌ民族博物館より寄贈された木彫り熊などの民芸品も展示されていた。（近隣都市である）コルサコフ市（大泊市）小学校の遠足コース・プログラムの一環としてロシア民芸品である「スプーン・イースターエッグ絵塗り」「皿・粘土玩具・白樺樹皮製品の制作」のワークショップ教室なども開催されていた。2013年12月25日時点では翌年2014年内での閉館の可能性がナターリア・キリューキナ館長（「ロシア芸術家連盟」サハリン地方支部理事も兼任）により声明され[87]、2015年5月23日時点では財政面での施設経営が逼迫しており、借地である敷地の月額使用料3万ルーブルの5万ルーブルへの値上がり通告を受け、市当局より同公園敷地内に建つエレクトロンビルへの移転提案もされていた。「当時の先代施設（建物画像閲覧可能）運営の窮乏解説HP（ロシア語表記（推奨：日本語自動翻訳切り替えでの閲覧））、グーグル・ストリート・ビューに残っている建物取り壊し前（移転後、窓枠塗装色が赤色から白色に変更され、別用途施設に再利用されている）の「旧サハリーンスキー・ムゼーイ・メドヴェージャ（初代）」画像

- 勝利広場（旧旭ヶ丘公園（その前は豊原競馬場（初代）））内
  - マヤー・イストーリア（「私の歴史」ロシア語訳）博物館 - 2015年開館。古代から現代に渡るロシア全土の歴史を網羅。
  - パピェーダ（「勝利」ロシア語訳）博物館（もしくは「対日戦勝記念博物館」） - 2015年開館。第二次世界大戦終戦直後に行われた北方領土侵攻作戦の成功を記念。「占守島の戦い」再現ジオラマも展示。解説HP

- サハリン鉄道歴史博物館 - ユジノサハリンスク駅およびホテルユーラシア北隣りに立地。機関車が動体保存展示。解説HP、グーグル・ストリートビュー画像

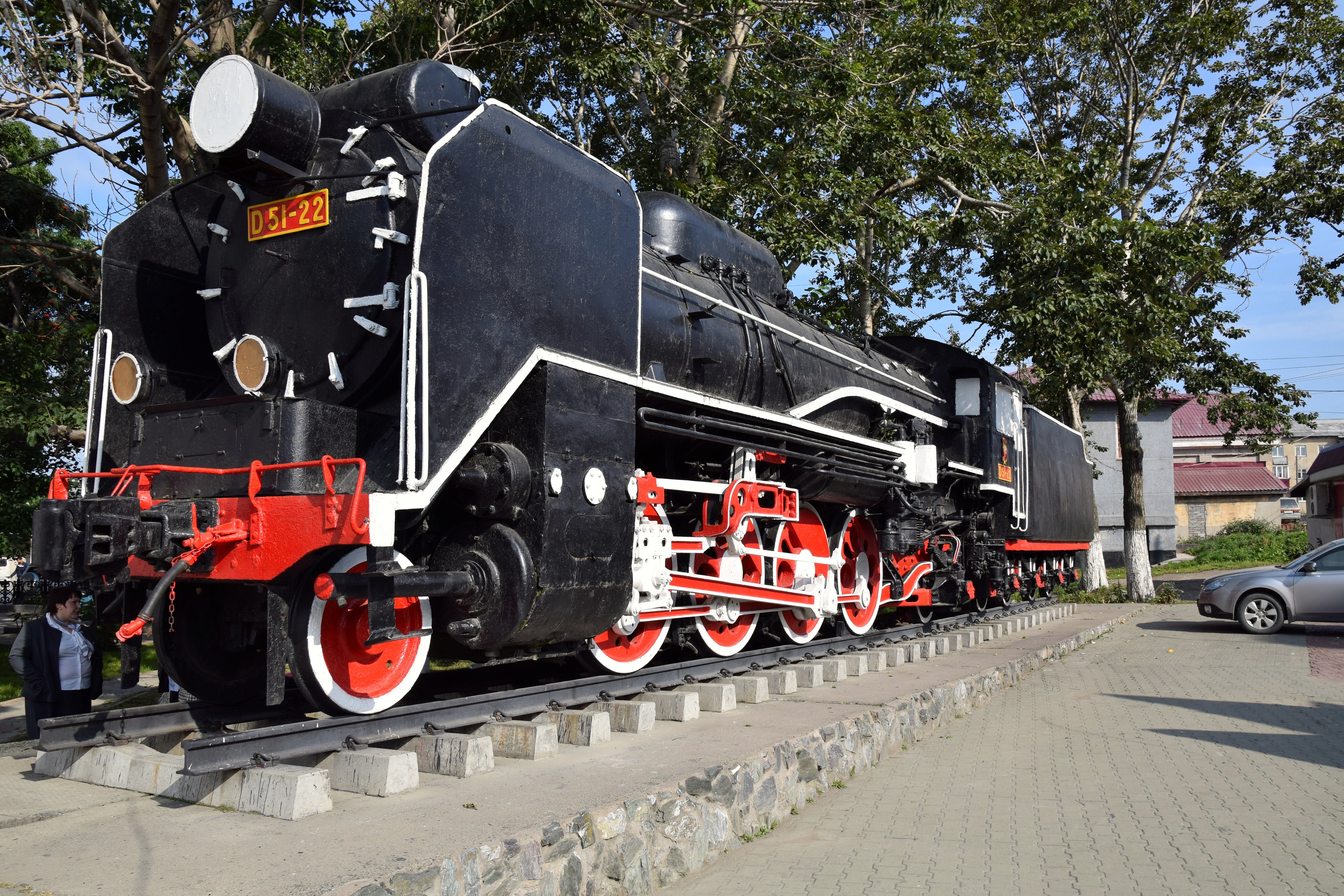
サハリン鉄道歴史博物館にて動体展示されているD51機関車

- 栄光広場（旧官幣大社樺太神社鳥居前広場）内
  - 軍事技術博物館

- ウチェーブヌィ・ムゼーイ・アルヒェオーラギー・サーフ GU（ロシア語表記：Учебный музей археологии СахГУ。「サハ共和国科学アカデミー（実質、ロシア科学アカデミーサハ共和国支部）考古学教育博物館」のロシア語訳） - パグラニーシュナヤ通り（旧南12丁目通り）へのクリューカヴァ通り（旧西1条通り）T字路沿い東区画に立地。館内画像および解説HP（ロシア語表記）、グーグル・ストリートビュー画像
- サフィンツェントル本館（もしくは「サヒンセンター」「貿易センタービル」） - コンベンション・センター施設も兼ねたサハリン州所有の7階建て巨大ビル。海外観光客向けの物産土産物販売コーナーも附設。2005年には、前庭にてTHE BOOMが野外コンサートを開催。

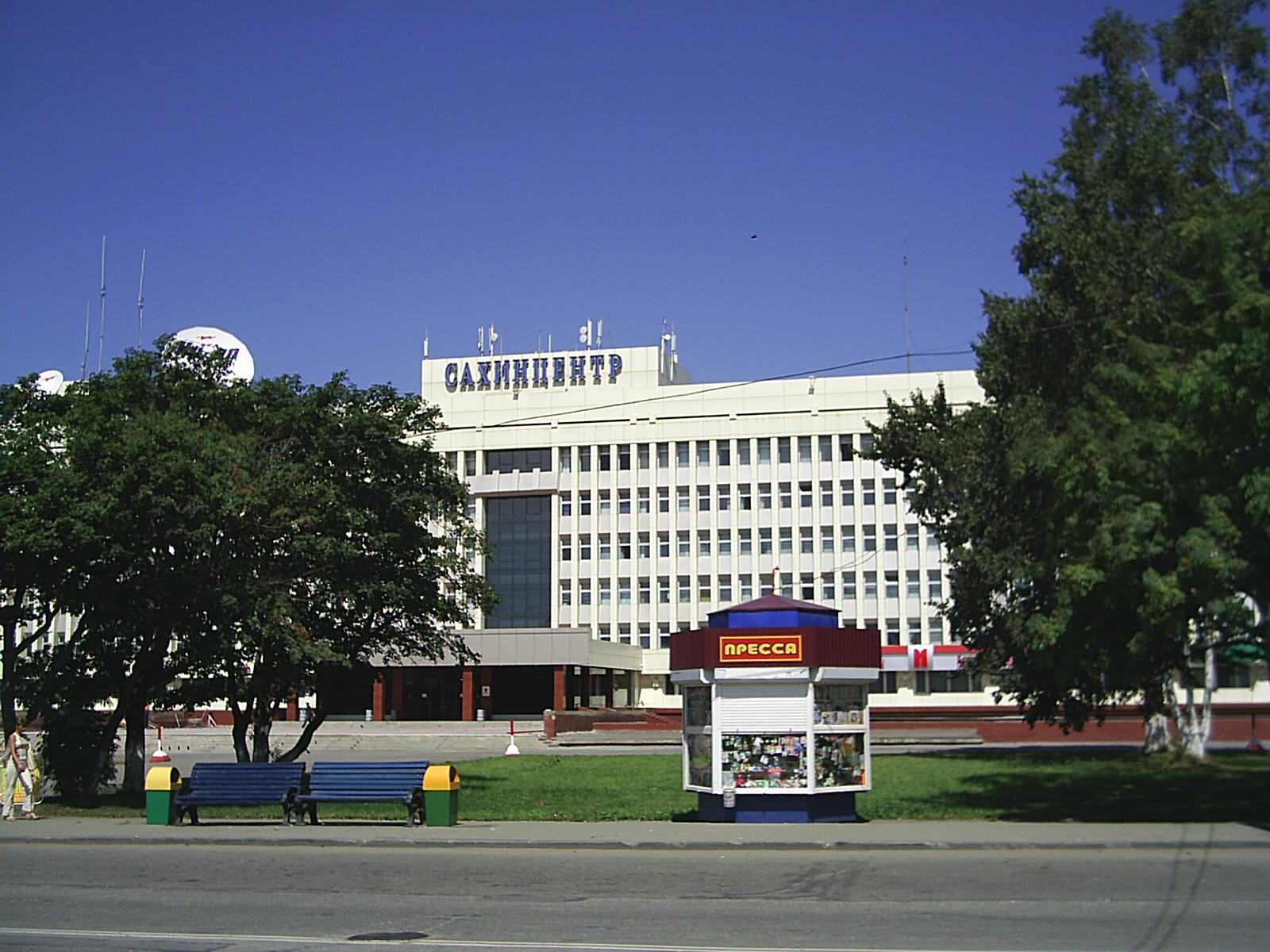
サフィンツェントル本館

- チェーホフ・センター - ロシアの劇作家・短編小説家「アントン・チェーホフ」を偲び、記念に建造された屋内文化施設群。中心部をユジノサハリンスク駅よりガガーリン記念文化公園手前まで東西を横断するカムニスチーチェスキー通り（旧神社通り）とカムサモーリスカヤー通り（旧東11条通り）が交差する角地に立地。現在は全ての世代の市民・観光客に門戸が開かれた文化娯楽施設集積地区だが、かつて旧ソ連時代においては（アントン・チェーホフ記念施設以外は）ピオネールなど完全選抜制の共産党青少年組織向け施設群や共産党員専用ホテル「ラーダ」（現インターナショナル・ビジネスセンター・ホテル。解説HP）が立地していた。
  - チェーホフ『サハリン島』記念館（もしくは「チェーホフ・ミュージアム） - 解説HP

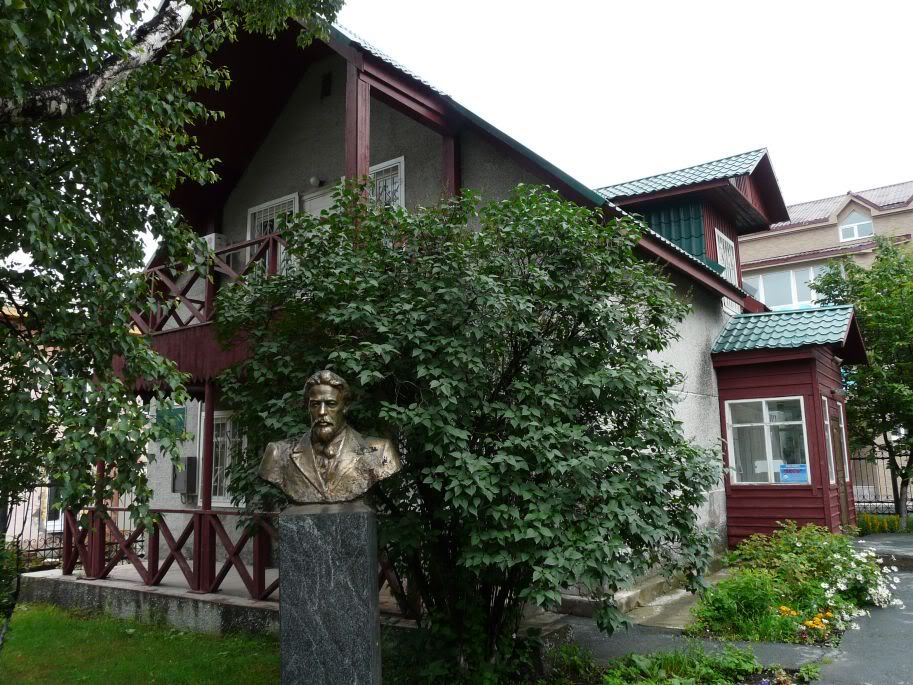
チェーホフ『サハリン島』記念館

- - A.P.チェホフ記念サハリン国際ドラマ劇場 - 旧樺太庁豊原高等女学校（建物は現存せず）跡地（敷地の西端一部分。残りの中央以東部分は、「ミーラ通り」として南方向に大きく延長された旧東7条通りにより東隣りの別区画として分断された）に立地。

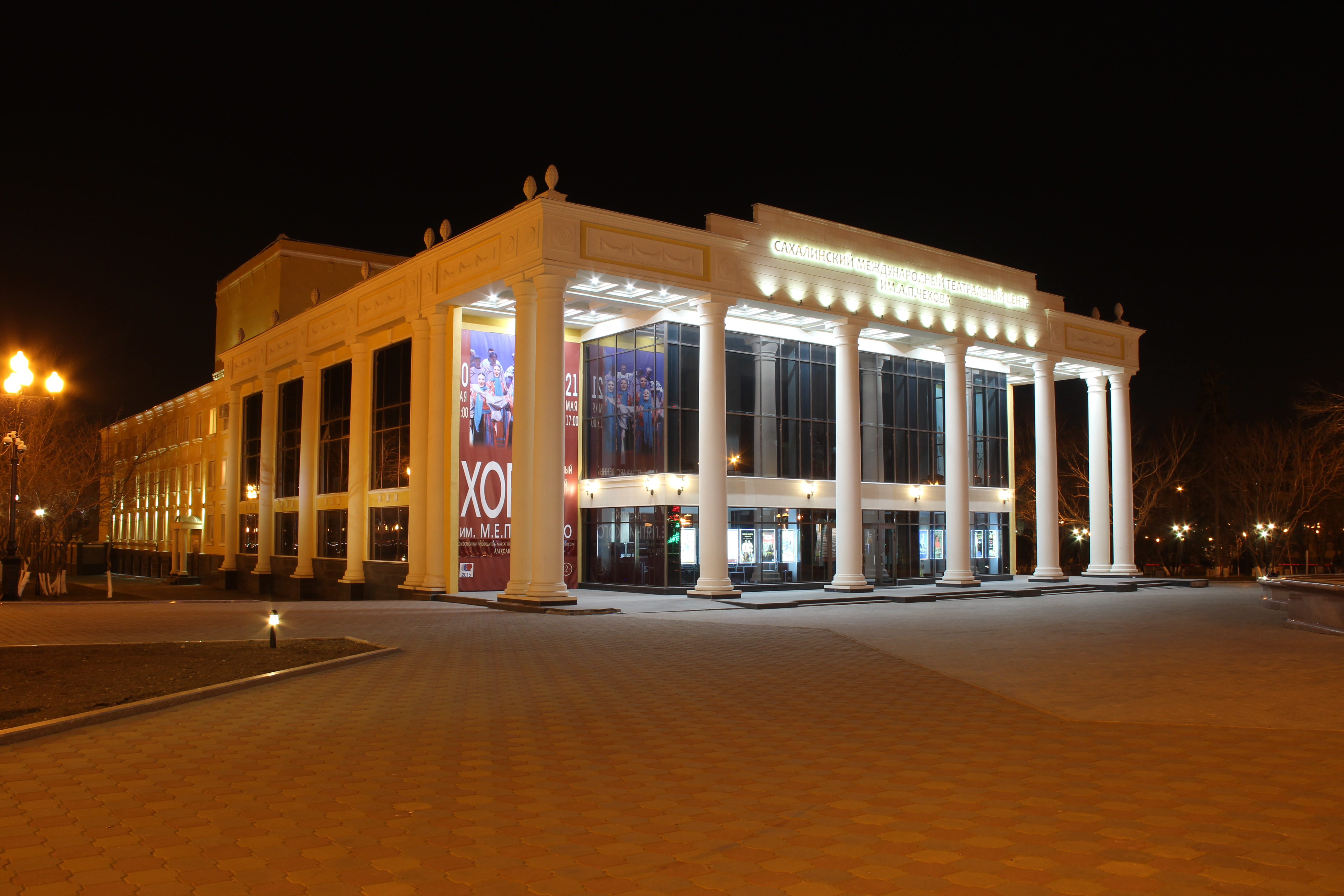
A.P.チェホフ記念サハリン国際ドラマ劇場（旧樺太庁豊原高等女学校跡地（西端部分）に立地）

- - 児童と若者用劇場
  - コンサートホール「カプリチオ（「狂想曲」「奇想曲」ロシア語訳）」
  - 児童館施設チルドレンズ・クリエイティビティ・パレス児童演劇場 - かつては旧ソ連時代の「ピオネール宮殿ユジノサハリンスク支部」建物を2000年より映画館プリミエル（「主役」ロシア語訳）として運営していたが、現在は再び児童館施設に戻されている。
- カムサモーリェッツ映画館 - 前述のレーニナ通り（旧豊原大通り）および（前述のカムニスチーチェスキー通り（旧神社通り）に北方向に四区画置いて並行し、東西に伸びる）サハリーンスカヤ通り（旧真岡通り）が交差する角地（後述のサハリンデパート北方向向かい）に立地するロシア語吹替専門映画館。旧ソ連時代は共産党青年組織「コムソモール」施設「若者文化センター・カムサモール」。ミーラ通り（旧東7条通り）沿いに立地する「スーパー・カムサモーリェツ」との関連は不明（調査中）。

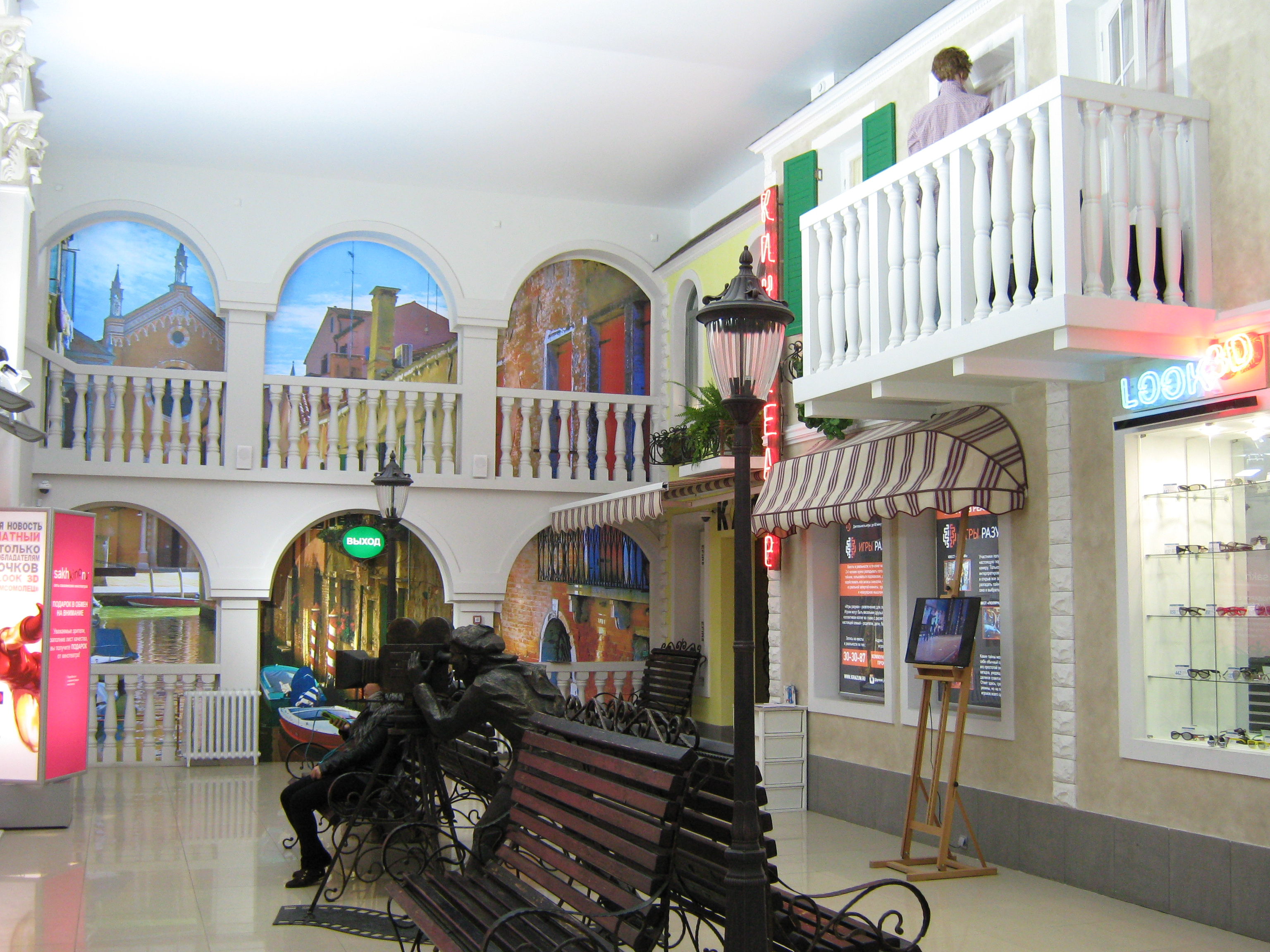
カムサモーリェッツ映画館 館内

- 映画コンサートホール「キノー・チアートル・アクチャーブリー（「10月の映画館」ロシア語訳）」 - 北海道新聞社旧樺太支社（同支社閉鎖から47年後の1992年、ミーラ大通り（旧東7条通り）沿いにユジノサハリンスク支局、開局）跡地に立地。隔年1月下旬にて、「日本映画祭 in サハリン」が在ユジノサハリンスク日本総領事館主催で開催される。旧ソ連時代は共産党少年組織ピオネールの下位組織「オクチャブリャータ」施設。グーグル・ストリートビュー画像（映画コンサートホール「キノー・チアートル・アクチャーブリー」北側入口）、グーグル・ストリートビュー画像（映画コンサートホール「キノー・チアートル・アクチャーブリー」南側入口）
- 人形劇専用劇場「奇跡の島」 - 前述の「映画コンサートホール「キノー・チアートル・アクチャーブリー」裏手に立地。
- 他の市内映画館としては、後述の大型ショッピングモール「シティモール」3Fフロア内映画館、前述の複合型商業施設パナラーマホテル映画館がある。

### スポーツ観戦施設、健康施設
- 州立大型温水プール施設「アクヴァ・スィーチ」（もしくは「アクア・シティ」。ロシア語表記「АКВА СИТИ」） - 2018年9月、市内中心部より南方へ約4km離れたミーラ大通り（旧東7条通り）沿いにて開業。東南アジア・リゾート風の装飾が施されている。アクヴァ・スィーチ公式HP（ロシア語）、CG動画、グーグル・マップ
- 移動テントサーカス - 前述の復活主教座聖堂の隣接地にて夏季期間のみ開催。
- ガガーリン記念文化公園（旧豊原市民公園）内スポーツ施設 - スポーツ施設以外の娯楽施設等については、ユジノサハリンスク#公園内の「ガガーリン記念文化公園（旧御大典記念豊原市民公園）」項を参照の事。
  - スキー場（旧「緑ケ岡スキー場」もしくは旧「スキーヶ丘」もしくは旧「銅像山」[88]。「ガラー・パルコーヴァヤ（ロシア語表記：Гора Парковая。「（ガガーリン）公園の山」のロシア語訳）」とも呼称） - ジャンプ台が2基設置されている。（旧豊原市時代より現在に至る迄）難易度は初心者および子供向けとされている。
    - ソ連時代での冬季期間、毎週週末に市民参加によるアマチュア・スキー大会が行われ、市内へラジオ実況放送された他、成績優秀な参加者にステレオなどの家電製品などを景品として振る舞われた。

  - 屋外競技場コスモス・スタジアム（旧御大典記念豊原市民公園陸上トラック競技場）
    - かつては屋外競技場ユーノス・スタジアムも存在していた。

  - アスレチック施設
  - 旧「御大典記念豊原市民公園」に存在していた屋外プール（石垣および木製飛び込み台）[89]
    - 1950年（昭和25年）時点では、プールの周囲に新たにロシア人らしき胸像台を複数個配置の上、引き続き一般市民向けの屋外プールとして利用されていた事が、当時の撮影風景をネット公開していたHP[90]に掲載されている写真画像により明らかになっている（当該画像1、当該画像2、当該画像3、当該画像4、当該画像5、当該画像6、当該画像7）。
    - 2015年（平成27年）時点では、草むらに覆われて放置されている事が「第50回 サハリン平和の船」参加者による目撃レポートで確認されている[91]。更に近年撮影されているグーグルマップ空撮画像においても、朽ち果てたコンクリート製プール底らしき長方形の建造物が目視確認出来る（該当画像（グーグルマップ））。

  - 旧「御大典記念豊原市民公園」に存在していた自由運動場は解体され緑地化。同じくかつて存在していたテニスコートについても解体され、跡地の南西部分はガガーリン・ホテルが建築、残りは緑地化された。
- 観光経済特区「ゴールヌィ・ヴォーズドゥフ」内施設 - 主にルスツ・リゾートと提携。
  - ゴールヌィ・ヴォーズドゥフ・スキー場（旧旭ヶ丘綜合スキー場） - 1995年頃迄には盛況であったが、個人経営者による民営化を機に（ロシアン・マフィアの暗躍により市内で凶悪犯罪が多発していた2000年前後にかけて）ロッジ施設が3回も全焼する被害に見舞われ、その影響で経営不振に陥り、以後暫くは廃墟同然であった[92]。その後、再整備されて再開。現在は政府等の経済支援を受け、2008年初冬より最新鋭のゴンドラリフト等も設置されて賑わいを取り戻している

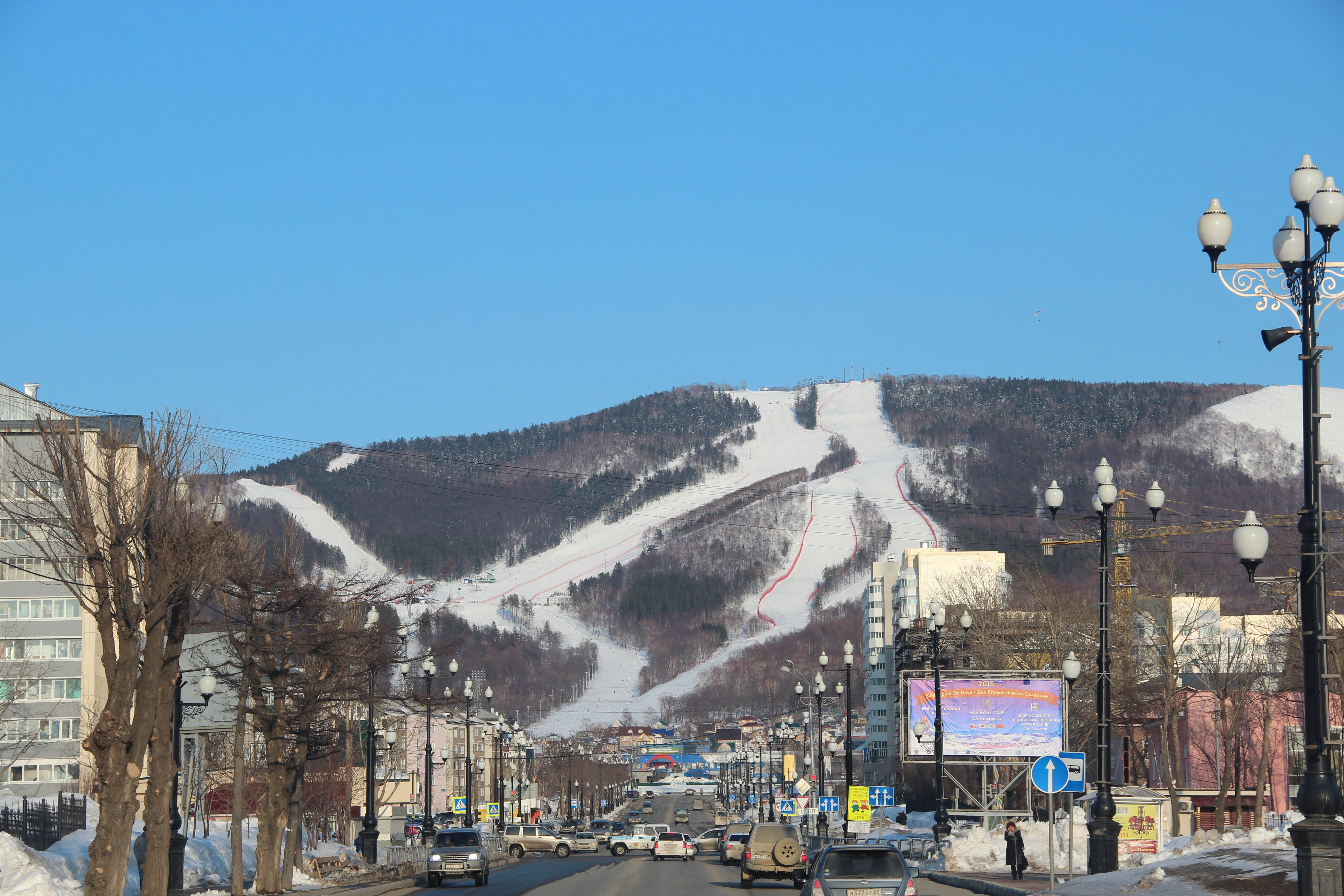
ゴールヌィ・ヴォーズドゥフ・スキー場（旧旭ヶ丘綜合スキー場）

- - ほのかユジノサハリンスク支店 - 北海道大手のスーパー銭湯チェーン「丸新岩寺」および同社ロシア現地法人「ほのかサハリン」による合弁経営。ゴールヌィ・ヴォーズドゥフ展望台（旧旭ヶ丘展望台）麓に置かれた観光経済特区にて2018年に開業。解説HP1
- オリンピア・キャンプ場 - アニワ地区（中心部より南へ約9km付近）に立地。旧ソ連時代、ピオネール専用施設として建設・運営。
- 勝利広場（旧旭ヶ丘公園（その前は豊原競馬場（初代）））内スポーツ施設
  - 屋外サッカー競技場スパルタク・スタジアム - 1969年 - 1993年および2004年以降、FCサハリン・ユジノサハリンスクのホームスタジアムとなっている。グーグル・ストリートビュー画像

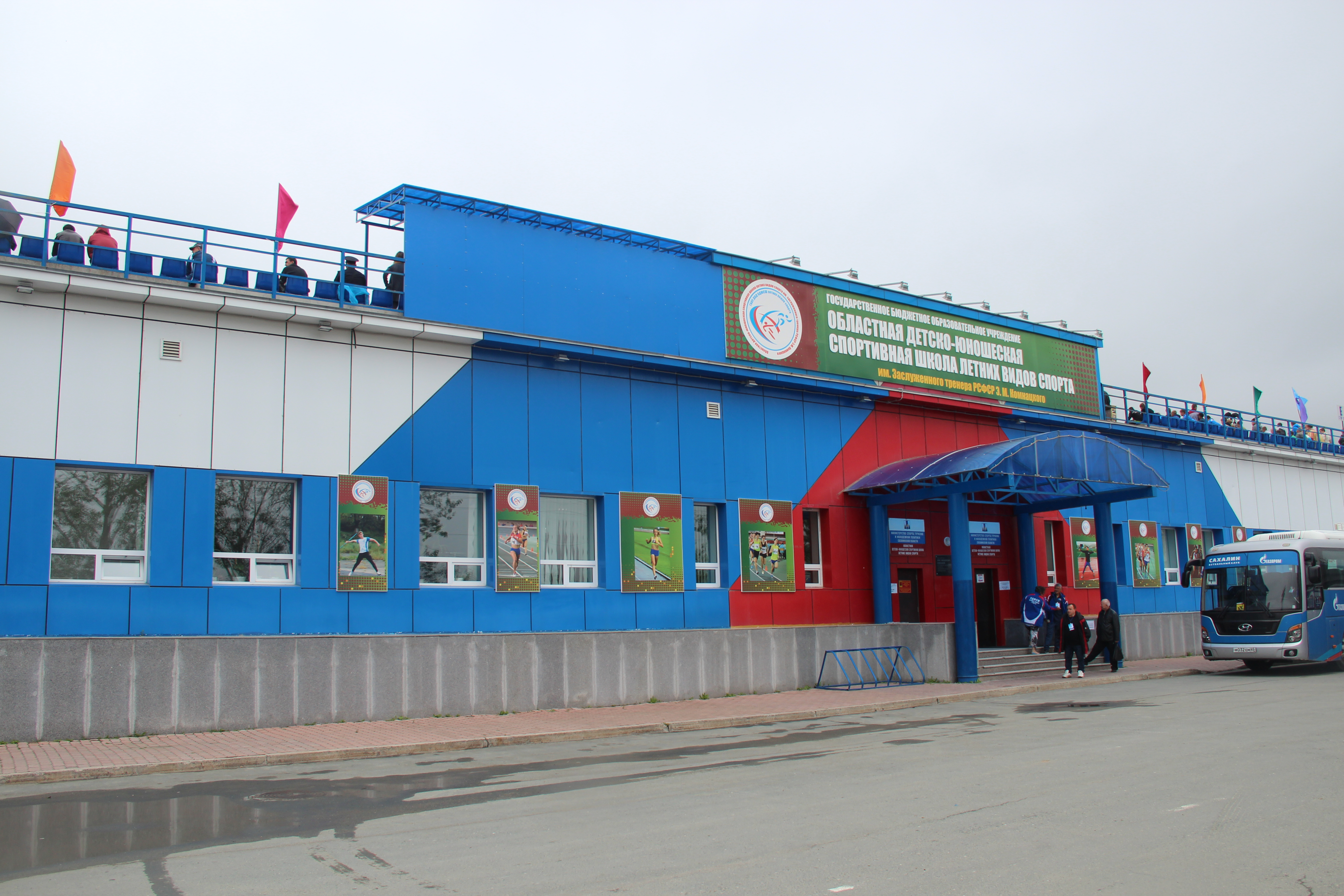
屋外サッカー場スパルタク・スタジアム

- 多目的屋内型スポーツ施設アイスパレスクリスタル - アイスホッケークラブ「PSKサハリン」のホームリンクとしてだけでなく、同名のバスケットボールチームおよび女子バレーボールチームのホームスタジアムとしても氷を張らずに兼用されている。収容可能人数は約1,100人。後述の大型ショッピングモール「スタリッツァ」近隣に立地。氷を貼らずに屋内運動場としても利用可能。解説HP、グーグル・ストリートビュー画像
- 屋内スケート場アレナ・シチ - 青少年アイスホッケークラブ「サハリンスキー・アークルィ」のホームリンクとなっている。後述の大型ショッピングモール「シティモール」北西近隣地に立地。グーグル・ストリートビュー画像

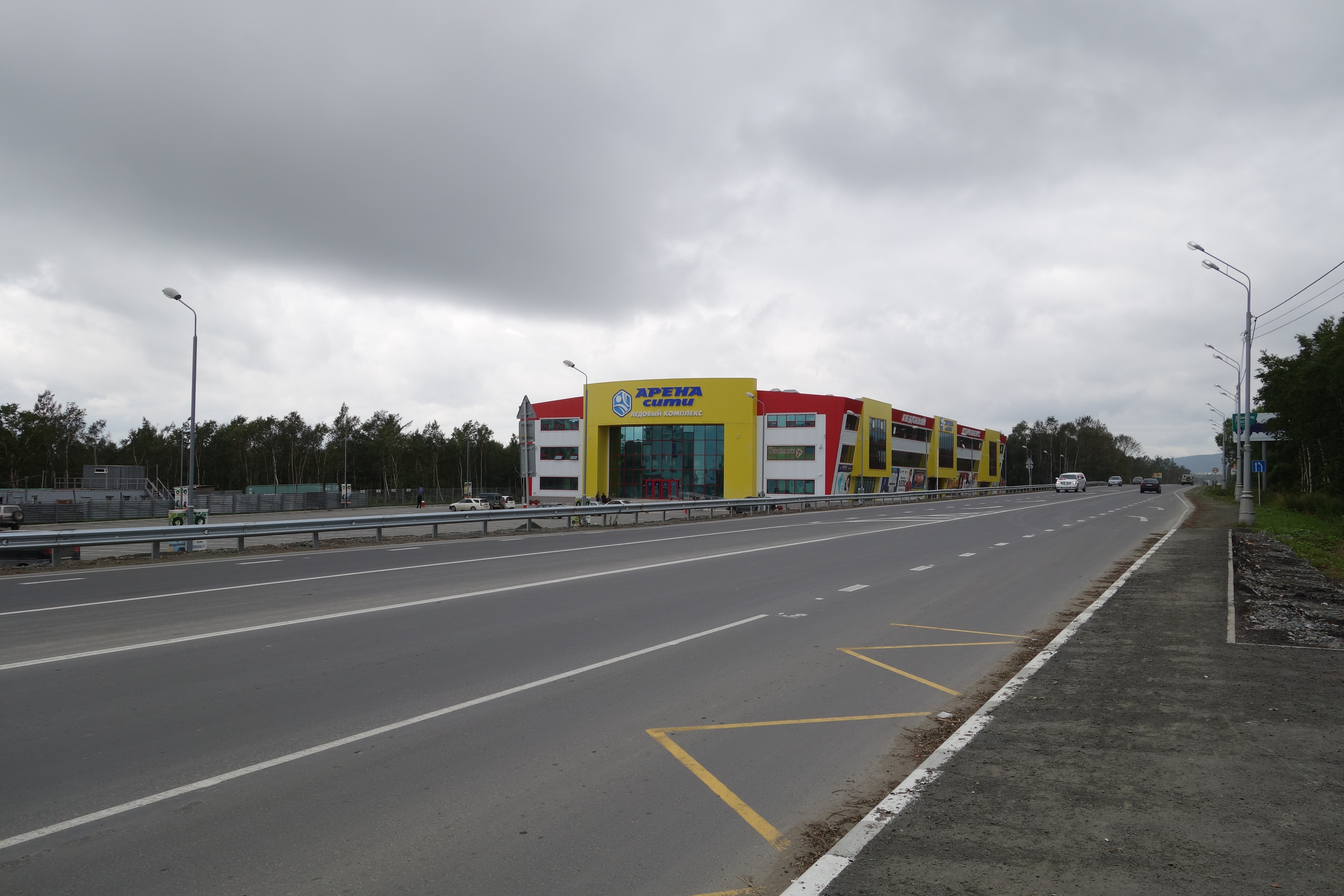
屋内スケート場アレナ・シチ

- 屋内体育館「ヴァストーチナヤー・ギームナジーヤー」（「Восточная Гимназия」。ロシア語で「東部体育館」） - 旧樺太公立豊原第三国民学校。グーグル・ストリートビュー画像
- 屋内体育館「ギームナジーヤー No.2」（「Гимназия №2」。ロシア語で「第二体育館」） - 旧樺太公立豊原第二国民学校。グーグル・ストリートビュー画像
- 屋内卓球場「フェデラツィヤ・ナストリノヴォ・テンニサ・サハリンスコイ・オーブラスチ」（「Федерация Настольного Тенниса Сахалинской Области」。「サハリン州卓球連盟」のロシア語訳） - アルタイスキー・ペレウロク通り（ガガーリン記念文化公園（旧御大典記念豊原市民公園）と栄光広場（旧官幣大社樺太神社鳥居前広場）の境界線道路）沿いに立地。グーグル・ストリートビュー画像
- スィーチモール（シティーモール）内併設ボウリング場
- かつて2000年に、サハリーンスカヤ通り（旧真岡通り）157番地（同通り西方とススヤ川（旧鈴谷川）交差地点にある橋の西側）にもボーリング場（旧豊原市時代に造られ操業していた工場建物を改装し再活用）が開店したが後に閉店。現在は大型家具店「アーズプカ」（「Азбука мебели」。和訳すると「ロシア語アルファベット家具」）となっている。グーグル・ストリートビュー画像
- 日本式健康ランド - エミェリヤーナヴァ通り（旧南13丁目通り）に立地（隣にホテルパナラーマ）。施設名の通り、日本にある健康ランドやスーパー銭湯を参考にしている。解説HP
- 複合レジャー施設「ホリデー・パレス」 - 前述のレーニナ通り（旧豊原大通り）に東方向に一区画置いて並行し、南北に伸びるドゥジェルジーンスカヴァ通り（旧東5条通り（ユジノサハリンスク駅（旧豊原駅）線路以東））沿いに立地する健康サウナ施設。カジノ、ゲームセンターも併設。グーグル・ストリートビュー画像
- 公衆浴場ガラツキエ・バーニ - パビェードゥィ大通り（旧南10丁目通り）沿いに立地するロシア式サウナ（バーニャ）。曜日別に男女利用者を振り分けて営業。解説HP、グーグル・ストリートビュー画像（撮影当時は改装工事により休業中）
- シネゴールスキエ・ミネラーリヌィエ・ヴォードゥイ（ロシア語表記「Синегорские Минеральные Воды」。旧ソビエト時代の施設名称は「シネゴルスク・サナトリウム」。旧「川上温泉」） - 中心部より北西約50km先に立地。最寄り駅はシネゴルスク線（旧国鉄川上線）クリューチ駅（旧国鉄本川上駅）。1969年（昭和44年） ～ 1981年（昭和56年）の期間を経て旧ソ連により洋風施設化された。現在は予約さえしていれば外国人旅行者も含め誰でも利用可能（同じく予約が必要だが、日帰り利用も可能）。屋内熱帯植物園なども併設。シネゴールスキエ・ミネラーリヌィエ・ヴォードゥイ公式HP、解説HP1、解説HP2、グーグル・マップ

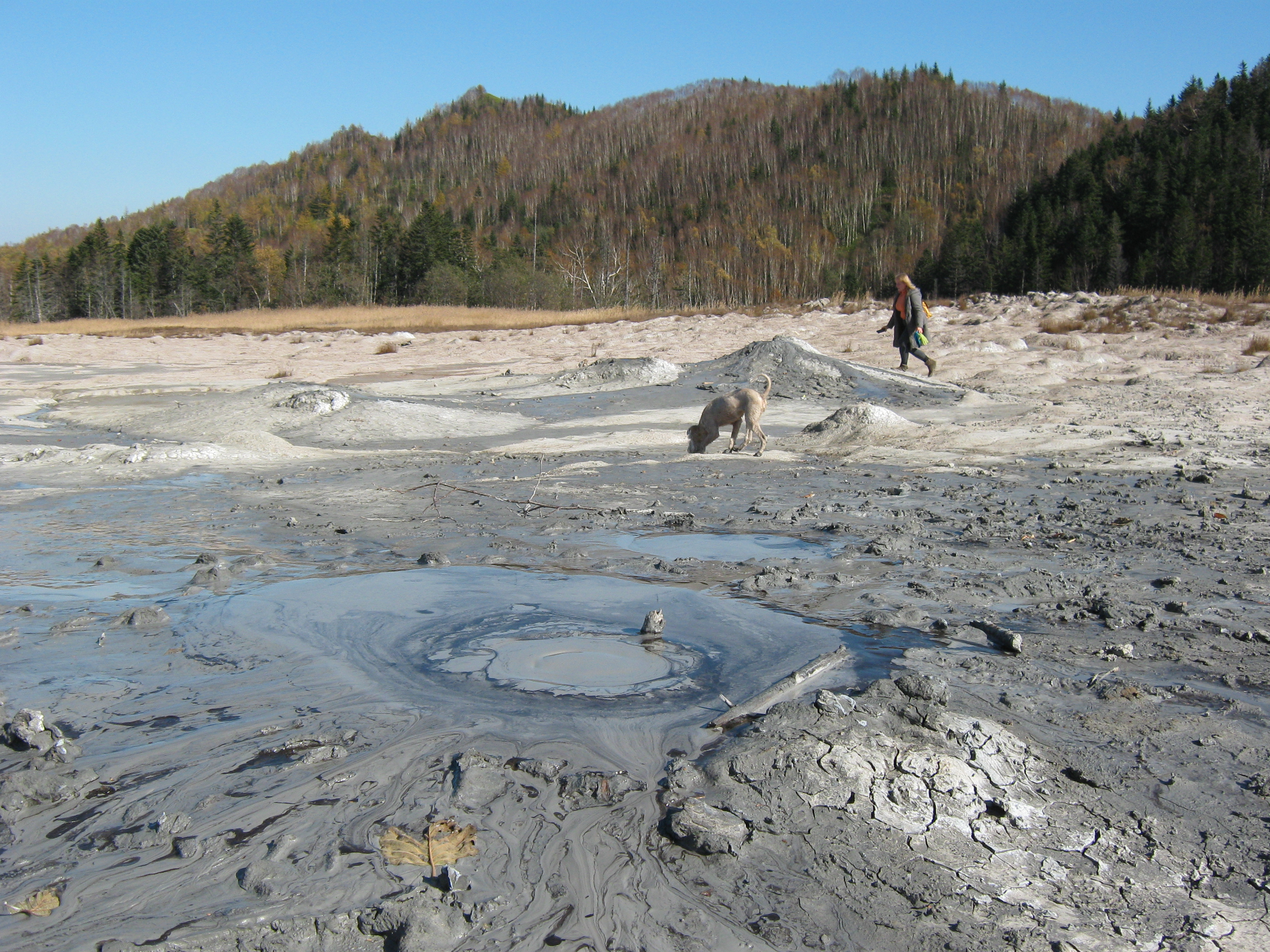
シネゴルスク・サナトリウム（旧川上温泉）付近の泥火山

## 文化・名物

### 祭事・催事

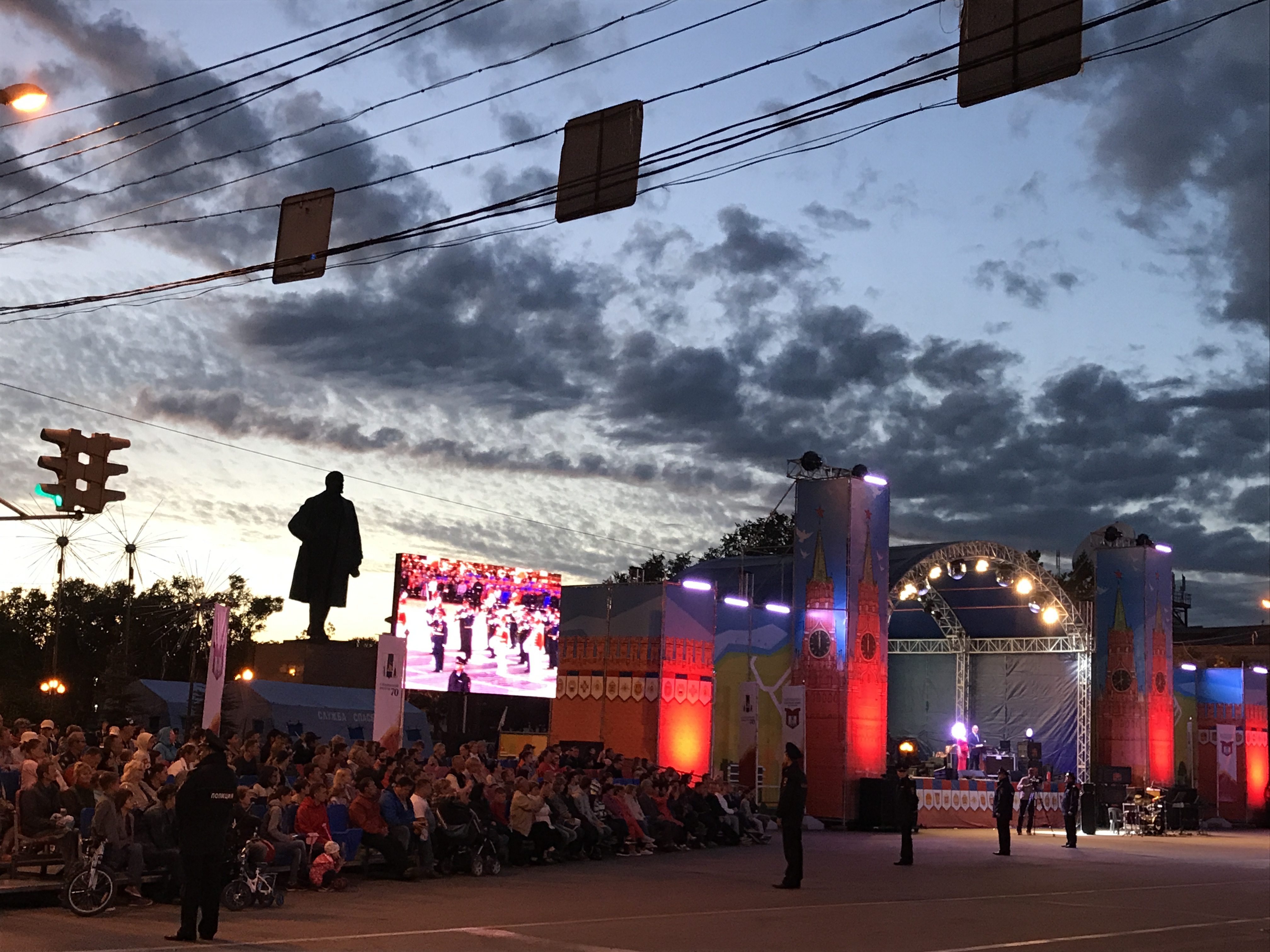
午後8時を過ぎても「ユジノサハリンスク「まちの日」祭典」で賑わうレーニン広場（旧豊原駅前広場）

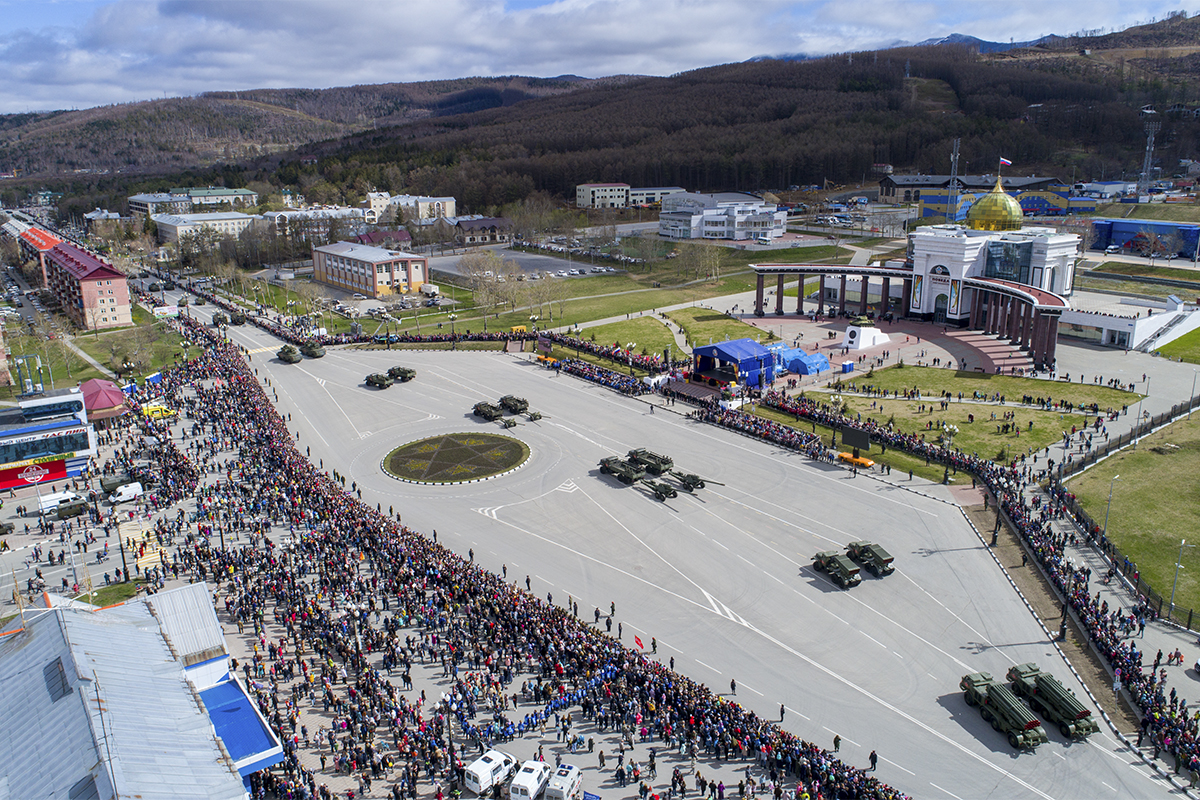
勝利広場（旧旭ヶ丘公園（その前は豊原競馬場（初代）））での対ドイツ戦勝記念日祝賀軍事パレード（2019年5月9日）

- 日本映画祭（もしくは「サハリン国際映画祭」）- 毎年2月上旬。（解説HP）
- マースレニッツァ - 毎年3月1日（「春の訪れを祝う日」「バターの日」）。いわゆるロシア版「春分の日」であり、（正教会信仰伝搬以降は）ロシア正教会版「謝肉祭」とも言える。ロシアに東方正教会が伝搬する前から祝われていたとされている。市内主要イベントはガガーリン記念文化公園（旧御大典記念豊原市民公園）にて開催。定番料理は「ブリヌイ」。
- 国際女性デー - 毎年3月8日。
- 復活大祭 - 4月 - 5月上旬の内、いずれか1日間（毎年異なる）に定められ祝う正教会版「復活祭」。定番菓子は（「レアチーズケーキ」の元祖とも言われる）「パスハ」および「クリーチ」。
- ビブリオノーチ - 毎年4月下旬。ロシア版「カルチャーナイト」。ロシア全土にある図書館の深夜開放が行われ、音楽ライブ・コンサートなどのイベントが開催される。2018年4月21日、サハリン州立図書館での開催状況解説HP
- 労働者の祭典（ロシア版「メーデー」） - 毎年5月1日。集会、スラブ民俗アンサンブル野外演奏、市民パレードなど、ガガーリン記念文化公園（旧御大典記念豊原市民公園）や中心部目貫通りにて開催。
- 戦勝記念日退役軍人パレード - 毎年5月9日。第二次世界大戦対ドイツ戦勝日であるが、近年では対日戦勝イベント色も強まっている。（ユジノサハリンスク勝利広場（旧旭ヶ丘公園（その前は豊原競馬場（初代）））での戦勝記念日祝賀イベント解説（2008年） - ウェイバックマシン（2018年10月6日アーカイブ分））
- イド・アル＝フィトル（断食終了の祝宴） - ユジノサハリンスク市内に在住する（旧ソ連構成国だった）中央アジア諸国出身者（中央アジア系の他、イスラム教に改宗した高麗系ソ連人をルーツに持つ在樺コリアンも含む）および二世・三世のイスラム教徒による祭日（ヒジュラ暦での10月月1日該当日付（例：2019年：6月4日）より3日間）。信者の各家庭などで宴席が設けられ、焼き菓子マアムールなど、普段より豪勢な料理がふるまわられる他、モスク施設への礼拝者が普段よりも増え、新調した服を着飾って街へ繰り出す等の祝い方をする。
  - 市内南西部の外れに立地する「メチェーチ・ユージュナサハリーンスク（ユジノサハリンスク・モスク）」へ数百人（数千人という証言もある）にも及ぶイスラム教徒が礼拝に殺到し、通勤にも支障を来しかねない交通渋滞が発生する事への苦情など、市内在住の他宗教信者および無神論者からは快く思われず、文明の衝突を危惧する警戒感も徐々に浸透。宗教・宗派問わずに市民全員が祝うという雰囲気には未だ至っていない。解説HP（ロシア語表記（使用ブラウザでの日本語自動翻訳表示による閲覧推奨））
- ウラザバイラム（旧ソ連構成国での「イード・アル＝アドハー（犠牲祭）」の呼称） - イスラム教徒による祭日（ヒジュラ暦での12月10日該当日付（例：2020年：7月31日、2021年：7月20日、2022年：7月9日）より4日間）。信者の各家庭などで宴席が設けられ、普段より豪勢な肉料理がふるまわられる。本祭事の浸透ぶりも、前述「イド・アル＝フィトル」と概ね同じ。
- 国際日ロ文化フェスティバル - 毎年7月中旬。解説HP
- 人形劇 国際フェステバル - 毎年9月、人形劇劇場「奇跡の島」で開催。
- ユジノサハリンスク「まちの日」祭典 - 毎年9月中旬、市役所前広場をメイン会場に市内各所（サハリン州立図書館、サハリン州郷土博物館（旧樺太庁博物館（三代目））で開催。夜には花火大会も開かれる。前身地方自治体とされるウラジミロフカ村開村を偲んで祝うイベント。
- 冬祭り野外イルミネーション - 毎年12月下旬 - 翌年1月7日のシーズン期間中、ガガーリン記念文化公園（旧御大典記念豊原市民公園）や勝利広場敷地内の樹木に装飾が施され、野外ヨールカ（ロシア版クリスマス・ツリー）となる。その他、チェーホフ劇場など市内随所の建物外壁にもLEDイルミネーション装飾点灯がされる。ロシア版「おせち料理」とも言える新年定番料理は「オリヴィエ・サラダ」など。

### 名産・特産

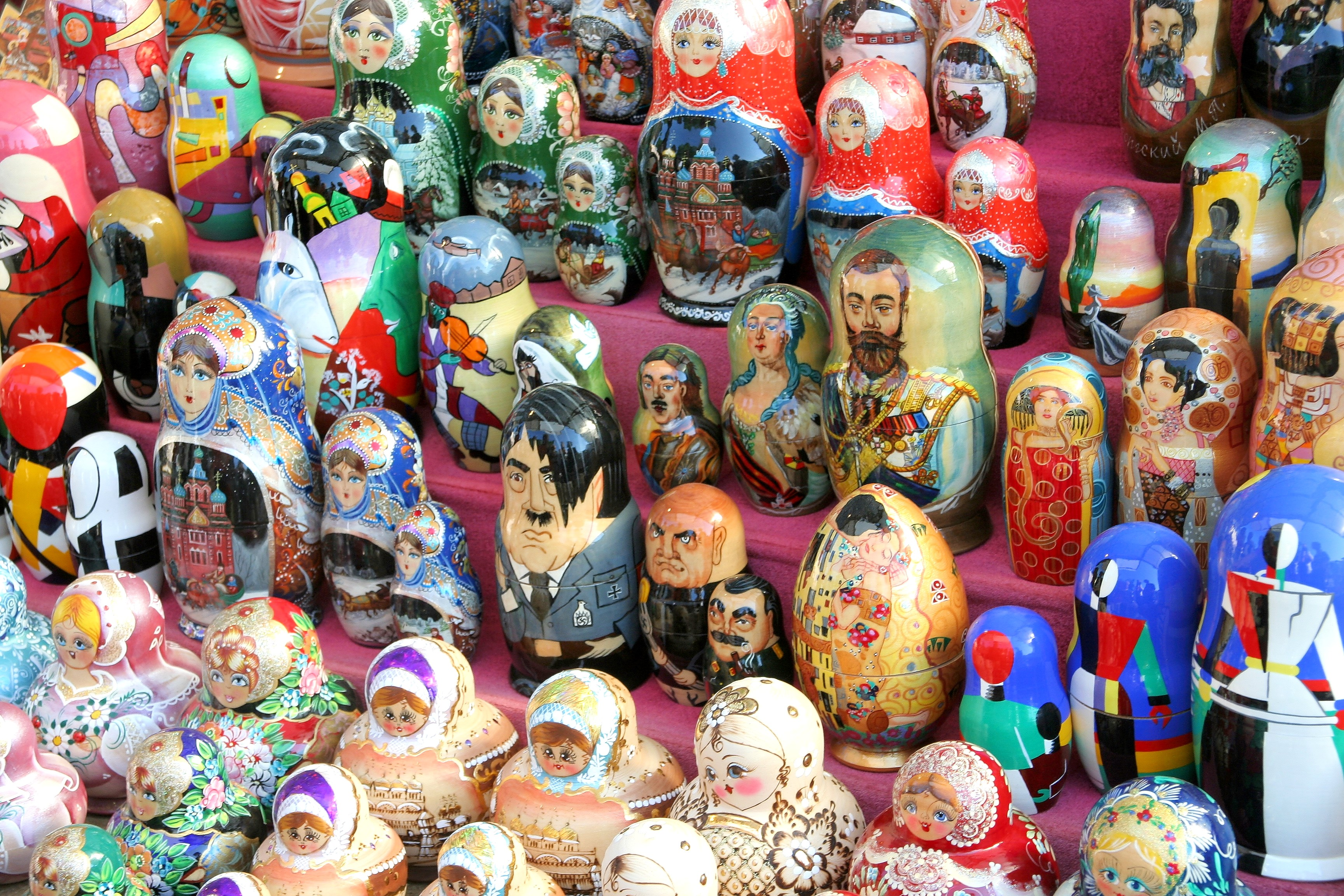
マトリョーシカ

前身自治体「豊原市」の名産・特産については、豊原市#名産品を参照の事。
菓子、嗜好品、料理、食料品

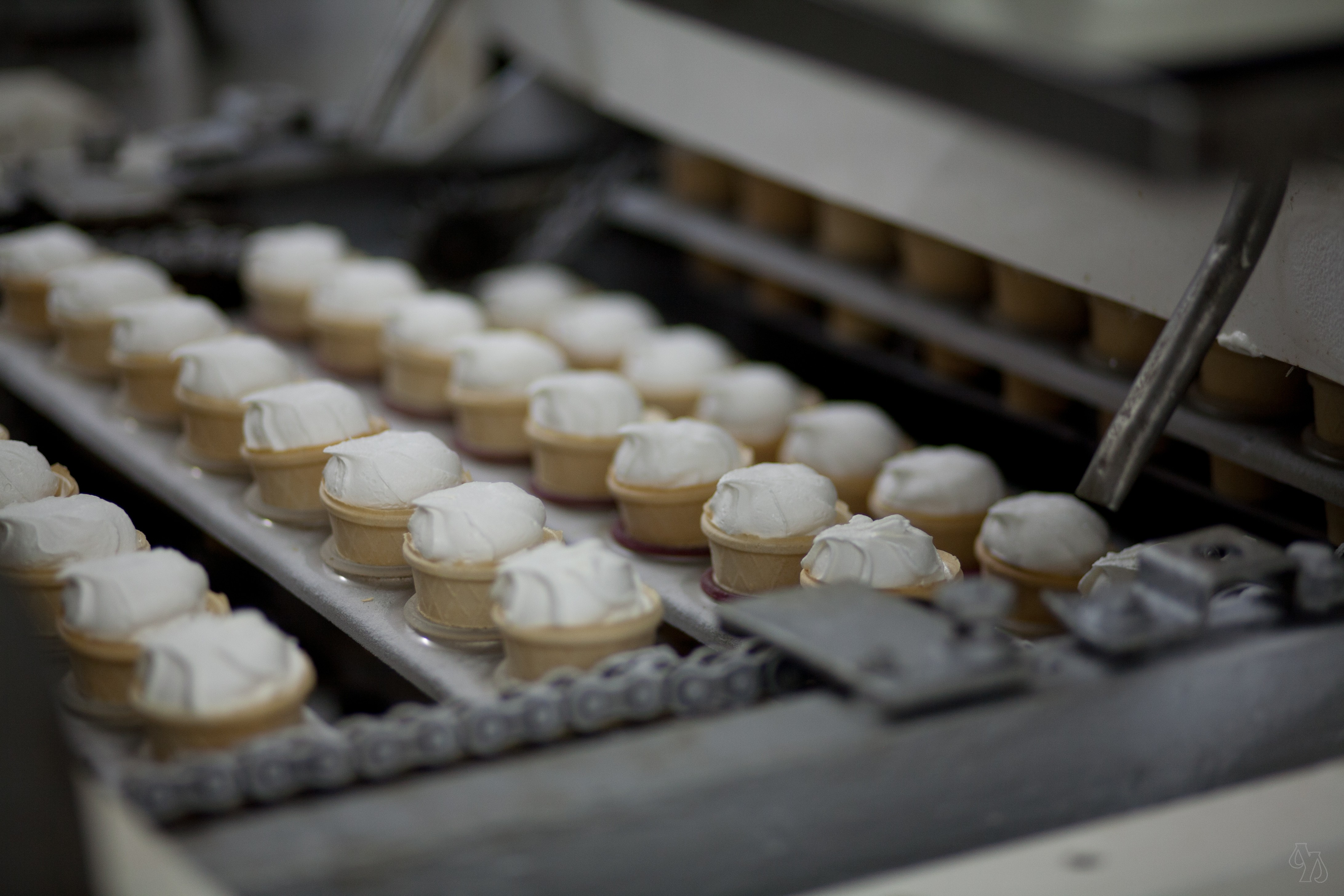
スタカーンチク

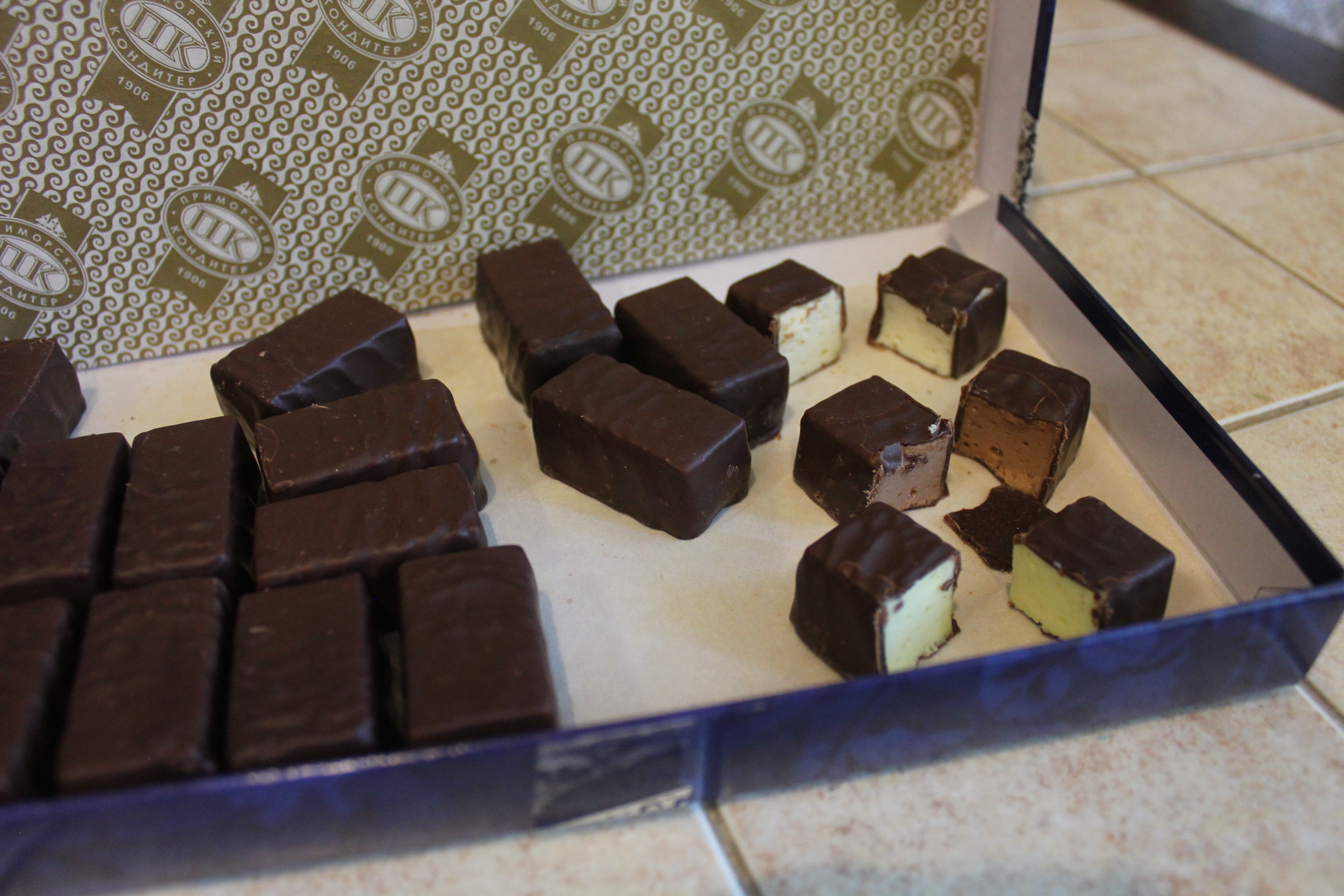
プリモールスキー・カンヂーチェル販売版「鳥のミルク」である「プリモールスキエ」

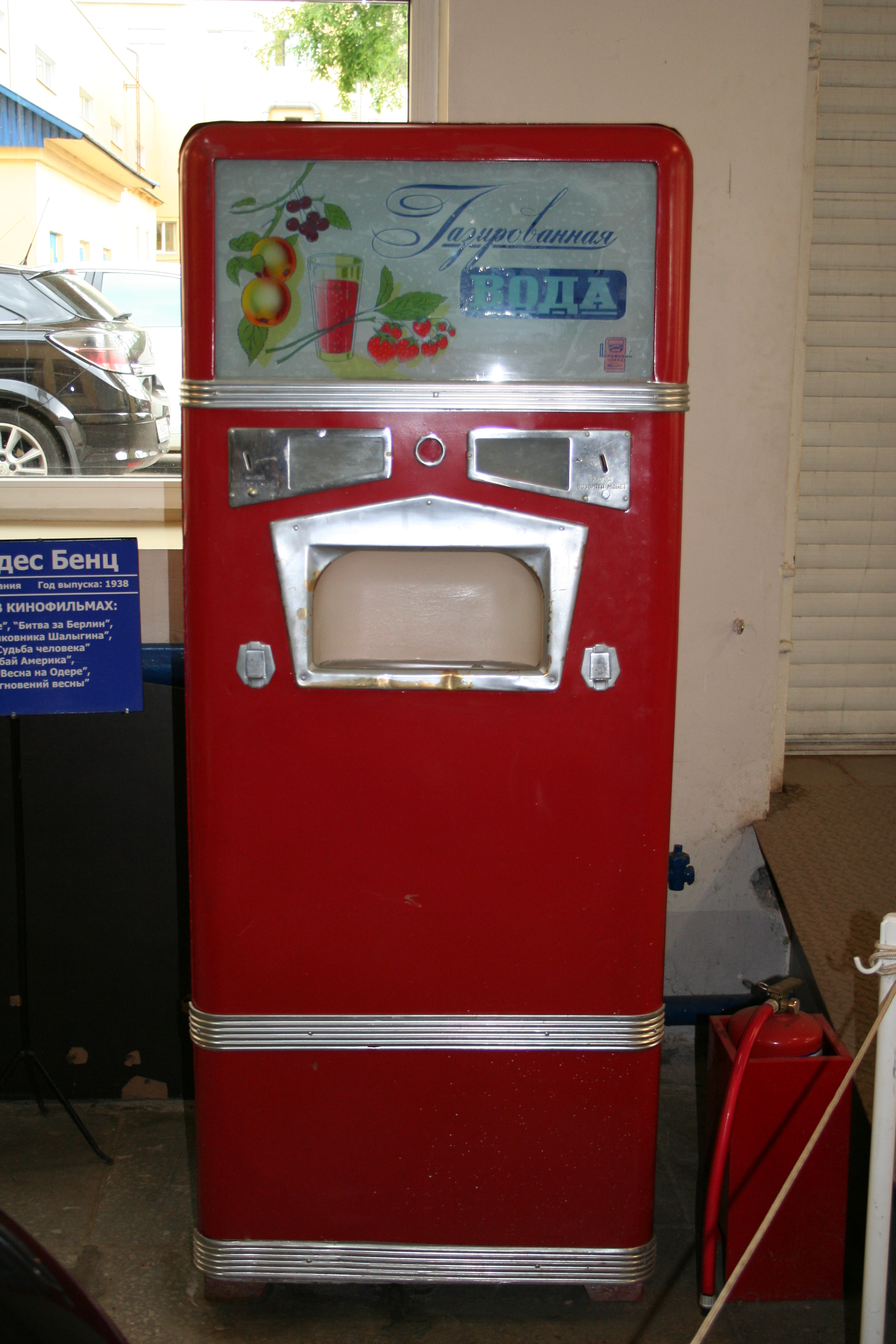
旧ソ連時代に多く普及したガラスコップ備え付けモルス自動販売機

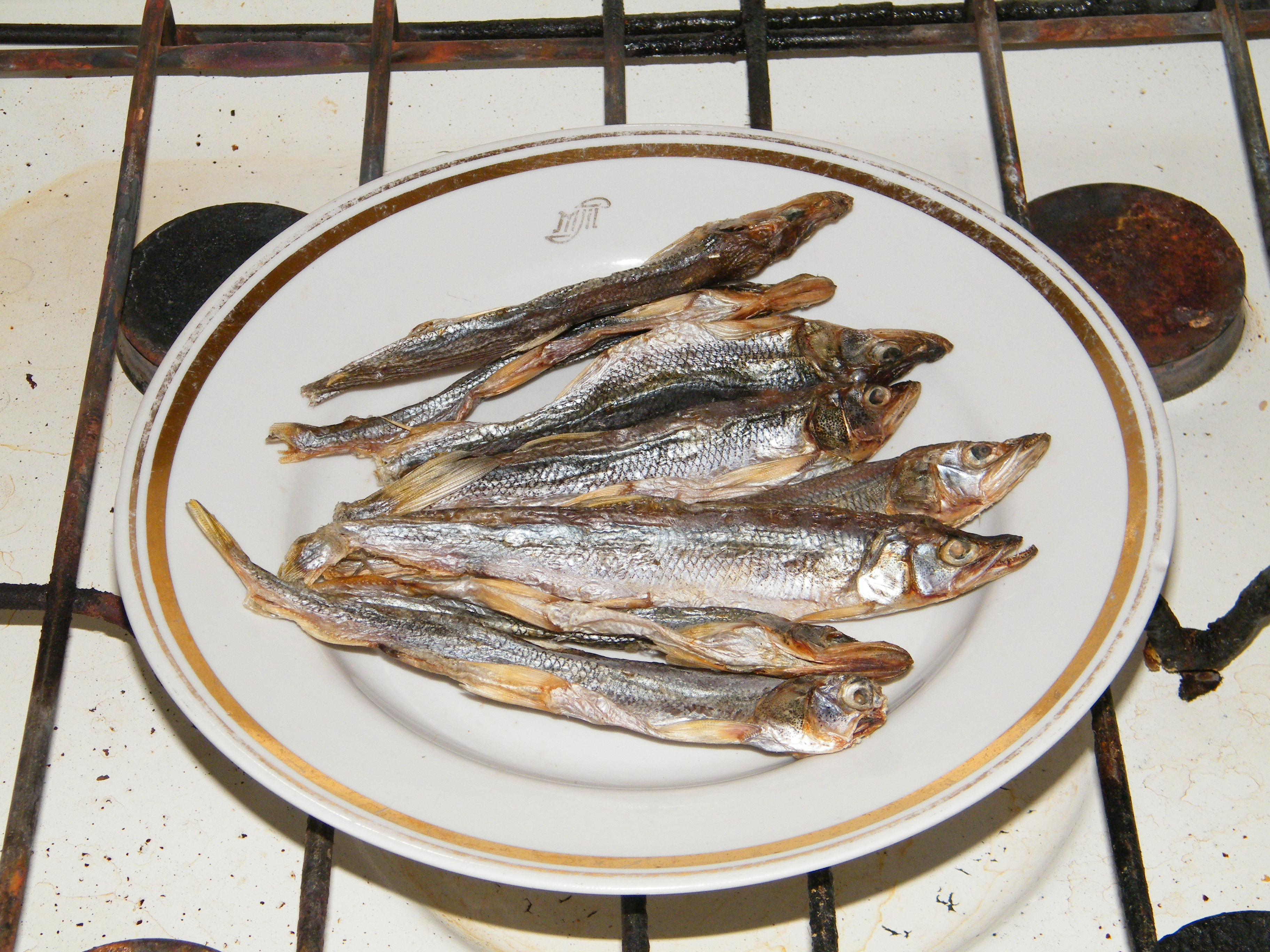
スニェトーク

- サハリンビール、林蔵ビール（コロス） - 前者はアルトビール・スタイルを謳い文句に四種類（「トラジショナル」等）バリエーションがあり、後者は過去にロシア・ビール産業協会（本部：モスクワ）より『金十字』勲章を授与された実績がある。サハリンビールおよび間宮林蔵ビール 解説HP、林蔵ビール 解説HP
- 露天売りクワス、露天売りスタカーンチク（カップ型最中にロシア風ラクトアイスを充填した旧ソ連時代からの伝統的氷菓。「コップちゃん」のロシア語訳[93]）、モルス（コケモモ果汁ジュース）
- SAKO（市内地元菓子メーカー「サハリーンスカエ・カンヂーチェルスカエ・オープシシェストヴァ（ロシア語表記：САХАЛИНСКОЕ КОНДИТЕРСКОЕ ОБЩЕСТВО）」ブランド）製菓子 - 旧樺太製糖株式会社豊原工場にて生産し、市内各地で販売されている。SAKO公式HP（ロシア語）、旧樺太製糖株式会社豊原工場との関係解説HP
- 板チョコレート「サハリン島」（プリモールスキー・カンヂーチェル社（ロシア語表記：Приморский кондитер）） - 包装パッケージにサハリン島地図が印刷されている。
- ロシア版「鳥のミルク」 - 一口大のマシュマロ・メレンゲ・ミルクスフレをチョコレートコーティングしたポーランド発祥菓子に、旧ソ連国営ウラジオストク製菓工場（現プリモールスキー・カンヂーチェル）が考案した改良（寒天を追加）が施され、旧ソ連全土で好評を得て伝搬した定番菓子。「鳥のミルク」という商標は旧ソ連崩壊に伴う法整備の混乱の中、商標登録にいち早く着手した同業他社「ロット・フロント」（ロシア語表記「Открытоеакционерноеобщество "РотФронт"、ОАО "ОАОотФронт"」、本社：モスクワ、ロット・フロント販売版「鳥のミルク」公式HP（ロシア語））のみが名称使用権を独占出来た為、前述のプリモールスキー・カンヂーチェルでは「プリモールスキエ」という商品名で販売しており、前述のユジノサハリンスク地元製菓会社「SAKO」でも独自の商品名を充てて発売している。SAKO販売版「鳥のミルク」公式HP（ロシア語）
- イーヴァンチャーイ（もしくは「イワン茶」「ヤナギラン茶」） - 12世紀よりロシア（当時はルーシ）で飲まれていた茶で、紅茶の代用品としても普及。主原料であるヤナギランはサハリンにも多く群生している。「ИВАН ЧАЙ」と表記。（解説HP1（上より11番目） - ウェイバックマシン（2015年9月18日アーカイブ分）、解説HP2）
- シロープ・クラパフキー（イワツツジ樹液シロップ） - 多くの樹液シロップに見られる無色透明ではなく、赤い色が特徴。「сироп клоповки」と表記。
- サハリン風ロシア料理 - 地産地消風アレンジや嗜好の違いの反映等。揚げ調理が殆ど存在しなかったロシア料理の中で、東アジア周辺諸国料理からの影響を受け、揚げ物料理も採り入れられている。
  - サハリン風ピロシキ - 焼きピロシキが主流のロシア本土風ピロシキとは違い、日本風の様に揚げピロシキが主流。自由市場などでも、露天売りされている。
  - サハリン風ボルシチ - ロシア本土風に比べ、塩味が強く、ビーツは少ない。
  - サハリン風ザピカンカ（ロシア版「グラタン」且つロシア版「キッシュ」且つロシア版「（ポーランド版）バケットピザ」） - ロシア本土版に比べ、鮭の身が多用されている。
- サハリン風中央アジア料理、ロシア風中央アジア料理
  - 露天売りシャウルマ（ロシア風「ドネルケバブ」）
  - 露天売りシャシリク（ロシア風「シシカバブ」 - 主にガガーリン記念文化公園（旧御大典記念豊原市民公園）内にて営業。
  - サハリン風ラグー（グルジア野菜炒め） - ナスやトマトを具材に多用しているのが、ロシア本土風ラグーと異なる。
- ロシア風朝鮮料理 - 多くの在樺コリアンが居住していることによる。
  - ピャンセ（朝鮮式饅頭） - サハリン発祥（ウズベキスタンのマントゥが原型という説もある）で、逆に朝鮮半島に広まっていったとされる。主な具材は挽肉、白菜、ロシア人の嗜好に合わせた各種スパイス。
  - キムチャー（サハリン風キムチ） - 白菜・キャベツ・人参・もやし・昆布だけではなく、ナメコ・海ぶどう・イカの足・タラ・わらび・フキ等も漬けられる。解説HP
  - ルーリカ（ロシア風豚足） - マスタードと胡瓜のピクルスが添えられている。「РУЛЬКА」と表記。
- サハリン風日本料理、ロシア風日本料理
  - ドーンカツ（サハリン風トンカツ） - 「Донкацу」と表記。解説HP
  - サーモンロール、溶岩巻き、スイートロール、スーシ・ビズリーサ - ロシア人寿司職人による創作寿司（「溶岩巻き」は赤いとびこ入りマヨネーズを海苔の代わりとした巻き寿司。「スイートロール」はシュガー・ミルクで炊いて軽くすり潰したライスで各種カットフルーツを巻いた巻き寿司型「ライス・プティング」。「スーシ・ビズリーサ」はロシア風「米未使用（ご飯部分を野菜やチーズで代用）変わり寿司」。）。
  - アンコロモチ - ロシア版「大福餅」。
- 鮭加工品（塩漬け、スモークサーモン、干物）、イクラ、スニェトーク（子持ちキュウリウオ干物）、サハリン産ガゴメコンブ（解説HP）

雑貨、宝飾品
- スタロドゥプスコエ（旧栄浜村）産琥珀
- グジェリ（陶器製雑貨）
- マトリョーシカ

### スポーツ

#### サッカー

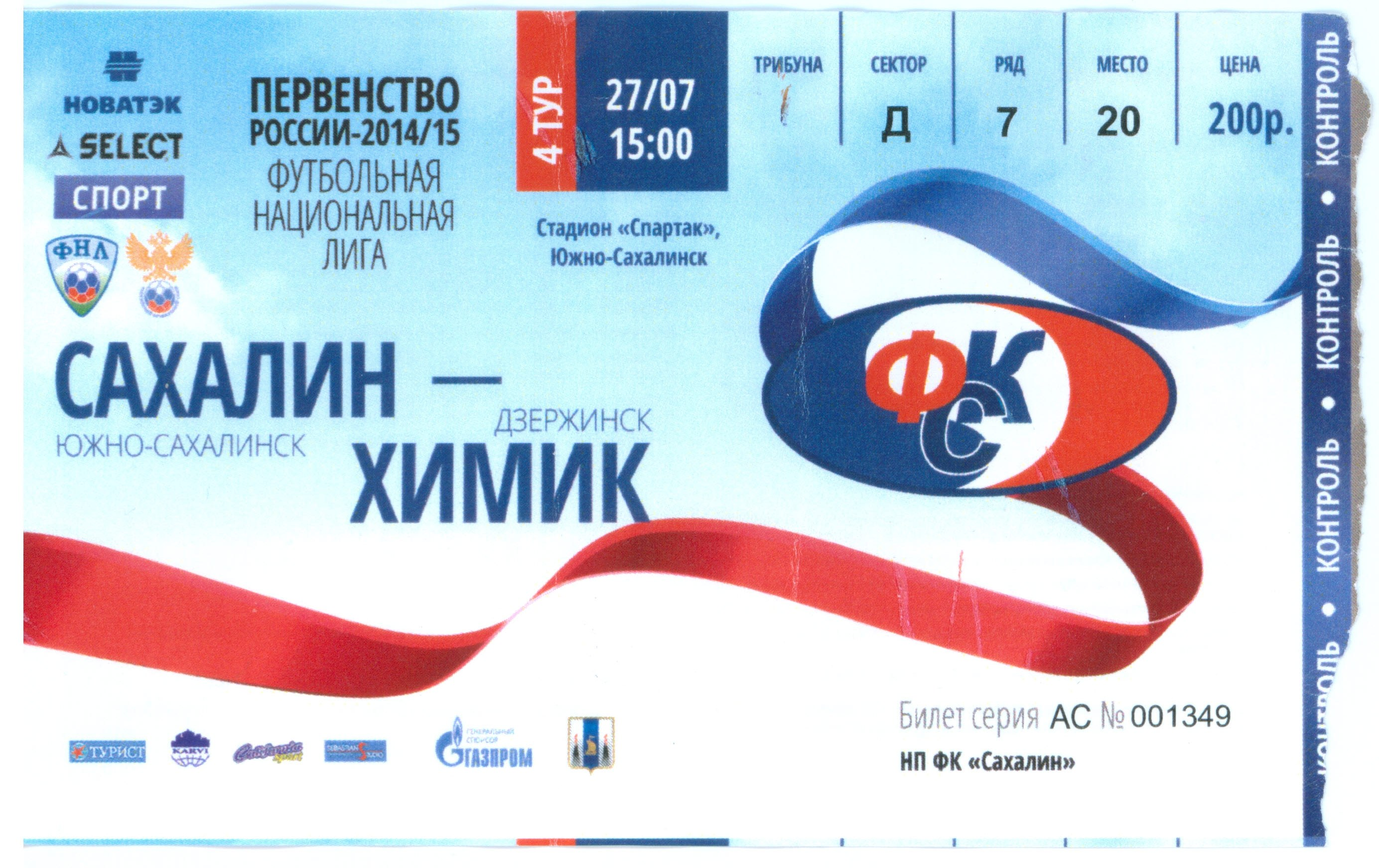
FCサハリン・ユジノサハリンスク試合チケット

- FCサハリン・ユジノサハリンスク - 1969年創設。ホームスタジアムは（勝利広場（旧旭ヶ丘公園（その前は豊原競馬場（初代））））屋外サッカー場「スパルタク・スタジアム。1992年（当時、ピーク人口5万1800人を迎えていた）同州都市ホルムスク（旧真岡町）に一度ホーム移転（チーム名称も「FCポルトヴィク・エネルギア・ホルムスク」に改名）していたが、2004年より再びユジノサハリンスク市にホーム復帰。2011年にはロシア全体の3部リーグに当たるロシア・セカンドディビジョンに所属。
- かつて1993年 - 1995年（FCサハリンがホーム地をホルムスクに移転していた期間）の間、（ロシア国内の各地に様々なスポーツクラブを保有・運営していた）アヴドモビリスト（もしくは「アフトーマビリスト」。ロシア語表記：Автомобилист）もユジノサハリンスクをホーム地とするサッカー新クラブ「アフトーマビリスト・サハリン」を創設・運営していたが、現在は存在しない（解散したのか、ホーム地をロシア国内の別都市に移転したのか、それとも他クラブに吸収統合されたのか不明（調査中））

#### アイスホッケー

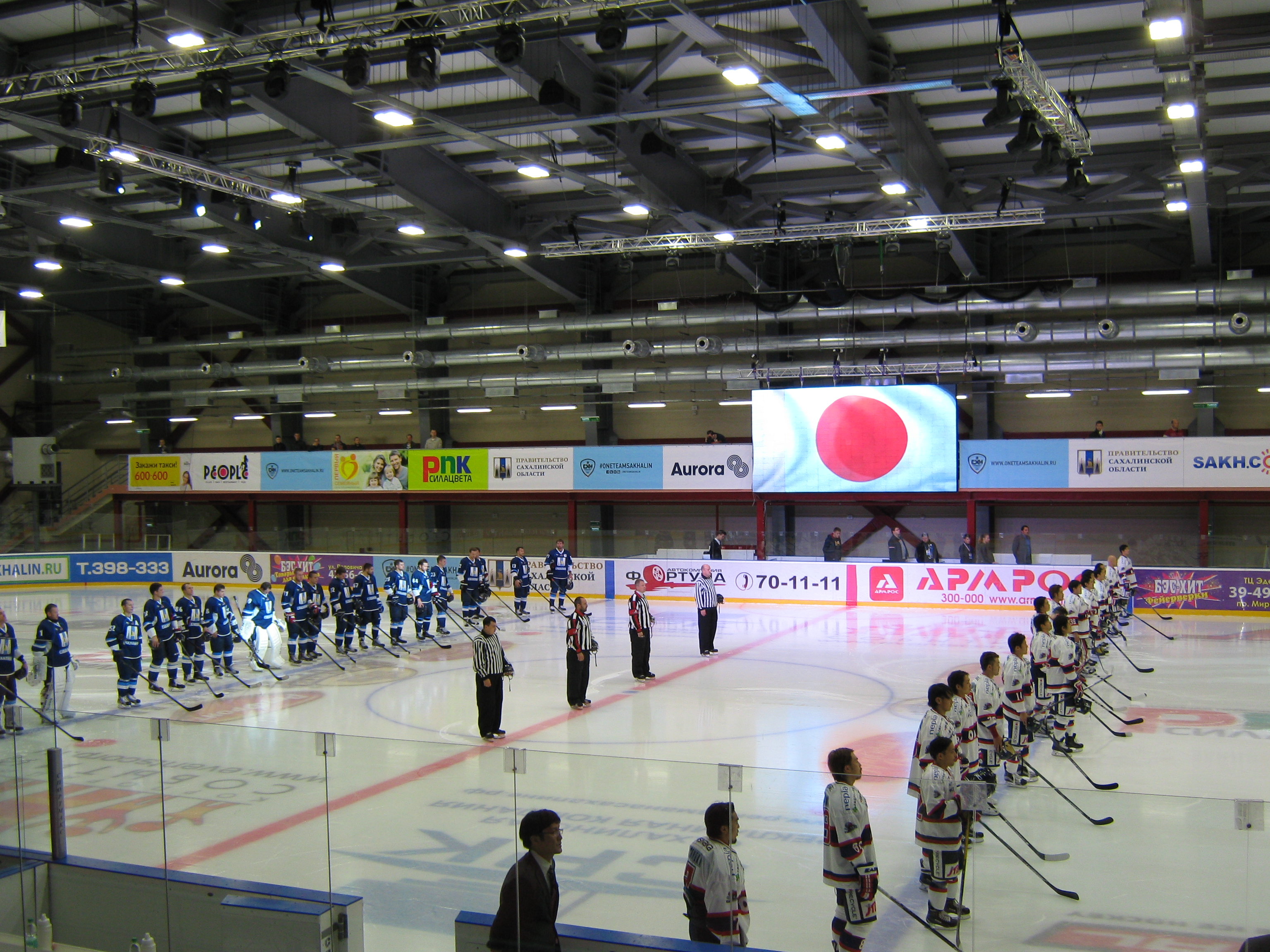
アジアリーグアイスホッケー「PSKサハリン 対 王子イーグルス」（アイスパレスクリスタル。2016年4月10日）

- PSKサハリン - チーム創設は2013年。2014-15シーズンよりアジアリーグアイスホッケー参入。ホームリンクは多目的屋内型スポーツ施設「アイスパレスクリスタル」。旧称は「サハリンシーライオンズ（「シーライオン」とはアシカの英訳）」および「HCサハリン」。
- サハリンスキー・アークルィ（ロシア語版）（ロシア語表記：Сахалинские Акулы。「サハリン生息サメ」のロシア語訳） - チーム創設は2013年12月3日。所属リーグは「ロシア・ユースホッケー・リーグMHL」。ホームリンクは（後述の大型ショッピング・モール「スィーチ・モール」敷地内にある）屋内スケートリンク施設「アリェーナ・スィーチ」。2014年から2017年までMHLチャンピオンシップに出場。アジアンチャレンジカップ2014にての優勝実績あり。

#### バレーボール
女子バレーボール
- PSK「サハリン」 - チーム創設は2012年。前述のアイスホッケークラブおよび後述のバスケットボールチームと経営会社およびホームスタジアムは同一。2016年4月、ロシア2部リーグ「ロシアAリーグ」で優勝を果たし、ロシア1部リーグ「ロシア・バレーボール・スーパーリーグ」に昇格。

#### バスケットボール
- ヴァストーク65 - 創設当初のクラブ名は「サハリン」。前述のアイスホッケークラブおよび女子バレーボールチームと経営会社およびホームスタジアムは同一。ロシア1部リーグ「ロシア・バスケットボール・スーパーリーグ」男子ディビジョンA昇格を目指している。

### 宗教

#### キリスト教
ロシア正教会

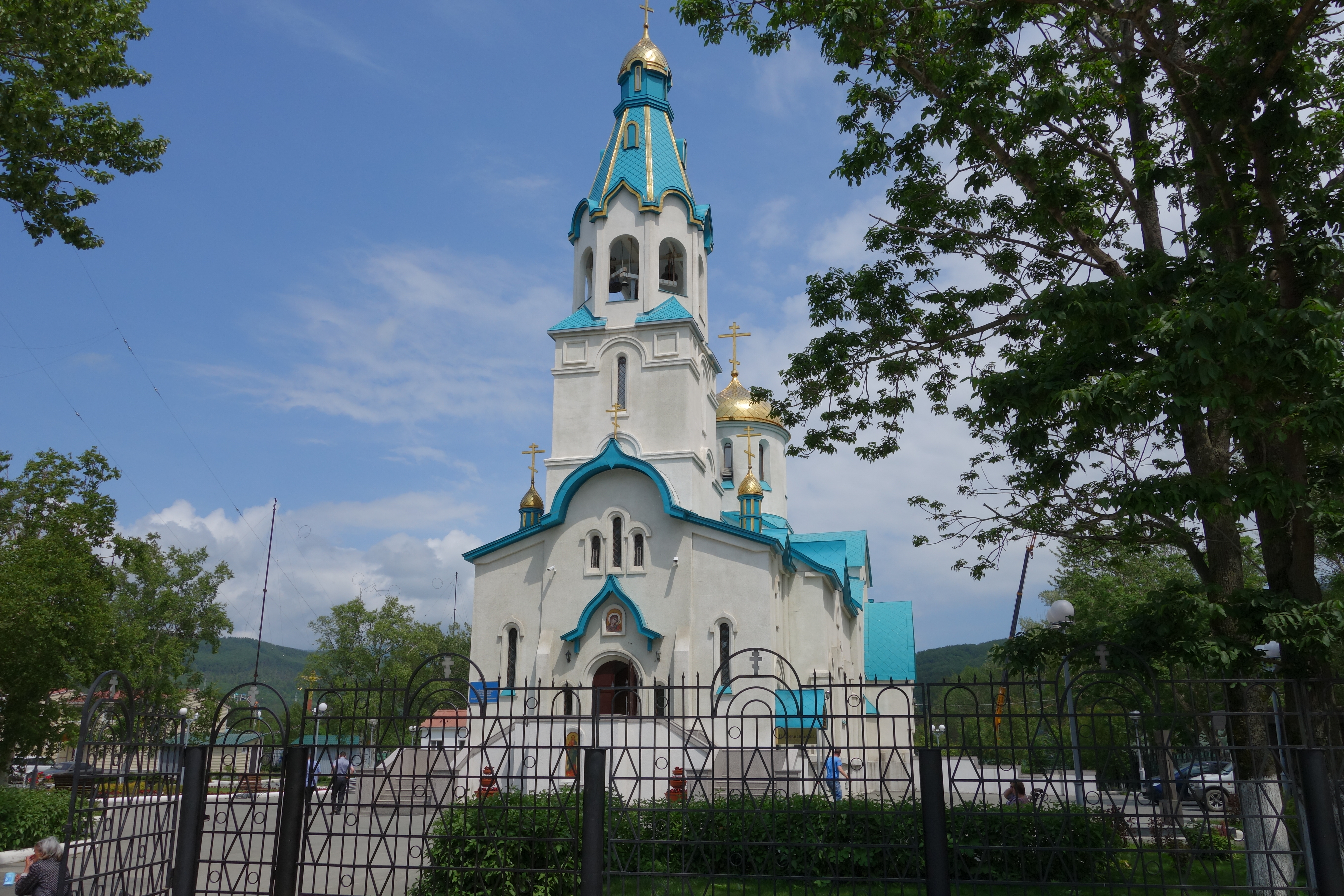
復活主教座聖堂（2014年6月30日）

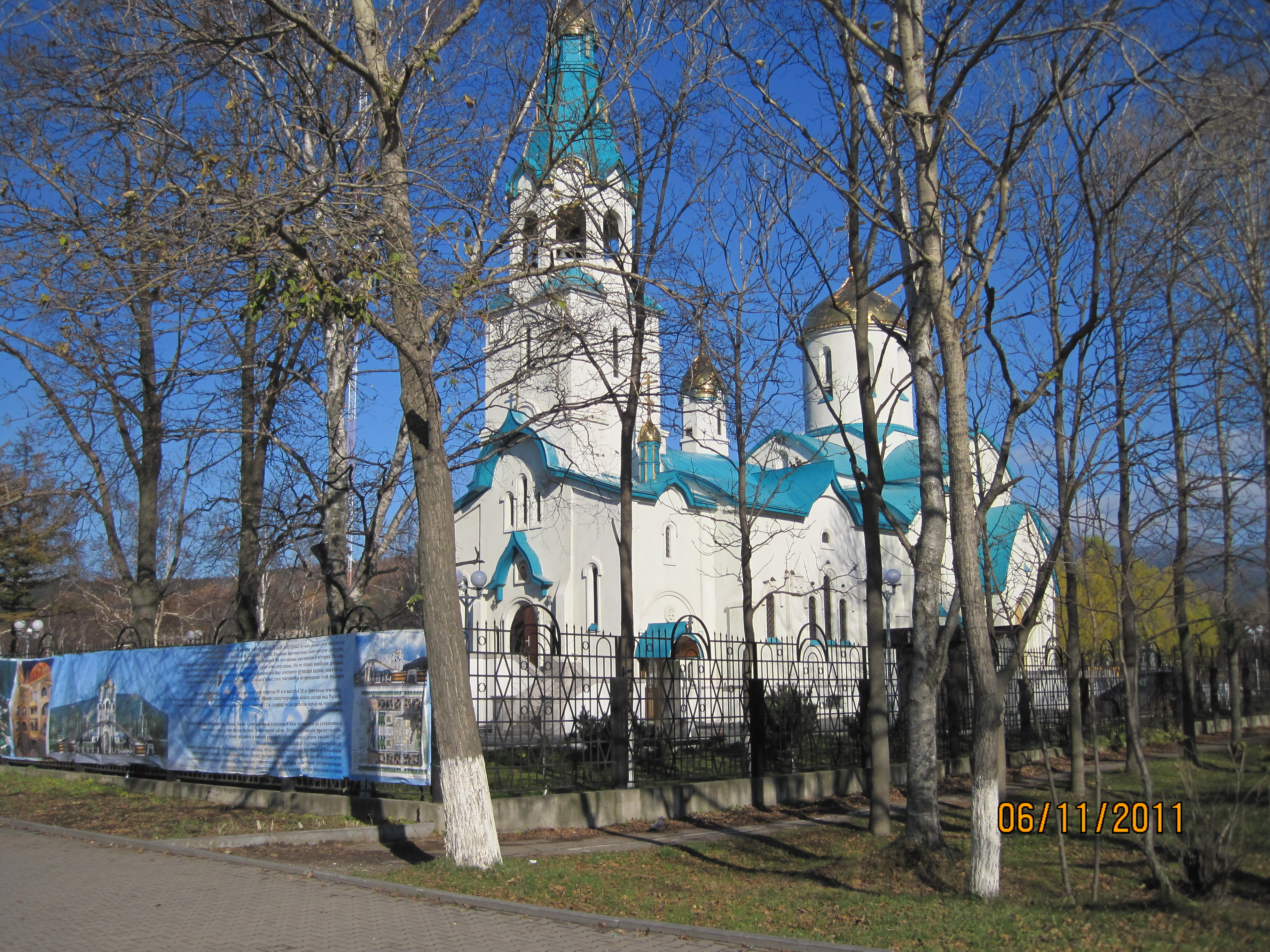
復活主教座聖堂（2011年11月6日）

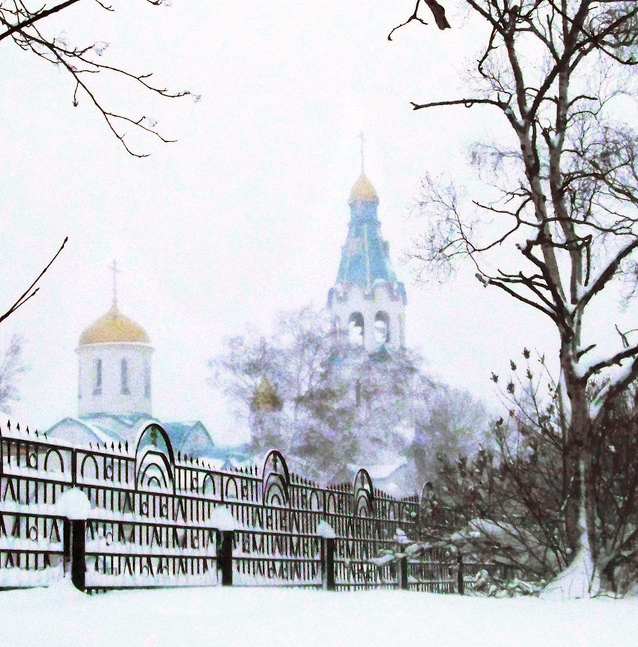
復活主教座聖堂（2007年1月11日）

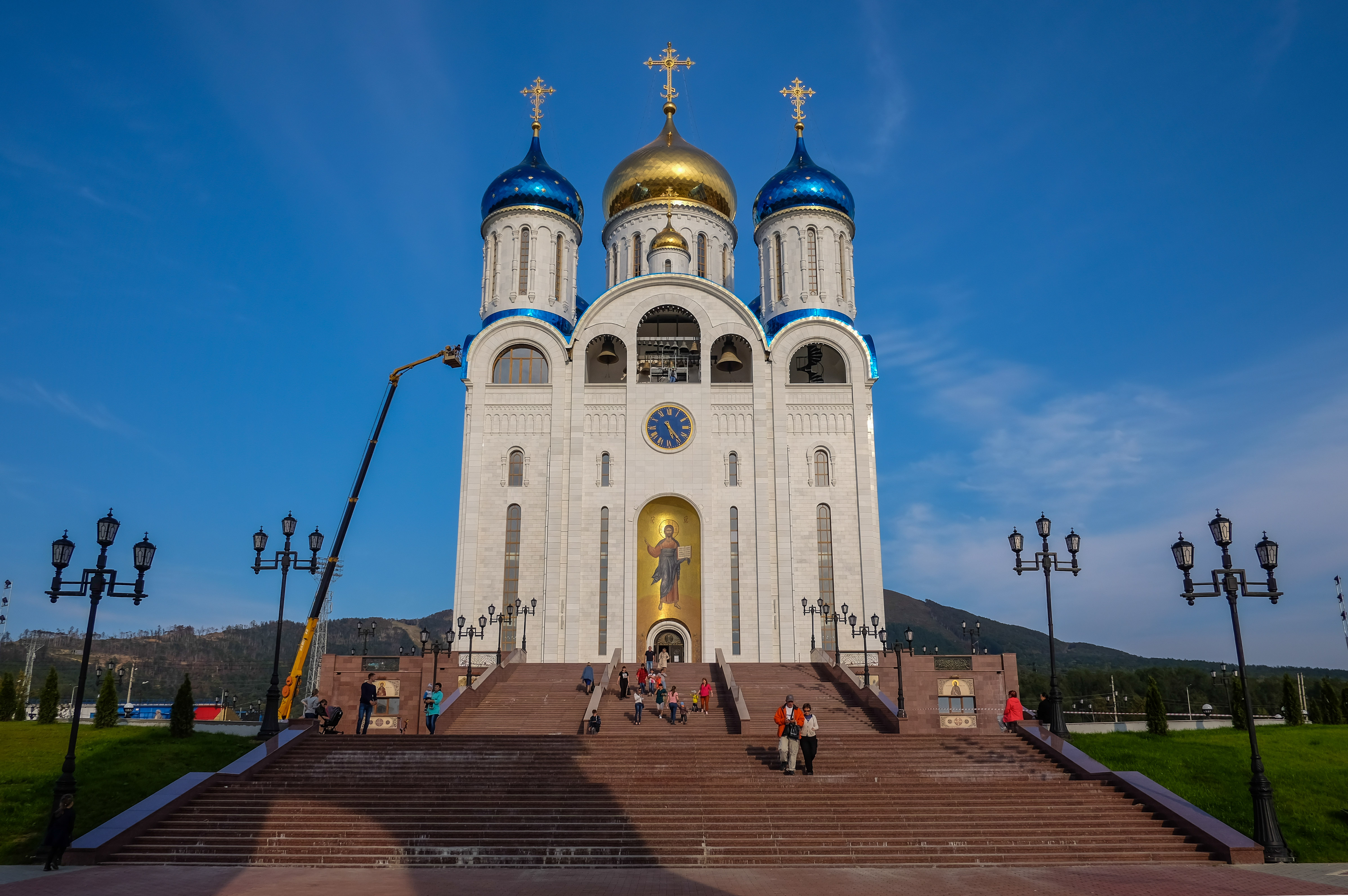
キリスト降誕聖堂（2016年9月24日）

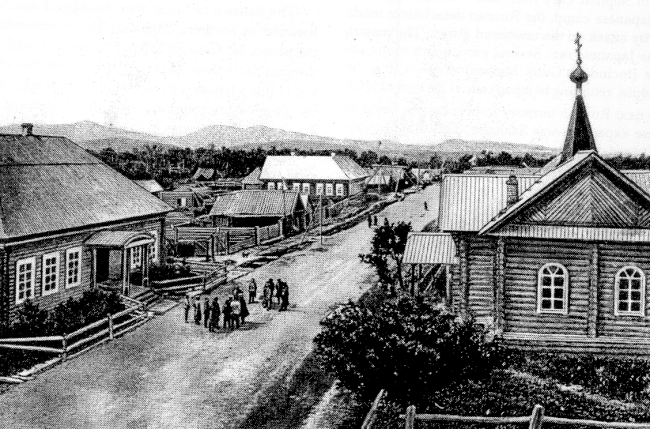
前々身自治体である旧ウラジミロフカ村中心部（旧北豊原地区。レーニナ通り（旧豊原大通り）を北方向に大きく延長した「サヴィェーツカヤ通り（（旧豊原市時代の東西南北起点である）サハリーンスカヤ通り（旧真岡通り）交差点より北方向約7km以北。サヴィェーツカヤ通りとススヤ川（旧鈴谷川）の交差近辺））」沿い）に建つ「スモレンスク聖堂」の当時の建物（画像右側））

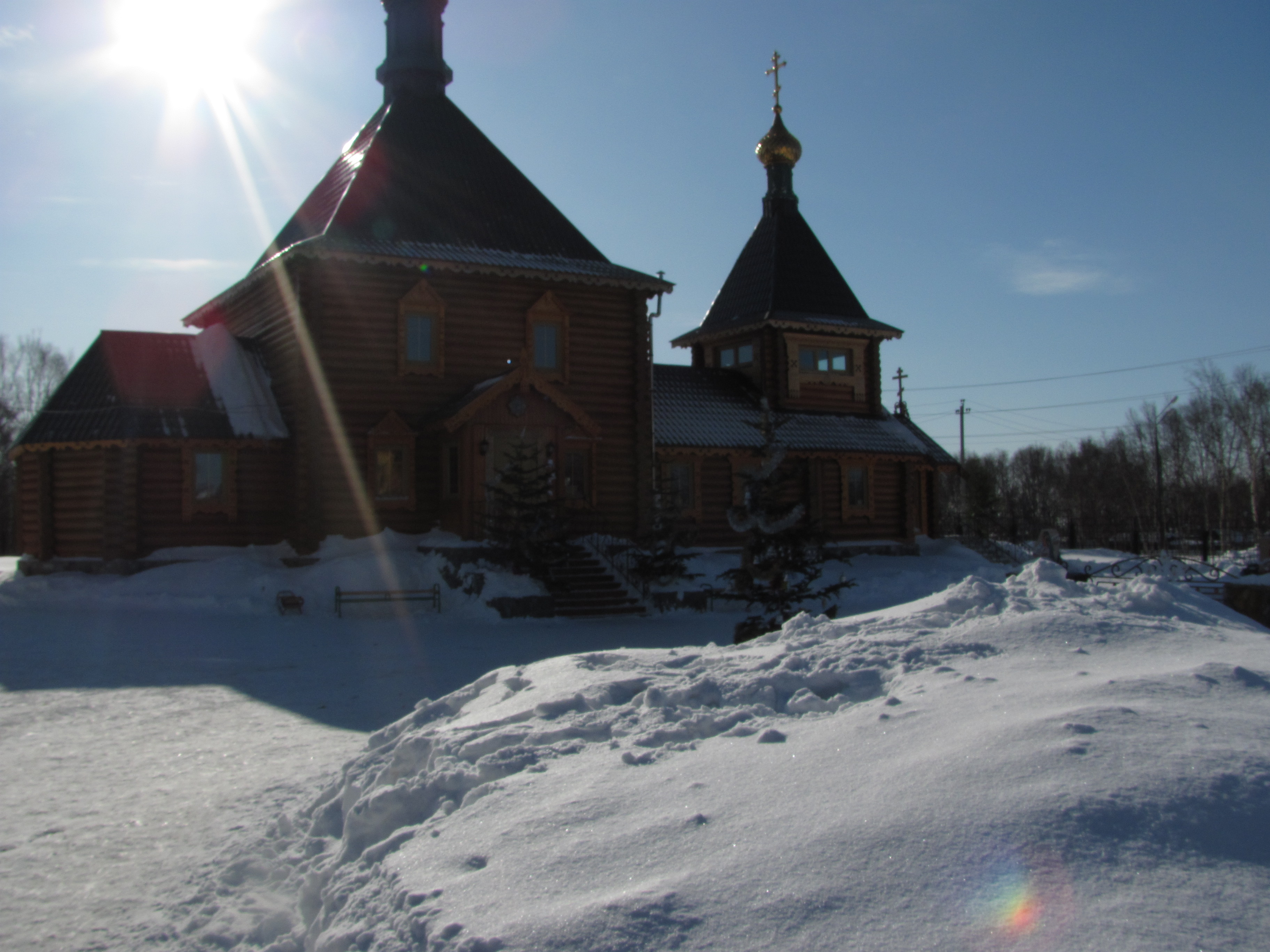
聖ニコライ聖堂（冬期撮影）

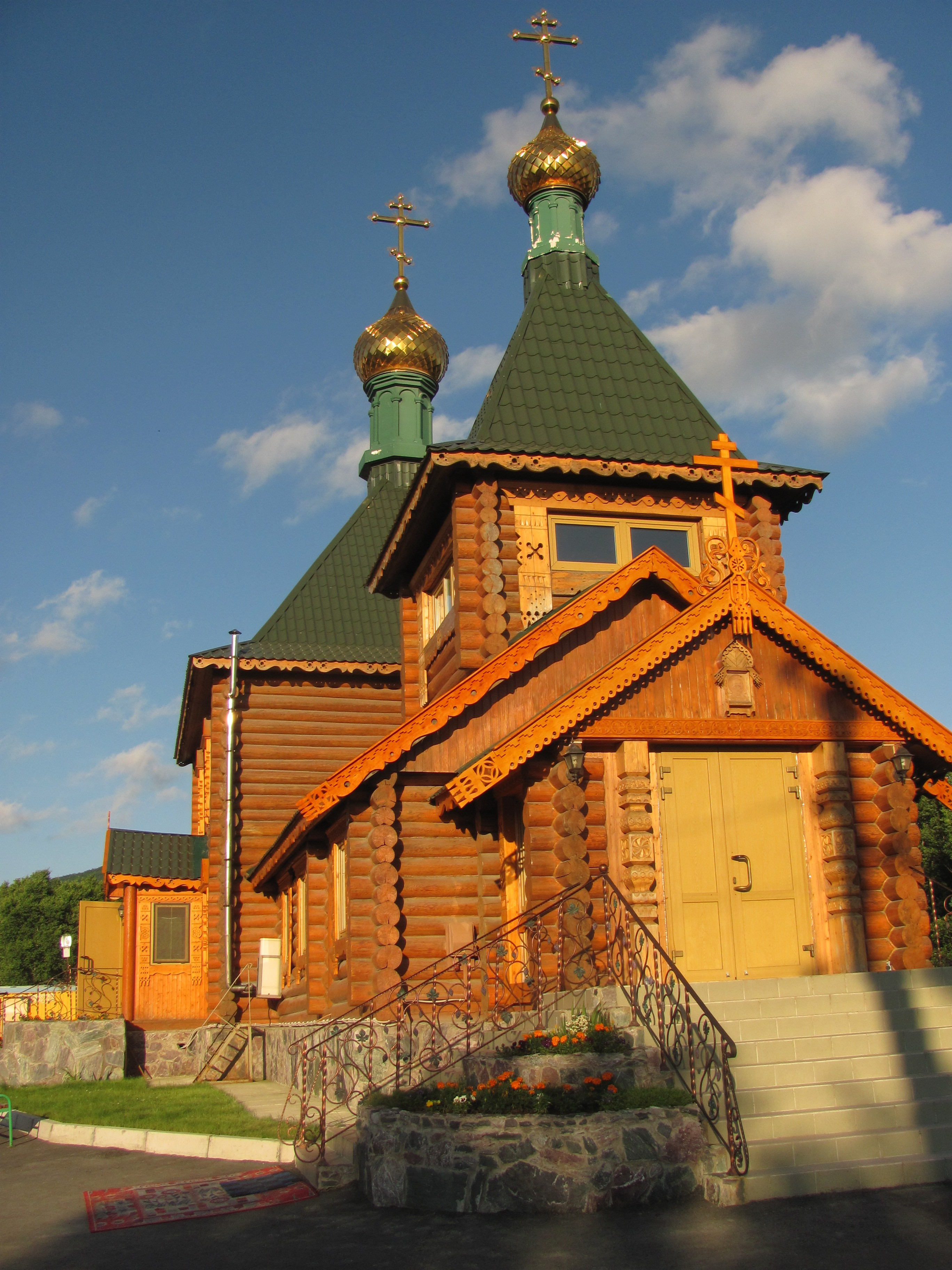
聖ニコライ聖堂（2010年8月7日）

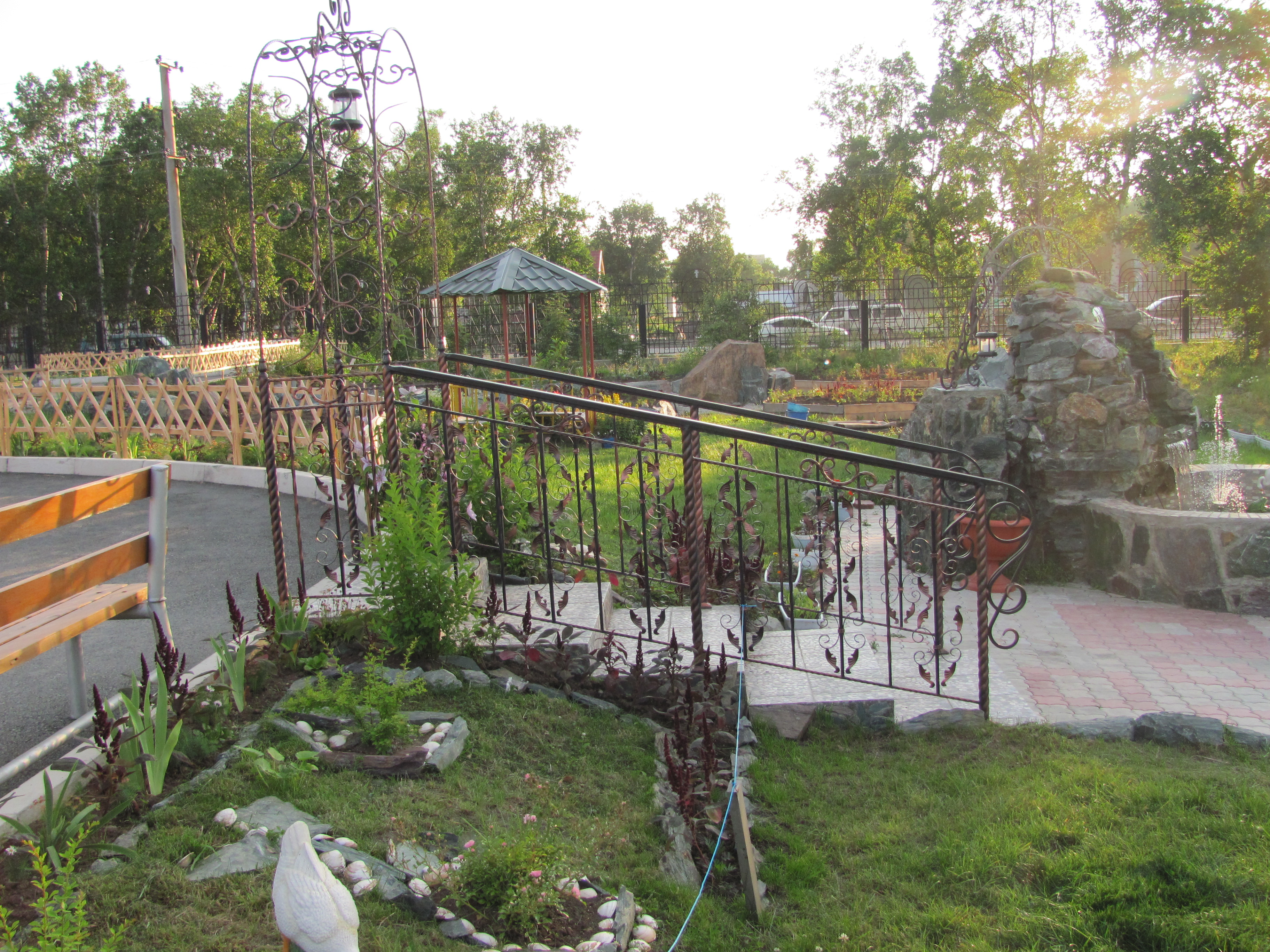
聖ニコライ聖堂付設庭園（2010年8月7日）

1666年以降、ニーコン総主教による奉神礼改革を嫌って主流派より分離した古儀式派ロシア正教会も含む。
グーグルマップ「русская православная церковь Южно-Сахалинск」 の参照も推奨。
- 復活主教座聖堂（サボール・ヴァスクリェシェーニヤ・フリースタヴァ（Собор Воскресения Христова）） - 2016年に竣工。ガガーリン記念文化公園（旧御大典記念豊原市民公園）内（カムサモーリスカヤ通り（旧東11条通り）およびカムニスチーチェスキー通り（旧神社通り）が交差する南西角。かつて共産党関連施設が集積していたチェーホフセンター向かい）にて建立された。解説HP①、解説HP②、グーグルストリートビュー画像
- キリスト降誕聖堂（サポール・ラジュデーストヴァ・フリースタヴァ（Собор Рождества Христова）） - 勝利広場（旧旭ヶ丘公園（その前は豊原競馬場（初代）））に建設。高さは同国極東地域では最大の約70m。グーグルストリートビュー画像（撮影当時はまだ建設中）
- サンクトペテルブルク「至福のクセニア」教区教会（プリホート・ブラジェーンナイ・クセーニイ・ピェーチェルブルクスカイ（Приход Блаженной Ксении Петербургской）） - 1988年、約5,000人以上居るロシア正教会聖人に加えられたサンクトペテルブルク出身女性「クセニア・ペトロフスカ」を祀っている。解説HP（上から4番目）、グーグルストリートビュー画像
- 高位聖職者インノケンティウス・モスクワ高名教会（フラーム・ヴォ・イーミャ・スヴァーチチェリャ・インナケーンチヤ・ミトローパリタ・マスコーフスカガ（Храм во имя Святителя Иннокентия митрополита Московского）） - ロシア正教会およびカトリック教会で聖人とされるローマ教皇インノケンティウス1世を祀っている。グーグルストリートビュー画像
- スモレンスク聖堂（フラム・スモレンスコイ・イコニ・ボジエイ・マテリ（Храм Смоленской иконы Божией Матери）） - 主に生神女（イエスの母マリア）を祀っている。（旧豊原市にとって旧市街ともいえる）前々身自治体「旧ウラジミロフカ村」中心市街地（旧北豊原地区。レーニナ通り（旧豊原大通り）の北方向延長上に連なる二つの通り（一番目は「ドゥルーブジュィ通り」）の二番目通り「サヴィェーツカヤ通り（サハリーンスカヤ通り（旧真岡通り）との交差起点（旧豊原市時代の起点）より北に約9km。サヴィェーツカヤ通りとススヤ川（旧鈴谷川）の交差近辺））」沿い）に立地。1890年10月1日の「聖母（生神女）庇護祭の日」に行われた聖別式開催後、（サハリン島南部を訪れていた）作家アントン・チェーホフも聖職者達と共に雑魚寝して一夜を過ごしている[94][95]。グーグルストリートビュー画像（建物も建て替えられた現在の「スモレンスク聖堂」）
  - 日本による領有当初、小学校校舎として臨時利用されていた時期があった[96]。
  - 全ての宗教が厳格に規制されていた旧ソビエト時代、土葬が一切禁止され、多くの教会施設が火葬場施設として再利用されていた[97]（その他、「アルコール中毒患者療養所」として再利用されるケースもあった[98]）が、同時代中のユジノサハリンスク市に於いてスモレンスク聖堂もその任を背負わされていたかは不明（調査中）。
- 聖ニコライ聖堂（フラーム・スヴャーチチェリャ・ミコーラヤ（Храм святителя Николая）） - ミーラ大通り（旧東7条通り）およびヴァリニーシュナヤ通り（旧南19丁目通り）交差点沿い（南東区画）に立地。グーグルストリートビュー画像
- 日本統治時代、ゲオルギー・アレクセーヴィチ・チホミーロフ京都教区主教（当時。20年後である1931年、日本府主教に昇格）および聖職者ニコライ・クジミンが日本政府の協力も得て旧豊原市内に設立を目指していたロシア正教会については、豊原市#キリスト教（ロシア正教会）系を参照の事。

カトリック

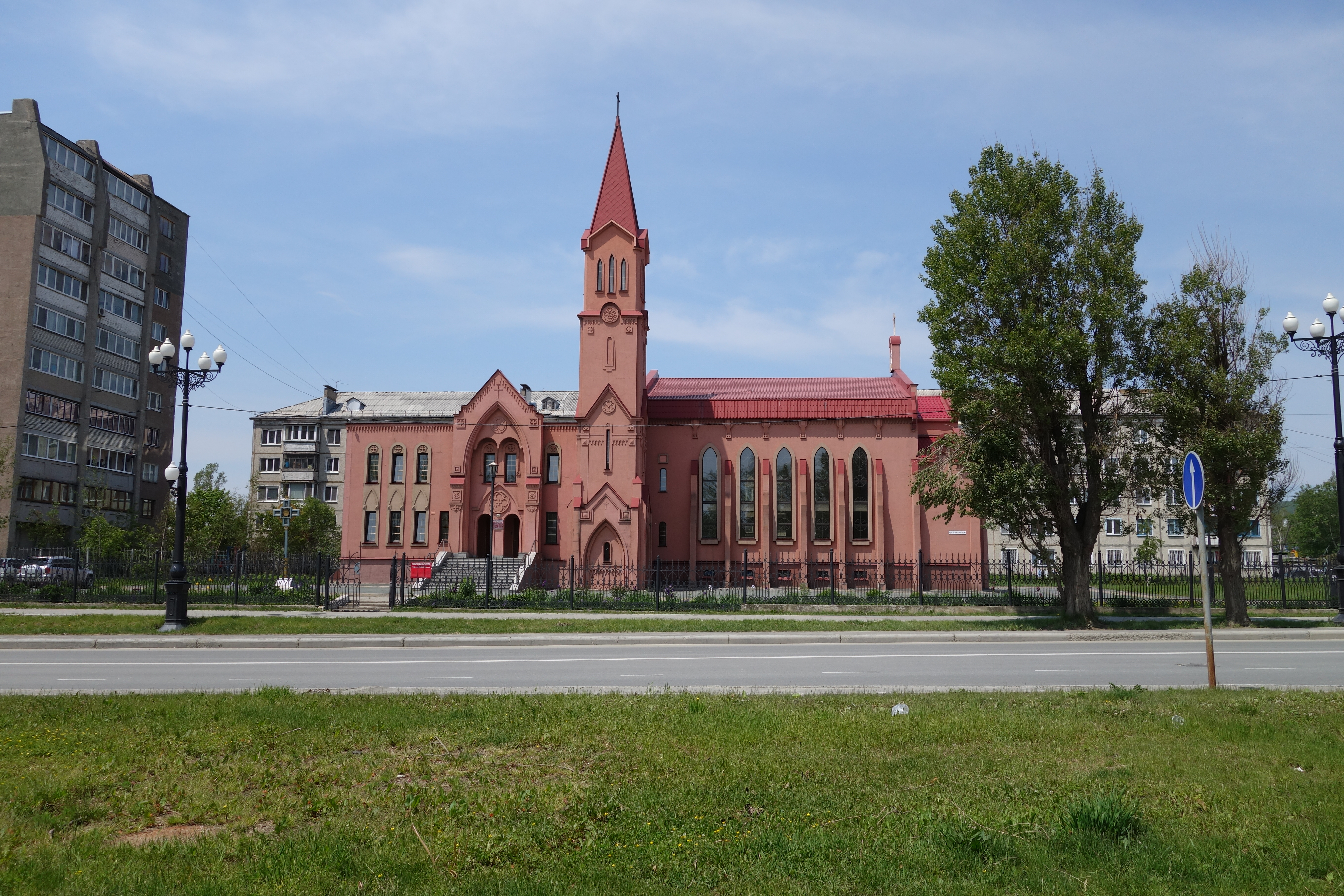
ユジノサハリンスク・カトリック教会

- ユジノサハリンスク・カトリック教会（カタリーチェスカヤ・ツェールカヒ・ユージュナサハリーンスキェ（Католическая церковь в Южно-Сахалинске）） - パピェードゥイ大通り（旧南10丁目通り）沿い（西方向近隣に日本料理屋「ニホンミタイ」）に立地。（ローマ教皇権とカトリック教会教義を受け入れ、八端十字架ではなく十字架を掲げながらも、ロシア正教会式の典礼および教会内でのイコン画展示を認められている元ロシア正教会の宗派であった）東方典礼カトリック教会（セント・ジェームズ教区管轄）。公式HP（ロシア語）、グーグルストリートビュー画像、立地場所（グーグルマップ）
- 日本統治時代、ユゼフ・ジェヴスキ－等の残留ポーランド系ロシア人有志により造られた「天守公教会」および「樺太豊原教会」については、豊原市#キリスト教（カトリック）系を参照の事。

プロテスタント

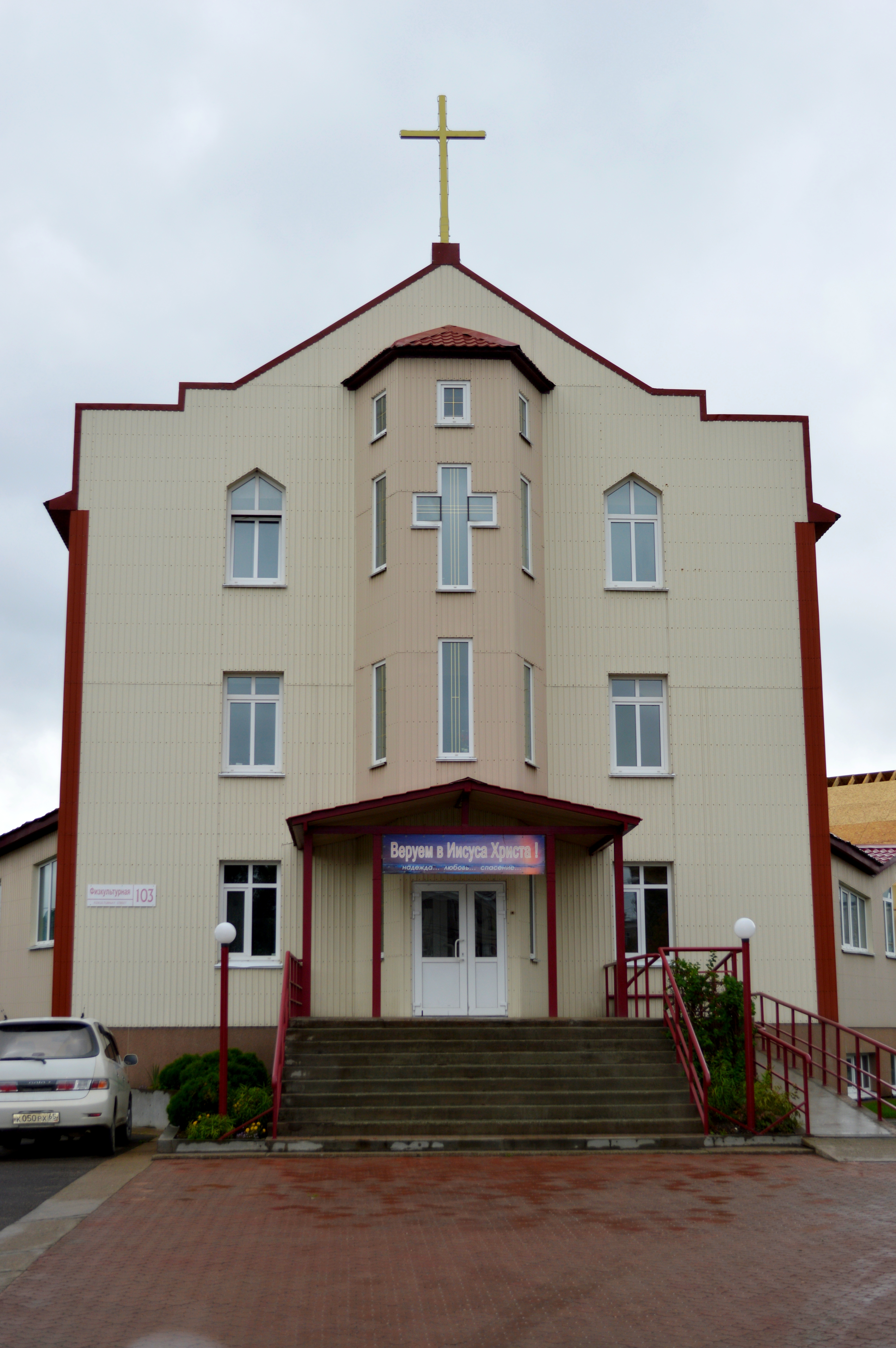
複音の家パブテスト教会（ユジノサハリンスク市）

市内にある教会施設の大半は福音派となっている。
- 複音の家パブテスト教会（ドム・エヴァンゲリヤ（Дом Евангелия）） - フィズクリトゥールナヤ通り（旧東8条通り）沿い（かつての「王子製紙旧豊原工場社宅街」敷地の東辺沿い）。グーグルストリートビュー画像、立地場所（グーグルマップ）
- 完全福音教会（ツェールカヒ・パルノーガ・エヴァンゲーリヤ（Церковь полного евангелия）） - サハリーンスカヤ通り（旧真岡通り）沿い（ススヤ川（旧鈴谷川）との交差地点から西へ約600m）北側に立地。グーグルストリートビュー画像、立地場所（グーグルマップ）

#### イスラム教
ロシア連邦中央ムスリム宗務局（もしくは「イスラム教徒中央精神統治」や「イスラム教中央組織精神統率庁」とも呼称）シベリアおよび極東ムスリム宗務局（もしくは「極東支部」とも呼称）アフマト・ガリフリン代表による公式発表では、ユジノサハリンスク市内在住者の内、信者数は公称：約4万人とされている。2003年頃より、同市内にモスク設置を求める要望が挙がっており、同市内にあった「元修理工場」廃墟を臨時モスクに使用。一時は「（パナラーマホテル系列の商業施設が林立する）エミェリヤーナヴァ通り（旧南13丁目通り）沿い」や「（医療施設が林立する）ヴァリニーシュナヤ通り（旧南19丁目通り）およびカムサモーリスカヤ通り（旧東11条通り）交差点沿い（グーグル・マップ）に立地する植林公園内」での建築・開所が内定していたが、行政側の対応が遅れ、約12年越し、しかも建物の新築や大掛かりな外面改装は事実上認められない等の制約を受けた上で、（同市内にある国家機関所有不動産の一つを間借りした形で）下記の「メチェーチ・ユージュナサハリーンスク（ユジノサハリンスク・モスク）」が認可され、運営している。
開所当初の礼拝者は約100名程だったが、わずか半月程で約500名にまで激増した。
- メチェーチ・ユージュナサハリーンスク（ロシア語表記：Мечеть Южно-Сахалинск。「ユジノサハリンスク・モスク」のロシア語訳。信者からは「祈りの家」とも呼称されている） - カローデズナヤ通り沿い（かつて日本治世下では精麻工場敷地の一部）に立地する（ロシア民間防衛問題・非常事態・自然災害復旧省極東地域センター・ユジノサハリンスク支部が所有・監理している不動産の一つである）二つのカマボコ型格納庫建物の内の一つ（南側）を転用し、開所（2015年5月19日）。建物の外見上、イスラム建築様式の特徴は一切、見られない（入り口には施設名を記した看板を設置）。グーグルマップ（メチェーチ・ユージュナサハリーンスク） ※ 施設名看板が取り付けられた入り口付近撮影画像付き。、グーグル・ストリートビュー（メチェーチ・ユージュナサハリーンスク） ※ 左側の方の倉庫。、同宗教施設 解説動画（ロシア語）
  - カローデズナヤ通り（旧西9条通り） - ユジノサハリンスク駅（旧豊原駅）駅舎 西裏付近より、更に西方に位置するススヤ川（旧鈴谷川）手前付近まで続くデポーフスカヤ（「鉄道機関区倉庫」のロシア語訳）通りの途中で（南方向から）T字状に接続している車道。

市内には現在、二つのイスラム教団体「サハリンイスラム教徒共同体（代表：マクシム・スロフツェフ）」および（「ロシア連邦中央ムスリム宗務局」傘下である）「シベリアおよび極東ムスリム宗務局」下部組織「イスラム教徒組織サハリン（代表：アブドゥリ・ヴァヒト・ヌリスラモフ導師）」が林立している。サハリン州に於いては前者団体の方が歴史が深く、（もう一方の団体「イスラム教徒組織サハリン」の上部組織）「中央ムスリム宗務局」からの干渉・制約を否定。一方、後者も「サハリンイスラム教徒共同体」運営にマドラサ（イスラム教神学校）出身者が居ない事等を指摘し続け、両者の関係は良好とは言えない状態が続いている。
2013年4月4日、「保護区への移動に関連する手続き」申請目的でサハリン州を訪れたロシア軍将校1名に（2003年2月14日よりロシア国内での活動が非合法とされた）ヒズブ・タフリール構成員の嫌疑が掛かり、逮捕を機にピストルと手榴弾の所持が発覚したとされる（この件について、「サハリンイスラム教徒共同体」は「完全に捏造された事件」と見ており、「イスラム教徒組織サハリン」副代表イルシャート・マニーウラフは「どの様にして、ユジノサハリンスク空港（二代目）での所持品検査から銃と手榴弾を隠す事が出来たのでしょうか？」と疑問めいたコメントを出している）。
2014年4月4日、イスラム過激派文献の保管をFSB（ロシア連邦保安庁）に疑われ、E. ヤネンコ裁判官による「犯罪捜査対策：部屋、建物、施設、敷地と交通手段の調査」実施命令に基づき、カムニスチーチェスキー通り（旧神社通り）49に立地するサハリンイスラム教徒共同体事務所が一斉捜査を受けている。この際、ラップトップPCと幾つかの宗教文学書が押収されている。
2017年4月26日には、同市内でスンナ派過激組織「イスラム国（IS）」の支持者とおぼしきロシア人および中央アジア出身者の2名をロシア連邦保安庁が拘束。同市内に於ける市民密集地でのテロ計画が発覚し、拘束者居住先にて爆発物などが押収されている。

#### 日本統治時代に建てられた宗教施設

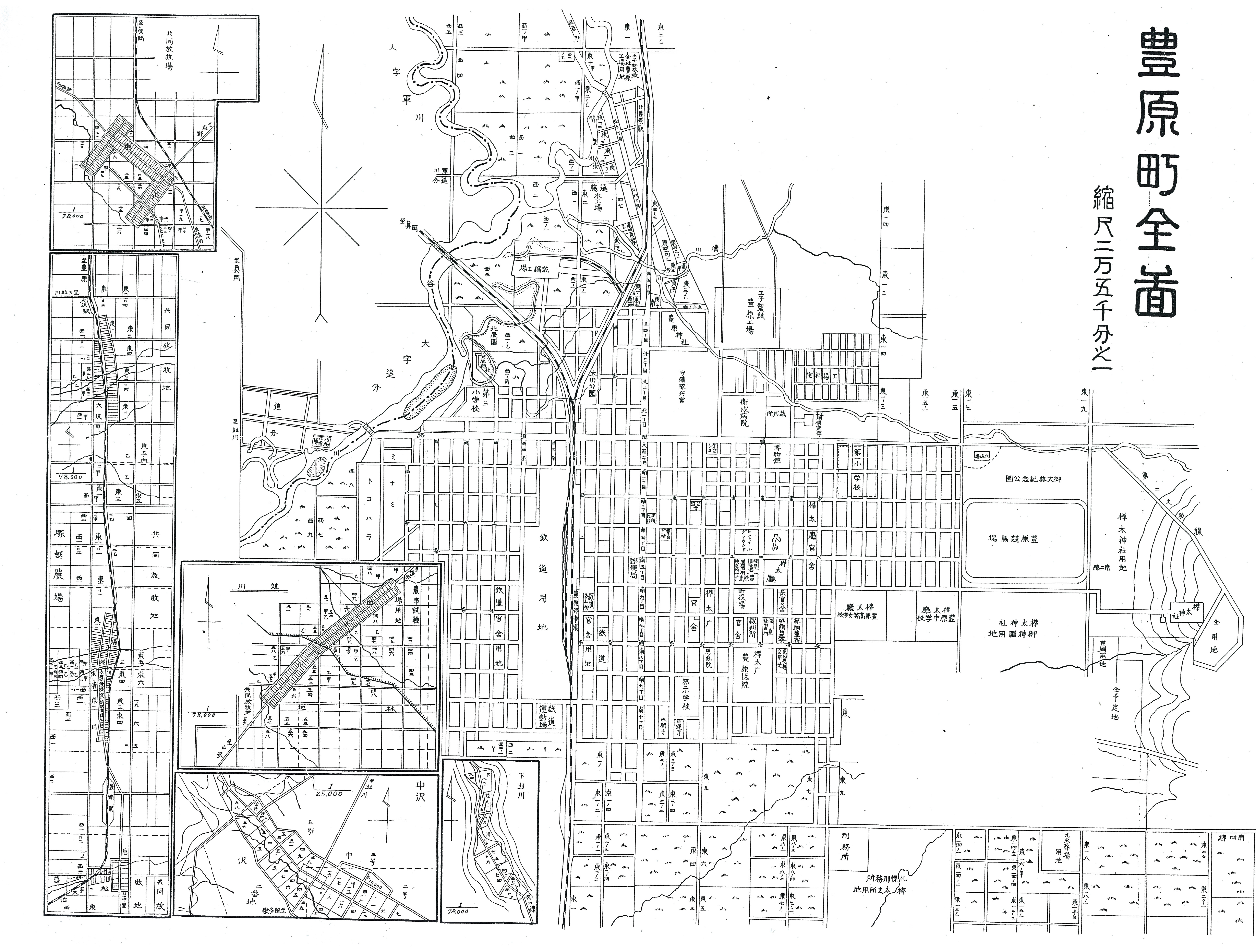
1929年（昭和4年）の旧豊原市街地図。幾つかの寺院名・立地場所が確認出来る。

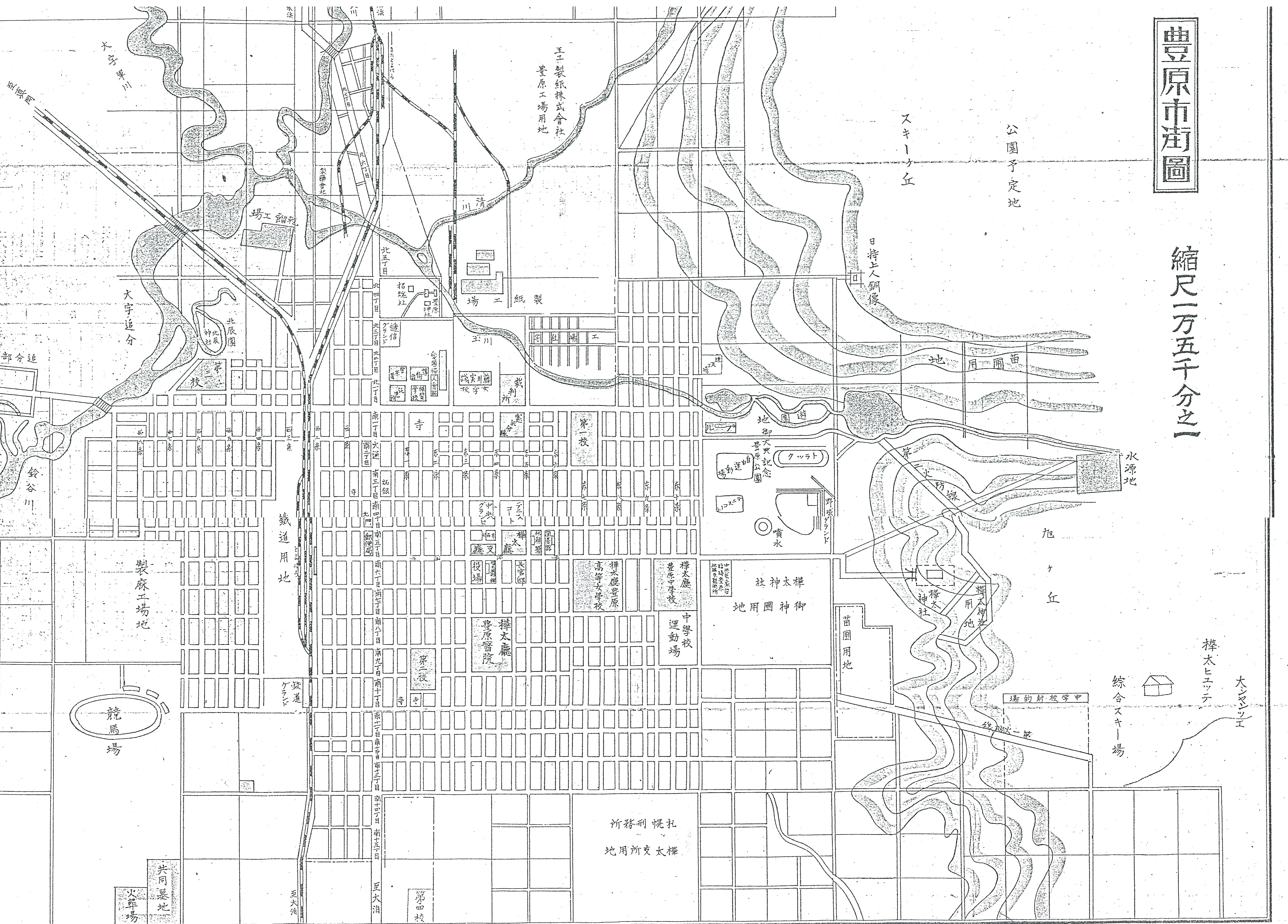
1933年（昭和8年）以降の旧豊原豊原市街地図。「寺」とだけ記載された宗教施設が幾つか確認出来る。

1947年（昭和22年）、ソ連科学アカデミーサハリン科学研究基地に所属する複数の研究者により、景徳寺および樺太神社を「日本の宗教の重要な歴史的記念物」として同科学研究基地で保全管理出来る様、サハリン州ソビエト執行委員会に対し移管要請したが取り合ってもらえず、その後、これら二施設は破壊された。
1948年（昭和23年）、樺太護国神社の本殿など境内の全建物が解体撤去される。
1960年代（昭和30年代後半 - 昭和40年代前半）、フルシチョフカ様式アパート群および駐車場の建設に伴い、北辰神社境内環境の撤去および境内を流れていたススヤ川（旧鈴谷川）支流が埋め立てられ、消失する。
2000年代から2010年代半ばにかけて神奈川大学らの研究者が現地調査を実施した。
2004年、北海道大学による「北海道大学グローバルCOEプログラム」の一環として、旧南樺太地域の神社跡地における現地調査を実施。戦前・戦後の関連資料収集・整理および2100枚におよぶスライド撮影画像を26枚の調査シートにまとめデータベース化している。

##### 神道系

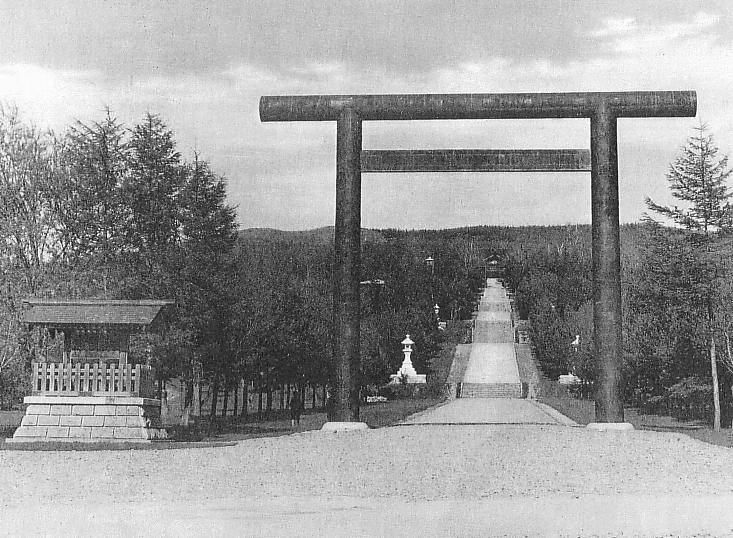
かつての旧官幣大社樺太神社（建造物の殆どは現存せず）

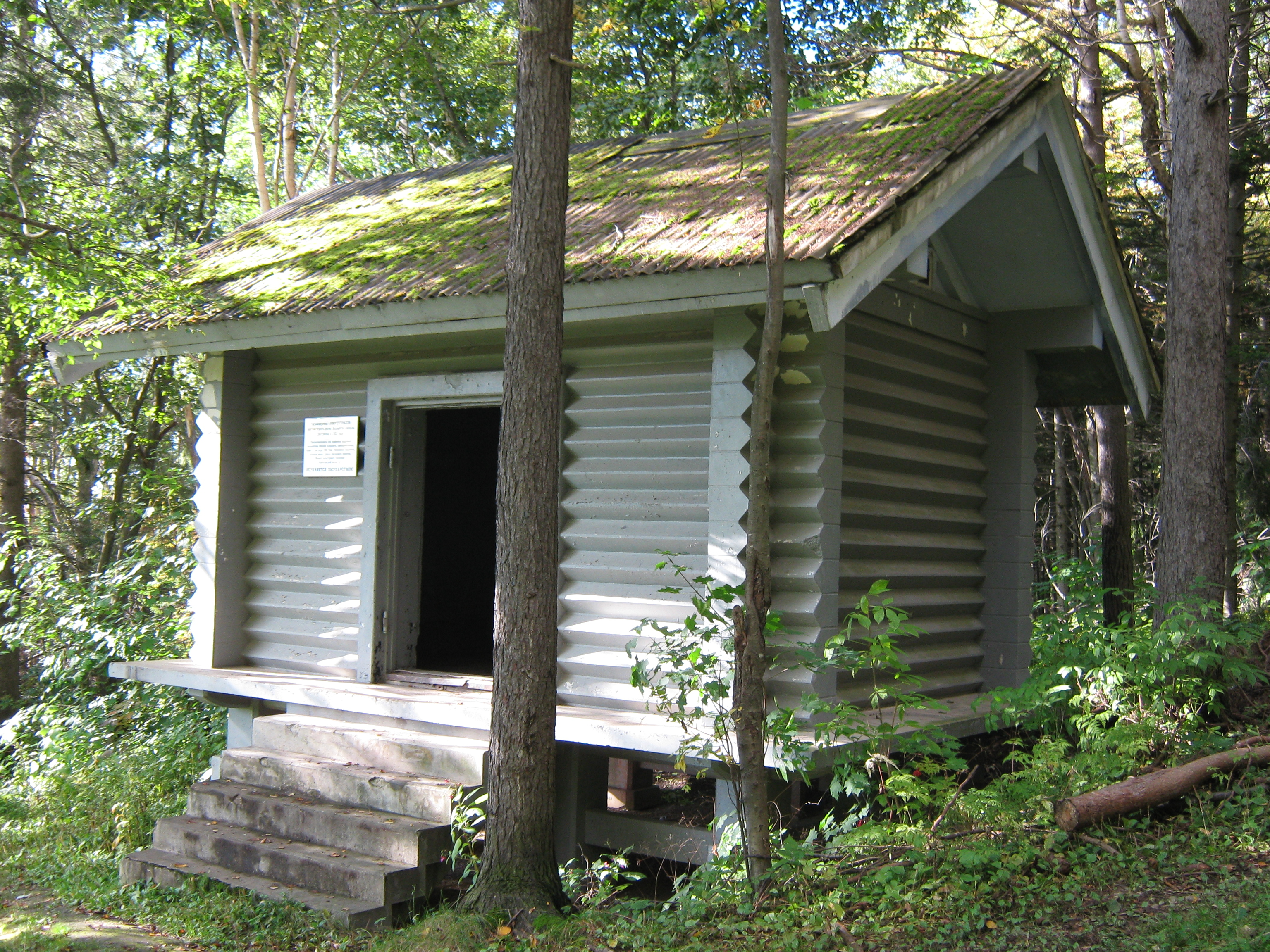
現在の旧官幣大社樺太神社跡地に造られたコンクリート製の校倉様式宝物殿風建造物

- 旧官幣大社樺太神社（主祭神：大国主神、大己貴命、少彦名命） - 当時の住所は「豊原市豊原町旭ヶ丘」。設計者は朝鮮神宮設計も手掛けた建築家「伊東忠太」。創立年月日と列格年月日および鎮座祭は1910年（明治43年）8月17日。例祭日は毎年8月23日。現在、当時の建造物は全て解体撤去されており、跡地には石段と湧き水小屋（木造建築）、および1963年（昭和38年）に境内拝殿跡地に建てられたコンクリート製3階建て洋館（旧ソ連時代に建てられた共産党幹部専用迎賓館。ペレストロイカを機に市営ホテル「ゴールカ」となり、2002年以降より個人所有の会社事務所となっている）、その他、1990年代に社務所跡地に建てられたコンクリトー製2階建てスポーツ関連施設（サウナ、事務所）[109]と（建造時期や建造目的がはっきりとしていない）校倉様式宝物殿風デザインのコンクリート製高床式建造物が残っている[110]。内側の壁にロシア語の文章が刻印された大きな金属プレート（Google提供の当該画像）が掲げられている宝物殿風建造物の管理は事実上放棄状態に近く、内部は心無い落書きで荒らされている。他の詳細については、「ロケットニュース24による現況解説記事 」および「樺太（サハリン）の建築②豊原 - 地域のお宝さがし－58」内「■樺太神社跡■」」を参照の事。
- 旧樺太護国神社（主祭神：西久保豊一郎命（西久保豊一郎陸軍歩兵少佐）、他653柱） - 当時の住所は「豊原市大字南豊原字南3線16番地」。創立年月日は1935年（昭和10年）9月3日、創建年は1908年（大正4年）。例祭日は毎年7月7日。現在、ゴーリカヴァ通り（旧東14条通り）沿い（栄光広場（旧「官幣大社樺太神社鳥居前広場」および初代「豊原競馬場」跡地） - 勝利広場（旧「旭ヶ丘公園」） 間のほぼ中間）にある（1960年代（昭和30年代後半 - 昭和40年代前半）に建設された）ユジノサハリンスク市立病院後庭に近接。建物は残っていないが、階段・基壇・土台は残っており、同病院正面右入り口に燈籠らしき（「奉納／佐々木時蔵/昭和十年」と彫られた）石台が残っている。前述病院建物の中で伝染病隔離病棟が最も近い事もあり、市民から忌避されてきた為、然程荒らされていない。立地場所（グーグルマップ）
- 旧県社豊原神社樺太招魂社（主祭神：天照皇大神、豊受大神、明治天皇、昭憲皇太后） - 当時の住所は「豊原市大字豊原字北2線東4番地ノ乙」。創建年月日は1908年（明治41年）7月11日、創立年月日は1910年（明治43年）8月31日、列格年月日は1928年（昭和3年）11月5日。例祭日は毎年6月16日。現在、神社跡地を偲ばせる形跡は（敷地を斜めに流れる小川「ロガトカ川（旧玉川）」支流を除き）地面に埋没した礎石および二本の樹木（松とマロニエ）以外、一切残っていない。戦後すぐにコンクリート製2階建ての保育園が建設・開園。2000年代前半頃に死体検死所となり、現在は文房具店「カーンツ・ビューラ（Канц-Бюро）」が立地している。グーグルストリートビュー画像
- 旧北辰神社（主祭神：（「北極星」「北斗七星」を神格化した仏教の天部の一つである）北辰妙見尊星王（妙見菩薩）、天御中主大神（神仏習合の影響により）） - 当時の住所は「豊原郡豊原町大字北豊原字北2線西1番地」。創立年月日は1924年（大正13年）2月2日。例祭日は毎年6月25日。跡地には、正面玄関形状が赤い鳥居風（赤い東洋風屋根も装飾されている）のギェオーラク・ホテル（ロシア語表記「Геолог Гостиница」）が立地している。実際に鳥居や石段を再利用したのかは不明。グーグルストリートビュー画像
  - 「北辰園」と呼ばれる公園施設も併設されていた。
- 旧追分神社（主祭神：天照皇大神、豊受大神、八幡大神、天御中主大神、西久保豊一郎命（西久保豊一郎陸軍歩兵少佐）、他18柱） - 当時の住所は「豊原市追分」。所在地は現在、ホールムスカエ・ショーッシェ（「ホルムスク（旧真岡）街道」のロシア語訳。ロシア語表記：Холмское Шоссе）北東側沿いに立地している（ロシア大手バス車両メーカーであるGAZ Group）ディーラー販売店「サーフ・スピェーツ・テーフ（ロシア語表記：Сах Спец Тех）」付近。グーグルストリートビュー画像、サーフ・スピェーツ・テーフ公式HP（ロシア語）、GAZ Group - 英語版Wikipedia
- 旧西久保神社（主祭神：西久保豊一郎命（西久保豊一郎陸軍歩兵少佐）、今村善男命、市原留吉命、久芳喜一命、林源三命、白山甚之助命、中島松五郎命、塚本紋太郎命、佐々木佐市命、小泉経松命、増田悦蔵命、門井政之助命、大貫鉄太郎命、小川佐治郎命、中村伊一命、中谷次郎市命、見波嘉一郎命、熊沢関蔵命、田代伊兵衛命） - 当時の住所は「豊原市西久保大字軍川字軍川」。所在地である旧軍川（いくさがわ）地区は現在、放射形状に再区画されダーチャ一大集積地区になっている。創立年月は1915年（大正4年）。例祭日は創立年と同年7月2日。日露戦争の英雄である西久保豊一郎少佐（西久保豊一郎）と他の18人の軍神が祀られた。西久保豊一郎少佐の兄で、当時、第13代北海道庁長官であった西久保弘道は、亡き弟の形見である軍刀を西久保神社に寄贈している。
- 旧王子稲荷神社（主祭神：宇迦之御魂神、宇気母智之神、和久産巣日神） - 王子製紙豊原工場敷地の南東方向に配置されていた社宅街敷地内の南東角辺り（同敷地南部を東西に横切るロガトカ川（旧玉川）河畔南側を北方向に、生地店「ドーム・トカーニ（「布織物の家」のロシア語訳。ロシア語表記：Дом Ткани）」および「Oooカンチーニェント（「Ooo大陸」のロシア語訳。ロシア語表記：Ооо Континент）」および弁護士事務所「アドヴォーカトュイ・マカーラヴァ・イ・ヴェルシーニン（ロシア語表記：Адвокаты Макарова и Вершинин」（旧山林社宅）を南方向に、そしてフィズクリトゥールナヤ通り（やや北東方向近隣に前述「複音の家パブテスト教会（ドーム・エヴァーンゲリヤ（Дом Евангелия））」が立地）を東方向として挟まれた中間位置辺りに設けられていた[111]。2004年時点では、境内跡地は「山羊および羊の放牧地」兼「牧草地」として再利用され、草むらに覆われた灯籠の台座1基が確認されている[112]。Карафуто. Дзиндзя Ōji Inari - Retro photos（当時の画像および立地地図も閲覧可能。ロシア語）グーグルストリートビュー画像（旧社殿背面と思われる東方向より）グーグルストリートビュー画像（旧社殿正面と思われる西方向より）
- 旧清川神社（主祭神：市杵島姫命（イチキシマヒメ）） - 当時の住所は「豊原市大字清川字清川」。
- 旧大沢神社（主祭神：天照皇大神、大国主命、稲荷大神）- 当時の住所は「豊原市大字大沢字大沢」。
- 旧下並川神社（主祭神：少彦名命、天照皇大神、大国主命） - 当時の住所は「豊原市下並川」。
- 旧唐松神社（主祭神：天照皇大神） - 当時の住所は「豊原市大字唐松字唐松」。
- 旧竝川神社（主祭神：天照皇大神） - 当時の住所は「豊原郡豊原町竝川」。

##### 仏教系
- 旧景徳寺（文献によっては「景行寺」とも記述） - レーニナ通り（旧豊原大通り）とハバローフスカヤ通り（旧南3丁目通り（ユジノサハリンスク駅（旧豊原駅）線路以東））が交差する角地（北西側区画）のやや奥に立地していた（ちなみに同交差角地の北東側区画にはサハリン州立美術館（旧北海道拓殖銀行豊原支店）が立地）。現在、建物は現存せず、跡地に家具・建築資材店「タルゴーヴィ・ドーム・インチェークス（ロシア語表記：Торговый Дом Интэкс。「住宅売買インテックス」のロシア語訳。数年前迄の商号は旧「ドーム・メーベリ（「家具の家」のロシア語訳）」）」が立地している。グーグル・ストリートビュー
- 旧日蓮寺 - パピェードゥイ大通り（旧南10丁目通り）南側にＴ字に繋がるアムールスカヤ通り（旧東1条通り）沿い（「ギームナジーヤー No.2」（「第二体育館」のロシア語訳。ロシア語表記：Гимназия №2。旧「樺太公立豊原第二国民学校」）南西近隣付近）に立地していた。建物は現存せず跡地にはフルシチョフカ様式アパート群が林立している。グーグル・ストリートビュー
  - 1978年（昭和53年）時点では、旧日蓮寺（および近隣に立地していた旧「樺太公立豊原第二国民学校」校舎の一部）建物が残っていた事が、「全国樺太連盟」墓参団による記録映像「樺太墓参の記録(1978)2/3 - YouTube ※ 「11:52」付近より。」（および解説ナレーション音声）で確認出来ている。
- 旧乗願寺 - 上述の「旧日蓮寺」西方向に隣接して（同じくパピェードゥイ大通り（旧南10丁目通り）南側およびアムールスカヤ通り（旧東1条通り）立地していた。1974年頃迄には、地区郵便局建物として利用されていたが、現在、建物は現存せず跡地には美容院「ユージュナヤ（ロシア語表記：Южная。「南」のロシア語訳）」、スーパー「ガストロノム・ユジュニ（ロシア語表記：。「ユジュニー食料品店」のロシア語訳）」、ドラッグストア「アプチェーカ № 24（ロシア語表記：Аптека № 24。「第24薬局」のロシア語訳）」、靴店「ラルフ・リンガー」が立地している。グーグル・ストリートビュー
- 旧法恩寺 - ハバローフスカヤ通り（旧南3丁目通り（ユジノサハリンスク駅（旧豊原駅）線路以東））およびクリーリスカヤ通り（旧南2丁目通り（ユジノサハリンスク駅（旧豊原駅）線路以東））南側付近に立地していた。グーグル・ストリートビュー
- 旧慈恵院 - 旧南八丁目および「チェーハヴァ通り（旧東3条通り）」「ラジュジェストヴェーンスカヤ通り」「クラースナヤ通り（旧東4条通り）」に囲まれた付近に立地していたが、建物は現存せず。跡地南西部分には後述されている商業施設「スラビヤンスキー・バザール」、同南東部分にはフルシチョフカ様式アパート、同北西部分には生地店「リュビモエ・デロ（ロシア語表記：Любимое дело。「好きな商売」のロシア語訳）」、国際宅配便「クリエル・セルヴィス・エクスプリェース（ロシア語表記：Курьер Сервис Экспресс。「特急宅配便」のロシア語訳）」、「ソガス保険（ロシア語表記：Согаз）」、高級喫茶「チェルナヤ・コーシュカ（ロシア語表記：Черная кошка。「黒猫」のロシア語訳）」、同北東部分にはエステティックサロン「グロッス（ロシア語表記：Глосс）」、日焼けサロン「ソリャリ・リュクス（ロシア語表記：Солярий Люкс）」、喫茶「ブランチ・カフェ」、建築会社「エスカーエフ・スフェーラ（ロシア語表記：СКФ "Сфера"。「SKF球」のロシア語訳）」が立地している。グーグル・ストリートビュー（北西角より中央方向）グーグル・ストリートビュー（北東角より中央方向）グーグル・ストリートビュー（南西角より中央方向）グーグル・ストリートビュー（南東角より中央方向）
- 旧弘法寺 - 1974年頃迄には、住居として利用されていた。

本節の冒頭付近にて画像掲載されている「1933年（昭和8年）以降の旧豊原中心部」地図にて、「寺」とのみ記載されている（ちなみに「1929年（昭和4年）の旧豊原市街」地図ではまだ存在していないらしく未記載）下記寺院は、上述した旧弘法寺もしくは別の寺院かは不明。
- サハリーンスカヤ通り（旧真岡通り）・アムールスカヤ通り（旧東1条通り）・ニェベーリスカヤ（旧南1丁目通り）・チェーハヴァ通り（旧東3条通り）に囲まれた区画に存在していた寺院。建物は現存せず、跡地にはペットショップ「ヴミーレ・ジュイヴォートヌイフ（「動物の世界で」のロシア語訳。ロシア語表記：В мире животных）」、メガネ店「オーストラエ・ズリェーニイェ（「鮮明な視力」のロシア語訳。ロシア語表記：Острое Зрение）」、総合保険会社「ロスゴスストラフ・バーンク（「ロシア全国保険会社」のロシア語訳。ロシア語表記：Росгосстрах банк）」、ローン会社「エクスプリェース・デーヴェー（「DB特急」のロシア語訳。ロシア語表記：Экспресс-ДВ）」、その他、フルシチョフカ様式アパート群が林立している。グーグル・ストリートビュー（北西角より中央方向）、グーグル・ストリートビュー（北東角より中央方向）、グーグル・ストリートビュー（南西角より中央方向）、グーグル・ストリートビュー（南東角より中央方向）
  - 旧弘法寺跡地らしき利用施設の一つとして前述したペットショップ「ヴミーレ・ジュイヴォートヌイフ」の店名については、旧ソ連時代より近年までの期間（1968年4月17日 - 2019年12月25日）にロシア全土でTV放送されていた長寿番組（動物ドキュメンタリー番組）の番組名と同じ。В мире животных -  - Википедия（ロシア版Wikipedia 同TV番組記事）

- 旧日持上人銅像 - 旧北4丁目通り（ブマージュナヤ通り東端が一番近いが、当該位置まで到達していない）東端に立地していた（「旧銅像山」「旧緑ケ岡スキー場」「旧スキーヶ丘）」という愛称で旧豊原市民から広く呼称されていた）簡易スキー場（ガガーリン公園スキー場）中腹（二つの斜面滑走コース終端がV字状に繋がる手前）付近に建立されていた（1930年（昭和5年）8月）。高さは一丈二尺（曲尺の場合、約3.33m。鯨尺の場合、約4.158m）とされ、総工費は2万円[113]。現在、存在していない。日持上人銅像の当時の画像、より詳細な建立位置および解説HP（ロシア語表記）、「日持上人銅像」解説動画（12:21付近より）

#### 墓地

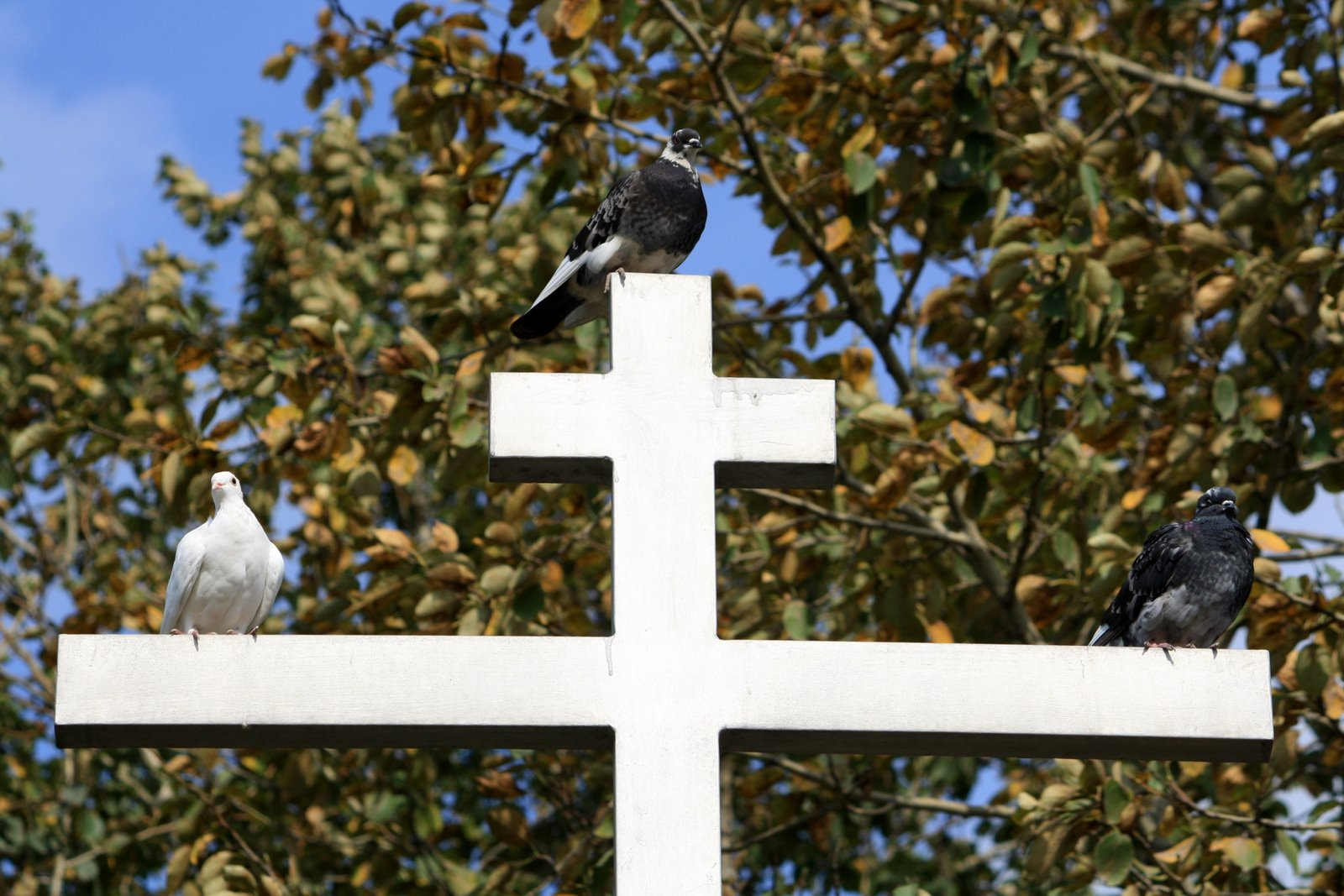
（ギリシャ系以外の正教会全般で多く見られる）八端十字架が建つ共同墓地（ユジノサハリンスク市）

- スターラエ・クラードゥビシシェ（ロシア語表記：Старое Кладбище。「古い墓地」のロシア語訳を冠した「ユジノサハリンスク共同墓地」） - 旧樺太公立豊原第四国民学校跡地（「旧南16丁目通り」および「プーシュキナ通り（旧東2条通り）」交差点角地の南西側区画。路線バスで南へ約40分程）に立地。墓地内には墓参者向けのベンチやテーブルも設置されている。
  - 奥にある日本人墓地は容易に乗り越えられない程の高さがある（黒色塗装金属製の檻の様な）塀で囲っている。
  - グーグルマップで同墓地を検索すると、神社の鳥居画像が併せて表示されるが、その様な建造物は此処には存在していない。
  - 市内在住のイスラム教徒および市内イスラム組織「サハリンイスラム教徒共同体」「イスラム教徒組織サハリン」からは、イスラム法に従って整備された（別敷地での）集団墓地を求める要望が起こっている[99]。

##### かつて存在していた共同墓地
- 旧豊原市共同墓地および旧豊原市火葬場 - 北端墓所区画の西側が火葬場で、その他の墓所区画は全て共同墓地。
  - 「旧豊原市火葬場」跡地については、（後述の「グーグルマップ空撮画像」撮影以降）サハリン州立病院が建設・開院している[114]。
  - 「旧豊原市火葬場」跡地に建つサハリン州立病院敷地の外側周辺に、樺太地上戦で犠牲となった日本人民間人の遺骨が少なくとも約100人埋まっているとされており[115]、約72年の時を経た2017年10月中旬、一般社団法人「全国樺太連盟」および「ピアニェール財団（サハリン州およびロシア石油公団の支援で設立されたロシア兵士（および日本兵・民間人）遺骨調査ボランティア団体。実働メンバーの中核は退役ロシア軍人であり、名称が酷似している旧共産主義少年団との関係・関連は皆無）[116]」により、日本人参加としては初の発掘調査が行われた[117]。
  - グーグルマップ空撮画像で跡地（霊園内道路により区切られた多数の墓所区画）の目視が可能（該当部分のグーグルマップ空撮画像）。（ソ連侵攻に備え、終戦日より更に2日越しである1945年（昭和20年）8月17日まで工事を続行させ完成させた）「豊原大澤飛行場」が東方向（沼沢地）に隣接して開港されており、1945年（昭和20年）10月 - 1964年（昭和39年）の期間は「旧ユジノサハリンスク空港（初代）」として運営されていたが、誘導路の設置工事により豊原市共同墓地の南東付近にある墓所区画の一部が侵食されているのが確認出来る（詳細は有志の方が調査・作成した「旧ユジノサハリンスク空港（初代）」設備解説空撮画像と前述「グーグルマップ空撮画像」を比較参照の事）。その他の跡地の再利用らしき動きは見られない。墓石らしき物体は確認出来ず、埋葬されていた各故人の遺骨について現在も残されているのか等、不明（調査中）。
  - 1933年（昭和8年）の豊原市地図では、「センチャーブリスカヤ通り（旧西6条通り）とザーガラドゥナヤ通り（旧西7条通り）の中間通り」・「プルカーイェヴァ通り（旧南15丁目通り）」・「カローデズナヤ通り（旧西9条通り）」・「エシェーニナ通り（旧南17丁目通り）」に囲まれた敷地に立地の様な記述がされているが、共同墓地敷地の拡大や測量の誤りで実際の立地と若干相違が見られる。
- 前々身自治体「ウラジミロフカ村」時代の帝政ロシア人墓地 - 「（ユジノサハリンスク郵便局（旧逓信省豊原郵便局）北方向裏側沿いである）ビブリオーチェシュヌィ通り（旧南4丁目通り）」・「旧西1条学校（1930年代の旧豊原市地図では旧西1条通り沿いの教育機関施設を確認出来ず。後身施設（移転先）調査中）付近以南」・「ヴァクザーリナヤ通り（旧西2条通り、旧別名：停車通り）」に囲まれた敷地一帯に立地していたが、ゲオルギー・アレクセーヴィチ・チホミーロフ京都教区主教旅行記にて「計画的に区割りが進められている市街地の一角に、ロシア人が置き残していった墓地が見つかったが、棺は全て掘り返され、遺骨や遺体とともに焼き捨てられた…」と言及されている[118][119]。
  - 旧ウラジミロフカ村でのロシア正教会「スモレンスク聖堂」に保管されていた洗礼記録を元に（キリスト教圏全般で厳格に禁忌とされている自殺者を除いた）信者のほぼ全員が土葬（火葬は特に禁忌とされていないが、特に事情でも無い限り、正教会信者は忌避を望んでいた為）[120]）されていた。

## ユジノサハリンスク市を扱った作品・番組
前身自治体「豊原市」を扱った作品・番組については、豊原市#豊原市を扱った作品・番組を参照の事。
- TVドラマ「サハリンの薔薇」（脚本：市川森一、初回放送：1991年11月24日、北海道放送（「東芝日曜劇場」枠）） - 芸術作品賞（第7回）およびギャラクシー賞（第29回奨励賞）を受賞[121]。
- ドキュメンタリーTV番組「プロジェクトX〜挑戦者たち〜」シリーズ 国境を越えた救出劇 大やけどのコンスタンチン君・命のリレー」（初回放送：2000年7月25日、NHK）
- 小説「そして誰でもなくなった」（作：None） - 小説投稿サイトカクヨムにて無償公開中（「そして誰でもなくなった」）
- ラジオ番組「ユジノサハリンスク・ホットライン」 - 函館市のコミュニティFM「FMいるか」にて、1994年12月より1995年にかけて放送。番組司会は織田亮子アナウンサーが務めた。1994年12月11日放送内容、1995年1月15日放送内容、1995年2月12日放送内容、1995年3月12日放送内容
- ネット動画「樺太墓参の記録(1978) - YouTube」（作：全国樺太連盟、2013年8月4日（実際の撮影年は1978年（昭和53年）））
  - 第2回 - 「03:00」辺りより「スターラエ・クラードゥビシシェ（ユジノサハリンスク共同墓地）」内に設けられている「日本人共同墓地」撮影動画が登場。
  - 第3回 - 「01:20」辺りより、「ゴールヌィ・ヴォーズドゥフ・スキー場（旧旭ヶ丘綜合スキー場）」撮影動画が登場。
- ネット動画「ユジノサハリンスク探訪 - YouTube」（作：日本戦跡協会、2021年2月26日）
- ネット動画「サハリン　ユジノサハリンスク市編 - YouTube」（作：本谷英一、2020年7月10日）
- ネット動画「旅を振り返ろう！ロシア連邦ユジノサハリンスク編 - YouTube」（作：Wataru Japanese、2021年12月30日）
- ネット動画「北海道のさらに北には何がある？サハリンの異世界っぷりがすごい！ - YouTube」（作：どこにでも行くドスコイ、2019年5月29日）
- ネット動画「ロシア・ユジノサハリンスクの街を探検!! - YouTube」（作：おのだ/Onodaチャンネル、2019年1月22日）
- ネット動画「サハリンを旅行してみた正直な感想 - YouTube」（作：おのだ/Onodaチャンネル、2019年2月1日）
- ネット動画「かつての日本最北の市！ユジノサハリンスクを巡る【サハリン縦断の旅#6】【北海道のさらに北へ！2019樺太・ユジノサハリンスク訪問2】 day2　サハリン初日街歩き（線路はずされている！改軌工事中だったみたい）Южно-Сахалинск - YouTube」（作：千葉晃、2021年5月2日）
- ネット動画「【稚内からちょっと北　2019樺太・ユジノサハリンスク訪問3】 day3　サハリン初日街歩き2日め　活躍するコマツのホイルローダーWA-100に感動。 - YouTube」（作：千葉晃、2021年5月3日）
- ネット動画「サハリン州訪問②ユジノサハリンスク　Visit to  - YouTube」（作：長友たかのり 長友隆典、20181年3月8日）
- ネット動画「【"元"日本最北の大都市】豊原市のいまむかし ユジノサハリンスク【VOICEROID樺太解説】#3 - YouTube」（作：ゆくら / Yukura、2021年6月7日）
- ネット動画「樺太（サハリン）の豊原（ユジノサハリンスク） - YouTube」（作：Louis Glass - tottorijapan、2020年10月19日）

## ユジノサハリンスク市と所縁のある人物
前身自治体「豊原市」と所縁のある人物については、豊原市#著名な出身者を参照の事。
- アリョーナ（アリョーナ・ブズドゥガン） - コルサコフ市（旧大泊町）出身のタレント・リポーター（主に「北海道テレビ放送」夕方時間帯の生活情報番組に出演）・通訳およびロシア語講師。ユジノサハリンスク市内にあるサハリン国立総合大学東洋学部にて日本語を専攻していた。2019年8月28日、日本人一般男性と結婚。
- ワレンチン・フョードロフ - 1990年よりサハリン州執行委員会議長（当時の州知事役職名称）、1991年8月以降（ソ連8月クーデター未遂以降）にはエリツィンロシア共和国大統領よりサハリン州知事に任命。一時は親日派ロシア有力政治家の急先鋒であり、「自由経済地域構想」および「北方領土自由貿易圏構想[122]」を打ち出すもサハリン州議会と対立。当時の州知事は「州議会解散に向けての州住民投票提案権限しか与えられていない（同提案を受けて、2/3以上の州議員の賛成で「州住民投票」開始が認められる）」事情[123]もあり、1993年4月に州知事辞任に追い込まれる。その後、「ロシア連邦経済省（現ロシア経済開発貿易省）次官」および「ロシア産業企業家同盟（日本の経団連に相当）」副総裁の就任を経て、1997年1月14日に（生まれ故郷であるヤクーツク市を首都とする）「サハ共和国議会首相」に選出、約1年半後である1998年8月には全ての公務を退き年金生活者となっていた[124]。（ウクライナ侵攻開始の約1年1ヶ月前である）2021年1月12日、モスクワ市内にて病死（享年81歳。病名は非公表。1939年、極東地方サハ共和国首都ヤクーツク市生まれ）[125]。
- コンスタンチン君（コンスタンティン・スコロプイシュヌイ） - ソ連解体消滅から約1年前の1990年8月20日に自宅での事故により大やけどを負う。その後、超法規的措置によって日本の北海道にある札幌医大病院と旭川赤十字病院で治療を受け、一命をとりとめた。
- イーゴリ・ニコラエフ（Igor Nikolayev - 英語版Wikipedia） - 1980年代後半より旧ソ連および現在のロシアで活躍中ののプロデューサー・作曲家・作詞家・歌手。ホルムスク市（旧真岡町）出身で、デビュー前はユジノサハリンスク市内にあった歌手養成学校に在学していた。最初の妻（のちに離婚）はイーゴリ・ニコラエフよりも大物歌手であるナターシャ・カラリョーヴァ。
- パーヴェル・ポポーヴィチ - 1965年（昭和40年）6月（コムソモールサハリン支部記念日）にユジノサハリンスク市を訪問した（ウクライナ系ソ連人としては初の）宇宙飛行士。同年6月6日、ユジノサハリンスク市執行委員会によりユジノサハリンスク名誉市民とされ、「旧ザヴォートスカヤ通り（旧南9丁目通り）」を「イーミェニ・カスマナーフタ・パパーヴィシャ通り」に改名[81]。